# Eleição municipal de Natal em 2024
A eleição municipal da cidade de Natal em 2024, cujo primeiro turno se deu no dia 6 de outubro e o segundo turno no dia 27 de outubro, elegeu um prefeito, uma vice-prefeita e 29 vereadores para a administração da cidade, que se iniciou em 1º de janeiro de 2025 e terminará em 31 de dezembro de 2028.

## Contexto

### Eleições anteriores
O prefeito titular é Álvaro Dias, do Republicanos, que assumiu a prefeitura em 2018, após o titular Carlos Eduardo Alves renunciar para poder disputar o Governo do Estado do Rio Grande do Norte em 2018. O mesmo também se reelegeu nas eleições municipais de 2020. Por estar em segundo mandato, Dias está impedido, por força da legislação eleitoral, de concorrer a um novo mandato consecutivo.

### Eleitorado
Em setembro de 2024, Natal contava com cerca de 575.642 pessoas aptas a votar, cerca de 76,62% da população total do município (751.300), segundo o Censo demográfico do Brasil de 2022. A cidade é dividida em 5 zonas eleitorais (1ª, 2ª, 3ª, 4ª e 69ª). Os eleitores tiveram até o dia 8 de maio para fazer a 1ª via ou a regularização do título junto ao cadastro biométrico.

## Calendário eleitoral
| Início        | Fim           | Atividades | Status    |
| ------------- | ------------- | --- | --------- |
| 7 de março    | 5 de abril    | Janela partidária para vereadores trocarem de partido visando concorrer às eleições sem perder o mandato. | Realizado |
| 6 de abril    | 6 de abril    | Data-limite para todas as legendas e federações partidárias obterem o registro dos estatutos no TSE e para todos os candidatos terem domicílio eleitoral na circunscrição em que desejam disputar as eleições com a filiação deferida pelo partido. | Realizado |
| 15 de maio    | 15 de maio    | Início da campanha de arrecadação prévia de recursos na modalidade de financiamento coletivo para pré-candidatos, sem realização de pedidos de voto e obedecendo a regras relativas à propaganda eleitoral na Internet.                             | Realizado |
| 20 de julho   | 5 de agosto   | Realização de convenções partidárias para deliberar sobre coligações e escolher candidatos às prefeituras e aos cargos de vereador. Os partidos têm até 15 de agosto para registrar os nomes na Justiça Eleitoral.                                  | Realizado |
| 16 de agosto  | 16 de agosto  | Início das campanhas eleitorais de forma igualitária, podendo qualquer publicidade ou manifestação com pedido explícito de voto antes da data ser considerada irregular e multada.                                                                  | Realizado |
| 30 de agosto  | 3 de outubro  | Veiculação da propaganda eleitoral gratuita no rádio e na televisão. | Realizado |
| 6 de outubro  | 6 de outubro  | Realização do primeiro turno das eleições municipais. | Realizado |
| 11 de outubro | 25 de outubro | Veiculação da propaganda eleitoral gratuita no rádio e na televisão para o segundo turno. | Realizado |
| 27 de outubro | 27 de outubro | Realização de um eventual segundo turno nas cidades com mais de 200 mil eleitores em que o candidato a prefeito mais votado não tenha atingido a metade mais um dos votos válidos.                                                                  | Realizado |

## Candidatos à prefeitura

### Convenções partidárias
Em uma convenção, no dia 26 de julho de 2024, o professor Nando Poeta foi oficializado como candidato a prefeito pelo Partido Socialista dos Trabalhadores Unificado (PSTU), o estudante Tiago Silva foi confirmado como candidato a vice. Além disso, o partido oficializou 2 candidaturas a vereador (uma delas sendo coletiva, composta por 3 pessoas).
O Avante oficializou no dia 1º de agosto de 2024: Rafael Motta como candidato a prefeito, José Odon Abdon como candidato a vice-prefeito e 30 candidatos a vereador.
Um dia após a convenção citada anteriormente, a FE Brasil (PT, PCdoB e PV) realizou sua convenção partidária e oficializou Natália Bonavides (PT) como candidata a prefeita, Milklei Leite (PV) como candidato a vice-prefeito e 30 candidatos a vereador. Os seguintes partidos compõem a coligação de Natália Bonavides e Milklei Leite: FE Brasil (PT, PCdoB e PV), MDB, PSB e PDT. O evento contou a presença da governadora Fátima Bezerra e da presidente nacional do PT, Gleisi Hoffmann. Bonavides enfrentava a concorrência na FE Brasil da deputada estadual Eudiane Macedo (PV). Macedo saiu da disputa e o partido indicou o vereador Milklei Leite para ser companheiro de chapa da deputada federal.
O União Brasil oficializou, no dia 3 de agosto de 2024, Paulinho Freire (UNIÃO) como candidato a prefeito, Joanna Guerra (Republicanos) como candidata a vice-prefeita e 30 candidatos a vereador (210 somando-se todos os partidos que compõem a coligação). Estiveram presentes no evento: os senadores Styvenson Valentim e Rogério Marinho, o deputado federal Girão, o deputado estadual Coronel Azevedo, além de outros membros e dirigentes das duas legendas. Até o momento, sete partidos compõem a coligação de Paulinho Freire e Joanna Guerra: UNIÃO, Republicanos, PL, PP, PSDB, PODE e Solidariedade.
No mesmo dia da convenção citada anteriormente, o PSD oficializou Carlos Eduardo Alves como candidato a prefeito, Jacó Jacome como candidato a vice-prefeito e 30 candidatos a vereador. O evento contou com a presença da presidente estadual do partido, a senadora Zenaide Maia. Até o momento, dois partidos compõem a coligação de Carlos Eduardo e Jacó Jacome: PSD e DC.
Por fim, no último dia disponível para a realização das convenções partidárias (5 de agosto de 2024), o PRTB oficializou Heró Bezerra como candidato a prefeito e Antônio Bento como candidato a vice-prefeito. Dessa forma, passaram a ser 6 candidatos disputando o Palácio Felipe Camarão.
Antes do início das convenções partidárias, ainda durante o período de pré-candidatura, o Partido Novo (NOVO) informou que não iria lançar pré-candidato a prefeito em Natal.

### Quadro de candidaturas
| Nº | Prefeito(a)  | Prefeito(a)          | Prefeito(a)       | Prefeito(a)                                 | Vice-prefeito(a) | Vice-prefeito(a) | Vice-prefeito(a) | Vice-prefeito(a)  | Vice-prefeito(a)                                                                  | Coligação Partido(s)                                                                  | Ref.                               |
| Nº | Candidato(a) | Candidato(a)         | Partido Federação | Cargo mais recente                          | Candidato(a)     | Candidato(a)     | Candidato(a)     | Partido Federação | Cargo mais recente                                                                | Coligação Partido(s)                                                                  | Ref.                               |
| -- | ------------ | -------------------- | ----------------- | ------------------------------------------- | ---------------- | ---------------- | ---------------- | ----------------- | --------------------------------------------------------------------------------- | ------------------------------------------------------------------------------------- | ---------------------------------- |
| 13 |              | Natália Bonavides    | PT FE Brasil      | - Deputada federal (2019-presente)          |                  |                  | Milklei Leite    | PV FE Brasil      | - Vereador (2021-presente)                                                        | Natal Merece Mais FE Brasil (PT, PCdoB e PV), MDB, PSB, PDT                           | [ 15 ] [ 16 ] [ 17 ] [ 18 ] [ 28 ] |
| 16 |              | Nando Poeta          | PSTU              | - Sociólogo - Professor                     |                  |                  | Tiago Silva      | PSTU              | - Jornalista - Redator                                                            | Sem coligação                                                                         | [ 29 ] [ 10 ] [ 11 ] [ 12 ]        |
| 28 |              | Heró Bezerra         | PRTB              | - Sacerdote                                 |                  |                  | Antônio Bento    | PRTB              | - Sacerdote                                                                       | Sem coligação                                                                         | [ 30 ] [ 24 ] [ 25 ] [ 26 ]        |
| 44 |              | Paulinho Freire      | UNIÃO             | - Deputado federal (2023-presente)          |                  |                  | Joanna Guerra    | Republicanos      | - Secretária Municipal de Planejamento de Natal                                   | Bora Natal UNIÃO, Republicanos, PL, PP, Federação PSDB Cidadania, PODE, Solidariedade | [ 31 ] [ 20 ] [ 21 ] [ 32 ]        |
| 55 |              | Carlos Eduardo Alves | PSD               | - Prefeito de Natal (2002-2009) (2013-2018) |                  |                  | Jacó Jácome      | PSD               | - Deputado estadual (2021-2023)                                                   | Natal Nosso Amor PSD e DC                                                             | [ 33 ] [ 22 ] [ 23 ] [ 34 ]        |
| 70 |              | Rafael Motta         | Avante            | - Deputado federal (2015-2023)              |                  |                  | José Abdon       | Avante            | - Presidente da Associação dos Deficientes Físicos do Rio Grande do Norte (Afern) | Sem coligação                                                                         | [ 35 ] [ 13 ] [ 14 ]               |

### Desistências
- Luiz Almir (Avante): O ex-vereador e ex-deputado estadual, Luiz Almir, recebeu um convite para ser candidato a prefeito pelo Avante, mas revelou, em seu perfil em uma rede social no dia 24 de janeiro de 2024, que não iria ser candidato a nada.[36][37]
- General Girão (PL): No dia 20 de maio de 2024, General Girão retirou sua pré-candidatura e formalizou apoio ao candidato Paulinho Freire.[38]
- Camila Barbosa (PSOL): O PSOL teria como candidata a ex-vereadora e ex-diretora da União Nacional dos Estudantes (UNE), Camila Barbosa.[39][40] Contudo, a pré-candidatura enfrentou resistência de uma ala ligada ao presidente estadual do partido, Sandro Pimentel, que defende o apoio a Natália Bonavides (PT). Em uma coletiva de imprensa no dia 31 de julho, o partido retirou a pré-candidatura de Camila Barbosa. A decisão veio após o cancelamento da convenção que iria confirmar a candidatura de Camila Barbosa à prefeitura. A mesma seguiu na disputa por uma cadeira na Câmara Municipal de Natal.[41][42]

## Distribuição do horário eleitoral
No dia 21 de agosto de 2024, o Tribunal Regional Eleitoral do Rio Grande do Norte realizou uma audiência pública para a distribuição do horário eleitoral gratuito, para a distribuição das inserções e para definir as emissoras geradoras titulares e suplentes para a propaganda eleitoral gratuita no rádio e na televisão.
É importante ressaltar que a distribuição do tempo e das inserções abaixo é referente ao primeiro turno. No segundo turno, são 5 minutos de tempo para cada candidato.

### Distribuição do tempo e das inserções para prefeito
| Horário eleitoral - Paulinho Freire — 5 minutos e 28 segundos; - Natália Bonavides — 3 minutos e 6 segundos; - Carlos Eduardo Alves — 1 minuto e 1 segundo; - Rafael Motta — 22 segundos; - Tempo total de sobras — 3 segundos. | Inserções - Paulinho Freire — 1 609; - Natália Bonavides — 916; - Carlos Eduardo Alves — 304; - Rafael Motta — 111; |

### Distribuição das inserções para vereador
- Partido Liberal (PL) — 360;
- Federação Brasil da Esperança (PT/PCdoB/PV) — 297;
- União Brasil (UNIÃO) — 221;
- Progressistas (PP) — 178;
- Partido Social Democrático (PSD) — 161;
- Movimento Democrático Brasileiro (MDB) — 160;
- Republicanos — 154;
- Federação PSDB Cidadania (PSDB/Cidadania) — 77;
- Podemos (PODE) — 77;
- Partido Democrático Trabalhista (PDT) — 73;
- Federação PSOL REDE (PSOL/REDE) — 62;
- Partido Socialista Brasileiro (PSB) — 62;
- Avante — 39;
- Solidariedade — 39.

### Geradoras do guia eleitoral
Na televisão, conforme decisão consensual, foram definidas a Band RN como emissora titular e a TV Tropical como emissora suplente (para o caso de pane técnica ou punição da emissora geradora). No rádio, também conforme decisão consensual, foram definidas a 96 FM como emissora titular e a 98 FM como emissora suplente.

## Debates

### Primeiro turno
De acordo com as regras eleitorais, as emissoras só poderão convocar para o debate os candidatos que obtiverem a concordância de pelo menos dois terços de candidatas e candidatos, no caso de eleição majoritária (cargo de prefeito), e de pelo menos dois terços dos partidos ou das federações com candidatas e candidatos, no caso de eleição proporcional (cargo de vereador). Caso não seja possível um acordo, as emissoras de rádio e televisão podem apresentar debates em conjunto para o cargo de prefeito, estando presentes todas as candidatas e todos os candidatos, ou em grupos, com a presença de, no mínimo, três pessoas.
| Data e horário               | Organizador(es)                         | Mediação         | Candidatos(as)             | Candidatos(as)         | Candidatos(as)          | Candidatos(as)        | Candidatos(as) | Candidatos(as)     | Ref.          |
| Data e horário               | Organizador(es)                         | Mediação         | Carlos Eduardo Alves (PSD) | Natália Bonavides (PT) | Paulinho Freire (UNIÃO) | Rafael Motta (Avante) | Heró (PRTB)    | Nando Poeta (PSTU) | Ref.          |
| ---------------------------- | --------------------------------------- | ---------------- | -------------------------- | ---------------------- | ----------------------- | --------------------- | -------------- | ------------------ | ------------- |
| 8 de agosto de 2024 às 22h15 | Band RN                                 | Anna Ruth Dantas | Ausente                    | Presente               | Presente                | Presente              | Não convidado  | Não convidado      | [ 50 ] [ 51 ] |
| 2 de setembro de 2024 às 20h | 98 FM e Jovem Pan Natal                 | Felinto Filho    | Ausente                    | Presente               | Presente                | Presente              | Não convidado  | Não convidado      | [ 52 ] [ 53 ] |
| 9 de setembro de 2024 às 18h | Tribuna do Norte e Jovem Pan News Natal | Virgínia Coelli  | Ausente                    | Presente               | Presente                | Presente              | Não convidado  | Não convidado      | [ 54 ] [ 55 ] |
| 3 de outubro de 2024 às 22h  | InterTV Cabugi (TV Globo)               | Emmily Virgílio  | Presente                   | Presente               | Presente                | Presente              | Não convidado  | Não convidado      | [ 56 ]        |

### Segundo turno
| Data e horário                 | Organizador(es)           | Mediação         | Candidatos(as)         | Candidatos(as)          | Ref.          |
| Data e horário                 | Organizador(es)           | Mediação         | Natália Bonavides (PT) | Paulinho Freire (UNIÃO) | Ref.          |
| ------------------------------ | ------------------------- | ---------------- | ---------------------- | ----------------------- | ------------- |
| 14 de outubro de 2024 às 22h30 | Band RN                   | Anna Ruth Dantas | Presente               | Presente                | [ 57 ] [ 58 ] |
| 25 de outubro de 2024 às 22h   | InterTV Cabugi (TV Globo) | Emmily Virgílio  | Presente               | Presente                | [ 59 ]        |

## Entrevistas no noticiário jornalístico

### Sistema Tribuna
No dia 26 de agosto de 2024, o Sistema Tribuna deu início às entrevistas com os candidatos à prefeitura de Natal. Os entrevistadores são Virgínia Coelli, Júlio Pinheiro e Liciane Viana, responsáveis por comandar o Jornal da Manhã na rádio Jovem Pan News Natal. Todas as entrevistas têm duração de 25 minutos, sendo feitas no Jornal da Manhã, na rádio Jovem Pan News Natal. A ordem das entrevistas foi definida em sorteio.
O primeiro entrevistado foi Carlos Eduardo Alves (PSD). No dia 27 de agosto, a entrevistada foi Natália Bonavides (PT). No dia 28 de agosto, o entrevistado foi Paulinho Freire (UNIÃO). No dia 29 de agosto, o último entrevistado foi Rafael Motta (Avante).

### InterTV Cabugi
No dia 23 de setembro de 2024, a InterTV Cabugi deu início às entrevistas com os candidatos à prefeitura de Natal. Os entrevistadores são os jornalistas Anna Alyne Cunha (apresentadora do RN1), Ayrton Freire (apresentador do Bom Dia RN) e Fernanda Zauli (coordenadora do g1 RN). Todas as entrevistas têm duração de 30 minutos, sendo realizadas no RN1. A ordem das entrevistas foi definida em sorteio com a presença dos representantes dos candidatos.
A primeira entrevistada foi Natália Bonavides (PT). No dia 24 de setembro, o entrevistado foi Rafael Motta (Avante). No dia 25 de setembro, o entrevistado foi Carlos Eduardo Alves (PSD). No dia 26 de setembro, o entrevistado foi Paulinho Freire (UNIÃO). Os candidatos Heró (PRTB) e Nando Poeta (PSTU) tiveram entrevistas gravadas e exibidas no dia 28 de setembro.

## Apoios no segundo turno
| Paulinho Freire | Paulinho Freire                                                    |
| --------------- | ------------------------------------------------------------------ |
| Políticos       | Jair Bolsonaro, ex-presidente do Brasil.                           |
| Políticos       | Álvaro Dias, prefeito de Natal.                                    |
| Políticos       | Rogério Marinho, senador da República pelo Rio Grande do Norte.    |
| Políticos       | Styvensom Valentim, senador da República pelo Rio Grande do Norte. |

| Neutralidade | Neutralidade                                                  |
| ------------ | ------------------------------------------------------------- |
| Partidos     | PSD                                                           |
| Políticos    | Carlos Eduardo Alves, 3º colocado no 1º turno.                |
| Políticos    | Rafael Motta, 4º colocado no 1º turno.                        |
| Políticos    | Zenaide Maia, senadora da República pelo Rio Grande do Norte. |

| Natália Bonavides | Natália Bonavides                                   |
| ----------------- | --------------------------------------------------- |
| Partidos          | Avante                                              |
| Partidos          | PSOL                                                |
| Políticos         | Luiz Inácio Lula da Silva, presidente do Brasil.    |
| Políticos         | Fátima Bezerra, governadora do Rio Grande do Norte. |
| Políticos         | João Campos, prefeito do Recife.                    |

## Pesquisas eleitorais
As pesquisas buscam analisar como seria o resultado da eleição se ela ocorresse no dia em que os dados dos entrevistados foram coletados, não tendo como objetivo pela porcentagem de confiança, prever o resultado final da eleição. É possível ver, nas tabelas abaixo, pesquisas estimuladas realizadas por diferentes institutos de pesquisa.

### Segundo turno
| Fonte Registro no TSE                     | Data(s) conduzida(s) | Amostragem | Bonavides PT | Freire UNIÃO | Brancos / Nulos | Indecisos | Vantagem | Margem de erro |
| ----------------------------------------- | -------------------- | ---------- | ------------ | ------------ | --------------- | --------- | -------- | -------------- |
| Fonte Registro no TSE                     | Data(s) conduzida(s) | Amostragem |              |              | Brancos / Nulos | Indecisos | Vantagem | Margem de erro |
| Quaest RN-05344/2024                      | 25-26/Out/2024       | 1.000      | 40%          | 47%          | 10%             | 3%        | 7%       | ±3%            |
| Instituto Seta RN-07572/2024              | 25/Out/2024          | 800        | 40,2%        | 38,7%        | 11,5%           | 9,6%      | 1,5%     | ±3%            |
| DataVero RN-09426/2024                    | 24-25/Out/2024       | 1.000      | 38,91%       | 50,65%       | 7,26%           | 3,18%     | 11,74%   | ±3%            |
| Consult RN-02658/2024                     | 23-25/Out/2024       | 1.000      | 39%          | 51,1%        | 6,2%            | 3,7%      | 12,1%    | ±3,1%          |
| AtlasIntel RN-03438/2024                  | 20-25/Out/2024       | 1.203      | 46,2%        | 52,2%        | 1,2%            | 0,4%      | 6%       | ±3%            |
| Instituto Seta RN-00955/2024              | 23-24/Out/2024       | 800        | 42,5%        | 40,4%        | 7,4%            | 9,8%      | 2,1%     | ±3%            |
| Ranking Brasil Inteligência RN-08972/2024 | 23-24/Out/2024       | 1.000      | 47,5%        | 40,8%        | 3,5%            | 8,2%      | 6,7%     | ±3,1%          |
| Exatus RN-01805/2024                      | 22-23/Out/2024       | 1.000      | 40,1%        | 52,8%        | 4,2%            | 2,9%      | 12,7%    | ±3,1%          |
| Consult RN-07204/2024                     | 21-23/Out/2024       | 1.000      | 39,6%        | 50,6%        | 5,2%            | 4,6%      | 11%      | ±3,1%          |
| 100% Cidades RN-02898/2024                | 22/Out/2024          | 600        | 39,2%        | 54,8%        | 3,6%            | 2,3%      | 15,6%    | ±4%            |
| Instituto Veritá RN-01368/2024            | 17-22/Out/2024       | 1.202      | 41,5%        | 51,8%        | 4,1%            | 2,7%      | 10,3%    | ±2,9%          |
| Instituto Seta RN-04767/2024              | 20-21/Out/2024       | 800        | 41,8%        | 40,6%        | 9,8%            | 7,9%      | 1,2%     | ±3%            |
| DataVero RN-05504/2024                    | 19-20/Out/2024       | 1.000      | 41,05%       | 46,92%       | 7,55%           | 4,47%     | 5,87%    | ±3%            |
| Ranking Brasil Inteligência RN-01578/2024 | 19-20/Out/2024       | 1.000      | 44,8%        | 41,2%        | 4,2%            | 9,8%      | 3,6%     | ±3,1%          |
| AtlasIntel RN-08433/2024                  | 15-20/Out/2024       | 1.217      | 44,3%        | 54,4%        | 0,7%            | 0,5%      | 10,1%    | ±3%            |
| Instituto Seta RN-09860/2024              | 18-19/Out/2024       | 800        | 41,5%        | 39,6%        | 7,4%            | 11,5%     | 1,9%     | ±3%            |
| Paraná Pesquisas RN-00006/2024            | 14-17/Out/2024       | 760        | 38,9%        | 50,9%        | 6,2%            | 3,9%      | 12%      | ±3,6%          |
| Perfil RN-02068/2024                      | 15-16/Out/2024       | 1.000      | 40,4%        | 45,3%        | 7,6%            | 6,7%      | 4,9%     | ±3,08%         |
| Consult RN-04536/2024                     | 14-16/Out/2024       | 1.000      | 35%          | 52%          | 8,5%            | 4,5%      | 17%      | ±3,1%          |
| DataVero RN-01251/2024                    | 14-15/Out/2024       | 1.000      | 40,7%        | 47,7%        | 6,5%            | 5,1%      | 7%       | ±3%            |
| Instituto Affare RN-01085/2024            | 11-15/Out/2024       | 800        | 41,1%        | 49,7%        | 4,3%            | 5%        | 8,6%     | ±3,5%          |
| 100% Cidades RN-06142/2024                | 9-14/Out/2024        | 600        | 31,9%        | 50,4%        | 3,2%            | 14,4%     | 18,5%    | ±4%            |
| Quaest RN-03945/2024                      | 11-13/Out/2024       | 852        | 39%          | 45%          | 13%             | 3%        | 6%       | ±3%            |
| AtlasIntel RN-06779/2024                  | 8-13/Out/2024        | 1.207      | 45,9%        | 52,2%        | 1,9%            | 0%        | 6,3%     | ±3%            |
| Instituto Seta RN-01635/2024              | 9-10/Out/2024        | 800        | 37,4%        | 38%          | 15,5%           | 9,1%      | 0,6%     | ±3,5%          |

### Primeiro turno
| Fonte Registro no TSE          | Data(s) conduzida(s)     | Amostragem  | Alves PSD                                               | Alves PSD                                               | Alves PSD                                               | Alves PSD                                               | Alves PSD                                               | Alves PSD                                               | Alves PSD                                               | Alves PSD                                               | Alves PSD                                               | Alves PSD                                               | Alves PSD                                               | Alves PSD                                               | Alves PSD                                               | Alves PSD                                               | Alves PSD                                               | Alves PSD                                               | Alves PSD                                               | Alves PSD                                               | Alves PSD                                               | Alves PSD                                               | Alves PSD                                               | Alves PSD                                               | Alves PSD                                               | Alves PSD                                               | Alves PSD                                               | Alves PSD                                               | Alves PSD                                               | Alves PSD                                               | Alves PSD                                               | Alves PSD                                               | Alves PSD                                               | Alves PSD                                               | Alves PSD                                               | Alves PSD                                               | Alves PSD                                               | Alves PSD                                               | Alves PSD                                               | Alves PSD                                               | Alves PSD                                               | Alves PSD                                               | Alves PSD                                               | Alves PSD                                               | Alves PSD                                               | Alves PSD                                               | Alves PSD                                               | Alves PSD                                               | Alves PSD                                               | Alves PSD                                               | Alves PSD                                               | Alves PSD                                               | Alves PSD                                               | Alves PSD                                               | Alves PSD                                               | Alves PSD                                               | Alves PSD                                               | Alves PSD                                               | Alves PSD                                               | Alves PSD                                               | Alves PSD                                               | Alves PSD                                               | Alves PSD                                               | Alves PSD                                               | Alves PSD                                               | Alves PSD                                               | Alves PSD                                               | Alves PSD                                               | Alves PSD                                               | Alves PSD                                               | Alves PSD                                               | Alves PSD                                               | Alves PSD                                               | Alves PSD                                               | Alves PSD                                               | Alves PSD                                               | Alves PSD                                               | Alves PSD                                               | Alves PSD                                               | Alves PSD                                               | Alves PSD                                               | Alves PSD                                               | Alves PSD                                               | Alves PSD                                               | Alves PSD                                               | Alves PSD                                               | Alves PSD                                               | Alves PSD                                               | Alves PSD                                               | Alves PSD                                               | Alves PSD                                               | Alves PSD                                               | Alves PSD                                               | Freire UNIÃO                                            | Freire UNIÃO                                            | Freire UNIÃO                                            | Freire UNIÃO                                            | Freire UNIÃO                                            | Freire UNIÃO                                            | Freire UNIÃO                                            | Freire UNIÃO                                            | Freire UNIÃO                                            | Freire UNIÃO                                            | Freire UNIÃO                                            | Freire UNIÃO                                            | Freire UNIÃO                                            | Freire UNIÃO                                            | Freire UNIÃO                                            | Freire UNIÃO                                            | Freire UNIÃO                                            | Freire UNIÃO                                            | Freire UNIÃO                                            | Freire UNIÃO                                            | Freire UNIÃO                                            | Freire UNIÃO                                            | Freire UNIÃO                                            | Freire UNIÃO                                            | Freire UNIÃO                                            | Freire UNIÃO                                            | Freire UNIÃO                                            | Freire UNIÃO                                            | Freire UNIÃO                                            | Freire UNIÃO                                            | Freire UNIÃO                                            | Freire UNIÃO                                            | Freire UNIÃO                                            | Freire UNIÃO                                            | Freire UNIÃO                                            | Freire UNIÃO                                            | Freire UNIÃO                                            | Freire UNIÃO                                            | Freire UNIÃO                                            | Freire UNIÃO                                            | Freire UNIÃO                                            | Freire UNIÃO                                            | Freire UNIÃO                                            | Freire UNIÃO                                            | Freire UNIÃO                                            | Freire UNIÃO                                            | Freire UNIÃO                                            | Freire UNIÃO                                            | Freire UNIÃO                                            | Freire UNIÃO                                            | Freire UNIÃO                                            | Freire UNIÃO                                            | Freire UNIÃO                                            | Freire UNIÃO                                            | Freire UNIÃO                                            | Freire UNIÃO                                            | Freire UNIÃO                                            | Freire UNIÃO                                            | Freire UNIÃO                                            | Freire UNIÃO                                            | Freire UNIÃO                                            | Freire UNIÃO                                            | Freire UNIÃO                                            | Freire UNIÃO                                            | Freire UNIÃO                                            | Freire UNIÃO                                            | Freire UNIÃO                                            | Freire UNIÃO                                            | Freire UNIÃO                                            | Freire UNIÃO                                            | Freire UNIÃO                                            | Freire UNIÃO                                            | Freire UNIÃO                                            | Freire UNIÃO                                            | Freire UNIÃO                                            | Freire UNIÃO                                            | Freire UNIÃO                                            | Freire UNIÃO                                            | Freire UNIÃO                                            | Freire UNIÃO                                            | Freire UNIÃO                                            | Freire UNIÃO                                            | Freire UNIÃO                                            | Freire UNIÃO                                            | Freire UNIÃO                                            | Freire UNIÃO                                            | Freire UNIÃO                                            | Freire UNIÃO                                            | Freire UNIÃO                                            | Freire UNIÃO                                            | Freire UNIÃO                                            | Bonavides PT                                            | Bonavides PT                                            | Bonavides PT                                            | Bonavides PT                                            | Bonavides PT                                            | Bonavides PT                                            | Bonavides PT                                            | Bonavides PT                                            | Bonavides PT                                            | Bonavides PT                                            | Bonavides PT                                            | Bonavides PT                                            | Bonavides PT                                            | Bonavides PT                                            | Bonavides PT                                            | Bonavides PT                                            | Bonavides PT                                            | Bonavides PT                                            | Bonavides PT                                            | Bonavides PT                                            | Bonavides PT                                            | Bonavides PT                                            | Bonavides PT                                            | Bonavides PT                                            | Bonavides PT                                            | Bonavides PT                                            | Bonavides PT                                            | Bonavides PT                                            | Bonavides PT                                            | Bonavides PT                                            | Bonavides PT                                            | Bonavides PT                                            | Bonavides PT                                            | Bonavides PT                                            | Bonavides PT                                            | Bonavides PT                                            | Bonavides PT                                            | Bonavides PT                                            | Bonavides PT                                            | Bonavides PT                                            | Bonavides PT                                            | Bonavides PT                                            | Bonavides PT                                            | Bonavides PT                                            | Bonavides PT                                            | Bonavides PT                                            | Bonavides PT                                            | Bonavides PT                                            | Bonavides PT                                            | Bonavides PT                                            | Bonavides PT                                            | Bonavides PT                                            | Bonavides PT                                            | Bonavides PT                                            | Bonavides PT                                            | Bonavides PT                                            | Bonavides PT                                            | Bonavides PT                                            | Bonavides PT                                            | Bonavides PT                                            | Bonavides PT                                            | Bonavides PT                                            | Bonavides PT                                            | Bonavides PT                                            | Bonavides PT                                            | Bonavides PT                                            | Bonavides PT                                            | Bonavides PT                                            | Bonavides PT                                            | Bonavides PT                                            | Bonavides PT                                            | Bonavides PT                                            | Bonavides PT                                            | Bonavides PT                                            | Bonavides PT                                            | Bonavides PT                                            | Bonavides PT                                            | Bonavides PT                                            | Bonavides PT                                            | Bonavides PT                                            | Bonavides PT                                            | Bonavides PT                                            | Bonavides PT                                            | Bonavides PT                                            | Bonavides PT                                            | Bonavides PT                                            | Bonavides PT                                            | Bonavides PT                                            | Bonavides PT                                            | Bonavides PT                                            | Bonavides PT                                            | Motta Avante                                            | Motta Avante                                            | Motta Avante                                            | Motta Avante                                            | Motta Avante                                            | Motta Avante                                            | Motta Avante                                            | Motta Avante                                            | Motta Avante                                            | Motta Avante                                            | Motta Avante                                            | Motta Avante                                            | Motta Avante                                            | Motta Avante                                            | Motta Avante                                            | Motta Avante                                            | Motta Avante                                            | Motta Avante                                            | Motta Avante                                            | Motta Avante                                            | Motta Avante                                            | Motta Avante                                            | Motta Avante                                            | Motta Avante                                            | Motta Avante                                            | Motta Avante                                            | Motta Avante                                            | Motta Avante                                            | Motta Avante                                            | Motta Avante                                            | Motta Avante                                            | Motta Avante                                            | Motta Avante                                            | Motta Avante                                            | Motta Avante                                            | Motta Avante                                            | Motta Avante                                            | Motta Avante                                            | Motta Avante                                            | Motta Avante                                            | Motta Avante                                            | Motta Avante                                            | Motta Avante                                            | Motta Avante                                            | Motta Avante                                            | Motta Avante                                            | Motta Avante                                            | Motta Avante                                            | Motta Avante                                            | Motta Avante                                            | Motta Avante                                            | Motta Avante                                            | Motta Avante                                            | Motta Avante                                            | Motta Avante                                            | Motta Avante                                            | Motta Avante                                            | Motta Avante                                            | Motta Avante                                            | Motta Avante                                            | Motta Avante                                            | Motta Avante                                            | Motta Avante                                            | Motta Avante                                            | Motta Avante                                            | Motta Avante                                            | Motta Avante                                            | Motta Avante                                            | Motta Avante                                            | Motta Avante                                            | Motta Avante                                            | Motta Avante                                            | Motta Avante                                            | Motta Avante                                            | Motta Avante                                            | Motta Avante                                            | Motta Avante                                            | Motta Avante                                            | Motta Avante                                            | Motta Avante                                            | Motta Avante                                            | Motta Avante                                            | Motta Avante                                            | Motta Avante                                            | Motta Avante                                            | Motta Avante                                            | Motta Avante                                            | Motta Avante                                            | Motta Avante                                            | Motta Avante                                            | Motta Avante                                            | Poeta PSTU                                              | Poeta PSTU                                              | Poeta PSTU                                              | Poeta PSTU                                              | Poeta PSTU                                              | Poeta PSTU                                              | Poeta PSTU                                              | Poeta PSTU                                              | Poeta PSTU                                              | Poeta PSTU                                              | Poeta PSTU                                              | Poeta PSTU                                              | Poeta PSTU                                              | Poeta PSTU                                              | Poeta PSTU                                              | Poeta PSTU                                              | Poeta PSTU                                              | Poeta PSTU                                              | Poeta PSTU                                              | Poeta PSTU                                              | Poeta PSTU                                              | Poeta PSTU                                              | Poeta PSTU                                              | Poeta PSTU                                              | Poeta PSTU                                              | Poeta PSTU                                              | Poeta PSTU                                              | Poeta PSTU                                              | Poeta PSTU                                              | Poeta PSTU                                              | Poeta PSTU                                              | Poeta PSTU                                              | Poeta PSTU                                              | Poeta PSTU                                              | Poeta PSTU                                              | Poeta PSTU                                              | Poeta PSTU                                              | Poeta PSTU                                              | Poeta PSTU                                              | Poeta PSTU                                              | Poeta PSTU                                              | Poeta PSTU                                              | Poeta PSTU                                              | Poeta PSTU                                              | Poeta PSTU                                              | Poeta PSTU                                              | Poeta PSTU                                              | Poeta PSTU                                              | Poeta PSTU                                              | Poeta PSTU                                              | Poeta PSTU                                              | Poeta PSTU                                              | Poeta PSTU                                              | Poeta PSTU                                              | Poeta PSTU                                              | Poeta PSTU                                              | Poeta PSTU                                              | Poeta PSTU                                              | Poeta PSTU                                              | Poeta PSTU                                              | Poeta PSTU                                              | Poeta PSTU                                              | Poeta PSTU                                              | Poeta PSTU                                              | Poeta PSTU                                              | Poeta PSTU                                              | Poeta PSTU                                              | Poeta PSTU                                              | Poeta PSTU                                              | Poeta PSTU                                              | Poeta PSTU                                              | Poeta PSTU                                              | Poeta PSTU                                              | Poeta PSTU                                              | Poeta PSTU                                              | Poeta PSTU                                              | Poeta PSTU                                              | Poeta PSTU                                              | Poeta PSTU                                              | Poeta PSTU                                              | Poeta PSTU                                              | Poeta PSTU                                              | Poeta PSTU                                              | Poeta PSTU                                              | Poeta PSTU                                              | Poeta PSTU                                              | Poeta PSTU                                              | Poeta PSTU                                              | Poeta PSTU                                              | Poeta PSTU                                              | Poeta PSTU                                              | Heró PRTB                                               | Heró PRTB                                               | Heró PRTB                                               | Heró PRTB                                               | Heró PRTB                                               | Heró PRTB                                               | Heró PRTB                                               | Heró PRTB                                               | Heró PRTB                                               | Heró PRTB                                               | Heró PRTB                                               | Heró PRTB                                               | Heró PRTB                                               | Heró PRTB                                               | Heró PRTB                                               | Heró PRTB                                               | Heró PRTB                                               | Heró PRTB                                               | Heró PRTB                                               | Heró PRTB                                               | Heró PRTB                                               | Heró PRTB                                               | Heró PRTB                                               | Heró PRTB                                               | Heró PRTB                                               | Heró PRTB                                               | Heró PRTB                                               | Heró PRTB                                               | Heró PRTB                                               | Heró PRTB                                               | Heró PRTB                                               | Heró PRTB                                               | Heró PRTB                                               | Heró PRTB                                               | Heró PRTB                                               | Heró PRTB                                               | Heró PRTB                                               | Heró PRTB                                               | Heró PRTB                                               | Heró PRTB                                               | Heró PRTB                                               | Heró PRTB                                               | Heró PRTB                                               | Heró PRTB                                               | Heró PRTB                                               | Heró PRTB                                               | Heró PRTB                                               | Heró PRTB                                               | Heró PRTB                                               | Heró PRTB                                               | Heró PRTB                                               | Heró PRTB                                               | Heró PRTB                                               | Heró PRTB                                               | Heró PRTB                                               | Heró PRTB                                               | Heró PRTB                                               | Heró PRTB                                               | Heró PRTB                                               | Heró PRTB                                               | Heró PRTB                                               | Heró PRTB                                               | Heró PRTB                                               | Heró PRTB                                               | Heró PRTB                                               | Heró PRTB                                               | Heró PRTB                                               | Heró PRTB                                               | Heró PRTB                                               | Heró PRTB                                               | Heró PRTB                                               | Heró PRTB                                               | Heró PRTB                                               | Heró PRTB                                               | Heró PRTB                                               | Heró PRTB                                               | Heró PRTB                                               | Heró PRTB                                               | Heró PRTB                                               | Heró PRTB                                               | Heró PRTB                                               | Heró PRTB                                               | Heró PRTB                                               | Heró PRTB                                               | Heró PRTB                                               | Heró PRTB                                               | Heró PRTB                                               | Heró PRTB                                               | Heró PRTB                                               | Heró PRTB                                               | Heró PRTB                                               | Brancos / Nulos                                         | Indecisos                                               | Vantagem                                                | Margem de erro                                          |
| ------------------------------ | ------------------------ | ----------- | ------------------------------------------------------- | ------------------------------------------------------- | ------------------------------------------------------- | ------------------------------------------------------- | ------------------------------------------------------- | ------------------------------------------------------- | ------------------------------------------------------- | ------------------------------------------------------- | ------------------------------------------------------- | ------------------------------------------------------- | ------------------------------------------------------- | ------------------------------------------------------- | ------------------------------------------------------- | ------------------------------------------------------- | ------------------------------------------------------- | ------------------------------------------------------- | ------------------------------------------------------- | ------------------------------------------------------- | ------------------------------------------------------- | ------------------------------------------------------- | ------------------------------------------------------- | ------------------------------------------------------- | ------------------------------------------------------- | ------------------------------------------------------- | ------------------------------------------------------- | ------------------------------------------------------- | ------------------------------------------------------- | ------------------------------------------------------- | ------------------------------------------------------- | ------------------------------------------------------- | ------------------------------------------------------- | ------------------------------------------------------- | ------------------------------------------------------- | ------------------------------------------------------- | ------------------------------------------------------- | ------------------------------------------------------- | ------------------------------------------------------- | ------------------------------------------------------- | ------------------------------------------------------- | ------------------------------------------------------- | ------------------------------------------------------- | ------------------------------------------------------- | ------------------------------------------------------- | ------------------------------------------------------- | ------------------------------------------------------- | ------------------------------------------------------- | ------------------------------------------------------- | ------------------------------------------------------- | ------------------------------------------------------- | ------------------------------------------------------- | ------------------------------------------------------- | ------------------------------------------------------- | ------------------------------------------------------- | ------------------------------------------------------- | ------------------------------------------------------- | ------------------------------------------------------- | ------------------------------------------------------- | ------------------------------------------------------- | ------------------------------------------------------- | ------------------------------------------------------- | ------------------------------------------------------- | ------------------------------------------------------- | ------------------------------------------------------- | ------------------------------------------------------- | ------------------------------------------------------- | ------------------------------------------------------- | ------------------------------------------------------- | ------------------------------------------------------- | ------------------------------------------------------- | ------------------------------------------------------- | ------------------------------------------------------- | ------------------------------------------------------- | ------------------------------------------------------- | ------------------------------------------------------- | ------------------------------------------------------- | ------------------------------------------------------- | ------------------------------------------------------- | ------------------------------------------------------- | ------------------------------------------------------- | ------------------------------------------------------- | ------------------------------------------------------- | ------------------------------------------------------- | ------------------------------------------------------- | ------------------------------------------------------- | ------------------------------------------------------- | ------------------------------------------------------- | ------------------------------------------------------- | ------------------------------------------------------- | ------------------------------------------------------- | ------------------------------------------------------- | ------------------------------------------------------- | ------------------------------------------------------- | ------------------------------------------------------- | ------------------------------------------------------- | ------------------------------------------------------- | ------------------------------------------------------- | ------------------------------------------------------- | ------------------------------------------------------- | ------------------------------------------------------- | ------------------------------------------------------- | ------------------------------------------------------- | ------------------------------------------------------- | ------------------------------------------------------- | ------------------------------------------------------- | ------------------------------------------------------- | ------------------------------------------------------- | ------------------------------------------------------- | ------------------------------------------------------- | ------------------------------------------------------- | ------------------------------------------------------- | ------------------------------------------------------- | ------------------------------------------------------- | ------------------------------------------------------- | ------------------------------------------------------- | ------------------------------------------------------- | ------------------------------------------------------- | ------------------------------------------------------- | ------------------------------------------------------- | ------------------------------------------------------- | ------------------------------------------------------- | ------------------------------------------------------- | ------------------------------------------------------- | ------------------------------------------------------- | ------------------------------------------------------- | ------------------------------------------------------- | ------------------------------------------------------- | ------------------------------------------------------- | ------------------------------------------------------- | ------------------------------------------------------- | ------------------------------------------------------- | ------------------------------------------------------- | ------------------------------------------------------- | ------------------------------------------------------- | ------------------------------------------------------- | ------------------------------------------------------- | ------------------------------------------------------- | ------------------------------------------------------- | ------------------------------------------------------- | ------------------------------------------------------- | ------------------------------------------------------- | ------------------------------------------------------- | ------------------------------------------------------- | ------------------------------------------------------- | ------------------------------------------------------- | ------------------------------------------------------- | ------------------------------------------------------- | ------------------------------------------------------- | ------------------------------------------------------- | ------------------------------------------------------- | ------------------------------------------------------- | ------------------------------------------------------- | ------------------------------------------------------- | ------------------------------------------------------- | ------------------------------------------------------- | ------------------------------------------------------- | ------------------------------------------------------- | ------------------------------------------------------- | ------------------------------------------------------- | ------------------------------------------------------- | ------------------------------------------------------- | ------------------------------------------------------- | ------------------------------------------------------- | ------------------------------------------------------- | ------------------------------------------------------- | ------------------------------------------------------- | ------------------------------------------------------- | ------------------------------------------------------- | ------------------------------------------------------- | ------------------------------------------------------- | ------------------------------------------------------- | ------------------------------------------------------- | ------------------------------------------------------- | ------------------------------------------------------- | ------------------------------------------------------- | ------------------------------------------------------- | ------------------------------------------------------- | ------------------------------------------------------- | ------------------------------------------------------- | ------------------------------------------------------- | ------------------------------------------------------- | ------------------------------------------------------- | ------------------------------------------------------- | ------------------------------------------------------- | ------------------------------------------------------- | ------------------------------------------------------- | ------------------------------------------------------- | ------------------------------------------------------- | ------------------------------------------------------- | ------------------------------------------------------- | ------------------------------------------------------- | ------------------------------------------------------- | ------------------------------------------------------- | ------------------------------------------------------- | ------------------------------------------------------- | ------------------------------------------------------- | ------------------------------------------------------- | ------------------------------------------------------- | ------------------------------------------------------- | ------------------------------------------------------- | ------------------------------------------------------- | ------------------------------------------------------- | ------------------------------------------------------- | ------------------------------------------------------- | ------------------------------------------------------- | ------------------------------------------------------- | ------------------------------------------------------- | ------------------------------------------------------- | ------------------------------------------------------- | ------------------------------------------------------- | ------------------------------------------------------- | ------------------------------------------------------- | ------------------------------------------------------- | ------------------------------------------------------- | ------------------------------------------------------- | ------------------------------------------------------- | ------------------------------------------------------- | ------------------------------------------------------- | ------------------------------------------------------- | ------------------------------------------------------- | ------------------------------------------------------- | ------------------------------------------------------- | ------------------------------------------------------- | ------------------------------------------------------- | ------------------------------------------------------- | ------------------------------------------------------- | ------------------------------------------------------- | ------------------------------------------------------- | ------------------------------------------------------- | ------------------------------------------------------- | ------------------------------------------------------- | ------------------------------------------------------- | ------------------------------------------------------- | ------------------------------------------------------- | ------------------------------------------------------- | ------------------------------------------------------- | ------------------------------------------------------- | ------------------------------------------------------- | ------------------------------------------------------- | ------------------------------------------------------- | ------------------------------------------------------- | ------------------------------------------------------- | ------------------------------------------------------- | ------------------------------------------------------- | ------------------------------------------------------- | ------------------------------------------------------- | ------------------------------------------------------- | ------------------------------------------------------- | ------------------------------------------------------- | ------------------------------------------------------- | ------------------------------------------------------- | ------------------------------------------------------- | ------------------------------------------------------- | ------------------------------------------------------- | ------------------------------------------------------- | ------------------------------------------------------- | ------------------------------------------------------- | ------------------------------------------------------- | ------------------------------------------------------- | ------------------------------------------------------- | ------------------------------------------------------- | ------------------------------------------------------- | ------------------------------------------------------- | ------------------------------------------------------- | ------------------------------------------------------- | ------------------------------------------------------- | ------------------------------------------------------- | ------------------------------------------------------- | ------------------------------------------------------- | ------------------------------------------------------- | ------------------------------------------------------- | ------------------------------------------------------- | ------------------------------------------------------- | ------------------------------------------------------- | ------------------------------------------------------- | ------------------------------------------------------- | ------------------------------------------------------- | ------------------------------------------------------- | ------------------------------------------------------- | ------------------------------------------------------- | ------------------------------------------------------- | ------------------------------------------------------- | ------------------------------------------------------- | ------------------------------------------------------- | ------------------------------------------------------- | ------------------------------------------------------- | ------------------------------------------------------- | ------------------------------------------------------- | ------------------------------------------------------- | ------------------------------------------------------- | ------------------------------------------------------- | ------------------------------------------------------- | ------------------------------------------------------- | ------------------------------------------------------- | ------------------------------------------------------- | ------------------------------------------------------- | ------------------------------------------------------- | ------------------------------------------------------- | ------------------------------------------------------- | ------------------------------------------------------- | ------------------------------------------------------- | ------------------------------------------------------- | ------------------------------------------------------- | ------------------------------------------------------- | ------------------------------------------------------- | ------------------------------------------------------- | ------------------------------------------------------- | ------------------------------------------------------- | ------------------------------------------------------- | ------------------------------------------------------- | ------------------------------------------------------- | ------------------------------------------------------- | ------------------------------------------------------- | ------------------------------------------------------- | ------------------------------------------------------- | ------------------------------------------------------- | ------------------------------------------------------- | ------------------------------------------------------- | ------------------------------------------------------- | ------------------------------------------------------- | ------------------------------------------------------- | ------------------------------------------------------- | ------------------------------------------------------- | ------------------------------------------------------- | ------------------------------------------------------- | ------------------------------------------------------- | ------------------------------------------------------- | ------------------------------------------------------- | ------------------------------------------------------- | ------------------------------------------------------- | ------------------------------------------------------- | ------------------------------------------------------- | ------------------------------------------------------- | ------------------------------------------------------- | ------------------------------------------------------- | ------------------------------------------------------- | ------------------------------------------------------- | ------------------------------------------------------- | ------------------------------------------------------- | ------------------------------------------------------- | ------------------------------------------------------- | ------------------------------------------------------- | ------------------------------------------------------- | ------------------------------------------------------- | ------------------------------------------------------- | ------------------------------------------------------- | ------------------------------------------------------- | ------------------------------------------------------- | ------------------------------------------------------- | ------------------------------------------------------- | ------------------------------------------------------- | ------------------------------------------------------- | ------------------------------------------------------- | ------------------------------------------------------- | ------------------------------------------------------- | ------------------------------------------------------- | ------------------------------------------------------- | ------------------------------------------------------- | ------------------------------------------------------- | ------------------------------------------------------- | ------------------------------------------------------- | ------------------------------------------------------- | ------------------------------------------------------- | ------------------------------------------------------- | ------------------------------------------------------- | ------------------------------------------------------- | ------------------------------------------------------- | ------------------------------------------------------- | ------------------------------------------------------- | ------------------------------------------------------- | ------------------------------------------------------- | ------------------------------------------------------- | ------------------------------------------------------- | ------------------------------------------------------- | ------------------------------------------------------- | ------------------------------------------------------- | ------------------------------------------------------- | ------------------------------------------------------- | ------------------------------------------------------- | ------------------------------------------------------- | ------------------------------------------------------- | ------------------------------------------------------- | ------------------------------------------------------- | ------------------------------------------------------- | ------------------------------------------------------- | ------------------------------------------------------- | ------------------------------------------------------- | ------------------------------------------------------- | ------------------------------------------------------- | ------------------------------------------------------- | ------------------------------------------------------- | ------------------------------------------------------- | ------------------------------------------------------- | ------------------------------------------------------- | ------------------------------------------------------- | ------------------------------------------------------- | ------------------------------------------------------- | ------------------------------------------------------- | ------------------------------------------------------- | ------------------------------------------------------- | ------------------------------------------------------- | ------------------------------------------------------- | ------------------------------------------------------- | ------------------------------------------------------- | ------------------------------------------------------- | ------------------------------------------------------- | ------------------------------------------------------- | ------------------------------------------------------- | ------------------------------------------------------- | ------------------------------------------------------- | ------------------------------------------------------- | ------------------------------------------------------- | ------------------------------------------------------- | ------------------------------------------------------- | ------------------------------------------------------- | ------------------------------------------------------- | ------------------------------------------------------- | ------------------------------------------------------- | ------------------------------------------------------- | ------------------------------------------------------- | ------------------------------------------------------- | ------------------------------------------------------- | ------------------------------------------------------- | ------------------------------------------------------- | ------------------------------------------------------- | ------------------------------------------------------- | ------------------------------------------------------- | ------------------------------------------------------- | ------------------------------------------------------- | ------------------------------------------------------- | ------------------------------------------------------- | ------------------------------------------------------- | ------------------------------------------------------- | ------------------------------------------------------- | ------------------------------------------------------- | ------------------------------------------------------- | ------------------------------------------------------- | ------------------------------------------------------- | ------------------------------------------------------- | ------------------------------------------------------- | ------------------------------------------------------- | ------------------------------------------------------- | ------------------------------------------------------- | ------------------------------------------------------- | ------------------------------------------------------- | ------------------------------------------------------- | ------------------------------------------------------- | ------------------------------------------------------- | ------------------------------------------------------- | ------------------------------------------------------- | ------------------------------------------------------- | ------------------------------------------------------- | ------------------------------------------------------- | ------------------------------------------------------- | ------------------------------------------------------- | ------------------------------------------------------- | ------------------------------------------------------- | ------------------------------------------------------- | ------------------------------------------------------- | ------------------------------------------------------- | ------------------------------------------------------- | ------------------------------------------------------- | ------------------------------------------------------- | ------------------------------------------------------- | ------------------------------------------------------- | ------------------------------------------------------- | ------------------------------------------------------- | ------------------------------------------------------- | ------------------------------------------------------- | ------------------------------------------------------- | ------------------------------------------------------- | ------------------------------------------------------- | ------------------------------------------------------- | ------------------------------------------------------- | ------------------------------------------------------- | ------------------------------------------------------- | ------------------------------------------------------- | ------------------------------------------------------- | ------------------------------------------------------- | ------------------------------------------------------- | ------------------------------------------------------- | ------------------------------------------------------- | ------------------------------------------------------- | ------------------------------------------------------- | ------------------------------------------------------- | ------------------------------------------------------- | ------------------------------------------------------- | ------------------------------------------------------- | ------------------------------------------------------- | ------------------------------------------------------- | ------------------------------------------------------- | ------------------------------------------------------- | ------------------------------------------------------- | ------------------------------------------------------- | ------------------------------------------------------- | ------------------------------------------------------- | ------------------------------------------------------- | ------------------------------------------------------- | ------------------------------------------------------- | ------------------------------------------------------- | ------------------------------------------------------- | ------------------------------------------------------- | ------------------------------------------------------- | ------------------------------------------------------- | ------------------------------------------------------- | ------------------------------------------------------- | ------------------------------------------------------- | ------------------------------------------------------- | ------------------------------------------------------- | ------------------------------------------------------- | ------------------------------------------------------- | ------------------------------------------------------- | ------------------------------------------------------- | ------------------------------------------------------- | ------------------------------------------------------- | ------------------------------------------------------- | ------------------------------------------------------- | ------------------------------------------------------- | ------------------------------------------------------- | ------------------------------------------------------- | ------------------------------------------------------- | ------------------------------------------------------- | ------------------------------------------------------- | ------------------------------------------------------- | ------------------------------------------------------- | ------------------------------------------------------- | ------------------------------------------------------- | ------------------------------------------------------- | ------------------------------------------------------- | ------------------------------------------------------- | ------------------------------------------------------- | ------------------------------------------------------- | ------------------------------------------------------- | ------------------------------------------------------- | ------------------------------------------------------- | ------------------------------------------------------- | ------------------------------------------------------- | ------------------------------------------------------- | ------------------------------------------------------- | ------------------------------------------------------- | ------------------------------------------------------- | ------------------------------------------------------- | ------------------------------------------------------- | ------------------------------------------------------- | ------------------------------------------------------- | ------------------------------------------------------- | ------------------------------------------------------- | ------------------------------------------------------- | ------------------------------------------------------- | ------------------------------------------------------- | ------------------------------------------------------- |
| Fonte Registro no TSE          | Data(s) conduzida(s)     | Amostragem  |                                                         |                                                         |                                                         |                                                         |                                                         |                                                         |                                                         |                                                         |                                                         |                                                         |                                                         |                                                         |                                                         |                                                         |                                                         |                                                         |                                                         |                                                         |                                                         |                                                         |                                                         |                                                         |                                                         |                                                         |                                                         |                                                         |                                                         |                                                         |                                                         |                                                         |                                                         |                                                         |                                                         |                                                         |                                                         |                                                         |                                                         |                                                         |                                                         |                                                         |                                                         |                                                         |                                                         |                                                         |                                                         |                                                         |                                                         |                                                         |                                                         |                                                         |                                                         |                                                         |                                                         |                                                         |                                                         |                                                         |                                                         |                                                         |                                                         |                                                         |                                                         |                                                         |                                                         |                                                         |                                                         |                                                         |                                                         |                                                         |                                                         |                                                         |                                                         |                                                         |                                                         |                                                         |                                                         |                                                         |                                                         |                                                         |                                                         |                                                         |                                                         |                                                         |                                                         |                                                         |                                                         |                                                         |                                                         |                                                         |                                                         |                                                         |                                                         |                                                         |                                                         |                                                         |                                                         |                                                         |                                                         |                                                         |                                                         |                                                         |                                                         |                                                         |                                                         |                                                         |                                                         |                                                         |                                                         |                                                         |                                                         |                                                         |                                                         |                                                         |                                                         |                                                         |                                                         |                                                         |                                                         |                                                         |                                                         |                                                         |                                                         |                                                         |                                                         |                                                         |                                                         |                                                         |                                                         |                                                         |                                                         |                                                         |                                                         |                                                         |                                                         |                                                         |                                                         |                                                         |                                                         |                                                         |                                                         |                                                         |                                                         |                                                         |                                                         |                                                         |                                                         |                                                         |                                                         |                                                         |                                                         |                                                         |                                                         |                                                         |                                                         |                                                         |                                                         |                                                         |                                                         |                                                         |                                                         |                                                         |                                                         |                                                         |                                                         |                                                         |                                                         |                                                         |                                                         |                                                         |                                                         |                                                         |                                                         |                                                         |                                                         |                                                         |                                                         |                                                         |                                                         |                                                         |                                                         |                                                         |                                                         |                                                         |                                                         |                                                         |                                                         |                                                         |                                                         |                                                         |                                                         |                                                         |                                                         |                                                         |                                                         |                                                         |                                                         |                                                         |                                                         |                                                         |                                                         |                                                         |                                                         |                                                         |                                                         |                                                         |                                                         |                                                         |                                                         |                                                         |                                                         |                                                         |                                                         |                                                         |                                                         |                                                         |                                                         |                                                         |                                                         |                                                         |                                                         |                                                         |                                                         |                                                         |                                                         |                                                         |                                                         |                                                         |                                                         |                                                         |                                                         |                                                         |                                                         |                                                         |                                                         |                                                         |                                                         |                                                         |                                                         |                                                         |                                                         |                                                         |                                                         |                                                         |                                                         |                                                         |                                                         |                                                         |                                                         |                                                         |                                                         |                                                         |                                                         |                                                         |                                                         |                                                         |                                                         |                                                         |                                                         |                                                         |                                                         |                                                         |                                                         |                                                         |                                                         |                                                         |                                                         |                                                         |                                                         |                                                         |                                                         |                                                         |                                                         |                                                         |                                                         |                                                         |                                                         |                                                         |                                                         |                                                         |                                                         |                                                         |                                                         |                                                         |                                                         |                                                         |                                                         |                                                         |                                                         |                                                         |                                                         |                                                         |                                                         |                                                         |                                                         |                                                         |                                                         |                                                         |                                                         |                                                         |                                                         |                                                         |                                                         |                                                         |                                                         |                                                         |                                                         |                                                         |                                                         |                                                         |                                                         |                                                         |                                                         |                                                         |                                                         |                                                         |                                                         |                                                         |                                                         |                                                         |                                                         |                                                         |                                                         |                                                         |                                                         |                                                         |                                                         |                                                         |                                                         |                                                         |                                                         |                                                         |                                                         |                                                         |                                                         |                                                         |                                                         |                                                         |                                                         |                                                         |                                                         |                                                         |                                                         |                                                         |                                                         |                                                         |                                                         |                                                         |                                                         |                                                         |                                                         |                                                         |                                                         |                                                         |                                                         |                                                         |                                                         |                                                         |                                                         |                                                         |                                                         |                                                         |                                                         |                                                         |                                                         |                                                         |                                                         |                                                         |                                                         |                                                         |                                                         |                                                         |                                                         |                                                         |                                                         |                                                         |                                                         |                                                         |                                                         |                                                         |                                                         |                                                         |                                                         |                                                         |                                                         |                                                         |                                                         |                                                         |                                                         |                                                         |                                                         |                                                         |                                                         |                                                         |                                                         |                                                         |                                                         |                                                         |                                                         |                                                         |                                                         |                                                         |                                                         |                                                         |                                                         |                                                         |                                                         |                                                         |                                                         |                                                         |                                                         |                                                         |                                                         |                                                         |                                                         |                                                         |                                                         |                                                         |                                                         |                                                         |                                                         |                                                         |                                                         |                                                         |                                                         |                                                         |                                                         |                                                         |                                                         |                                                         |                                                         |                                                         |                                                         |                                                         |                                                         |                                                         |                                                         |                                                         |                                                         |                                                         |                                                         |                                                         |                                                         |                                                         |                                                         |                                                         |                                                         |                                                         |                                                         |                                                         |                                                         |                                                         |                                                         |                                                         |                                                         |                                                         |                                                         |                                                         |                                                         |                                                         |                                                         |                                                         |                                                         |                                                         |                                                         |                                                         |                                                         |                                                         |                                                         |                                                         |                                                         |                                                         |                                                         |                                                         |                                                         |                                                         |                                                         |                                                         |                                                         |                                                         |                                                         |                                                         |                                                         |                                                         |                                                         |                                                         |                                                         |                                                         |                                                         |                                                         |                                                         |                                                         |                                                         |                                                         |                                                         |                                                         |                                                         |                                                         |                                                         |                                                         |                                                         |                                                         |                                                         |                                                         |                                                         |                                                         |                                                         |                                                         |                                                         |                                                         |                                                         |                                                         |                                                         |                                                         |                                                         |                                                         |                                                         |                                                         |                                                         |                                                         |                                                         |                                                         |                                                         |                                                         |                                                         |                                                         |                                                         |                                                         |                                                         |                                                         |                                                         |                                                         |                                                         |                                                         |                                                         |                                                         |                                                         |                                                         |                                                         |                                                         |                                                         |                                                         |                                                         |                                                         |                                                         |                                                         |                                                         |                                                         | Brancos / Nulos                                         | Indecisos                                               | Vantagem                                                | Margem de erro                                          |
| Quaest RN-09512/2024           | 4-5/Out/2024             | 1.200       | 30%                                                     | 30%                                                     | 30%                                                     | 30%                                                     | 30%                                                     | 30%                                                     | 30%                                                     | 30%                                                     | 30%                                                     | 30%                                                     | 30%                                                     | 30%                                                     | 30%                                                     | 30%                                                     | 30%                                                     | 30%                                                     | 30%                                                     | 30%                                                     | 30%                                                     | 30%                                                     | 30%                                                     | 30%                                                     | 30%                                                     | 30%                                                     | 30%                                                     | 30%                                                     | 30%                                                     | 30%                                                     | 30%                                                     | 30%                                                     | 30%                                                     | 30%                                                     | 30%                                                     | 30%                                                     | 30%                                                     | 30%                                                     | 30%                                                     | 30%                                                     | 30%                                                     | 30%                                                     | 30%                                                     | 30%                                                     | 30%                                                     | 30%                                                     | 30%                                                     | 30%                                                     | 30%                                                     | 30%                                                     | 30%                                                     | 30%                                                     | 30%                                                     | 30%                                                     | 30%                                                     | 30%                                                     | 30%                                                     | 30%                                                     | 30%                                                     | 30%                                                     | 30%                                                     | 30%                                                     | 30%                                                     | 30%                                                     | 30%                                                     | 30%                                                     | 30%                                                     | 30%                                                     | 30%                                                     | 30%                                                     | 30%                                                     | 30%                                                     | 30%                                                     | 30%                                                     | 30%                                                     | 30%                                                     | 30%                                                     | 30%                                                     | 30%                                                     | 30%                                                     | 30%                                                     | 30%                                                     | 30%                                                     | 30%                                                     | 30%                                                     | 30%                                                     | 30%                                                     | 30%                                                     | 30%                                                     | 30%                                                     | 30%                                                     | 30%                                                     | 30%                                                     | 31%                                                     | 31%                                                     | 31%                                                     | 31%                                                     | 31%                                                     | 31%                                                     | 31%                                                     | 31%                                                     | 31%                                                     | 31%                                                     | 31%                                                     | 31%                                                     | 31%                                                     | 31%                                                     | 31%                                                     | 31%                                                     | 31%                                                     | 31%                                                     | 31%                                                     | 31%                                                     | 31%                                                     | 31%                                                     | 31%                                                     | 31%                                                     | 31%                                                     | 31%                                                     | 31%                                                     | 31%                                                     | 31%                                                     | 31%                                                     | 31%                                                     | 31%                                                     | 31%                                                     | 31%                                                     | 31%                                                     | 31%                                                     | 31%                                                     | 31%                                                     | 31%                                                     | 31%                                                     | 31%                                                     | 31%                                                     | 31%                                                     | 31%                                                     | 31%                                                     | 31%                                                     | 31%                                                     | 31%                                                     | 31%                                                     | 31%                                                     | 31%                                                     | 31%                                                     | 31%                                                     | 31%                                                     | 31%                                                     | 31%                                                     | 31%                                                     | 31%                                                     | 31%                                                     | 31%                                                     | 31%                                                     | 31%                                                     | 31%                                                     | 31%                                                     | 31%                                                     | 31%                                                     | 31%                                                     | 31%                                                     | 31%                                                     | 31%                                                     | 31%                                                     | 31%                                                     | 31%                                                     | 31%                                                     | 31%                                                     | 31%                                                     | 31%                                                     | 31%                                                     | 31%                                                     | 31%                                                     | 31%                                                     | 31%                                                     | 31%                                                     | 31%                                                     | 31%                                                     | 31%                                                     | 31%                                                     | 31%                                                     | 31%                                                     | 31%                                                     | 31%                                                     | 20%                                                     | 20%                                                     | 20%                                                     | 20%                                                     | 20%                                                     | 20%                                                     | 20%                                                     | 20%                                                     | 20%                                                     | 20%                                                     | 20%                                                     | 20%                                                     | 20%                                                     | 20%                                                     | 20%                                                     | 20%                                                     | 20%                                                     | 20%                                                     | 20%                                                     | 20%                                                     | 20%                                                     | 20%                                                     | 20%                                                     | 20%                                                     | 20%                                                     | 20%                                                     | 20%                                                     | 20%                                                     | 20%                                                     | 20%                                                     | 20%                                                     | 20%                                                     | 20%                                                     | 20%                                                     | 20%                                                     | 20%                                                     | 20%                                                     | 20%                                                     | 20%                                                     | 20%                                                     | 20%                                                     | 20%                                                     | 20%                                                     | 20%                                                     | 20%                                                     | 20%                                                     | 20%                                                     | 20%                                                     | 20%                                                     | 20%                                                     | 20%                                                     | 20%                                                     | 20%                                                     | 20%                                                     | 20%                                                     | 20%                                                     | 20%                                                     | 20%                                                     | 20%                                                     | 20%                                                     | 20%                                                     | 20%                                                     | 20%                                                     | 20%                                                     | 20%                                                     | 20%                                                     | 20%                                                     | 20%                                                     | 20%                                                     | 20%                                                     | 20%                                                     | 20%                                                     | 20%                                                     | 20%                                                     | 20%                                                     | 20%                                                     | 20%                                                     | 20%                                                     | 20%                                                     | 20%                                                     | 20%                                                     | 20%                                                     | 20%                                                     | 20%                                                     | 20%                                                     | 20%                                                     | 20%                                                     | 20%                                                     | 20%                                                     | 20%                                                     | 20%                                                     | 3%                                                      | 3%                                                      | 3%                                                      | 3%                                                      | 3%                                                      | 3%                                                      | 3%                                                      | 3%                                                      | 3%                                                      | 3%                                                      | 3%                                                      | 3%                                                      | 3%                                                      | 3%                                                      | 3%                                                      | 3%                                                      | 3%                                                      | 3%                                                      | 3%                                                      | 3%                                                      | 3%                                                      | 3%                                                      | 3%                                                      | 3%                                                      | 3%                                                      | 3%                                                      | 3%                                                      | 3%                                                      | 3%                                                      | 3%                                                      | 3%                                                      | 3%                                                      | 3%                                                      | 3%                                                      | 3%                                                      | 3%                                                      | 3%                                                      | 3%                                                      | 3%                                                      | 3%                                                      | 3%                                                      | 3%                                                      | 3%                                                      | 3%                                                      | 3%                                                      | 3%                                                      | 3%                                                      | 3%                                                      | 3%                                                      | 3%                                                      | 3%                                                      | 3%                                                      | 3%                                                      | 3%                                                      | 3%                                                      | 3%                                                      | 3%                                                      | 3%                                                      | 3%                                                      | 3%                                                      | 3%                                                      | 3%                                                      | 3%                                                      | 3%                                                      | 3%                                                      | 3%                                                      | 3%                                                      | 3%                                                      | 3%                                                      | 3%                                                      | 3%                                                      | 3%                                                      | 3%                                                      | 3%                                                      | 3%                                                      | 3%                                                      | 3%                                                      | 3%                                                      | 3%                                                      | 3%                                                      | 3%                                                      | 3%                                                      | 3%                                                      | 3%                                                      | 3%                                                      | 3%                                                      | 3%                                                      | 3%                                                      | 3%                                                      | 3%                                                      | 3%                                                      | 0%                                                      | 0%                                                      | 0%                                                      | 0%                                                      | 0%                                                      | 0%                                                      | 0%                                                      | 0%                                                      | 0%                                                      | 0%                                                      | 0%                                                      | 0%                                                      | 0%                                                      | 0%                                                      | 0%                                                      | 0%                                                      | 0%                                                      | 0%                                                      | 0%                                                      | 0%                                                      | 0%                                                      | 0%                                                      | 0%                                                      | 0%                                                      | 0%                                                      | 0%                                                      | 0%                                                      | 0%                                                      | 0%                                                      | 0%                                                      | 0%                                                      | 0%                                                      | 0%                                                      | 0%                                                      | 0%                                                      | 0%                                                      | 0%                                                      | 0%                                                      | 0%                                                      | 0%                                                      | 0%                                                      | 0%                                                      | 0%                                                      | 0%                                                      | 0%                                                      | 0%                                                      | 0%                                                      | 0%                                                      | 0%                                                      | 0%                                                      | 0%                                                      | 0%                                                      | 0%                                                      | 0%                                                      | 0%                                                      | 0%                                                      | 0%                                                      | 0%                                                      | 0%                                                      | 0%                                                      | 0%                                                      | 0%                                                      | 0%                                                      | 0%                                                      | 0%                                                      | 0%                                                      | 0%                                                      | 0%                                                      | 0%                                                      | 0%                                                      | 0%                                                      | 0%                                                      | 0%                                                      | 0%                                                      | 0%                                                      | 0%                                                      | 0%                                                      | 0%                                                      | 0%                                                      | 0%                                                      | 0%                                                      | 0%                                                      | 0%                                                      | 0%                                                      | 0%                                                      | 0%                                                      | 0%                                                      | 0%                                                      | 0%                                                      | 0%                                                      | 0%                                                      | 0%                                                      | 0%                                                      | 0%                                                      | 0%                                                      | 0%                                                      | 0%                                                      | 0%                                                      | 0%                                                      | 0%                                                      | 0%                                                      | 0%                                                      | 0%                                                      | 0%                                                      | 0%                                                      | 0%                                                      | 0%                                                      | 0%                                                      | 0%                                                      | 0%                                                      | 0%                                                      | 0%                                                      | 0%                                                      | 0%                                                      | 0%                                                      | 0%                                                      | 0%                                                      | 0%                                                      | 0%                                                      | 0%                                                      | 0%                                                      | 0%                                                      | 0%                                                      | 0%                                                      | 0%                                                      | 0%                                                      | 0%                                                      | 0%                                                      | 0%                                                      | 0%                                                      | 0%                                                      | 0%                                                      | 0%                                                      | 0%                                                      | 0%                                                      | 0%                                                      | 0%                                                      | 0%                                                      | 0%                                                      | 0%                                                      | 0%                                                      | 0%                                                      | 0%                                                      | 0%                                                      | 0%                                                      | 0%                                                      | 0%                                                      | 0%                                                      | 0%                                                      | 0%                                                      | 0%                                                      | 0%                                                      | 0%                                                      | 0%                                                      | 0%                                                      | 0%                                                      | 0%                                                      | 0%                                                      | 0%                                                      | 0%                                                      | 0%                                                      | 0%                                                      | 0%                                                      | 0%                                                      | 0%                                                      | 0%                                                      | 0%                                                      | 0%                                                      | 0%                                                      | 0%                                                      | 0%                                                      | 0%                                                      | 0%                                                      | 0%                                                      | 0%                                                      | 0%                                                      | 0%                                                      | 0%                                                      | 0%                                                      | 0%                                                      | 0%                                                      | 0%                                                      | 11%                                                     | 5%                                                      | 1%                                                      | ±3%                                                     |
| AtlasIntel RN-04858/2024       | 29/Set/2024 a 4/Out/2024 | 1.630       | 25,6%                                                   | 25,6%                                                   | 25,6%                                                   | 25,6%                                                   | 25,6%                                                   | 25,6%                                                   | 25,6%                                                   | 25,6%                                                   | 25,6%                                                   | 25,6%                                                   | 25,6%                                                   | 25,6%                                                   | 25,6%                                                   | 25,6%                                                   | 25,6%                                                   | 25,6%                                                   | 25,6%                                                   | 25,6%                                                   | 25,6%                                                   | 25,6%                                                   | 25,6%                                                   | 25,6%                                                   | 25,6%                                                   | 25,6%                                                   | 25,6%                                                   | 25,6%                                                   | 25,6%                                                   | 25,6%                                                   | 25,6%                                                   | 25,6%                                                   | 25,6%                                                   | 25,6%                                                   | 25,6%                                                   | 25,6%                                                   | 25,6%                                                   | 25,6%                                                   | 25,6%                                                   | 25,6%                                                   | 25,6%                                                   | 25,6%                                                   | 25,6%                                                   | 25,6%                                                   | 25,6%                                                   | 25,6%                                                   | 25,6%                                                   | 25,6%                                                   | 25,6%                                                   | 25,6%                                                   | 25,6%                                                   | 25,6%                                                   | 25,6%                                                   | 25,6%                                                   | 25,6%                                                   | 25,6%                                                   | 25,6%                                                   | 25,6%                                                   | 25,6%                                                   | 25,6%                                                   | 25,6%                                                   | 25,6%                                                   | 25,6%                                                   | 25,6%                                                   | 25,6%                                                   | 25,6%                                                   | 25,6%                                                   | 25,6%                                                   | 25,6%                                                   | 25,6%                                                   | 25,6%                                                   | 25,6%                                                   | 25,6%                                                   | 25,6%                                                   | 25,6%                                                   | 25,6%                                                   | 25,6%                                                   | 25,6%                                                   | 25,6%                                                   | 25,6%                                                   | 25,6%                                                   | 25,6%                                                   | 25,6%                                                   | 25,6%                                                   | 25,6%                                                   | 25,6%                                                   | 25,6%                                                   | 25,6%                                                   | 25,6%                                                   | 25,6%                                                   | 25,6%                                                   | 25,6%                                                   | 25,6%                                                   | 32,5%                                                   | 32,5%                                                   | 32,5%                                                   | 32,5%                                                   | 32,5%                                                   | 32,5%                                                   | 32,5%                                                   | 32,5%                                                   | 32,5%                                                   | 32,5%                                                   | 32,5%                                                   | 32,5%                                                   | 32,5%                                                   | 32,5%                                                   | 32,5%                                                   | 32,5%                                                   | 32,5%                                                   | 32,5%                                                   | 32,5%                                                   | 32,5%                                                   | 32,5%                                                   | 32,5%                                                   | 32,5%                                                   | 32,5%                                                   | 32,5%                                                   | 32,5%                                                   | 32,5%                                                   | 32,5%                                                   | 32,5%                                                   | 32,5%                                                   | 32,5%                                                   | 32,5%                                                   | 32,5%                                                   | 32,5%                                                   | 32,5%                                                   | 32,5%                                                   | 32,5%                                                   | 32,5%                                                   | 32,5%                                                   | 32,5%                                                   | 32,5%                                                   | 32,5%                                                   | 32,5%                                                   | 32,5%                                                   | 32,5%                                                   | 32,5%                                                   | 32,5%                                                   | 32,5%                                                   | 32,5%                                                   | 32,5%                                                   | 32,5%                                                   | 32,5%                                                   | 32,5%                                                   | 32,5%                                                   | 32,5%                                                   | 32,5%                                                   | 32,5%                                                   | 32,5%                                                   | 32,5%                                                   | 32,5%                                                   | 32,5%                                                   | 32,5%                                                   | 32,5%                                                   | 32,5%                                                   | 32,5%                                                   | 32,5%                                                   | 32,5%                                                   | 32,5%                                                   | 32,5%                                                   | 32,5%                                                   | 32,5%                                                   | 32,5%                                                   | 32,5%                                                   | 32,5%                                                   | 32,5%                                                   | 32,5%                                                   | 32,5%                                                   | 32,5%                                                   | 32,5%                                                   | 32,5%                                                   | 32,5%                                                   | 32,5%                                                   | 32,5%                                                   | 32,5%                                                   | 32,5%                                                   | 32,5%                                                   | 32,5%                                                   | 32,5%                                                   | 32,5%                                                   | 32,5%                                                   | 32,5%                                                   | 32,7%                                                   | 32,7%                                                   | 32,7%                                                   | 32,7%                                                   | 32,7%                                                   | 32,7%                                                   | 32,7%                                                   | 32,7%                                                   | 32,7%                                                   | 32,7%                                                   | 32,7%                                                   | 32,7%                                                   | 32,7%                                                   | 32,7%                                                   | 32,7%                                                   | 32,7%                                                   | 32,7%                                                   | 32,7%                                                   | 32,7%                                                   | 32,7%                                                   | 32,7%                                                   | 32,7%                                                   | 32,7%                                                   | 32,7%                                                   | 32,7%                                                   | 32,7%                                                   | 32,7%                                                   | 32,7%                                                   | 32,7%                                                   | 32,7%                                                   | 32,7%                                                   | 32,7%                                                   | 32,7%                                                   | 32,7%                                                   | 32,7%                                                   | 32,7%                                                   | 32,7%                                                   | 32,7%                                                   | 32,7%                                                   | 32,7%                                                   | 32,7%                                                   | 32,7%                                                   | 32,7%                                                   | 32,7%                                                   | 32,7%                                                   | 32,7%                                                   | 32,7%                                                   | 32,7%                                                   | 32,7%                                                   | 32,7%                                                   | 32,7%                                                   | 32,7%                                                   | 32,7%                                                   | 32,7%                                                   | 32,7%                                                   | 32,7%                                                   | 32,7%                                                   | 32,7%                                                   | 32,7%                                                   | 32,7%                                                   | 32,7%                                                   | 32,7%                                                   | 32,7%                                                   | 32,7%                                                   | 32,7%                                                   | 32,7%                                                   | 32,7%                                                   | 32,7%                                                   | 32,7%                                                   | 32,7%                                                   | 32,7%                                                   | 32,7%                                                   | 32,7%                                                   | 32,7%                                                   | 32,7%                                                   | 32,7%                                                   | 32,7%                                                   | 32,7%                                                   | 32,7%                                                   | 32,7%                                                   | 32,7%                                                   | 32,7%                                                   | 32,7%                                                   | 32,7%                                                   | 32,7%                                                   | 32,7%                                                   | 32,7%                                                   | 32,7%                                                   | 32,7%                                                   | 32,7%                                                   | 32,7%                                                   | 2,6%                                                    | 2,6%                                                    | 2,6%                                                    | 2,6%                                                    | 2,6%                                                    | 2,6%                                                    | 2,6%                                                    | 2,6%                                                    | 2,6%                                                    | 2,6%                                                    | 2,6%                                                    | 2,6%                                                    | 2,6%                                                    | 2,6%                                                    | 2,6%                                                    | 2,6%                                                    | 2,6%                                                    | 2,6%                                                    | 2,6%                                                    | 2,6%                                                    | 2,6%                                                    | 2,6%                                                    | 2,6%                                                    | 2,6%                                                    | 2,6%                                                    | 2,6%                                                    | 2,6%                                                    | 2,6%                                                    | 2,6%                                                    | 2,6%                                                    | 2,6%                                                    | 2,6%                                                    | 2,6%                                                    | 2,6%                                                    | 2,6%                                                    | 2,6%                                                    | 2,6%                                                    | 2,6%                                                    | 2,6%                                                    | 2,6%                                                    | 2,6%                                                    | 2,6%                                                    | 2,6%                                                    | 2,6%                                                    | 2,6%                                                    | 2,6%                                                    | 2,6%                                                    | 2,6%                                                    | 2,6%                                                    | 2,6%                                                    | 2,6%                                                    | 2,6%                                                    | 2,6%                                                    | 2,6%                                                    | 2,6%                                                    | 2,6%                                                    | 2,6%                                                    | 2,6%                                                    | 2,6%                                                    | 2,6%                                                    | 2,6%                                                    | 2,6%                                                    | 2,6%                                                    | 2,6%                                                    | 2,6%                                                    | 2,6%                                                    | 2,6%                                                    | 2,6%                                                    | 2,6%                                                    | 2,6%                                                    | 2,6%                                                    | 2,6%                                                    | 2,6%                                                    | 2,6%                                                    | 2,6%                                                    | 2,6%                                                    | 2,6%                                                    | 2,6%                                                    | 2,6%                                                    | 2,6%                                                    | 2,6%                                                    | 2,6%                                                    | 2,6%                                                    | 2,6%                                                    | 2,6%                                                    | 2,6%                                                    | 2,6%                                                    | 2,6%                                                    | 2,6%                                                    | 2,6%                                                    | 2,6%                                                    | 1,1%                                                    | 1,1%                                                    | 1,1%                                                    | 1,1%                                                    | 1,1%                                                    | 1,1%                                                    | 1,1%                                                    | 1,1%                                                    | 1,1%                                                    | 1,1%                                                    | 1,1%                                                    | 1,1%                                                    | 1,1%                                                    | 1,1%                                                    | 1,1%                                                    | 1,1%                                                    | 1,1%                                                    | 1,1%                                                    | 1,1%                                                    | 1,1%                                                    | 1,1%                                                    | 1,1%                                                    | 1,1%                                                    | 1,1%                                                    | 1,1%                                                    | 1,1%                                                    | 1,1%                                                    | 1,1%                                                    | 1,1%                                                    | 1,1%                                                    | 1,1%                                                    | 1,1%                                                    | 1,1%                                                    | 1,1%                                                    | 1,1%                                                    | 1,1%                                                    | 1,1%                                                    | 1,1%                                                    | 1,1%                                                    | 1,1%                                                    | 1,1%                                                    | 1,1%                                                    | 1,1%                                                    | 1,1%                                                    | 1,1%                                                    | 1,1%                                                    | 1,1%                                                    | 1,1%                                                    | 1,1%                                                    | 1,1%                                                    | 1,1%                                                    | 1,1%                                                    | 1,1%                                                    | 1,1%                                                    | 1,1%                                                    | 1,1%                                                    | 1,1%                                                    | 1,1%                                                    | 1,1%                                                    | 1,1%                                                    | 1,1%                                                    | 1,1%                                                    | 1,1%                                                    | 1,1%                                                    | 1,1%                                                    | 1,1%                                                    | 1,1%                                                    | 1,1%                                                    | 1,1%                                                    | 1,1%                                                    | 1,1%                                                    | 1,1%                                                    | 1,1%                                                    | 1,1%                                                    | 1,1%                                                    | 1,1%                                                    | 1,1%                                                    | 1,1%                                                    | 1,1%                                                    | 1,1%                                                    | 1,1%                                                    | 1,1%                                                    | 1,1%                                                    | 1,1%                                                    | 1,1%                                                    | 1,1%                                                    | 1,1%                                                    | 1,1%                                                    | 1,1%                                                    | 1,1%                                                    | 1,1%                                                    | 0%                                                      | 0%                                                      | 0%                                                      | 0%                                                      | 0%                                                      | 0%                                                      | 0%                                                      | 0%                                                      | 0%                                                      | 0%                                                      | 0%                                                      | 0%                                                      | 0%                                                      | 0%                                                      | 0%                                                      | 0%                                                      | 0%                                                      | 0%                                                      | 0%                                                      | 0%                                                      | 0%                                                      | 0%                                                      | 0%                                                      | 0%                                                      | 0%                                                      | 0%                                                      | 0%                                                      | 0%                                                      | 0%                                                      | 0%                                                      | 0%                                                      | 0%                                                      | 0%                                                      | 0%                                                      | 0%                                                      | 0%                                                      | 0%                                                      | 0%                                                      | 0%                                                      | 0%                                                      | 0%                                                      | 0%                                                      | 0%                                                      | 0%                                                      | 0%                                                      | 0%                                                      | 0%                                                      | 0%                                                      | 0%                                                      | 0%                                                      | 0%                                                      | 0%                                                      | 0%                                                      | 0%                                                      | 0%                                                      | 0%                                                      | 0%                                                      | 0%                                                      | 0%                                                      | 0%                                                      | 0%                                                      | 0%                                                      | 0%                                                      | 0%                                                      | 0%                                                      | 0%                                                      | 0%                                                      | 0%                                                      | 0%                                                      | 0%                                                      | 0%                                                      | 0%                                                      | 0%                                                      | 0%                                                      | 0%                                                      | 0%                                                      | 0%                                                      | 0%                                                      | 0%                                                      | 0%                                                      | 0%                                                      | 0%                                                      | 0%                                                      | 0%                                                      | 0%                                                      | 0%                                                      | 0%                                                      | 0%                                                      | 0%                                                      | 0%                                                      | 0%                                                      | 3,5%                                                    | 2%                                                      | 0,2%                                                    | ±2%                                                     |
| Instituto Veritá RN-09991/2024 | 27/Set/2024 a 1/Out/2024 | 1.202       | 23,9%                                                   | 23,9%                                                   | 23,9%                                                   | 23,9%                                                   | 23,9%                                                   | 23,9%                                                   | 23,9%                                                   | 23,9%                                                   | 23,9%                                                   | 23,9%                                                   | 23,9%                                                   | 23,9%                                                   | 23,9%                                                   | 23,9%                                                   | 23,9%                                                   | 23,9%                                                   | 23,9%                                                   | 23,9%                                                   | 23,9%                                                   | 23,9%                                                   | 23,9%                                                   | 23,9%                                                   | 23,9%                                                   | 23,9%                                                   | 23,9%                                                   | 23,9%                                                   | 23,9%                                                   | 23,9%                                                   | 23,9%                                                   | 23,9%                                                   | 23,9%                                                   | 23,9%                                                   | 23,9%                                                   | 23,9%                                                   | 23,9%                                                   | 23,9%                                                   | 23,9%                                                   | 23,9%                                                   | 23,9%                                                   | 23,9%                                                   | 23,9%                                                   | 23,9%                                                   | 23,9%                                                   | 23,9%                                                   | 23,9%                                                   | 23,9%                                                   | 23,9%                                                   | 23,9%                                                   | 23,9%                                                   | 23,9%                                                   | 23,9%                                                   | 23,9%                                                   | 23,9%                                                   | 23,9%                                                   | 23,9%                                                   | 23,9%                                                   | 23,9%                                                   | 23,9%                                                   | 23,9%                                                   | 23,9%                                                   | 23,9%                                                   | 23,9%                                                   | 23,9%                                                   | 23,9%                                                   | 23,9%                                                   | 23,9%                                                   | 23,9%                                                   | 23,9%                                                   | 23,9%                                                   | 23,9%                                                   | 23,9%                                                   | 23,9%                                                   | 23,9%                                                   | 23,9%                                                   | 23,9%                                                   | 23,9%                                                   | 23,9%                                                   | 23,9%                                                   | 23,9%                                                   | 23,9%                                                   | 23,9%                                                   | 23,9%                                                   | 23,9%                                                   | 23,9%                                                   | 23,9%                                                   | 23,9%                                                   | 23,9%                                                   | 23,9%                                                   | 23,9%                                                   | 23,9%                                                   | 23,9%                                                   | 36,5%                                                   | 36,5%                                                   | 36,5%                                                   | 36,5%                                                   | 36,5%                                                   | 36,5%                                                   | 36,5%                                                   | 36,5%                                                   | 36,5%                                                   | 36,5%                                                   | 36,5%                                                   | 36,5%                                                   | 36,5%                                                   | 36,5%                                                   | 36,5%                                                   | 36,5%                                                   | 36,5%                                                   | 36,5%                                                   | 36,5%                                                   | 36,5%                                                   | 36,5%                                                   | 36,5%                                                   | 36,5%                                                   | 36,5%                                                   | 36,5%                                                   | 36,5%                                                   | 36,5%                                                   | 36,5%                                                   | 36,5%                                                   | 36,5%                                                   | 36,5%                                                   | 36,5%                                                   | 36,5%                                                   | 36,5%                                                   | 36,5%                                                   | 36,5%                                                   | 36,5%                                                   | 36,5%                                                   | 36,5%                                                   | 36,5%                                                   | 36,5%                                                   | 36,5%                                                   | 36,5%                                                   | 36,5%                                                   | 36,5%                                                   | 36,5%                                                   | 36,5%                                                   | 36,5%                                                   | 36,5%                                                   | 36,5%                                                   | 36,5%                                                   | 36,5%                                                   | 36,5%                                                   | 36,5%                                                   | 36,5%                                                   | 36,5%                                                   | 36,5%                                                   | 36,5%                                                   | 36,5%                                                   | 36,5%                                                   | 36,5%                                                   | 36,5%                                                   | 36,5%                                                   | 36,5%                                                   | 36,5%                                                   | 36,5%                                                   | 36,5%                                                   | 36,5%                                                   | 36,5%                                                   | 36,5%                                                   | 36,5%                                                   | 36,5%                                                   | 36,5%                                                   | 36,5%                                                   | 36,5%                                                   | 36,5%                                                   | 36,5%                                                   | 36,5%                                                   | 36,5%                                                   | 36,5%                                                   | 36,5%                                                   | 36,5%                                                   | 36,5%                                                   | 36,5%                                                   | 36,5%                                                   | 36,5%                                                   | 36,5%                                                   | 36,5%                                                   | 36,5%                                                   | 36,5%                                                   | 36,5%                                                   | 25,8%                                                   | 25,8%                                                   | 25,8%                                                   | 25,8%                                                   | 25,8%                                                   | 25,8%                                                   | 25,8%                                                   | 25,8%                                                   | 25,8%                                                   | 25,8%                                                   | 25,8%                                                   | 25,8%                                                   | 25,8%                                                   | 25,8%                                                   | 25,8%                                                   | 25,8%                                                   | 25,8%                                                   | 25,8%                                                   | 25,8%                                                   | 25,8%                                                   | 25,8%                                                   | 25,8%                                                   | 25,8%                                                   | 25,8%                                                   | 25,8%                                                   | 25,8%                                                   | 25,8%                                                   | 25,8%                                                   | 25,8%                                                   | 25,8%                                                   | 25,8%                                                   | 25,8%                                                   | 25,8%                                                   | 25,8%                                                   | 25,8%                                                   | 25,8%                                                   | 25,8%                                                   | 25,8%                                                   | 25,8%                                                   | 25,8%                                                   | 25,8%                                                   | 25,8%                                                   | 25,8%                                                   | 25,8%                                                   | 25,8%                                                   | 25,8%                                                   | 25,8%                                                   | 25,8%                                                   | 25,8%                                                   | 25,8%                                                   | 25,8%                                                   | 25,8%                                                   | 25,8%                                                   | 25,8%                                                   | 25,8%                                                   | 25,8%                                                   | 25,8%                                                   | 25,8%                                                   | 25,8%                                                   | 25,8%                                                   | 25,8%                                                   | 25,8%                                                   | 25,8%                                                   | 25,8%                                                   | 25,8%                                                   | 25,8%                                                   | 25,8%                                                   | 25,8%                                                   | 25,8%                                                   | 25,8%                                                   | 25,8%                                                   | 25,8%                                                   | 25,8%                                                   | 25,8%                                                   | 25,8%                                                   | 25,8%                                                   | 25,8%                                                   | 25,8%                                                   | 25,8%                                                   | 25,8%                                                   | 25,8%                                                   | 25,8%                                                   | 25,8%                                                   | 25,8%                                                   | 25,8%                                                   | 25,8%                                                   | 25,8%                                                   | 25,8%                                                   | 25,8%                                                   | 25,8%                                                   | 25,8%                                                   | 2,9%                                                    | 2,9%                                                    | 2,9%                                                    | 2,9%                                                    | 2,9%                                                    | 2,9%                                                    | 2,9%                                                    | 2,9%                                                    | 2,9%                                                    | 2,9%                                                    | 2,9%                                                    | 2,9%                                                    | 2,9%                                                    | 2,9%                                                    | 2,9%                                                    | 2,9%                                                    | 2,9%                                                    | 2,9%                                                    | 2,9%                                                    | 2,9%                                                    | 2,9%                                                    | 2,9%                                                    | 2,9%                                                    | 2,9%                                                    | 2,9%                                                    | 2,9%                                                    | 2,9%                                                    | 2,9%                                                    | 2,9%                                                    | 2,9%                                                    | 2,9%                                                    | 2,9%                                                    | 2,9%                                                    | 2,9%                                                    | 2,9%                                                    | 2,9%                                                    | 2,9%                                                    | 2,9%                                                    | 2,9%                                                    | 2,9%                                                    | 2,9%                                                    | 2,9%                                                    | 2,9%                                                    | 2,9%                                                    | 2,9%                                                    | 2,9%                                                    | 2,9%                                                    | 2,9%                                                    | 2,9%                                                    | 2,9%                                                    | 2,9%                                                    | 2,9%                                                    | 2,9%                                                    | 2,9%                                                    | 2,9%                                                    | 2,9%                                                    | 2,9%                                                    | 2,9%                                                    | 2,9%                                                    | 2,9%                                                    | 2,9%                                                    | 2,9%                                                    | 2,9%                                                    | 2,9%                                                    | 2,9%                                                    | 2,9%                                                    | 2,9%                                                    | 2,9%                                                    | 2,9%                                                    | 2,9%                                                    | 2,9%                                                    | 2,9%                                                    | 2,9%                                                    | 2,9%                                                    | 2,9%                                                    | 2,9%                                                    | 2,9%                                                    | 2,9%                                                    | 2,9%                                                    | 2,9%                                                    | 2,9%                                                    | 2,9%                                                    | 2,9%                                                    | 2,9%                                                    | 2,9%                                                    | 2,9%                                                    | 2,9%                                                    | 2,9%                                                    | 2,9%                                                    | 2,9%                                                    | 2,9%                                                    | 0,3%                                                    | 0,3%                                                    | 0,3%                                                    | 0,3%                                                    | 0,3%                                                    | 0,3%                                                    | 0,3%                                                    | 0,3%                                                    | 0,3%                                                    | 0,3%                                                    | 0,3%                                                    | 0,3%                                                    | 0,3%                                                    | 0,3%                                                    | 0,3%                                                    | 0,3%                                                    | 0,3%                                                    | 0,3%                                                    | 0,3%                                                    | 0,3%                                                    | 0,3%                                                    | 0,3%                                                    | 0,3%                                                    | 0,3%                                                    | 0,3%                                                    | 0,3%                                                    | 0,3%                                                    | 0,3%                                                    | 0,3%                                                    | 0,3%                                                    | 0,3%                                                    | 0,3%                                                    | 0,3%                                                    | 0,3%                                                    | 0,3%                                                    | 0,3%                                                    | 0,3%                                                    | 0,3%                                                    | 0,3%                                                    | 0,3%                                                    | 0,3%                                                    | 0,3%                                                    | 0,3%                                                    | 0,3%                                                    | 0,3%                                                    | 0,3%                                                    | 0,3%                                                    | 0,3%                                                    | 0,3%                                                    | 0,3%                                                    | 0,3%                                                    | 0,3%                                                    | 0,3%                                                    | 0,3%                                                    | 0,3%                                                    | 0,3%                                                    | 0,3%                                                    | 0,3%                                                    | 0,3%                                                    | 0,3%                                                    | 0,3%                                                    | 0,3%                                                    | 0,3%                                                    | 0,3%                                                    | 0,3%                                                    | 0,3%                                                    | 0,3%                                                    | 0,3%                                                    | 0,3%                                                    | 0,3%                                                    | 0,3%                                                    | 0,3%                                                    | 0,3%                                                    | 0,3%                                                    | 0,3%                                                    | 0,3%                                                    | 0,3%                                                    | 0,3%                                                    | 0,3%                                                    | 0,3%                                                    | 0,3%                                                    | 0,3%                                                    | 0,3%                                                    | 0,3%                                                    | 0,3%                                                    | 0,3%                                                    | 0,3%                                                    | 0,3%                                                    | 0,3%                                                    | 0,3%                                                    | 0,3%                                                    | 0,1%                                                    | 0,1%                                                    | 0,1%                                                    | 0,1%                                                    | 0,1%                                                    | 0,1%                                                    | 0,1%                                                    | 0,1%                                                    | 0,1%                                                    | 0,1%                                                    | 0,1%                                                    | 0,1%                                                    | 0,1%                                                    | 0,1%                                                    | 0,1%                                                    | 0,1%                                                    | 0,1%                                                    | 0,1%                                                    | 0,1%                                                    | 0,1%                                                    | 0,1%                                                    | 0,1%                                                    | 0,1%                                                    | 0,1%                                                    | 0,1%                                                    | 0,1%                                                    | 0,1%                                                    | 0,1%                                                    | 0,1%                                                    | 0,1%                                                    | 0,1%                                                    | 0,1%                                                    | 0,1%                                                    | 0,1%                                                    | 0,1%                                                    | 0,1%                                                    | 0,1%                                                    | 0,1%                                                    | 0,1%                                                    | 0,1%                                                    | 0,1%                                                    | 0,1%                                                    | 0,1%                                                    | 0,1%                                                    | 0,1%                                                    | 0,1%                                                    | 0,1%                                                    | 0,1%                                                    | 0,1%                                                    | 0,1%                                                    | 0,1%                                                    | 0,1%                                                    | 0,1%                                                    | 0,1%                                                    | 0,1%                                                    | 0,1%                                                    | 0,1%                                                    | 0,1%                                                    | 0,1%                                                    | 0,1%                                                    | 0,1%                                                    | 0,1%                                                    | 0,1%                                                    | 0,1%                                                    | 0,1%                                                    | 0,1%                                                    | 0,1%                                                    | 0,1%                                                    | 0,1%                                                    | 0,1%                                                    | 0,1%                                                    | 0,1%                                                    | 0,1%                                                    | 0,1%                                                    | 0,1%                                                    | 0,1%                                                    | 0,1%                                                    | 0,1%                                                    | 0,1%                                                    | 0,1%                                                    | 0,1%                                                    | 0,1%                                                    | 0,1%                                                    | 0,1%                                                    | 0,1%                                                    | 0,1%                                                    | 0,1%                                                    | 0,1%                                                    | 0,1%                                                    | 0,1%                                                    | 0,1%                                                    | 6,9%                                                    | 3,7%                                                    | 10,7%                                                   | ±3%                                                     |
| Instituto Seta RN-00480/2024   | 23-24/Set/2024           | 800         | 34,3%                                                   | 34,3%                                                   | 34,3%                                                   | 34,3%                                                   | 34,3%                                                   | 34,3%                                                   | 34,3%                                                   | 34,3%                                                   | 34,3%                                                   | 34,3%                                                   | 34,3%                                                   | 34,3%                                                   | 34,3%                                                   | 34,3%                                                   | 34,3%                                                   | 34,3%                                                   | 34,3%                                                   | 34,3%                                                   | 34,3%                                                   | 34,3%                                                   | 34,3%                                                   | 34,3%                                                   | 34,3%                                                   | 34,3%                                                   | 34,3%                                                   | 34,3%                                                   | 34,3%                                                   | 34,3%                                                   | 34,3%                                                   | 34,3%                                                   | 34,3%                                                   | 34,3%                                                   | 34,3%                                                   | 34,3%                                                   | 34,3%                                                   | 34,3%                                                   | 34,3%                                                   | 34,3%                                                   | 34,3%                                                   | 34,3%                                                   | 34,3%                                                   | 34,3%                                                   | 34,3%                                                   | 34,3%                                                   | 34,3%                                                   | 34,3%                                                   | 34,3%                                                   | 34,3%                                                   | 34,3%                                                   | 34,3%                                                   | 34,3%                                                   | 34,3%                                                   | 34,3%                                                   | 34,3%                                                   | 34,3%                                                   | 34,3%                                                   | 34,3%                                                   | 34,3%                                                   | 34,3%                                                   | 34,3%                                                   | 34,3%                                                   | 34,3%                                                   | 34,3%                                                   | 34,3%                                                   | 34,3%                                                   | 34,3%                                                   | 34,3%                                                   | 34,3%                                                   | 34,3%                                                   | 34,3%                                                   | 34,3%                                                   | 34,3%                                                   | 34,3%                                                   | 34,3%                                                   | 34,3%                                                   | 34,3%                                                   | 34,3%                                                   | 34,3%                                                   | 34,3%                                                   | 34,3%                                                   | 34,3%                                                   | 34,3%                                                   | 34,3%                                                   | 34,3%                                                   | 34,3%                                                   | 34,3%                                                   | 34,3%                                                   | 34,3%                                                   | 34,3%                                                   | 34,3%                                                   | 34,3%                                                   | 28,6%                                                   | 28,6%                                                   | 28,6%                                                   | 28,6%                                                   | 28,6%                                                   | 28,6%                                                   | 28,6%                                                   | 28,6%                                                   | 28,6%                                                   | 28,6%                                                   | 28,6%                                                   | 28,6%                                                   | 28,6%                                                   | 28,6%                                                   | 28,6%                                                   | 28,6%                                                   | 28,6%                                                   | 28,6%                                                   | 28,6%                                                   | 28,6%                                                   | 28,6%                                                   | 28,6%                                                   | 28,6%                                                   | 28,6%                                                   | 28,6%                                                   | 28,6%                                                   | 28,6%                                                   | 28,6%                                                   | 28,6%                                                   | 28,6%                                                   | 28,6%                                                   | 28,6%                                                   | 28,6%                                                   | 28,6%                                                   | 28,6%                                                   | 28,6%                                                   | 28,6%                                                   | 28,6%                                                   | 28,6%                                                   | 28,6%                                                   | 28,6%                                                   | 28,6%                                                   | 28,6%                                                   | 28,6%                                                   | 28,6%                                                   | 28,6%                                                   | 28,6%                                                   | 28,6%                                                   | 28,6%                                                   | 28,6%                                                   | 28,6%                                                   | 28,6%                                                   | 28,6%                                                   | 28,6%                                                   | 28,6%                                                   | 28,6%                                                   | 28,6%                                                   | 28,6%                                                   | 28,6%                                                   | 28,6%                                                   | 28,6%                                                   | 28,6%                                                   | 28,6%                                                   | 28,6%                                                   | 28,6%                                                   | 28,6%                                                   | 28,6%                                                   | 28,6%                                                   | 28,6%                                                   | 28,6%                                                   | 28,6%                                                   | 28,6%                                                   | 28,6%                                                   | 28,6%                                                   | 28,6%                                                   | 28,6%                                                   | 28,6%                                                   | 28,6%                                                   | 28,6%                                                   | 28,6%                                                   | 28,6%                                                   | 28,6%                                                   | 28,6%                                                   | 28,6%                                                   | 28,6%                                                   | 28,6%                                                   | 28,6%                                                   | 28,6%                                                   | 28,6%                                                   | 28,6%                                                   | 28,6%                                                   | 26,9%                                                   | 26,9%                                                   | 26,9%                                                   | 26,9%                                                   | 26,9%                                                   | 26,9%                                                   | 26,9%                                                   | 26,9%                                                   | 26,9%                                                   | 26,9%                                                   | 26,9%                                                   | 26,9%                                                   | 26,9%                                                   | 26,9%                                                   | 26,9%                                                   | 26,9%                                                   | 26,9%                                                   | 26,9%                                                   | 26,9%                                                   | 26,9%                                                   | 26,9%                                                   | 26,9%                                                   | 26,9%                                                   | 26,9%                                                   | 26,9%                                                   | 26,9%                                                   | 26,9%                                                   | 26,9%                                                   | 26,9%                                                   | 26,9%                                                   | 26,9%                                                   | 26,9%                                                   | 26,9%                                                   | 26,9%                                                   | 26,9%                                                   | 26,9%                                                   | 26,9%                                                   | 26,9%                                                   | 26,9%                                                   | 26,9%                                                   | 26,9%                                                   | 26,9%                                                   | 26,9%                                                   | 26,9%                                                   | 26,9%                                                   | 26,9%                                                   | 26,9%                                                   | 26,9%                                                   | 26,9%                                                   | 26,9%                                                   | 26,9%                                                   | 26,9%                                                   | 26,9%                                                   | 26,9%                                                   | 26,9%                                                   | 26,9%                                                   | 26,9%                                                   | 26,9%                                                   | 26,9%                                                   | 26,9%                                                   | 26,9%                                                   | 26,9%                                                   | 26,9%                                                   | 26,9%                                                   | 26,9%                                                   | 26,9%                                                   | 26,9%                                                   | 26,9%                                                   | 26,9%                                                   | 26,9%                                                   | 26,9%                                                   | 26,9%                                                   | 26,9%                                                   | 26,9%                                                   | 26,9%                                                   | 26,9%                                                   | 26,9%                                                   | 26,9%                                                   | 26,9%                                                   | 26,9%                                                   | 26,9%                                                   | 26,9%                                                   | 26,9%                                                   | 26,9%                                                   | 26,9%                                                   | 26,9%                                                   | 26,9%                                                   | 26,9%                                                   | 26,9%                                                   | 26,9%                                                   | 26,9%                                                   | 2,7%                                                    | 2,7%                                                    | 2,7%                                                    | 2,7%                                                    | 2,7%                                                    | 2,7%                                                    | 2,7%                                                    | 2,7%                                                    | 2,7%                                                    | 2,7%                                                    | 2,7%                                                    | 2,7%                                                    | 2,7%                                                    | 2,7%                                                    | 2,7%                                                    | 2,7%                                                    | 2,7%                                                    | 2,7%                                                    | 2,7%                                                    | 2,7%                                                    | 2,7%                                                    | 2,7%                                                    | 2,7%                                                    | 2,7%                                                    | 2,7%                                                    | 2,7%                                                    | 2,7%                                                    | 2,7%                                                    | 2,7%                                                    | 2,7%                                                    | 2,7%                                                    | 2,7%                                                    | 2,7%                                                    | 2,7%                                                    | 2,7%                                                    | 2,7%                                                    | 2,7%                                                    | 2,7%                                                    | 2,7%                                                    | 2,7%                                                    | 2,7%                                                    | 2,7%                                                    | 2,7%                                                    | 2,7%                                                    | 2,7%                                                    | 2,7%                                                    | 2,7%                                                    | 2,7%                                                    | 2,7%                                                    | 2,7%                                                    | 2,7%                                                    | 2,7%                                                    | 2,7%                                                    | 2,7%                                                    | 2,7%                                                    | 2,7%                                                    | 2,7%                                                    | 2,7%                                                    | 2,7%                                                    | 2,7%                                                    | 2,7%                                                    | 2,7%                                                    | 2,7%                                                    | 2,7%                                                    | 2,7%                                                    | 2,7%                                                    | 2,7%                                                    | 2,7%                                                    | 2,7%                                                    | 2,7%                                                    | 2,7%                                                    | 2,7%                                                    | 2,7%                                                    | 2,7%                                                    | 2,7%                                                    | 2,7%                                                    | 2,7%                                                    | 2,7%                                                    | 2,7%                                                    | 2,7%                                                    | 2,7%                                                    | 2,7%                                                    | 2,7%                                                    | 2,7%                                                    | 2,7%                                                    | 2,7%                                                    | 2,7%                                                    | 2,7%                                                    | 2,7%                                                    | 2,7%                                                    | 2,7%                                                    | -                                                       | -                                                       | -                                                       | -                                                       | -                                                       | -                                                       | -                                                       | -                                                       | -                                                       | -                                                       | -                                                       | -                                                       | -                                                       | -                                                       | -                                                       | -                                                       | -                                                       | -                                                       | -                                                       | -                                                       | -                                                       | -                                                       | -                                                       | -                                                       | -                                                       | -                                                       | -                                                       | -                                                       | -                                                       | -                                                       | -                                                       | -                                                       | -                                                       | -                                                       | -                                                       | -                                                       | -                                                       | -                                                       | -                                                       | -                                                       | -                                                       | -                                                       | -                                                       | -                                                       | -                                                       | -                                                       | -                                                       | -                                                       | -                                                       | -                                                       | -                                                       | -                                                       | -                                                       | -                                                       | -                                                       | -                                                       | -                                                       | -                                                       | -                                                       | -                                                       | -                                                       | -                                                       | -                                                       | -                                                       | -                                                       | -                                                       | -                                                       | -                                                       | -                                                       | -                                                       | -                                                       | -                                                       | -                                                       | -                                                       | -                                                       | -                                                       | -                                                       | -                                                       | -                                                       | -                                                       | -                                                       | -                                                       | -                                                       | -                                                       | -                                                       | -                                                       | -                                                       | -                                                       | -                                                       | -                                                       | -                                                       | -                                                       | -                                                       | -                                                       | -                                                       | -                                                       | -                                                       | -                                                       | -                                                       | -                                                       | -                                                       | -                                                       | -                                                       | -                                                       | -                                                       | -                                                       | -                                                       | -                                                       | -                                                       | -                                                       | -                                                       | -                                                       | -                                                       | -                                                       | -                                                       | -                                                       | -                                                       | -                                                       | -                                                       | -                                                       | -                                                       | -                                                       | -                                                       | -                                                       | -                                                       | -                                                       | -                                                       | -                                                       | -                                                       | -                                                       | -                                                       | -                                                       | -                                                       | -                                                       | -                                                       | -                                                       | -                                                       | -                                                       | -                                                       | -                                                       | -                                                       | -                                                       | -                                                       | -                                                       | -                                                       | -                                                       | -                                                       | -                                                       | -                                                       | -                                                       | -                                                       | -                                                       | -                                                       | -                                                       | -                                                       | -                                                       | -                                                       | -                                                       | -                                                       | -                                                       | -                                                       | -                                                       | -                                                       | -                                                       | -                                                       | -                                                       | -                                                       | -                                                       | -                                                       | -                                                       | -                                                       | -                                                       | -                                                       | -                                                       | -                                                       | -                                                       | -                                                       | -                                                       | -                                                       | -                                                       | -                                                       | -                                                       | 5%                                                      | 2,4%                                                    | 5,7%                                                    | ±3,5%                                                   |
| 100% Cidades RN-06814/2024     | 19-23/Set/2024           | 600         | 29,2%                                                   | 29,2%                                                   | 29,2%                                                   | 29,2%                                                   | 29,2%                                                   | 29,2%                                                   | 29,2%                                                   | 29,2%                                                   | 29,2%                                                   | 29,2%                                                   | 29,2%                                                   | 29,2%                                                   | 29,2%                                                   | 29,2%                                                   | 29,2%                                                   | 29,2%                                                   | 29,2%                                                   | 29,2%                                                   | 29,2%                                                   | 29,2%                                                   | 29,2%                                                   | 29,2%                                                   | 29,2%                                                   | 29,2%                                                   | 29,2%                                                   | 29,2%                                                   | 29,2%                                                   | 29,2%                                                   | 29,2%                                                   | 29,2%                                                   | 29,2%                                                   | 29,2%                                                   | 29,2%                                                   | 29,2%                                                   | 29,2%                                                   | 29,2%                                                   | 29,2%                                                   | 29,2%                                                   | 29,2%                                                   | 29,2%                                                   | 29,2%                                                   | 29,2%                                                   | 29,2%                                                   | 29,2%                                                   | 29,2%                                                   | 29,2%                                                   | 29,2%                                                   | 29,2%                                                   | 29,2%                                                   | 29,2%                                                   | 29,2%                                                   | 29,2%                                                   | 29,2%                                                   | 29,2%                                                   | 29,2%                                                   | 29,2%                                                   | 29,2%                                                   | 29,2%                                                   | 29,2%                                                   | 29,2%                                                   | 29,2%                                                   | 29,2%                                                   | 29,2%                                                   | 29,2%                                                   | 29,2%                                                   | 29,2%                                                   | 29,2%                                                   | 29,2%                                                   | 29,2%                                                   | 29,2%                                                   | 29,2%                                                   | 29,2%                                                   | 29,2%                                                   | 29,2%                                                   | 29,2%                                                   | 29,2%                                                   | 29,2%                                                   | 29,2%                                                   | 29,2%                                                   | 29,2%                                                   | 29,2%                                                   | 29,2%                                                   | 29,2%                                                   | 29,2%                                                   | 29,2%                                                   | 29,2%                                                   | 29,2%                                                   | 29,2%                                                   | 29,2%                                                   | 29,2%                                                   | 29,2%                                                   | 39,1%                                                   | 39,1%                                                   | 39,1%                                                   | 39,1%                                                   | 39,1%                                                   | 39,1%                                                   | 39,1%                                                   | 39,1%                                                   | 39,1%                                                   | 39,1%                                                   | 39,1%                                                   | 39,1%                                                   | 39,1%                                                   | 39,1%                                                   | 39,1%                                                   | 39,1%                                                   | 39,1%                                                   | 39,1%                                                   | 39,1%                                                   | 39,1%                                                   | 39,1%                                                   | 39,1%                                                   | 39,1%                                                   | 39,1%                                                   | 39,1%                                                   | 39,1%                                                   | 39,1%                                                   | 39,1%                                                   | 39,1%                                                   | 39,1%                                                   | 39,1%                                                   | 39,1%                                                   | 39,1%                                                   | 39,1%                                                   | 39,1%                                                   | 39,1%                                                   | 39,1%                                                   | 39,1%                                                   | 39,1%                                                   | 39,1%                                                   | 39,1%                                                   | 39,1%                                                   | 39,1%                                                   | 39,1%                                                   | 39,1%                                                   | 39,1%                                                   | 39,1%                                                   | 39,1%                                                   | 39,1%                                                   | 39,1%                                                   | 39,1%                                                   | 39,1%                                                   | 39,1%                                                   | 39,1%                                                   | 39,1%                                                   | 39,1%                                                   | 39,1%                                                   | 39,1%                                                   | 39,1%                                                   | 39,1%                                                   | 39,1%                                                   | 39,1%                                                   | 39,1%                                                   | 39,1%                                                   | 39,1%                                                   | 39,1%                                                   | 39,1%                                                   | 39,1%                                                   | 39,1%                                                   | 39,1%                                                   | 39,1%                                                   | 39,1%                                                   | 39,1%                                                   | 39,1%                                                   | 39,1%                                                   | 39,1%                                                   | 39,1%                                                   | 39,1%                                                   | 39,1%                                                   | 39,1%                                                   | 39,1%                                                   | 39,1%                                                   | 39,1%                                                   | 39,1%                                                   | 39,1%                                                   | 39,1%                                                   | 39,1%                                                   | 39,1%                                                   | 39,1%                                                   | 39,1%                                                   | 39,1%                                                   | 17,1%                                                   | 17,1%                                                   | 17,1%                                                   | 17,1%                                                   | 17,1%                                                   | 17,1%                                                   | 17,1%                                                   | 17,1%                                                   | 17,1%                                                   | 17,1%                                                   | 17,1%                                                   | 17,1%                                                   | 17,1%                                                   | 17,1%                                                   | 17,1%                                                   | 17,1%                                                   | 17,1%                                                   | 17,1%                                                   | 17,1%                                                   | 17,1%                                                   | 17,1%                                                   | 17,1%                                                   | 17,1%                                                   | 17,1%                                                   | 17,1%                                                   | 17,1%                                                   | 17,1%                                                   | 17,1%                                                   | 17,1%                                                   | 17,1%                                                   | 17,1%                                                   | 17,1%                                                   | 17,1%                                                   | 17,1%                                                   | 17,1%                                                   | 17,1%                                                   | 17,1%                                                   | 17,1%                                                   | 17,1%                                                   | 17,1%                                                   | 17,1%                                                   | 17,1%                                                   | 17,1%                                                   | 17,1%                                                   | 17,1%                                                   | 17,1%                                                   | 17,1%                                                   | 17,1%                                                   | 17,1%                                                   | 17,1%                                                   | 17,1%                                                   | 17,1%                                                   | 17,1%                                                   | 17,1%                                                   | 17,1%                                                   | 17,1%                                                   | 17,1%                                                   | 17,1%                                                   | 17,1%                                                   | 17,1%                                                   | 17,1%                                                   | 17,1%                                                   | 17,1%                                                   | 17,1%                                                   | 17,1%                                                   | 17,1%                                                   | 17,1%                                                   | 17,1%                                                   | 17,1%                                                   | 17,1%                                                   | 17,1%                                                   | 17,1%                                                   | 17,1%                                                   | 17,1%                                                   | 17,1%                                                   | 17,1%                                                   | 17,1%                                                   | 17,1%                                                   | 17,1%                                                   | 17,1%                                                   | 17,1%                                                   | 17,1%                                                   | 17,1%                                                   | 17,1%                                                   | 17,1%                                                   | 17,1%                                                   | 17,1%                                                   | 17,1%                                                   | 17,1%                                                   | 17,1%                                                   | 17,1%                                                   | 3,2%                                                    | 3,2%                                                    | 3,2%                                                    | 3,2%                                                    | 3,2%                                                    | 3,2%                                                    | 3,2%                                                    | 3,2%                                                    | 3,2%                                                    | 3,2%                                                    | 3,2%                                                    | 3,2%                                                    | 3,2%                                                    | 3,2%                                                    | 3,2%                                                    | 3,2%                                                    | 3,2%                                                    | 3,2%                                                    | 3,2%                                                    | 3,2%                                                    | 3,2%                                                    | 3,2%                                                    | 3,2%                                                    | 3,2%                                                    | 3,2%                                                    | 3,2%                                                    | 3,2%                                                    | 3,2%                                                    | 3,2%                                                    | 3,2%                                                    | 3,2%                                                    | 3,2%                                                    | 3,2%                                                    | 3,2%                                                    | 3,2%                                                    | 3,2%                                                    | 3,2%                                                    | 3,2%                                                    | 3,2%                                                    | 3,2%                                                    | 3,2%                                                    | 3,2%                                                    | 3,2%                                                    | 3,2%                                                    | 3,2%                                                    | 3,2%                                                    | 3,2%                                                    | 3,2%                                                    | 3,2%                                                    | 3,2%                                                    | 3,2%                                                    | 3,2%                                                    | 3,2%                                                    | 3,2%                                                    | 3,2%                                                    | 3,2%                                                    | 3,2%                                                    | 3,2%                                                    | 3,2%                                                    | 3,2%                                                    | 3,2%                                                    | 3,2%                                                    | 3,2%                                                    | 3,2%                                                    | 3,2%                                                    | 3,2%                                                    | 3,2%                                                    | 3,2%                                                    | 3,2%                                                    | 3,2%                                                    | 3,2%                                                    | 3,2%                                                    | 3,2%                                                    | 3,2%                                                    | 3,2%                                                    | 3,2%                                                    | 3,2%                                                    | 3,2%                                                    | 3,2%                                                    | 3,2%                                                    | 3,2%                                                    | 3,2%                                                    | 3,2%                                                    | 3,2%                                                    | 3,2%                                                    | 3,2%                                                    | 3,2%                                                    | 3,2%                                                    | 3,2%                                                    | 3,2%                                                    | 3,2%                                                    | 0,7%                                                    | 0,7%                                                    | 0,7%                                                    | 0,7%                                                    | 0,7%                                                    | 0,7%                                                    | 0,7%                                                    | 0,7%                                                    | 0,7%                                                    | 0,7%                                                    | 0,7%                                                    | 0,7%                                                    | 0,7%                                                    | 0,7%                                                    | 0,7%                                                    | 0,7%                                                    | 0,7%                                                    | 0,7%                                                    | 0,7%                                                    | 0,7%                                                    | 0,7%                                                    | 0,7%                                                    | 0,7%                                                    | 0,7%                                                    | 0,7%                                                    | 0,7%                                                    | 0,7%                                                    | 0,7%                                                    | 0,7%                                                    | 0,7%                                                    | 0,7%                                                    | 0,7%                                                    | 0,7%                                                    | 0,7%                                                    | 0,7%                                                    | 0,7%                                                    | 0,7%                                                    | 0,7%                                                    | 0,7%                                                    | 0,7%                                                    | 0,7%                                                    | 0,7%                                                    | 0,7%                                                    | 0,7%                                                    | 0,7%                                                    | 0,7%                                                    | 0,7%                                                    | 0,7%                                                    | 0,7%                                                    | 0,7%                                                    | 0,7%                                                    | 0,7%                                                    | 0,7%                                                    | 0,7%                                                    | 0,7%                                                    | 0,7%                                                    | 0,7%                                                    | 0,7%                                                    | 0,7%                                                    | 0,7%                                                    | 0,7%                                                    | 0,7%                                                    | 0,7%                                                    | 0,7%                                                    | 0,7%                                                    | 0,7%                                                    | 0,7%                                                    | 0,7%                                                    | 0,7%                                                    | 0,7%                                                    | 0,7%                                                    | 0,7%                                                    | 0,7%                                                    | 0,7%                                                    | 0,7%                                                    | 0,7%                                                    | 0,7%                                                    | 0,7%                                                    | 0,7%                                                    | 0,7%                                                    | 0,7%                                                    | 0,7%                                                    | 0,7%                                                    | 0,7%                                                    | 0,7%                                                    | 0,7%                                                    | 0,7%                                                    | 0,7%                                                    | 0,7%                                                    | 0,7%                                                    | 0,7%                                                    | 0,2%                                                    | 0,2%                                                    | 0,2%                                                    | 0,2%                                                    | 0,2%                                                    | 0,2%                                                    | 0,2%                                                    | 0,2%                                                    | 0,2%                                                    | 0,2%                                                    | 0,2%                                                    | 0,2%                                                    | 0,2%                                                    | 0,2%                                                    | 0,2%                                                    | 0,2%                                                    | 0,2%                                                    | 0,2%                                                    | 0,2%                                                    | 0,2%                                                    | 0,2%                                                    | 0,2%                                                    | 0,2%                                                    | 0,2%                                                    | 0,2%                                                    | 0,2%                                                    | 0,2%                                                    | 0,2%                                                    | 0,2%                                                    | 0,2%                                                    | 0,2%                                                    | 0,2%                                                    | 0,2%                                                    | 0,2%                                                    | 0,2%                                                    | 0,2%                                                    | 0,2%                                                    | 0,2%                                                    | 0,2%                                                    | 0,2%                                                    | 0,2%                                                    | 0,2%                                                    | 0,2%                                                    | 0,2%                                                    | 0,2%                                                    | 0,2%                                                    | 0,2%                                                    | 0,2%                                                    | 0,2%                                                    | 0,2%                                                    | 0,2%                                                    | 0,2%                                                    | 0,2%                                                    | 0,2%                                                    | 0,2%                                                    | 0,2%                                                    | 0,2%                                                    | 0,2%                                                    | 0,2%                                                    | 0,2%                                                    | 0,2%                                                    | 0,2%                                                    | 0,2%                                                    | 0,2%                                                    | 0,2%                                                    | 0,2%                                                    | 0,2%                                                    | 0,2%                                                    | 0,2%                                                    | 0,2%                                                    | 0,2%                                                    | 0,2%                                                    | 0,2%                                                    | 0,2%                                                    | 0,2%                                                    | 0,2%                                                    | 0,2%                                                    | 0,2%                                                    | 0,2%                                                    | 0,2%                                                    | 0,2%                                                    | 0,2%                                                    | 0,2%                                                    | 0,2%                                                    | 0,2%                                                    | 0,2%                                                    | 0,2%                                                    | 0,2%                                                    | 0,2%                                                    | 0,2%                                                    | 0,2%                                                    | 5,7%                                                    | 4,8%                                                    | 9,9%                                                    | ±4%                                                     |
| AtlasIntel RN-04289/2024       | 18-23/Set/2024           | 1.200       | 27,6%                                                   | 27,6%                                                   | 27,6%                                                   | 27,6%                                                   | 27,6%                                                   | 27,6%                                                   | 27,6%                                                   | 27,6%                                                   | 27,6%                                                   | 27,6%                                                   | 27,6%                                                   | 27,6%                                                   | 27,6%                                                   | 27,6%                                                   | 27,6%                                                   | 27,6%                                                   | 27,6%                                                   | 27,6%                                                   | 27,6%                                                   | 27,6%                                                   | 27,6%                                                   | 27,6%                                                   | 27,6%                                                   | 27,6%                                                   | 27,6%                                                   | 27,6%                                                   | 27,6%                                                   | 27,6%                                                   | 27,6%                                                   | 27,6%                                                   | 27,6%                                                   | 27,6%                                                   | 27,6%                                                   | 27,6%                                                   | 27,6%                                                   | 27,6%                                                   | 27,6%                                                   | 27,6%                                                   | 27,6%                                                   | 27,6%                                                   | 27,6%                                                   | 27,6%                                                   | 27,6%                                                   | 27,6%                                                   | 27,6%                                                   | 27,6%                                                   | 27,6%                                                   | 27,6%                                                   | 27,6%                                                   | 27,6%                                                   | 27,6%                                                   | 27,6%                                                   | 27,6%                                                   | 27,6%                                                   | 27,6%                                                   | 27,6%                                                   | 27,6%                                                   | 27,6%                                                   | 27,6%                                                   | 27,6%                                                   | 27,6%                                                   | 27,6%                                                   | 27,6%                                                   | 27,6%                                                   | 27,6%                                                   | 27,6%                                                   | 27,6%                                                   | 27,6%                                                   | 27,6%                                                   | 27,6%                                                   | 27,6%                                                   | 27,6%                                                   | 27,6%                                                   | 27,6%                                                   | 27,6%                                                   | 27,6%                                                   | 27,6%                                                   | 27,6%                                                   | 27,6%                                                   | 27,6%                                                   | 27,6%                                                   | 27,6%                                                   | 27,6%                                                   | 27,6%                                                   | 27,6%                                                   | 27,6%                                                   | 27,6%                                                   | 27,6%                                                   | 27,6%                                                   | 27,6%                                                   | 27,6%                                                   | 27,9%                                                   | 27,9%                                                   | 27,9%                                                   | 27,9%                                                   | 27,9%                                                   | 27,9%                                                   | 27,9%                                                   | 27,9%                                                   | 27,9%                                                   | 27,9%                                                   | 27,9%                                                   | 27,9%                                                   | 27,9%                                                   | 27,9%                                                   | 27,9%                                                   | 27,9%                                                   | 27,9%                                                   | 27,9%                                                   | 27,9%                                                   | 27,9%                                                   | 27,9%                                                   | 27,9%                                                   | 27,9%                                                   | 27,9%                                                   | 27,9%                                                   | 27,9%                                                   | 27,9%                                                   | 27,9%                                                   | 27,9%                                                   | 27,9%                                                   | 27,9%                                                   | 27,9%                                                   | 27,9%                                                   | 27,9%                                                   | 27,9%                                                   | 27,9%                                                   | 27,9%                                                   | 27,9%                                                   | 27,9%                                                   | 27,9%                                                   | 27,9%                                                   | 27,9%                                                   | 27,9%                                                   | 27,9%                                                   | 27,9%                                                   | 27,9%                                                   | 27,9%                                                   | 27,9%                                                   | 27,9%                                                   | 27,9%                                                   | 27,9%                                                   | 27,9%                                                   | 27,9%                                                   | 27,9%                                                   | 27,9%                                                   | 27,9%                                                   | 27,9%                                                   | 27,9%                                                   | 27,9%                                                   | 27,9%                                                   | 27,9%                                                   | 27,9%                                                   | 27,9%                                                   | 27,9%                                                   | 27,9%                                                   | 27,9%                                                   | 27,9%                                                   | 27,9%                                                   | 27,9%                                                   | 27,9%                                                   | 27,9%                                                   | 27,9%                                                   | 27,9%                                                   | 27,9%                                                   | 27,9%                                                   | 27,9%                                                   | 27,9%                                                   | 27,9%                                                   | 27,9%                                                   | 27,9%                                                   | 27,9%                                                   | 27,9%                                                   | 27,9%                                                   | 27,9%                                                   | 27,9%                                                   | 27,9%                                                   | 27,9%                                                   | 27,9%                                                   | 27,9%                                                   | 27,9%                                                   | 27,9%                                                   | 28,4%                                                   | 28,4%                                                   | 28,4%                                                   | 28,4%                                                   | 28,4%                                                   | 28,4%                                                   | 28,4%                                                   | 28,4%                                                   | 28,4%                                                   | 28,4%                                                   | 28,4%                                                   | 28,4%                                                   | 28,4%                                                   | 28,4%                                                   | 28,4%                                                   | 28,4%                                                   | 28,4%                                                   | 28,4%                                                   | 28,4%                                                   | 28,4%                                                   | 28,4%                                                   | 28,4%                                                   | 28,4%                                                   | 28,4%                                                   | 28,4%                                                   | 28,4%                                                   | 28,4%                                                   | 28,4%                                                   | 28,4%                                                   | 28,4%                                                   | 28,4%                                                   | 28,4%                                                   | 28,4%                                                   | 28,4%                                                   | 28,4%                                                   | 28,4%                                                   | 28,4%                                                   | 28,4%                                                   | 28,4%                                                   | 28,4%                                                   | 28,4%                                                   | 28,4%                                                   | 28,4%                                                   | 28,4%                                                   | 28,4%                                                   | 28,4%                                                   | 28,4%                                                   | 28,4%                                                   | 28,4%                                                   | 28,4%                                                   | 28,4%                                                   | 28,4%                                                   | 28,4%                                                   | 28,4%                                                   | 28,4%                                                   | 28,4%                                                   | 28,4%                                                   | 28,4%                                                   | 28,4%                                                   | 28,4%                                                   | 28,4%                                                   | 28,4%                                                   | 28,4%                                                   | 28,4%                                                   | 28,4%                                                   | 28,4%                                                   | 28,4%                                                   | 28,4%                                                   | 28,4%                                                   | 28,4%                                                   | 28,4%                                                   | 28,4%                                                   | 28,4%                                                   | 28,4%                                                   | 28,4%                                                   | 28,4%                                                   | 28,4%                                                   | 28,4%                                                   | 28,4%                                                   | 28,4%                                                   | 28,4%                                                   | 28,4%                                                   | 28,4%                                                   | 28,4%                                                   | 28,4%                                                   | 28,4%                                                   | 28,4%                                                   | 28,4%                                                   | 28,4%                                                   | 28,4%                                                   | 28,4%                                                   | 3,8%                                                    | 3,8%                                                    | 3,8%                                                    | 3,8%                                                    | 3,8%                                                    | 3,8%                                                    | 3,8%                                                    | 3,8%                                                    | 3,8%                                                    | 3,8%                                                    | 3,8%                                                    | 3,8%                                                    | 3,8%                                                    | 3,8%                                                    | 3,8%                                                    | 3,8%                                                    | 3,8%                                                    | 3,8%                                                    | 3,8%                                                    | 3,8%                                                    | 3,8%                                                    | 3,8%                                                    | 3,8%                                                    | 3,8%                                                    | 3,8%                                                    | 3,8%                                                    | 3,8%                                                    | 3,8%                                                    | 3,8%                                                    | 3,8%                                                    | 3,8%                                                    | 3,8%                                                    | 3,8%                                                    | 3,8%                                                    | 3,8%                                                    | 3,8%                                                    | 3,8%                                                    | 3,8%                                                    | 3,8%                                                    | 3,8%                                                    | 3,8%                                                    | 3,8%                                                    | 3,8%                                                    | 3,8%                                                    | 3,8%                                                    | 3,8%                                                    | 3,8%                                                    | 3,8%                                                    | 3,8%                                                    | 3,8%                                                    | 3,8%                                                    | 3,8%                                                    | 3,8%                                                    | 3,8%                                                    | 3,8%                                                    | 3,8%                                                    | 3,8%                                                    | 3,8%                                                    | 3,8%                                                    | 3,8%                                                    | 3,8%                                                    | 3,8%                                                    | 3,8%                                                    | 3,8%                                                    | 3,8%                                                    | 3,8%                                                    | 3,8%                                                    | 3,8%                                                    | 3,8%                                                    | 3,8%                                                    | 3,8%                                                    | 3,8%                                                    | 3,8%                                                    | 3,8%                                                    | 3,8%                                                    | 3,8%                                                    | 3,8%                                                    | 3,8%                                                    | 3,8%                                                    | 3,8%                                                    | 3,8%                                                    | 3,8%                                                    | 3,8%                                                    | 3,8%                                                    | 3,8%                                                    | 3,8%                                                    | 3,8%                                                    | 3,8%                                                    | 3,8%                                                    | 3,8%                                                    | 3,8%                                                    | 2%                                                      | 2%                                                      | 2%                                                      | 2%                                                      | 2%                                                      | 2%                                                      | 2%                                                      | 2%                                                      | 2%                                                      | 2%                                                      | 2%                                                      | 2%                                                      | 2%                                                      | 2%                                                      | 2%                                                      | 2%                                                      | 2%                                                      | 2%                                                      | 2%                                                      | 2%                                                      | 2%                                                      | 2%                                                      | 2%                                                      | 2%                                                      | 2%                                                      | 2%                                                      | 2%                                                      | 2%                                                      | 2%                                                      | 2%                                                      | 2%                                                      | 2%                                                      | 2%                                                      | 2%                                                      | 2%                                                      | 2%                                                      | 2%                                                      | 2%                                                      | 2%                                                      | 2%                                                      | 2%                                                      | 2%                                                      | 2%                                                      | 2%                                                      | 2%                                                      | 2%                                                      | 2%                                                      | 2%                                                      | 2%                                                      | 2%                                                      | 2%                                                      | 2%                                                      | 2%                                                      | 2%                                                      | 2%                                                      | 2%                                                      | 2%                                                      | 2%                                                      | 2%                                                      | 2%                                                      | 2%                                                      | 2%                                                      | 2%                                                      | 2%                                                      | 2%                                                      | 2%                                                      | 2%                                                      | 2%                                                      | 2%                                                      | 2%                                                      | 2%                                                      | 2%                                                      | 2%                                                      | 2%                                                      | 2%                                                      | 2%                                                      | 2%                                                      | 2%                                                      | 2%                                                      | 2%                                                      | 2%                                                      | 2%                                                      | 2%                                                      | 2%                                                      | 2%                                                      | 2%                                                      | 2%                                                      | 2%                                                      | 2%                                                      | 2%                                                      | 2%                                                      | 0,1%                                                    | 0,1%                                                    | 0,1%                                                    | 0,1%                                                    | 0,1%                                                    | 0,1%                                                    | 0,1%                                                    | 0,1%                                                    | 0,1%                                                    | 0,1%                                                    | 0,1%                                                    | 0,1%                                                    | 0,1%                                                    | 0,1%                                                    | 0,1%                                                    | 0,1%                                                    | 0,1%                                                    | 0,1%                                                    | 0,1%                                                    | 0,1%                                                    | 0,1%                                                    | 0,1%                                                    | 0,1%                                                    | 0,1%                                                    | 0,1%                                                    | 0,1%                                                    | 0,1%                                                    | 0,1%                                                    | 0,1%                                                    | 0,1%                                                    | 0,1%                                                    | 0,1%                                                    | 0,1%                                                    | 0,1%                                                    | 0,1%                                                    | 0,1%                                                    | 0,1%                                                    | 0,1%                                                    | 0,1%                                                    | 0,1%                                                    | 0,1%                                                    | 0,1%                                                    | 0,1%                                                    | 0,1%                                                    | 0,1%                                                    | 0,1%                                                    | 0,1%                                                    | 0,1%                                                    | 0,1%                                                    | 0,1%                                                    | 0,1%                                                    | 0,1%                                                    | 0,1%                                                    | 0,1%                                                    | 0,1%                                                    | 0,1%                                                    | 0,1%                                                    | 0,1%                                                    | 0,1%                                                    | 0,1%                                                    | 0,1%                                                    | 0,1%                                                    | 0,1%                                                    | 0,1%                                                    | 0,1%                                                    | 0,1%                                                    | 0,1%                                                    | 0,1%                                                    | 0,1%                                                    | 0,1%                                                    | 0,1%                                                    | 0,1%                                                    | 0,1%                                                    | 0,1%                                                    | 0,1%                                                    | 0,1%                                                    | 0,1%                                                    | 0,1%                                                    | 0,1%                                                    | 0,1%                                                    | 0,1%                                                    | 0,1%                                                    | 0,1%                                                    | 0,1%                                                    | 0,1%                                                    | 0,1%                                                    | 0,1%                                                    | 0,1%                                                    | 0,1%                                                    | 0,1%                                                    | 0,1%                                                    | 2,2%                                                    | 8%                                                      | 0,5%                                                    | ±3%                                                     |
| Agora Sei RN-04655/2024        | 21-22/Set/2024           | 800         | 34,6%                                                   | 34,6%                                                   | 34,6%                                                   | 34,6%                                                   | 34,6%                                                   | 34,6%                                                   | 34,6%                                                   | 34,6%                                                   | 34,6%                                                   | 34,6%                                                   | 34,6%                                                   | 34,6%                                                   | 34,6%                                                   | 34,6%                                                   | 34,6%                                                   | 34,6%                                                   | 34,6%                                                   | 34,6%                                                   | 34,6%                                                   | 34,6%                                                   | 34,6%                                                   | 34,6%                                                   | 34,6%                                                   | 34,6%                                                   | 34,6%                                                   | 34,6%                                                   | 34,6%                                                   | 34,6%                                                   | 34,6%                                                   | 34,6%                                                   | 34,6%                                                   | 34,6%                                                   | 34,6%                                                   | 34,6%                                                   | 34,6%                                                   | 34,6%                                                   | 34,6%                                                   | 34,6%                                                   | 34,6%                                                   | 34,6%                                                   | 34,6%                                                   | 34,6%                                                   | 34,6%                                                   | 34,6%                                                   | 34,6%                                                   | 34,6%                                                   | 34,6%                                                   | 34,6%                                                   | 34,6%                                                   | 34,6%                                                   | 34,6%                                                   | 34,6%                                                   | 34,6%                                                   | 34,6%                                                   | 34,6%                                                   | 34,6%                                                   | 34,6%                                                   | 34,6%                                                   | 34,6%                                                   | 34,6%                                                   | 34,6%                                                   | 34,6%                                                   | 34,6%                                                   | 34,6%                                                   | 34,6%                                                   | 34,6%                                                   | 34,6%                                                   | 34,6%                                                   | 34,6%                                                   | 34,6%                                                   | 34,6%                                                   | 34,6%                                                   | 34,6%                                                   | 34,6%                                                   | 34,6%                                                   | 34,6%                                                   | 34,6%                                                   | 34,6%                                                   | 34,6%                                                   | 34,6%                                                   | 34,6%                                                   | 34,6%                                                   | 34,6%                                                   | 34,6%                                                   | 34,6%                                                   | 34,6%                                                   | 34,6%                                                   | 34,6%                                                   | 34,6%                                                   | 34,6%                                                   | 34,6%                                                   | 26,1%                                                   | 26,1%                                                   | 26,1%                                                   | 26,1%                                                   | 26,1%                                                   | 26,1%                                                   | 26,1%                                                   | 26,1%                                                   | 26,1%                                                   | 26,1%                                                   | 26,1%                                                   | 26,1%                                                   | 26,1%                                                   | 26,1%                                                   | 26,1%                                                   | 26,1%                                                   | 26,1%                                                   | 26,1%                                                   | 26,1%                                                   | 26,1%                                                   | 26,1%                                                   | 26,1%                                                   | 26,1%                                                   | 26,1%                                                   | 26,1%                                                   | 26,1%                                                   | 26,1%                                                   | 26,1%                                                   | 26,1%                                                   | 26,1%                                                   | 26,1%                                                   | 26,1%                                                   | 26,1%                                                   | 26,1%                                                   | 26,1%                                                   | 26,1%                                                   | 26,1%                                                   | 26,1%                                                   | 26,1%                                                   | 26,1%                                                   | 26,1%                                                   | 26,1%                                                   | 26,1%                                                   | 26,1%                                                   | 26,1%                                                   | 26,1%                                                   | 26,1%                                                   | 26,1%                                                   | 26,1%                                                   | 26,1%                                                   | 26,1%                                                   | 26,1%                                                   | 26,1%                                                   | 26,1%                                                   | 26,1%                                                   | 26,1%                                                   | 26,1%                                                   | 26,1%                                                   | 26,1%                                                   | 26,1%                                                   | 26,1%                                                   | 26,1%                                                   | 26,1%                                                   | 26,1%                                                   | 26,1%                                                   | 26,1%                                                   | 26,1%                                                   | 26,1%                                                   | 26,1%                                                   | 26,1%                                                   | 26,1%                                                   | 26,1%                                                   | 26,1%                                                   | 26,1%                                                   | 26,1%                                                   | 26,1%                                                   | 26,1%                                                   | 26,1%                                                   | 26,1%                                                   | 26,1%                                                   | 26,1%                                                   | 26,1%                                                   | 26,1%                                                   | 26,1%                                                   | 26,1%                                                   | 26,1%                                                   | 26,1%                                                   | 26,1%                                                   | 26,1%                                                   | 26,1%                                                   | 26,1%                                                   | 18,8%                                                   | 18,8%                                                   | 18,8%                                                   | 18,8%                                                   | 18,8%                                                   | 18,8%                                                   | 18,8%                                                   | 18,8%                                                   | 18,8%                                                   | 18,8%                                                   | 18,8%                                                   | 18,8%                                                   | 18,8%                                                   | 18,8%                                                   | 18,8%                                                   | 18,8%                                                   | 18,8%                                                   | 18,8%                                                   | 18,8%                                                   | 18,8%                                                   | 18,8%                                                   | 18,8%                                                   | 18,8%                                                   | 18,8%                                                   | 18,8%                                                   | 18,8%                                                   | 18,8%                                                   | 18,8%                                                   | 18,8%                                                   | 18,8%                                                   | 18,8%                                                   | 18,8%                                                   | 18,8%                                                   | 18,8%                                                   | 18,8%                                                   | 18,8%                                                   | 18,8%                                                   | 18,8%                                                   | 18,8%                                                   | 18,8%                                                   | 18,8%                                                   | 18,8%                                                   | 18,8%                                                   | 18,8%                                                   | 18,8%                                                   | 18,8%                                                   | 18,8%                                                   | 18,8%                                                   | 18,8%                                                   | 18,8%                                                   | 18,8%                                                   | 18,8%                                                   | 18,8%                                                   | 18,8%                                                   | 18,8%                                                   | 18,8%                                                   | 18,8%                                                   | 18,8%                                                   | 18,8%                                                   | 18,8%                                                   | 18,8%                                                   | 18,8%                                                   | 18,8%                                                   | 18,8%                                                   | 18,8%                                                   | 18,8%                                                   | 18,8%                                                   | 18,8%                                                   | 18,8%                                                   | 18,8%                                                   | 18,8%                                                   | 18,8%                                                   | 18,8%                                                   | 18,8%                                                   | 18,8%                                                   | 18,8%                                                   | 18,8%                                                   | 18,8%                                                   | 18,8%                                                   | 18,8%                                                   | 18,8%                                                   | 18,8%                                                   | 18,8%                                                   | 18,8%                                                   | 18,8%                                                   | 18,8%                                                   | 18,8%                                                   | 18,8%                                                   | 18,8%                                                   | 18,8%                                                   | 18,8%                                                   | 2,4%                                                    | 2,4%                                                    | 2,4%                                                    | 2,4%                                                    | 2,4%                                                    | 2,4%                                                    | 2,4%                                                    | 2,4%                                                    | 2,4%                                                    | 2,4%                                                    | 2,4%                                                    | 2,4%                                                    | 2,4%                                                    | 2,4%                                                    | 2,4%                                                    | 2,4%                                                    | 2,4%                                                    | 2,4%                                                    | 2,4%                                                    | 2,4%                                                    | 2,4%                                                    | 2,4%                                                    | 2,4%                                                    | 2,4%                                                    | 2,4%                                                    | 2,4%                                                    | 2,4%                                                    | 2,4%                                                    | 2,4%                                                    | 2,4%                                                    | 2,4%                                                    | 2,4%                                                    | 2,4%                                                    | 2,4%                                                    | 2,4%                                                    | 2,4%                                                    | 2,4%                                                    | 2,4%                                                    | 2,4%                                                    | 2,4%                                                    | 2,4%                                                    | 2,4%                                                    | 2,4%                                                    | 2,4%                                                    | 2,4%                                                    | 2,4%                                                    | 2,4%                                                    | 2,4%                                                    | 2,4%                                                    | 2,4%                                                    | 2,4%                                                    | 2,4%                                                    | 2,4%                                                    | 2,4%                                                    | 2,4%                                                    | 2,4%                                                    | 2,4%                                                    | 2,4%                                                    | 2,4%                                                    | 2,4%                                                    | 2,4%                                                    | 2,4%                                                    | 2,4%                                                    | 2,4%                                                    | 2,4%                                                    | 2,4%                                                    | 2,4%                                                    | 2,4%                                                    | 2,4%                                                    | 2,4%                                                    | 2,4%                                                    | 2,4%                                                    | 2,4%                                                    | 2,4%                                                    | 2,4%                                                    | 2,4%                                                    | 2,4%                                                    | 2,4%                                                    | 2,4%                                                    | 2,4%                                                    | 2,4%                                                    | 2,4%                                                    | 2,4%                                                    | 2,4%                                                    | 2,4%                                                    | 2,4%                                                    | 2,4%                                                    | 2,4%                                                    | 2,4%                                                    | 2,4%                                                    | 2,4%                                                    | 0,4%                                                    | 0,4%                                                    | 0,4%                                                    | 0,4%                                                    | 0,4%                                                    | 0,4%                                                    | 0,4%                                                    | 0,4%                                                    | 0,4%                                                    | 0,4%                                                    | 0,4%                                                    | 0,4%                                                    | 0,4%                                                    | 0,4%                                                    | 0,4%                                                    | 0,4%                                                    | 0,4%                                                    | 0,4%                                                    | 0,4%                                                    | 0,4%                                                    | 0,4%                                                    | 0,4%                                                    | 0,4%                                                    | 0,4%                                                    | 0,4%                                                    | 0,4%                                                    | 0,4%                                                    | 0,4%                                                    | 0,4%                                                    | 0,4%                                                    | 0,4%                                                    | 0,4%                                                    | 0,4%                                                    | 0,4%                                                    | 0,4%                                                    | 0,4%                                                    | 0,4%                                                    | 0,4%                                                    | 0,4%                                                    | 0,4%                                                    | 0,4%                                                    | 0,4%                                                    | 0,4%                                                    | 0,4%                                                    | 0,4%                                                    | 0,4%                                                    | 0,4%                                                    | 0,4%                                                    | 0,4%                                                    | 0,4%                                                    | 0,4%                                                    | 0,4%                                                    | 0,4%                                                    | 0,4%                                                    | 0,4%                                                    | 0,4%                                                    | 0,4%                                                    | 0,4%                                                    | 0,4%                                                    | 0,4%                                                    | 0,4%                                                    | 0,4%                                                    | 0,4%                                                    | 0,4%                                                    | 0,4%                                                    | 0,4%                                                    | 0,4%                                                    | 0,4%                                                    | 0,4%                                                    | 0,4%                                                    | 0,4%                                                    | 0,4%                                                    | 0,4%                                                    | 0,4%                                                    | 0,4%                                                    | 0,4%                                                    | 0,4%                                                    | 0,4%                                                    | 0,4%                                                    | 0,4%                                                    | 0,4%                                                    | 0,4%                                                    | 0,4%                                                    | 0,4%                                                    | 0,4%                                                    | 0,4%                                                    | 0,4%                                                    | 0,4%                                                    | 0,4%                                                    | 0,4%                                                    | 0,4%                                                    | 0%                                                      | 0%                                                      | 0%                                                      | 0%                                                      | 0%                                                      | 0%                                                      | 0%                                                      | 0%                                                      | 0%                                                      | 0%                                                      | 0%                                                      | 0%                                                      | 0%                                                      | 0%                                                      | 0%                                                      | 0%                                                      | 0%                                                      | 0%                                                      | 0%                                                      | 0%                                                      | 0%                                                      | 0%                                                      | 0%                                                      | 0%                                                      | 0%                                                      | 0%                                                      | 0%                                                      | 0%                                                      | 0%                                                      | 0%                                                      | 0%                                                      | 0%                                                      | 0%                                                      | 0%                                                      | 0%                                                      | 0%                                                      | 0%                                                      | 0%                                                      | 0%                                                      | 0%                                                      | 0%                                                      | 0%                                                      | 0%                                                      | 0%                                                      | 0%                                                      | 0%                                                      | 0%                                                      | 0%                                                      | 0%                                                      | 0%                                                      | 0%                                                      | 0%                                                      | 0%                                                      | 0%                                                      | 0%                                                      | 0%                                                      | 0%                                                      | 0%                                                      | 0%                                                      | 0%                                                      | 0%                                                      | 0%                                                      | 0%                                                      | 0%                                                      | 0%                                                      | 0%                                                      | 0%                                                      | 0%                                                      | 0%                                                      | 0%                                                      | 0%                                                      | 0%                                                      | 0%                                                      | 0%                                                      | 0%                                                      | 0%                                                      | 0%                                                      | 0%                                                      | 0%                                                      | 0%                                                      | 0%                                                      | 0%                                                      | 0%                                                      | 0%                                                      | 0%                                                      | 0%                                                      | 0%                                                      | 0%                                                      | 0%                                                      | 0%                                                      | 0%                                                      | 11,5%                                                   | 6,2%                                                    | 8,5%                                                    | ±3,4%                                                   |
| Instituto Seta RN-05539/2024   | 20-21/Set/2024           | 800         | 35,3%                                                   | 35,3%                                                   | 35,3%                                                   | 35,3%                                                   | 35,3%                                                   | 35,3%                                                   | 35,3%                                                   | 35,3%                                                   | 35,3%                                                   | 35,3%                                                   | 35,3%                                                   | 35,3%                                                   | 35,3%                                                   | 35,3%                                                   | 35,3%                                                   | 35,3%                                                   | 35,3%                                                   | 35,3%                                                   | 35,3%                                                   | 35,3%                                                   | 35,3%                                                   | 35,3%                                                   | 35,3%                                                   | 35,3%                                                   | 35,3%                                                   | 35,3%                                                   | 35,3%                                                   | 35,3%                                                   | 35,3%                                                   | 35,3%                                                   | 35,3%                                                   | 35,3%                                                   | 35,3%                                                   | 35,3%                                                   | 35,3%                                                   | 35,3%                                                   | 35,3%                                                   | 35,3%                                                   | 35,3%                                                   | 35,3%                                                   | 35,3%                                                   | 35,3%                                                   | 35,3%                                                   | 35,3%                                                   | 35,3%                                                   | 35,3%                                                   | 35,3%                                                   | 35,3%                                                   | 35,3%                                                   | 35,3%                                                   | 35,3%                                                   | 35,3%                                                   | 35,3%                                                   | 35,3%                                                   | 35,3%                                                   | 35,3%                                                   | 35,3%                                                   | 35,3%                                                   | 35,3%                                                   | 35,3%                                                   | 35,3%                                                   | 35,3%                                                   | 35,3%                                                   | 35,3%                                                   | 35,3%                                                   | 35,3%                                                   | 35,3%                                                   | 35,3%                                                   | 35,3%                                                   | 35,3%                                                   | 35,3%                                                   | 35,3%                                                   | 35,3%                                                   | 35,3%                                                   | 35,3%                                                   | 35,3%                                                   | 35,3%                                                   | 35,3%                                                   | 35,3%                                                   | 35,3%                                                   | 35,3%                                                   | 35,3%                                                   | 35,3%                                                   | 35,3%                                                   | 35,3%                                                   | 35,3%                                                   | 35,3%                                                   | 35,3%                                                   | 35,3%                                                   | 35,3%                                                   | 35,3%                                                   | 27,4%                                                   | 27,4%                                                   | 27,4%                                                   | 27,4%                                                   | 27,4%                                                   | 27,4%                                                   | 27,4%                                                   | 27,4%                                                   | 27,4%                                                   | 27,4%                                                   | 27,4%                                                   | 27,4%                                                   | 27,4%                                                   | 27,4%                                                   | 27,4%                                                   | 27,4%                                                   | 27,4%                                                   | 27,4%                                                   | 27,4%                                                   | 27,4%                                                   | 27,4%                                                   | 27,4%                                                   | 27,4%                                                   | 27,4%                                                   | 27,4%                                                   | 27,4%                                                   | 27,4%                                                   | 27,4%                                                   | 27,4%                                                   | 27,4%                                                   | 27,4%                                                   | 27,4%                                                   | 27,4%                                                   | 27,4%                                                   | 27,4%                                                   | 27,4%                                                   | 27,4%                                                   | 27,4%                                                   | 27,4%                                                   | 27,4%                                                   | 27,4%                                                   | 27,4%                                                   | 27,4%                                                   | 27,4%                                                   | 27,4%                                                   | 27,4%                                                   | 27,4%                                                   | 27,4%                                                   | 27,4%                                                   | 27,4%                                                   | 27,4%                                                   | 27,4%                                                   | 27,4%                                                   | 27,4%                                                   | 27,4%                                                   | 27,4%                                                   | 27,4%                                                   | 27,4%                                                   | 27,4%                                                   | 27,4%                                                   | 27,4%                                                   | 27,4%                                                   | 27,4%                                                   | 27,4%                                                   | 27,4%                                                   | 27,4%                                                   | 27,4%                                                   | 27,4%                                                   | 27,4%                                                   | 27,4%                                                   | 27,4%                                                   | 27,4%                                                   | 27,4%                                                   | 27,4%                                                   | 27,4%                                                   | 27,4%                                                   | 27,4%                                                   | 27,4%                                                   | 27,4%                                                   | 27,4%                                                   | 27,4%                                                   | 27,4%                                                   | 27,4%                                                   | 27,4%                                                   | 27,4%                                                   | 27,4%                                                   | 27,4%                                                   | 27,4%                                                   | 27,4%                                                   | 27,4%                                                   | 27,4%                                                   | 25%                                                     | 25%                                                     | 25%                                                     | 25%                                                     | 25%                                                     | 25%                                                     | 25%                                                     | 25%                                                     | 25%                                                     | 25%                                                     | 25%                                                     | 25%                                                     | 25%                                                     | 25%                                                     | 25%                                                     | 25%                                                     | 25%                                                     | 25%                                                     | 25%                                                     | 25%                                                     | 25%                                                     | 25%                                                     | 25%                                                     | 25%                                                     | 25%                                                     | 25%                                                     | 25%                                                     | 25%                                                     | 25%                                                     | 25%                                                     | 25%                                                     | 25%                                                     | 25%                                                     | 25%                                                     | 25%                                                     | 25%                                                     | 25%                                                     | 25%                                                     | 25%                                                     | 25%                                                     | 25%                                                     | 25%                                                     | 25%                                                     | 25%                                                     | 25%                                                     | 25%                                                     | 25%                                                     | 25%                                                     | 25%                                                     | 25%                                                     | 25%                                                     | 25%                                                     | 25%                                                     | 25%                                                     | 25%                                                     | 25%                                                     | 25%                                                     | 25%                                                     | 25%                                                     | 25%                                                     | 25%                                                     | 25%                                                     | 25%                                                     | 25%                                                     | 25%                                                     | 25%                                                     | 25%                                                     | 25%                                                     | 25%                                                     | 25%                                                     | 25%                                                     | 25%                                                     | 25%                                                     | 25%                                                     | 25%                                                     | 25%                                                     | 25%                                                     | 25%                                                     | 25%                                                     | 25%                                                     | 25%                                                     | 25%                                                     | 25%                                                     | 25%                                                     | 25%                                                     | 25%                                                     | 25%                                                     | 25%                                                     | 25%                                                     | 25%                                                     | 25%                                                     | 2,4%                                                    | 2,4%                                                    | 2,4%                                                    | 2,4%                                                    | 2,4%                                                    | 2,4%                                                    | 2,4%                                                    | 2,4%                                                    | 2,4%                                                    | 2,4%                                                    | 2,4%                                                    | 2,4%                                                    | 2,4%                                                    | 2,4%                                                    | 2,4%                                                    | 2,4%                                                    | 2,4%                                                    | 2,4%                                                    | 2,4%                                                    | 2,4%                                                    | 2,4%                                                    | 2,4%                                                    | 2,4%                                                    | 2,4%                                                    | 2,4%                                                    | 2,4%                                                    | 2,4%                                                    | 2,4%                                                    | 2,4%                                                    | 2,4%                                                    | 2,4%                                                    | 2,4%                                                    | 2,4%                                                    | 2,4%                                                    | 2,4%                                                    | 2,4%                                                    | 2,4%                                                    | 2,4%                                                    | 2,4%                                                    | 2,4%                                                    | 2,4%                                                    | 2,4%                                                    | 2,4%                                                    | 2,4%                                                    | 2,4%                                                    | 2,4%                                                    | 2,4%                                                    | 2,4%                                                    | 2,4%                                                    | 2,4%                                                    | 2,4%                                                    | 2,4%                                                    | 2,4%                                                    | 2,4%                                                    | 2,4%                                                    | 2,4%                                                    | 2,4%                                                    | 2,4%                                                    | 2,4%                                                    | 2,4%                                                    | 2,4%                                                    | 2,4%                                                    | 2,4%                                                    | 2,4%                                                    | 2,4%                                                    | 2,4%                                                    | 2,4%                                                    | 2,4%                                                    | 2,4%                                                    | 2,4%                                                    | 2,4%                                                    | 2,4%                                                    | 2,4%                                                    | 2,4%                                                    | 2,4%                                                    | 2,4%                                                    | 2,4%                                                    | 2,4%                                                    | 2,4%                                                    | 2,4%                                                    | 2,4%                                                    | 2,4%                                                    | 2,4%                                                    | 2,4%                                                    | 2,4%                                                    | 2,4%                                                    | 2,4%                                                    | 2,4%                                                    | 2,4%                                                    | 2,4%                                                    | 2,4%                                                    | 0%                                                      | 0%                                                      | 0%                                                      | 0%                                                      | 0%                                                      | 0%                                                      | 0%                                                      | 0%                                                      | 0%                                                      | 0%                                                      | 0%                                                      | 0%                                                      | 0%                                                      | 0%                                                      | 0%                                                      | 0%                                                      | 0%                                                      | 0%                                                      | 0%                                                      | 0%                                                      | 0%                                                      | 0%                                                      | 0%                                                      | 0%                                                      | 0%                                                      | 0%                                                      | 0%                                                      | 0%                                                      | 0%                                                      | 0%                                                      | 0%                                                      | 0%                                                      | 0%                                                      | 0%                                                      | 0%                                                      | 0%                                                      | 0%                                                      | 0%                                                      | 0%                                                      | 0%                                                      | 0%                                                      | 0%                                                      | 0%                                                      | 0%                                                      | 0%                                                      | 0%                                                      | 0%                                                      | 0%                                                      | 0%                                                      | 0%                                                      | 0%                                                      | 0%                                                      | 0%                                                      | 0%                                                      | 0%                                                      | 0%                                                      | 0%                                                      | 0%                                                      | 0%                                                      | 0%                                                      | 0%                                                      | 0%                                                      | 0%                                                      | 0%                                                      | 0%                                                      | 0%                                                      | 0%                                                      | 0%                                                      | 0%                                                      | 0%                                                      | 0%                                                      | 0%                                                      | 0%                                                      | 0%                                                      | 0%                                                      | 0%                                                      | 0%                                                      | 0%                                                      | 0%                                                      | 0%                                                      | 0%                                                      | 0%                                                      | 0%                                                      | 0%                                                      | 0%                                                      | 0%                                                      | 0%                                                      | 0%                                                      | 0%                                                      | 0%                                                      | 0%                                                      | 0%                                                      | 0%                                                      | 0%                                                      | 0%                                                      | 0%                                                      | 0%                                                      | 0%                                                      | 0%                                                      | 0%                                                      | 0%                                                      | 0%                                                      | 0%                                                      | 0%                                                      | 0%                                                      | 0%                                                      | 0%                                                      | 0%                                                      | 0%                                                      | 0%                                                      | 0%                                                      | 0%                                                      | 0%                                                      | 0%                                                      | 0%                                                      | 0%                                                      | 0%                                                      | 0%                                                      | 0%                                                      | 0%                                                      | 0%                                                      | 0%                                                      | 0%                                                      | 0%                                                      | 0%                                                      | 0%                                                      | 0%                                                      | 0%                                                      | 0%                                                      | 0%                                                      | 0%                                                      | 0%                                                      | 0%                                                      | 0%                                                      | 0%                                                      | 0%                                                      | 0%                                                      | 0%                                                      | 0%                                                      | 0%                                                      | 0%                                                      | 0%                                                      | 0%                                                      | 0%                                                      | 0%                                                      | 0%                                                      | 0%                                                      | 0%                                                      | 0%                                                      | 0%                                                      | 0%                                                      | 0%                                                      | 0%                                                      | 0%                                                      | 0%                                                      | 0%                                                      | 0%                                                      | 0%                                                      | 0%                                                      | 0%                                                      | 0%                                                      | 0%                                                      | 0%                                                      | 0%                                                      | 0%                                                      | 0%                                                      | 0%                                                      | 0%                                                      | 0%                                                      | 0%                                                      | 0%                                                      | 0%                                                      | 0%                                                      | 0%                                                      | 0%                                                      | 0%                                                      | 0%                                                      | 0%                                                      | 0%                                                      | 0%                                                      | 0%                                                      | 0%                                                      | 7,4%                                                    | 2,6%                                                    | 7,9%                                                    | ±3,5%                                                   |
| Quaest RN-02681/2024           | 13-15/Set/2024           | 852         | 41%                                                     | 41%                                                     | 41%                                                     | 41%                                                     | 41%                                                     | 41%                                                     | 41%                                                     | 41%                                                     | 41%                                                     | 41%                                                     | 41%                                                     | 41%                                                     | 41%                                                     | 41%                                                     | 41%                                                     | 41%                                                     | 41%                                                     | 41%                                                     | 41%                                                     | 41%                                                     | 41%                                                     | 41%                                                     | 41%                                                     | 41%                                                     | 41%                                                     | 41%                                                     | 41%                                                     | 41%                                                     | 41%                                                     | 41%                                                     | 41%                                                     | 41%                                                     | 41%                                                     | 41%                                                     | 41%                                                     | 41%                                                     | 41%                                                     | 41%                                                     | 41%                                                     | 41%                                                     | 41%                                                     | 41%                                                     | 41%                                                     | 41%                                                     | 41%                                                     | 41%                                                     | 41%                                                     | 41%                                                     | 41%                                                     | 41%                                                     | 41%                                                     | 41%                                                     | 41%                                                     | 41%                                                     | 41%                                                     | 41%                                                     | 41%                                                     | 41%                                                     | 41%                                                     | 41%                                                     | 41%                                                     | 41%                                                     | 41%                                                     | 41%                                                     | 41%                                                     | 41%                                                     | 41%                                                     | 41%                                                     | 41%                                                     | 41%                                                     | 41%                                                     | 41%                                                     | 41%                                                     | 41%                                                     | 41%                                                     | 41%                                                     | 41%                                                     | 41%                                                     | 41%                                                     | 41%                                                     | 41%                                                     | 41%                                                     | 41%                                                     | 41%                                                     | 41%                                                     | 41%                                                     | 41%                                                     | 41%                                                     | 41%                                                     | 41%                                                     | 41%                                                     | 24%                                                     | 24%                                                     | 24%                                                     | 24%                                                     | 24%                                                     | 24%                                                     | 24%                                                     | 24%                                                     | 24%                                                     | 24%                                                     | 24%                                                     | 24%                                                     | 24%                                                     | 24%                                                     | 24%                                                     | 24%                                                     | 24%                                                     | 24%                                                     | 24%                                                     | 24%                                                     | 24%                                                     | 24%                                                     | 24%                                                     | 24%                                                     | 24%                                                     | 24%                                                     | 24%                                                     | 24%                                                     | 24%                                                     | 24%                                                     | 24%                                                     | 24%                                                     | 24%                                                     | 24%                                                     | 24%                                                     | 24%                                                     | 24%                                                     | 24%                                                     | 24%                                                     | 24%                                                     | 24%                                                     | 24%                                                     | 24%                                                     | 24%                                                     | 24%                                                     | 24%                                                     | 24%                                                     | 24%                                                     | 24%                                                     | 24%                                                     | 24%                                                     | 24%                                                     | 24%                                                     | 24%                                                     | 24%                                                     | 24%                                                     | 24%                                                     | 24%                                                     | 24%                                                     | 24%                                                     | 24%                                                     | 24%                                                     | 24%                                                     | 24%                                                     | 24%                                                     | 24%                                                     | 24%                                                     | 24%                                                     | 24%                                                     | 24%                                                     | 24%                                                     | 24%                                                     | 24%                                                     | 24%                                                     | 24%                                                     | 24%                                                     | 24%                                                     | 24%                                                     | 24%                                                     | 24%                                                     | 24%                                                     | 24%                                                     | 24%                                                     | 24%                                                     | 24%                                                     | 24%                                                     | 24%                                                     | 24%                                                     | 24%                                                     | 24%                                                     | 24%                                                     | 18%                                                     | 18%                                                     | 18%                                                     | 18%                                                     | 18%                                                     | 18%                                                     | 18%                                                     | 18%                                                     | 18%                                                     | 18%                                                     | 18%                                                     | 18%                                                     | 18%                                                     | 18%                                                     | 18%                                                     | 18%                                                     | 18%                                                     | 18%                                                     | 18%                                                     | 18%                                                     | 18%                                                     | 18%                                                     | 18%                                                     | 18%                                                     | 18%                                                     | 18%                                                     | 18%                                                     | 18%                                                     | 18%                                                     | 18%                                                     | 18%                                                     | 18%                                                     | 18%                                                     | 18%                                                     | 18%                                                     | 18%                                                     | 18%                                                     | 18%                                                     | 18%                                                     | 18%                                                     | 18%                                                     | 18%                                                     | 18%                                                     | 18%                                                     | 18%                                                     | 18%                                                     | 18%                                                     | 18%                                                     | 18%                                                     | 18%                                                     | 18%                                                     | 18%                                                     | 18%                                                     | 18%                                                     | 18%                                                     | 18%                                                     | 18%                                                     | 18%                                                     | 18%                                                     | 18%                                                     | 18%                                                     | 18%                                                     | 18%                                                     | 18%                                                     | 18%                                                     | 18%                                                     | 18%                                                     | 18%                                                     | 18%                                                     | 18%                                                     | 18%                                                     | 18%                                                     | 18%                                                     | 18%                                                     | 18%                                                     | 18%                                                     | 18%                                                     | 18%                                                     | 18%                                                     | 18%                                                     | 18%                                                     | 18%                                                     | 18%                                                     | 18%                                                     | 18%                                                     | 18%                                                     | 18%                                                     | 18%                                                     | 18%                                                     | 18%                                                     | 18%                                                     | 2%                                                      | 2%                                                      | 2%                                                      | 2%                                                      | 2%                                                      | 2%                                                      | 2%                                                      | 2%                                                      | 2%                                                      | 2%                                                      | 2%                                                      | 2%                                                      | 2%                                                      | 2%                                                      | 2%                                                      | 2%                                                      | 2%                                                      | 2%                                                      | 2%                                                      | 2%                                                      | 2%                                                      | 2%                                                      | 2%                                                      | 2%                                                      | 2%                                                      | 2%                                                      | 2%                                                      | 2%                                                      | 2%                                                      | 2%                                                      | 2%                                                      | 2%                                                      | 2%                                                      | 2%                                                      | 2%                                                      | 2%                                                      | 2%                                                      | 2%                                                      | 2%                                                      | 2%                                                      | 2%                                                      | 2%                                                      | 2%                                                      | 2%                                                      | 2%                                                      | 2%                                                      | 2%                                                      | 2%                                                      | 2%                                                      | 2%                                                      | 2%                                                      | 2%                                                      | 2%                                                      | 2%                                                      | 2%                                                      | 2%                                                      | 2%                                                      | 2%                                                      | 2%                                                      | 2%                                                      | 2%                                                      | 2%                                                      | 2%                                                      | 2%                                                      | 2%                                                      | 2%                                                      | 2%                                                      | 2%                                                      | 2%                                                      | 2%                                                      | 2%                                                      | 2%                                                      | 2%                                                      | 2%                                                      | 2%                                                      | 2%                                                      | 2%                                                      | 2%                                                      | 2%                                                      | 2%                                                      | 2%                                                      | 2%                                                      | 2%                                                      | 2%                                                      | 2%                                                      | 2%                                                      | 2%                                                      | 2%                                                      | 2%                                                      | 2%                                                      | 2%                                                      | 0%                                                      | 0%                                                      | 0%                                                      | 0%                                                      | 0%                                                      | 0%                                                      | 0%                                                      | 0%                                                      | 0%                                                      | 0%                                                      | 0%                                                      | 0%                                                      | 0%                                                      | 0%                                                      | 0%                                                      | 0%                                                      | 0%                                                      | 0%                                                      | 0%                                                      | 0%                                                      | 0%                                                      | 0%                                                      | 0%                                                      | 0%                                                      | 0%                                                      | 0%                                                      | 0%                                                      | 0%                                                      | 0%                                                      | 0%                                                      | 0%                                                      | 0%                                                      | 0%                                                      | 0%                                                      | 0%                                                      | 0%                                                      | 0%                                                      | 0%                                                      | 0%                                                      | 0%                                                      | 0%                                                      | 0%                                                      | 0%                                                      | 0%                                                      | 0%                                                      | 0%                                                      | 0%                                                      | 0%                                                      | 0%                                                      | 0%                                                      | 0%                                                      | 0%                                                      | 0%                                                      | 0%                                                      | 0%                                                      | 0%                                                      | 0%                                                      | 0%                                                      | 0%                                                      | 0%                                                      | 0%                                                      | 0%                                                      | 0%                                                      | 0%                                                      | 0%                                                      | 0%                                                      | 0%                                                      | 0%                                                      | 0%                                                      | 0%                                                      | 0%                                                      | 0%                                                      | 0%                                                      | 0%                                                      | 0%                                                      | 0%                                                      | 0%                                                      | 0%                                                      | 0%                                                      | 0%                                                      | 0%                                                      | 0%                                                      | 0%                                                      | 0%                                                      | 0%                                                      | 0%                                                      | 0%                                                      | 0%                                                      | 0%                                                      | 0%                                                      | 0%                                                      | 0%                                                      | 0%                                                      | 0%                                                      | 0%                                                      | 0%                                                      | 0%                                                      | 0%                                                      | 0%                                                      | 0%                                                      | 0%                                                      | 0%                                                      | 0%                                                      | 0%                                                      | 0%                                                      | 0%                                                      | 0%                                                      | 0%                                                      | 0%                                                      | 0%                                                      | 0%                                                      | 0%                                                      | 0%                                                      | 0%                                                      | 0%                                                      | 0%                                                      | 0%                                                      | 0%                                                      | 0%                                                      | 0%                                                      | 0%                                                      | 0%                                                      | 0%                                                      | 0%                                                      | 0%                                                      | 0%                                                      | 0%                                                      | 0%                                                      | 0%                                                      | 0%                                                      | 0%                                                      | 0%                                                      | 0%                                                      | 0%                                                      | 0%                                                      | 0%                                                      | 0%                                                      | 0%                                                      | 0%                                                      | 0%                                                      | 0%                                                      | 0%                                                      | 0%                                                      | 0%                                                      | 0%                                                      | 0%                                                      | 0%                                                      | 0%                                                      | 0%                                                      | 0%                                                      | 0%                                                      | 0%                                                      | 0%                                                      | 0%                                                      | 0%                                                      | 0%                                                      | 0%                                                      | 0%                                                      | 0%                                                      | 0%                                                      | 0%                                                      | 0%                                                      | 0%                                                      | 0%                                                      | 0%                                                      | 0%                                                      | 0%                                                      | 0%                                                      | 0%                                                      | 0%                                                      | 0%                                                      | 0%                                                      | 0%                                                      | 0%                                                      | 0%                                                      | 0%                                                      | 0%                                                      | 0%                                                      | 0%                                                      | 0%                                                      | 0%                                                      | 0%                                                      | 11%                                                     | 4%                                                      | 17%                                                     | ±3%                                                     |
| Consult RN-06986/2024          | 6-8/Set/2024             | 1.000       | 35,7%                                                   | 35,7%                                                   | 35,7%                                                   | 35,7%                                                   | 35,7%                                                   | 35,7%                                                   | 35,7%                                                   | 35,7%                                                   | 35,7%                                                   | 35,7%                                                   | 35,7%                                                   | 35,7%                                                   | 35,7%                                                   | 35,7%                                                   | 35,7%                                                   | 35,7%                                                   | 35,7%                                                   | 35,7%                                                   | 35,7%                                                   | 35,7%                                                   | 35,7%                                                   | 35,7%                                                   | 35,7%                                                   | 35,7%                                                   | 35,7%                                                   | 35,7%                                                   | 35,7%                                                   | 35,7%                                                   | 35,7%                                                   | 35,7%                                                   | 35,7%                                                   | 35,7%                                                   | 35,7%                                                   | 35,7%                                                   | 35,7%                                                   | 35,7%                                                   | 35,7%                                                   | 35,7%                                                   | 35,7%                                                   | 35,7%                                                   | 35,7%                                                   | 35,7%                                                   | 35,7%                                                   | 35,7%                                                   | 35,7%                                                   | 35,7%                                                   | 35,7%                                                   | 35,7%                                                   | 35,7%                                                   | 35,7%                                                   | 35,7%                                                   | 35,7%                                                   | 35,7%                                                   | 35,7%                                                   | 35,7%                                                   | 35,7%                                                   | 35,7%                                                   | 35,7%                                                   | 35,7%                                                   | 35,7%                                                   | 35,7%                                                   | 35,7%                                                   | 35,7%                                                   | 35,7%                                                   | 35,7%                                                   | 35,7%                                                   | 35,7%                                                   | 35,7%                                                   | 35,7%                                                   | 35,7%                                                   | 35,7%                                                   | 35,7%                                                   | 35,7%                                                   | 35,7%                                                   | 35,7%                                                   | 35,7%                                                   | 35,7%                                                   | 35,7%                                                   | 35,7%                                                   | 35,7%                                                   | 35,7%                                                   | 35,7%                                                   | 35,7%                                                   | 35,7%                                                   | 35,7%                                                   | 35,7%                                                   | 35,7%                                                   | 35,7%                                                   | 35,7%                                                   | 35,7%                                                   | 35,7%                                                   | 27,9%                                                   | 27,9%                                                   | 27,9%                                                   | 27,9%                                                   | 27,9%                                                   | 27,9%                                                   | 27,9%                                                   | 27,9%                                                   | 27,9%                                                   | 27,9%                                                   | 27,9%                                                   | 27,9%                                                   | 27,9%                                                   | 27,9%                                                   | 27,9%                                                   | 27,9%                                                   | 27,9%                                                   | 27,9%                                                   | 27,9%                                                   | 27,9%                                                   | 27,9%                                                   | 27,9%                                                   | 27,9%                                                   | 27,9%                                                   | 27,9%                                                   | 27,9%                                                   | 27,9%                                                   | 27,9%                                                   | 27,9%                                                   | 27,9%                                                   | 27,9%                                                   | 27,9%                                                   | 27,9%                                                   | 27,9%                                                   | 27,9%                                                   | 27,9%                                                   | 27,9%                                                   | 27,9%                                                   | 27,9%                                                   | 27,9%                                                   | 27,9%                                                   | 27,9%                                                   | 27,9%                                                   | 27,9%                                                   | 27,9%                                                   | 27,9%                                                   | 27,9%                                                   | 27,9%                                                   | 27,9%                                                   | 27,9%                                                   | 27,9%                                                   | 27,9%                                                   | 27,9%                                                   | 27,9%                                                   | 27,9%                                                   | 27,9%                                                   | 27,9%                                                   | 27,9%                                                   | 27,9%                                                   | 27,9%                                                   | 27,9%                                                   | 27,9%                                                   | 27,9%                                                   | 27,9%                                                   | 27,9%                                                   | 27,9%                                                   | 27,9%                                                   | 27,9%                                                   | 27,9%                                                   | 27,9%                                                   | 27,9%                                                   | 27,9%                                                   | 27,9%                                                   | 27,9%                                                   | 27,9%                                                   | 27,9%                                                   | 27,9%                                                   | 27,9%                                                   | 27,9%                                                   | 27,9%                                                   | 27,9%                                                   | 27,9%                                                   | 27,9%                                                   | 27,9%                                                   | 27,9%                                                   | 27,9%                                                   | 27,9%                                                   | 27,9%                                                   | 27,9%                                                   | 27,9%                                                   | 27,9%                                                   | 14,1%                                                   | 14,1%                                                   | 14,1%                                                   | 14,1%                                                   | 14,1%                                                   | 14,1%                                                   | 14,1%                                                   | 14,1%                                                   | 14,1%                                                   | 14,1%                                                   | 14,1%                                                   | 14,1%                                                   | 14,1%                                                   | 14,1%                                                   | 14,1%                                                   | 14,1%                                                   | 14,1%                                                   | 14,1%                                                   | 14,1%                                                   | 14,1%                                                   | 14,1%                                                   | 14,1%                                                   | 14,1%                                                   | 14,1%                                                   | 14,1%                                                   | 14,1%                                                   | 14,1%                                                   | 14,1%                                                   | 14,1%                                                   | 14,1%                                                   | 14,1%                                                   | 14,1%                                                   | 14,1%                                                   | 14,1%                                                   | 14,1%                                                   | 14,1%                                                   | 14,1%                                                   | 14,1%                                                   | 14,1%                                                   | 14,1%                                                   | 14,1%                                                   | 14,1%                                                   | 14,1%                                                   | 14,1%                                                   | 14,1%                                                   | 14,1%                                                   | 14,1%                                                   | 14,1%                                                   | 14,1%                                                   | 14,1%                                                   | 14,1%                                                   | 14,1%                                                   | 14,1%                                                   | 14,1%                                                   | 14,1%                                                   | 14,1%                                                   | 14,1%                                                   | 14,1%                                                   | 14,1%                                                   | 14,1%                                                   | 14,1%                                                   | 14,1%                                                   | 14,1%                                                   | 14,1%                                                   | 14,1%                                                   | 14,1%                                                   | 14,1%                                                   | 14,1%                                                   | 14,1%                                                   | 14,1%                                                   | 14,1%                                                   | 14,1%                                                   | 14,1%                                                   | 14,1%                                                   | 14,1%                                                   | 14,1%                                                   | 14,1%                                                   | 14,1%                                                   | 14,1%                                                   | 14,1%                                                   | 14,1%                                                   | 14,1%                                                   | 14,1%                                                   | 14,1%                                                   | 14,1%                                                   | 14,1%                                                   | 14,1%                                                   | 14,1%                                                   | 14,1%                                                   | 14,1%                                                   | 14,1%                                                   | 3,5%                                                    | 3,5%                                                    | 3,5%                                                    | 3,5%                                                    | 3,5%                                                    | 3,5%                                                    | 3,5%                                                    | 3,5%                                                    | 3,5%                                                    | 3,5%                                                    | 3,5%                                                    | 3,5%                                                    | 3,5%                                                    | 3,5%                                                    | 3,5%                                                    | 3,5%                                                    | 3,5%                                                    | 3,5%                                                    | 3,5%                                                    | 3,5%                                                    | 3,5%                                                    | 3,5%                                                    | 3,5%                                                    | 3,5%                                                    | 3,5%                                                    | 3,5%                                                    | 3,5%                                                    | 3,5%                                                    | 3,5%                                                    | 3,5%                                                    | 3,5%                                                    | 3,5%                                                    | 3,5%                                                    | 3,5%                                                    | 3,5%                                                    | 3,5%                                                    | 3,5%                                                    | 3,5%                                                    | 3,5%                                                    | 3,5%                                                    | 3,5%                                                    | 3,5%                                                    | 3,5%                                                    | 3,5%                                                    | 3,5%                                                    | 3,5%                                                    | 3,5%                                                    | 3,5%                                                    | 3,5%                                                    | 3,5%                                                    | 3,5%                                                    | 3,5%                                                    | 3,5%                                                    | 3,5%                                                    | 3,5%                                                    | 3,5%                                                    | 3,5%                                                    | 3,5%                                                    | 3,5%                                                    | 3,5%                                                    | 3,5%                                                    | 3,5%                                                    | 3,5%                                                    | 3,5%                                                    | 3,5%                                                    | 3,5%                                                    | 3,5%                                                    | 3,5%                                                    | 3,5%                                                    | 3,5%                                                    | 3,5%                                                    | 3,5%                                                    | 3,5%                                                    | 3,5%                                                    | 3,5%                                                    | 3,5%                                                    | 3,5%                                                    | 3,5%                                                    | 3,5%                                                    | 3,5%                                                    | 3,5%                                                    | 3,5%                                                    | 3,5%                                                    | 3,5%                                                    | 3,5%                                                    | 3,5%                                                    | 3,5%                                                    | 3,5%                                                    | 3,5%                                                    | 3,5%                                                    | 3,5%                                                    | 0%                                                      | 0%                                                      | 0%                                                      | 0%                                                      | 0%                                                      | 0%                                                      | 0%                                                      | 0%                                                      | 0%                                                      | 0%                                                      | 0%                                                      | 0%                                                      | 0%                                                      | 0%                                                      | 0%                                                      | 0%                                                      | 0%                                                      | 0%                                                      | 0%                                                      | 0%                                                      | 0%                                                      | 0%                                                      | 0%                                                      | 0%                                                      | 0%                                                      | 0%                                                      | 0%                                                      | 0%                                                      | 0%                                                      | 0%                                                      | 0%                                                      | 0%                                                      | 0%                                                      | 0%                                                      | 0%                                                      | 0%                                                      | 0%                                                      | 0%                                                      | 0%                                                      | 0%                                                      | 0%                                                      | 0%                                                      | 0%                                                      | 0%                                                      | 0%                                                      | 0%                                                      | 0%                                                      | 0%                                                      | 0%                                                      | 0%                                                      | 0%                                                      | 0%                                                      | 0%                                                      | 0%                                                      | 0%                                                      | 0%                                                      | 0%                                                      | 0%                                                      | 0%                                                      | 0%                                                      | 0%                                                      | 0%                                                      | 0%                                                      | 0%                                                      | 0%                                                      | 0%                                                      | 0%                                                      | 0%                                                      | 0%                                                      | 0%                                                      | 0%                                                      | 0%                                                      | 0%                                                      | 0%                                                      | 0%                                                      | 0%                                                      | 0%                                                      | 0%                                                      | 0%                                                      | 0%                                                      | 0%                                                      | 0%                                                      | 0%                                                      | 0%                                                      | 0%                                                      | 0%                                                      | 0%                                                      | 0%                                                      | 0%                                                      | 0%                                                      | 0%                                                      | 0%                                                      | 0%                                                      | 0%                                                      | 0%                                                      | 0%                                                      | 0%                                                      | 0%                                                      | 0%                                                      | 0%                                                      | 0%                                                      | 0%                                                      | 0%                                                      | 0%                                                      | 0%                                                      | 0%                                                      | 0%                                                      | 0%                                                      | 0%                                                      | 0%                                                      | 0%                                                      | 0%                                                      | 0%                                                      | 0%                                                      | 0%                                                      | 0%                                                      | 0%                                                      | 0%                                                      | 0%                                                      | 0%                                                      | 0%                                                      | 0%                                                      | 0%                                                      | 0%                                                      | 0%                                                      | 0%                                                      | 0%                                                      | 0%                                                      | 0%                                                      | 0%                                                      | 0%                                                      | 0%                                                      | 0%                                                      | 0%                                                      | 0%                                                      | 0%                                                      | 0%                                                      | 0%                                                      | 0%                                                      | 0%                                                      | 0%                                                      | 0%                                                      | 0%                                                      | 0%                                                      | 0%                                                      | 0%                                                      | 0%                                                      | 0%                                                      | 0%                                                      | 0%                                                      | 0%                                                      | 0%                                                      | 0%                                                      | 0%                                                      | 0%                                                      | 0%                                                      | 0%                                                      | 0%                                                      | 0%                                                      | 0%                                                      | 0%                                                      | 0%                                                      | 0%                                                      | 0%                                                      | 0%                                                      | 0%                                                      | 0%                                                      | 0%                                                      | 0%                                                      | 0%                                                      | 0%                                                      | 0%                                                      | 0%                                                      | 0%                                                      | 0%                                                      | 0%                                                      | 0%                                                      | 0%                                                      | 0%                                                      | 0%                                                      | 0%                                                      | 0%                                                      | 12,5%                                                   | 6,3%                                                    | 7,8%                                                    | ±3,1%                                                   |
| Instituto Seta RN-01969/2024   | 5-6/Set/2024             | 800         | 37,9%                                                   | 37,9%                                                   | 37,9%                                                   | 37,9%                                                   | 37,9%                                                   | 37,9%                                                   | 37,9%                                                   | 37,9%                                                   | 37,9%                                                   | 37,9%                                                   | 37,9%                                                   | 37,9%                                                   | 37,9%                                                   | 37,9%                                                   | 37,9%                                                   | 37,9%                                                   | 37,9%                                                   | 37,9%                                                   | 37,9%                                                   | 37,9%                                                   | 37,9%                                                   | 37,9%                                                   | 37,9%                                                   | 37,9%                                                   | 37,9%                                                   | 37,9%                                                   | 37,9%                                                   | 37,9%                                                   | 37,9%                                                   | 37,9%                                                   | 37,9%                                                   | 37,9%                                                   | 37,9%                                                   | 37,9%                                                   | 37,9%                                                   | 37,9%                                                   | 37,9%                                                   | 37,9%                                                   | 37,9%                                                   | 37,9%                                                   | 37,9%                                                   | 37,9%                                                   | 37,9%                                                   | 37,9%                                                   | 37,9%                                                   | 37,9%                                                   | 37,9%                                                   | 37,9%                                                   | 37,9%                                                   | 37,9%                                                   | 37,9%                                                   | 37,9%                                                   | 37,9%                                                   | 37,9%                                                   | 37,9%                                                   | 37,9%                                                   | 37,9%                                                   | 37,9%                                                   | 37,9%                                                   | 37,9%                                                   | 37,9%                                                   | 37,9%                                                   | 37,9%                                                   | 37,9%                                                   | 37,9%                                                   | 37,9%                                                   | 37,9%                                                   | 37,9%                                                   | 37,9%                                                   | 37,9%                                                   | 37,9%                                                   | 37,9%                                                   | 37,9%                                                   | 37,9%                                                   | 37,9%                                                   | 37,9%                                                   | 37,9%                                                   | 37,9%                                                   | 37,9%                                                   | 37,9%                                                   | 37,9%                                                   | 37,9%                                                   | 37,9%                                                   | 37,9%                                                   | 37,9%                                                   | 37,9%                                                   | 37,9%                                                   | 37,9%                                                   | 37,9%                                                   | 37,9%                                                   | 37,9%                                                   | 22%                                                     | 22%                                                     | 22%                                                     | 22%                                                     | 22%                                                     | 22%                                                     | 22%                                                     | 22%                                                     | 22%                                                     | 22%                                                     | 22%                                                     | 22%                                                     | 22%                                                     | 22%                                                     | 22%                                                     | 22%                                                     | 22%                                                     | 22%                                                     | 22%                                                     | 22%                                                     | 22%                                                     | 22%                                                     | 22%                                                     | 22%                                                     | 22%                                                     | 22%                                                     | 22%                                                     | 22%                                                     | 22%                                                     | 22%                                                     | 22%                                                     | 22%                                                     | 22%                                                     | 22%                                                     | 22%                                                     | 22%                                                     | 22%                                                     | 22%                                                     | 22%                                                     | 22%                                                     | 22%                                                     | 22%                                                     | 22%                                                     | 22%                                                     | 22%                                                     | 22%                                                     | 22%                                                     | 22%                                                     | 22%                                                     | 22%                                                     | 22%                                                     | 22%                                                     | 22%                                                     | 22%                                                     | 22%                                                     | 22%                                                     | 22%                                                     | 22%                                                     | 22%                                                     | 22%                                                     | 22%                                                     | 22%                                                     | 22%                                                     | 22%                                                     | 22%                                                     | 22%                                                     | 22%                                                     | 22%                                                     | 22%                                                     | 22%                                                     | 22%                                                     | 22%                                                     | 22%                                                     | 22%                                                     | 22%                                                     | 22%                                                     | 22%                                                     | 22%                                                     | 22%                                                     | 22%                                                     | 22%                                                     | 22%                                                     | 22%                                                     | 22%                                                     | 22%                                                     | 22%                                                     | 22%                                                     | 22%                                                     | 22%                                                     | 22%                                                     | 22%                                                     | 22%                                                     | 22%                                                     | 22%                                                     | 22%                                                     | 22%                                                     | 22%                                                     | 22%                                                     | 22%                                                     | 22%                                                     | 22%                                                     | 22%                                                     | 22%                                                     | 22%                                                     | 22%                                                     | 22%                                                     | 22%                                                     | 22%                                                     | 22%                                                     | 22%                                                     | 22%                                                     | 22%                                                     | 22%                                                     | 22%                                                     | 22%                                                     | 22%                                                     | 22%                                                     | 22%                                                     | 22%                                                     | 22%                                                     | 22%                                                     | 22%                                                     | 22%                                                     | 22%                                                     | 22%                                                     | 22%                                                     | 22%                                                     | 22%                                                     | 22%                                                     | 22%                                                     | 22%                                                     | 22%                                                     | 22%                                                     | 22%                                                     | 22%                                                     | 22%                                                     | 22%                                                     | 22%                                                     | 22%                                                     | 22%                                                     | 22%                                                     | 22%                                                     | 22%                                                     | 22%                                                     | 22%                                                     | 22%                                                     | 22%                                                     | 22%                                                     | 22%                                                     | 22%                                                     | 22%                                                     | 22%                                                     | 22%                                                     | 22%                                                     | 22%                                                     | 22%                                                     | 22%                                                     | 22%                                                     | 22%                                                     | 22%                                                     | 22%                                                     | 22%                                                     | 22%                                                     | 22%                                                     | 22%                                                     | 22%                                                     | 22%                                                     | 22%                                                     | 22%                                                     | 22%                                                     | 22%                                                     | 22%                                                     | 22%                                                     | 22%                                                     | 22%                                                     | 22%                                                     | 22%                                                     | 22%                                                     | 22%                                                     | 22%                                                     | 22%                                                     | 22%                                                     | 3,9%                                                    | 3,9%                                                    | 3,9%                                                    | 3,9%                                                    | 3,9%                                                    | 3,9%                                                    | 3,9%                                                    | 3,9%                                                    | 3,9%                                                    | 3,9%                                                    | 3,9%                                                    | 3,9%                                                    | 3,9%                                                    | 3,9%                                                    | 3,9%                                                    | 3,9%                                                    | 3,9%                                                    | 3,9%                                                    | 3,9%                                                    | 3,9%                                                    | 3,9%                                                    | 3,9%                                                    | 3,9%                                                    | 3,9%                                                    | 3,9%                                                    | 3,9%                                                    | 3,9%                                                    | 3,9%                                                    | 3,9%                                                    | 3,9%                                                    | 3,9%                                                    | 3,9%                                                    | 3,9%                                                    | 3,9%                                                    | 3,9%                                                    | 3,9%                                                    | 3,9%                                                    | 3,9%                                                    | 3,9%                                                    | 3,9%                                                    | 3,9%                                                    | 3,9%                                                    | 3,9%                                                    | 3,9%                                                    | 3,9%                                                    | 3,9%                                                    | 3,9%                                                    | 3,9%                                                    | 3,9%                                                    | 3,9%                                                    | 3,9%                                                    | 3,9%                                                    | 3,9%                                                    | 3,9%                                                    | 3,9%                                                    | 3,9%                                                    | 3,9%                                                    | 3,9%                                                    | 3,9%                                                    | 3,9%                                                    | 3,9%                                                    | 3,9%                                                    | 3,9%                                                    | 3,9%                                                    | 3,9%                                                    | 3,9%                                                    | 3,9%                                                    | 3,9%                                                    | 3,9%                                                    | 3,9%                                                    | 3,9%                                                    | 3,9%                                                    | 3,9%                                                    | 3,9%                                                    | 3,9%                                                    | 3,9%                                                    | 3,9%                                                    | 3,9%                                                    | 3,9%                                                    | 3,9%                                                    | 3,9%                                                    | 3,9%                                                    | 3,9%                                                    | 3,9%                                                    | 3,9%                                                    | 3,9%                                                    | 3,9%                                                    | 3,9%                                                    | 3,9%                                                    | 3,9%                                                    | 3,9%                                                    | 0%                                                      | 0%                                                      | 0%                                                      | 0%                                                      | 0%                                                      | 0%                                                      | 0%                                                      | 0%                                                      | 0%                                                      | 0%                                                      | 0%                                                      | 0%                                                      | 0%                                                      | 0%                                                      | 0%                                                      | 0%                                                      | 0%                                                      | 0%                                                      | 0%                                                      | 0%                                                      | 0%                                                      | 0%                                                      | 0%                                                      | 0%                                                      | 0%                                                      | 0%                                                      | 0%                                                      | 0%                                                      | 0%                                                      | 0%                                                      | 0%                                                      | 0%                                                      | 0%                                                      | 0%                                                      | 0%                                                      | 0%                                                      | 0%                                                      | 0%                                                      | 0%                                                      | 0%                                                      | 0%                                                      | 0%                                                      | 0%                                                      | 0%                                                      | 0%                                                      | 0%                                                      | 0%                                                      | 0%                                                      | 0%                                                      | 0%                                                      | 0%                                                      | 0%                                                      | 0%                                                      | 0%                                                      | 0%                                                      | 0%                                                      | 0%                                                      | 0%                                                      | 0%                                                      | 0%                                                      | 0%                                                      | 0%                                                      | 0%                                                      | 0%                                                      | 0%                                                      | 0%                                                      | 0%                                                      | 0%                                                      | 0%                                                      | 0%                                                      | 0%                                                      | 0%                                                      | 0%                                                      | 0%                                                      | 0%                                                      | 0%                                                      | 0%                                                      | 0%                                                      | 0%                                                      | 0%                                                      | 0%                                                      | 0%                                                      | 0%                                                      | 0%                                                      | 0%                                                      | 0%                                                      | 0%                                                      | 0%                                                      | 0%                                                      | 0%                                                      | 0%                                                      | 0%                                                      | 0%                                                      | 0%                                                      | 0%                                                      | 0%                                                      | 0%                                                      | 0%                                                      | 0%                                                      | 0%                                                      | 0%                                                      | 0%                                                      | 0%                                                      | 0%                                                      | 0%                                                      | 0%                                                      | 0%                                                      | 0%                                                      | 0%                                                      | 0%                                                      | 0%                                                      | 0%                                                      | 0%                                                      | 0%                                                      | 0%                                                      | 0%                                                      | 0%                                                      | 0%                                                      | 0%                                                      | 0%                                                      | 0%                                                      | 0%                                                      | 0%                                                      | 0%                                                      | 0%                                                      | 0%                                                      | 0%                                                      | 0%                                                      | 0%                                                      | 0%                                                      | 0%                                                      | 0%                                                      | 0%                                                      | 0%                                                      | 0%                                                      | 0%                                                      | 0%                                                      | 0%                                                      | 0%                                                      | 0%                                                      | 0%                                                      | 0%                                                      | 0%                                                      | 0%                                                      | 0%                                                      | 0%                                                      | 0%                                                      | 0%                                                      | 0%                                                      | 0%                                                      | 0%                                                      | 0%                                                      | 0%                                                      | 0%                                                      | 0%                                                      | 0%                                                      | 0%                                                      | 0%                                                      | 0%                                                      | 0%                                                      | 0%                                                      | 0%                                                      | 0%                                                      | 0%                                                      | 0%                                                      | 0%                                                      | 0%                                                      | 0%                                                      | 0%                                                      | 0%                                                      | 0%                                                      | 0%                                                      | 0%                                                      | 0%                                                      | 0%                                                      | 0%                                                      | 0%                                                      | 0%                                                      | 0%                                                      | 0%                                                      | 0%                                                      | 0%                                                      | 11,1%                                                   | 3,1%                                                    | 15,9%                                                   | ±3,5%                                                   |
| Instituto Veritá RN-06159/2024 | 22-26/Ago/2024           | 1.202       | 23,6%                                                   | 23,6%                                                   | 23,6%                                                   | 23,6%                                                   | 23,6%                                                   | 23,6%                                                   | 23,6%                                                   | 23,6%                                                   | 23,6%                                                   | 23,6%                                                   | 23,6%                                                   | 23,6%                                                   | 23,6%                                                   | 23,6%                                                   | 23,6%                                                   | 23,6%                                                   | 23,6%                                                   | 23,6%                                                   | 23,6%                                                   | 23,6%                                                   | 23,6%                                                   | 23,6%                                                   | 23,6%                                                   | 23,6%                                                   | 23,6%                                                   | 23,6%                                                   | 23,6%                                                   | 23,6%                                                   | 23,6%                                                   | 23,6%                                                   | 23,6%                                                   | 23,6%                                                   | 23,6%                                                   | 23,6%                                                   | 23,6%                                                   | 23,6%                                                   | 23,6%                                                   | 23,6%                                                   | 23,6%                                                   | 23,6%                                                   | 23,6%                                                   | 23,6%                                                   | 23,6%                                                   | 23,6%                                                   | 23,6%                                                   | 23,6%                                                   | 23,6%                                                   | 23,6%                                                   | 23,6%                                                   | 23,6%                                                   | 23,6%                                                   | 23,6%                                                   | 23,6%                                                   | 23,6%                                                   | 23,6%                                                   | 23,6%                                                   | 23,6%                                                   | 23,6%                                                   | 23,6%                                                   | 23,6%                                                   | 23,6%                                                   | 23,6%                                                   | 23,6%                                                   | 23,6%                                                   | 23,6%                                                   | 23,6%                                                   | 23,6%                                                   | 23,6%                                                   | 23,6%                                                   | 23,6%                                                   | 23,6%                                                   | 23,6%                                                   | 23,6%                                                   | 23,6%                                                   | 23,6%                                                   | 23,6%                                                   | 23,6%                                                   | 23,6%                                                   | 23,6%                                                   | 23,6%                                                   | 23,6%                                                   | 23,6%                                                   | 23,6%                                                   | 23,6%                                                   | 23,6%                                                   | 23,6%                                                   | 23,6%                                                   | 23,6%                                                   | 23,6%                                                   | 23,6%                                                   | 23,6%                                                   | 21,8%                                                   | 21,8%                                                   | 21,8%                                                   | 21,8%                                                   | 21,8%                                                   | 21,8%                                                   | 21,8%                                                   | 21,8%                                                   | 21,8%                                                   | 21,8%                                                   | 21,8%                                                   | 21,8%                                                   | 21,8%                                                   | 21,8%                                                   | 21,8%                                                   | 21,8%                                                   | 21,8%                                                   | 21,8%                                                   | 21,8%                                                   | 21,8%                                                   | 21,8%                                                   | 21,8%                                                   | 21,8%                                                   | 21,8%                                                   | 21,8%                                                   | 21,8%                                                   | 21,8%                                                   | 21,8%                                                   | 21,8%                                                   | 21,8%                                                   | 21,8%                                                   | 21,8%                                                   | 21,8%                                                   | 21,8%                                                   | 21,8%                                                   | 21,8%                                                   | 21,8%                                                   | 21,8%                                                   | 21,8%                                                   | 21,8%                                                   | 21,8%                                                   | 21,8%                                                   | 21,8%                                                   | 21,8%                                                   | 21,8%                                                   | 21,8%                                                   | 21,8%                                                   | 21,8%                                                   | 21,8%                                                   | 21,8%                                                   | 21,8%                                                   | 21,8%                                                   | 21,8%                                                   | 21,8%                                                   | 21,8%                                                   | 21,8%                                                   | 21,8%                                                   | 21,8%                                                   | 21,8%                                                   | 21,8%                                                   | 21,8%                                                   | 21,8%                                                   | 21,8%                                                   | 21,8%                                                   | 21,8%                                                   | 21,8%                                                   | 21,8%                                                   | 21,8%                                                   | 21,8%                                                   | 21,8%                                                   | 21,8%                                                   | 21,8%                                                   | 21,8%                                                   | 21,8%                                                   | 21,8%                                                   | 21,8%                                                   | 21,8%                                                   | 21,8%                                                   | 21,8%                                                   | 21,8%                                                   | 21,8%                                                   | 21,8%                                                   | 21,8%                                                   | 21,8%                                                   | 21,8%                                                   | 21,8%                                                   | 21,8%                                                   | 21,8%                                                   | 21,8%                                                   | 21,8%                                                   | 21,8%                                                   | 16,6%                                                   | 16,6%                                                   | 16,6%                                                   | 16,6%                                                   | 16,6%                                                   | 16,6%                                                   | 16,6%                                                   | 16,6%                                                   | 16,6%                                                   | 16,6%                                                   | 16,6%                                                   | 16,6%                                                   | 16,6%                                                   | 16,6%                                                   | 16,6%                                                   | 16,6%                                                   | 16,6%                                                   | 16,6%                                                   | 16,6%                                                   | 16,6%                                                   | 16,6%                                                   | 16,6%                                                   | 16,6%                                                   | 16,6%                                                   | 16,6%                                                   | 16,6%                                                   | 16,6%                                                   | 16,6%                                                   | 16,6%                                                   | 16,6%                                                   | 16,6%                                                   | 16,6%                                                   | 16,6%                                                   | 16,6%                                                   | 16,6%                                                   | 16,6%                                                   | 16,6%                                                   | 16,6%                                                   | 16,6%                                                   | 16,6%                                                   | 16,6%                                                   | 16,6%                                                   | 16,6%                                                   | 16,6%                                                   | 16,6%                                                   | 16,6%                                                   | 16,6%                                                   | 16,6%                                                   | 16,6%                                                   | 16,6%                                                   | 16,6%                                                   | 16,6%                                                   | 16,6%                                                   | 16,6%                                                   | 16,6%                                                   | 16,6%                                                   | 16,6%                                                   | 16,6%                                                   | 16,6%                                                   | 16,6%                                                   | 16,6%                                                   | 16,6%                                                   | 16,6%                                                   | 16,6%                                                   | 16,6%                                                   | 16,6%                                                   | 16,6%                                                   | 16,6%                                                   | 16,6%                                                   | 16,6%                                                   | 16,6%                                                   | 16,6%                                                   | 16,6%                                                   | 16,6%                                                   | 16,6%                                                   | 16,6%                                                   | 16,6%                                                   | 16,6%                                                   | 16,6%                                                   | 16,6%                                                   | 16,6%                                                   | 16,6%                                                   | 16,6%                                                   | 16,6%                                                   | 16,6%                                                   | 16,6%                                                   | 16,6%                                                   | 16,6%                                                   | 16,6%                                                   | 16,6%                                                   | 16,6%                                                   | 3,2%                                                    | 3,2%                                                    | 3,2%                                                    | 3,2%                                                    | 3,2%                                                    | 3,2%                                                    | 3,2%                                                    | 3,2%                                                    | 3,2%                                                    | 3,2%                                                    | 3,2%                                                    | 3,2%                                                    | 3,2%                                                    | 3,2%                                                    | 3,2%                                                    | 3,2%                                                    | 3,2%                                                    | 3,2%                                                    | 3,2%                                                    | 3,2%                                                    | 3,2%                                                    | 3,2%                                                    | 3,2%                                                    | 3,2%                                                    | 3,2%                                                    | 3,2%                                                    | 3,2%                                                    | 3,2%                                                    | 3,2%                                                    | 3,2%                                                    | 3,2%                                                    | 3,2%                                                    | 3,2%                                                    | 3,2%                                                    | 3,2%                                                    | 3,2%                                                    | 3,2%                                                    | 3,2%                                                    | 3,2%                                                    | 3,2%                                                    | 3,2%                                                    | 3,2%                                                    | 3,2%                                                    | 3,2%                                                    | 3,2%                                                    | 3,2%                                                    | 3,2%                                                    | 3,2%                                                    | 3,2%                                                    | 3,2%                                                    | 3,2%                                                    | 3,2%                                                    | 3,2%                                                    | 3,2%                                                    | 3,2%                                                    | 3,2%                                                    | 3,2%                                                    | 3,2%                                                    | 3,2%                                                    | 3,2%                                                    | 3,2%                                                    | 3,2%                                                    | 3,2%                                                    | 3,2%                                                    | 3,2%                                                    | 3,2%                                                    | 3,2%                                                    | 3,2%                                                    | 3,2%                                                    | 3,2%                                                    | 3,2%                                                    | 3,2%                                                    | 3,2%                                                    | 3,2%                                                    | 3,2%                                                    | 3,2%                                                    | 3,2%                                                    | 3,2%                                                    | 3,2%                                                    | 3,2%                                                    | 3,2%                                                    | 3,2%                                                    | 3,2%                                                    | 3,2%                                                    | 3,2%                                                    | 3,2%                                                    | 3,2%                                                    | 3,2%                                                    | 3,2%                                                    | 3,2%                                                    | 3,2%                                                    | 0,3%                                                    | 0,3%                                                    | 0,3%                                                    | 0,3%                                                    | 0,3%                                                    | 0,3%                                                    | 0,3%                                                    | 0,3%                                                    | 0,3%                                                    | 0,3%                                                    | 0,3%                                                    | 0,3%                                                    | 0,3%                                                    | 0,3%                                                    | 0,3%                                                    | 0,3%                                                    | 0,3%                                                    | 0,3%                                                    | 0,3%                                                    | 0,3%                                                    | 0,3%                                                    | 0,3%                                                    | 0,3%                                                    | 0,3%                                                    | 0,3%                                                    | 0,3%                                                    | 0,3%                                                    | 0,3%                                                    | 0,3%                                                    | 0,3%                                                    | 0,3%                                                    | 0,3%                                                    | 0,3%                                                    | 0,3%                                                    | 0,3%                                                    | 0,3%                                                    | 0,3%                                                    | 0,3%                                                    | 0,3%                                                    | 0,3%                                                    | 0,3%                                                    | 0,3%                                                    | 0,3%                                                    | 0,3%                                                    | 0,3%                                                    | 0,3%                                                    | 0,3%                                                    | 0,3%                                                    | 0,3%                                                    | 0,3%                                                    | 0,3%                                                    | 0,3%                                                    | 0,3%                                                    | 0,3%                                                    | 0,3%                                                    | 0,3%                                                    | 0,3%                                                    | 0,3%                                                    | 0,3%                                                    | 0,3%                                                    | 0,3%                                                    | 0,3%                                                    | 0,3%                                                    | 0,3%                                                    | 0,3%                                                    | 0,3%                                                    | 0,3%                                                    | 0,3%                                                    | 0,3%                                                    | 0,3%                                                    | 0,3%                                                    | 0,3%                                                    | 0,3%                                                    | 0,3%                                                    | 0,3%                                                    | 0,3%                                                    | 0,3%                                                    | 0,3%                                                    | 0,3%                                                    | 0,3%                                                    | 0,3%                                                    | 0,3%                                                    | 0,3%                                                    | 0,3%                                                    | 0,3%                                                    | 0,3%                                                    | 0,3%                                                    | 0,3%                                                    | 0,3%                                                    | 0,3%                                                    | 0,3%                                                    | 0,2%                                                    | 0,2%                                                    | 0,2%                                                    | 0,2%                                                    | 0,2%                                                    | 0,2%                                                    | 0,2%                                                    | 0,2%                                                    | 0,2%                                                    | 0,2%                                                    | 0,2%                                                    | 0,2%                                                    | 0,2%                                                    | 0,2%                                                    | 0,2%                                                    | 0,2%                                                    | 0,2%                                                    | 0,2%                                                    | 0,2%                                                    | 0,2%                                                    | 0,2%                                                    | 0,2%                                                    | 0,2%                                                    | 0,2%                                                    | 0,2%                                                    | 0,2%                                                    | 0,2%                                                    | 0,2%                                                    | 0,2%                                                    | 0,2%                                                    | 0,2%                                                    | 0,2%                                                    | 0,2%                                                    | 0,2%                                                    | 0,2%                                                    | 0,2%                                                    | 0,2%                                                    | 0,2%                                                    | 0,2%                                                    | 0,2%                                                    | 0,2%                                                    | 0,2%                                                    | 0,2%                                                    | 0,2%                                                    | 0,2%                                                    | 0,2%                                                    | 0,2%                                                    | 0,2%                                                    | 0,2%                                                    | 0,2%                                                    | 0,2%                                                    | 0,2%                                                    | 0,2%                                                    | 0,2%                                                    | 0,2%                                                    | 0,2%                                                    | 0,2%                                                    | 0,2%                                                    | 0,2%                                                    | 0,2%                                                    | 0,2%                                                    | 0,2%                                                    | 0,2%                                                    | 0,2%                                                    | 0,2%                                                    | 0,2%                                                    | 0,2%                                                    | 0,2%                                                    | 0,2%                                                    | 0,2%                                                    | 0,2%                                                    | 0,2%                                                    | 0,2%                                                    | 0,2%                                                    | 0,2%                                                    | 0,2%                                                    | 0,2%                                                    | 0,2%                                                    | 0,2%                                                    | 0,2%                                                    | 0,2%                                                    | 0,2%                                                    | 0,2%                                                    | 0,2%                                                    | 0,2%                                                    | 0,2%                                                    | 0,2%                                                    | 0,2%                                                    | 0,2%                                                    | 0,2%                                                    | 0,2%                                                    | 9,5%                                                    | 24,8%                                                   | 1,8%                                                    | ±3%                                                     |
| Quaest RN-07606/2024           | 23-25/Ago/2024           | 852         | 44%                                                     | 44%                                                     | 44%                                                     | 44%                                                     | 44%                                                     | 44%                                                     | 44%                                                     | 44%                                                     | 44%                                                     | 44%                                                     | 44%                                                     | 44%                                                     | 44%                                                     | 44%                                                     | 44%                                                     | 44%                                                     | 44%                                                     | 44%                                                     | 44%                                                     | 44%                                                     | 44%                                                     | 44%                                                     | 44%                                                     | 44%                                                     | 44%                                                     | 44%                                                     | 44%                                                     | 44%                                                     | 44%                                                     | 44%                                                     | 44%                                                     | 44%                                                     | 44%                                                     | 44%                                                     | 44%                                                     | 44%                                                     | 44%                                                     | 44%                                                     | 44%                                                     | 44%                                                     | 44%                                                     | 44%                                                     | 44%                                                     | 44%                                                     | 44%                                                     | 44%                                                     | 44%                                                     | 44%                                                     | 44%                                                     | 44%                                                     | 44%                                                     | 44%                                                     | 44%                                                     | 44%                                                     | 44%                                                     | 44%                                                     | 44%                                                     | 44%                                                     | 44%                                                     | 44%                                                     | 44%                                                     | 44%                                                     | 44%                                                     | 44%                                                     | 44%                                                     | 44%                                                     | 44%                                                     | 44%                                                     | 44%                                                     | 44%                                                     | 44%                                                     | 44%                                                     | 44%                                                     | 44%                                                     | 44%                                                     | 44%                                                     | 44%                                                     | 44%                                                     | 44%                                                     | 44%                                                     | 44%                                                     | 44%                                                     | 44%                                                     | 44%                                                     | 44%                                                     | 44%                                                     | 44%                                                     | 44%                                                     | 44%                                                     | 44%                                                     | 44%                                                     | 15%                                                     | 15%                                                     | 15%                                                     | 15%                                                     | 15%                                                     | 15%                                                     | 15%                                                     | 15%                                                     | 15%                                                     | 15%                                                     | 15%                                                     | 15%                                                     | 15%                                                     | 15%                                                     | 15%                                                     | 15%                                                     | 15%                                                     | 15%                                                     | 15%                                                     | 15%                                                     | 15%                                                     | 15%                                                     | 15%                                                     | 15%                                                     | 15%                                                     | 15%                                                     | 15%                                                     | 15%                                                     | 15%                                                     | 15%                                                     | 15%                                                     | 15%                                                     | 15%                                                     | 15%                                                     | 15%                                                     | 15%                                                     | 15%                                                     | 15%                                                     | 15%                                                     | 15%                                                     | 15%                                                     | 15%                                                     | 15%                                                     | 15%                                                     | 15%                                                     | 15%                                                     | 15%                                                     | 15%                                                     | 15%                                                     | 15%                                                     | 15%                                                     | 15%                                                     | 15%                                                     | 15%                                                     | 15%                                                     | 15%                                                     | 15%                                                     | 15%                                                     | 15%                                                     | 15%                                                     | 15%                                                     | 15%                                                     | 15%                                                     | 15%                                                     | 15%                                                     | 15%                                                     | 15%                                                     | 15%                                                     | 15%                                                     | 15%                                                     | 15%                                                     | 15%                                                     | 15%                                                     | 15%                                                     | 15%                                                     | 15%                                                     | 15%                                                     | 15%                                                     | 15%                                                     | 15%                                                     | 15%                                                     | 15%                                                     | 15%                                                     | 15%                                                     | 15%                                                     | 15%                                                     | 15%                                                     | 15%                                                     | 15%                                                     | 15%                                                     | 15%                                                     | 14%                                                     | 14%                                                     | 14%                                                     | 14%                                                     | 14%                                                     | 14%                                                     | 14%                                                     | 14%                                                     | 14%                                                     | 14%                                                     | 14%                                                     | 14%                                                     | 14%                                                     | 14%                                                     | 14%                                                     | 14%                                                     | 14%                                                     | 14%                                                     | 14%                                                     | 14%                                                     | 14%                                                     | 14%                                                     | 14%                                                     | 14%                                                     | 14%                                                     | 14%                                                     | 14%                                                     | 14%                                                     | 14%                                                     | 14%                                                     | 14%                                                     | 14%                                                     | 14%                                                     | 14%                                                     | 14%                                                     | 14%                                                     | 14%                                                     | 14%                                                     | 14%                                                     | 14%                                                     | 14%                                                     | 14%                                                     | 14%                                                     | 14%                                                     | 14%                                                     | 14%                                                     | 14%                                                     | 14%                                                     | 14%                                                     | 14%                                                     | 14%                                                     | 14%                                                     | 14%                                                     | 14%                                                     | 14%                                                     | 14%                                                     | 14%                                                     | 14%                                                     | 14%                                                     | 14%                                                     | 14%                                                     | 14%                                                     | 14%                                                     | 14%                                                     | 14%                                                     | 14%                                                     | 14%                                                     | 14%                                                     | 14%                                                     | 14%                                                     | 14%                                                     | 14%                                                     | 14%                                                     | 14%                                                     | 14%                                                     | 14%                                                     | 14%                                                     | 14%                                                     | 14%                                                     | 14%                                                     | 14%                                                     | 14%                                                     | 14%                                                     | 14%                                                     | 14%                                                     | 14%                                                     | 14%                                                     | 14%                                                     | 14%                                                     | 14%                                                     | 14%                                                     | 4%                                                      | 4%                                                      | 4%                                                      | 4%                                                      | 4%                                                      | 4%                                                      | 4%                                                      | 4%                                                      | 4%                                                      | 4%                                                      | 4%                                                      | 4%                                                      | 4%                                                      | 4%                                                      | 4%                                                      | 4%                                                      | 4%                                                      | 4%                                                      | 4%                                                      | 4%                                                      | 4%                                                      | 4%                                                      | 4%                                                      | 4%                                                      | 4%                                                      | 4%                                                      | 4%                                                      | 4%                                                      | 4%                                                      | 4%                                                      | 4%                                                      | 4%                                                      | 4%                                                      | 4%                                                      | 4%                                                      | 4%                                                      | 4%                                                      | 4%                                                      | 4%                                                      | 4%                                                      | 4%                                                      | 4%                                                      | 4%                                                      | 4%                                                      | 4%                                                      | 4%                                                      | 4%                                                      | 4%                                                      | 4%                                                      | 4%                                                      | 4%                                                      | 4%                                                      | 4%                                                      | 4%                                                      | 4%                                                      | 4%                                                      | 4%                                                      | 4%                                                      | 4%                                                      | 4%                                                      | 4%                                                      | 4%                                                      | 4%                                                      | 4%                                                      | 4%                                                      | 4%                                                      | 4%                                                      | 4%                                                      | 4%                                                      | 4%                                                      | 4%                                                      | 4%                                                      | 4%                                                      | 4%                                                      | 4%                                                      | 4%                                                      | 4%                                                      | 4%                                                      | 4%                                                      | 4%                                                      | 4%                                                      | 4%                                                      | 4%                                                      | 4%                                                      | 4%                                                      | 4%                                                      | 4%                                                      | 4%                                                      | 4%                                                      | 4%                                                      | 4%                                                      | 1%                                                      | 1%                                                      | 1%                                                      | 1%                                                      | 1%                                                      | 1%                                                      | 1%                                                      | 1%                                                      | 1%                                                      | 1%                                                      | 1%                                                      | 1%                                                      | 1%                                                      | 1%                                                      | 1%                                                      | 1%                                                      | 1%                                                      | 1%                                                      | 1%                                                      | 1%                                                      | 1%                                                      | 1%                                                      | 1%                                                      | 1%                                                      | 1%                                                      | 1%                                                      | 1%                                                      | 1%                                                      | 1%                                                      | 1%                                                      | 1%                                                      | 1%                                                      | 1%                                                      | 1%                                                      | 1%                                                      | 1%                                                      | 1%                                                      | 1%                                                      | 1%                                                      | 1%                                                      | 1%                                                      | 1%                                                      | 1%                                                      | 1%                                                      | 1%                                                      | 1%                                                      | 1%                                                      | 1%                                                      | 1%                                                      | 1%                                                      | 1%                                                      | 1%                                                      | 1%                                                      | 1%                                                      | 1%                                                      | 1%                                                      | 1%                                                      | 1%                                                      | 1%                                                      | 1%                                                      | 1%                                                      | 1%                                                      | 1%                                                      | 1%                                                      | 1%                                                      | 1%                                                      | 1%                                                      | 1%                                                      | 1%                                                      | 1%                                                      | 1%                                                      | 1%                                                      | 1%                                                      | 1%                                                      | 1%                                                      | 1%                                                      | 1%                                                      | 1%                                                      | 1%                                                      | 1%                                                      | 1%                                                      | 1%                                                      | 1%                                                      | 1%                                                      | 1%                                                      | 1%                                                      | 1%                                                      | 1%                                                      | 1%                                                      | 1%                                                      | 1%                                                      | 0%                                                      | 0%                                                      | 0%                                                      | 0%                                                      | 0%                                                      | 0%                                                      | 0%                                                      | 0%                                                      | 0%                                                      | 0%                                                      | 0%                                                      | 0%                                                      | 0%                                                      | 0%                                                      | 0%                                                      | 0%                                                      | 0%                                                      | 0%                                                      | 0%                                                      | 0%                                                      | 0%                                                      | 0%                                                      | 0%                                                      | 0%                                                      | 0%                                                      | 0%                                                      | 0%                                                      | 0%                                                      | 0%                                                      | 0%                                                      | 0%                                                      | 0%                                                      | 0%                                                      | 0%                                                      | 0%                                                      | 0%                                                      | 0%                                                      | 0%                                                      | 0%                                                      | 0%                                                      | 0%                                                      | 0%                                                      | 0%                                                      | 0%                                                      | 0%                                                      | 0%                                                      | 0%                                                      | 0%                                                      | 0%                                                      | 0%                                                      | 0%                                                      | 0%                                                      | 0%                                                      | 0%                                                      | 0%                                                      | 0%                                                      | 0%                                                      | 0%                                                      | 0%                                                      | 0%                                                      | 0%                                                      | 0%                                                      | 0%                                                      | 0%                                                      | 0%                                                      | 0%                                                      | 0%                                                      | 0%                                                      | 0%                                                      | 0%                                                      | 0%                                                      | 0%                                                      | 0%                                                      | 0%                                                      | 0%                                                      | 0%                                                      | 0%                                                      | 0%                                                      | 0%                                                      | 0%                                                      | 0%                                                      | 0%                                                      | 0%                                                      | 0%                                                      | 0%                                                      | 0%                                                      | 0%                                                      | 0%                                                      | 0%                                                      | 0%                                                      | 0%                                                      | 17%                                                     | 5%                                                      | 29%                                                     | ±3%                                                     |
| TCM/TS2 RN-05092/2024          | 22-25/Ago/2024           | 1.066       | 36,2%                                                   | 36,2%                                                   | 36,2%                                                   | 36,2%                                                   | 36,2%                                                   | 36,2%                                                   | 36,2%                                                   | 36,2%                                                   | 36,2%                                                   | 36,2%                                                   | 36,2%                                                   | 36,2%                                                   | 36,2%                                                   | 36,2%                                                   | 36,2%                                                   | 36,2%                                                   | 36,2%                                                   | 36,2%                                                   | 36,2%                                                   | 36,2%                                                   | 36,2%                                                   | 36,2%                                                   | 36,2%                                                   | 36,2%                                                   | 36,2%                                                   | 36,2%                                                   | 36,2%                                                   | 36,2%                                                   | 36,2%                                                   | 36,2%                                                   | 36,2%                                                   | 36,2%                                                   | 36,2%                                                   | 36,2%                                                   | 36,2%                                                   | 36,2%                                                   | 36,2%                                                   | 36,2%                                                   | 36,2%                                                   | 36,2%                                                   | 36,2%                                                   | 36,2%                                                   | 36,2%                                                   | 36,2%                                                   | 36,2%                                                   | 36,2%                                                   | 36,2%                                                   | 36,2%                                                   | 36,2%                                                   | 36,2%                                                   | 36,2%                                                   | 36,2%                                                   | 36,2%                                                   | 36,2%                                                   | 36,2%                                                   | 36,2%                                                   | 36,2%                                                   | 36,2%                                                   | 36,2%                                                   | 36,2%                                                   | 36,2%                                                   | 36,2%                                                   | 36,2%                                                   | 36,2%                                                   | 36,2%                                                   | 36,2%                                                   | 36,2%                                                   | 36,2%                                                   | 36,2%                                                   | 36,2%                                                   | 36,2%                                                   | 36,2%                                                   | 36,2%                                                   | 36,2%                                                   | 36,2%                                                   | 36,2%                                                   | 36,2%                                                   | 36,2%                                                   | 36,2%                                                   | 36,2%                                                   | 36,2%                                                   | 36,2%                                                   | 36,2%                                                   | 36,2%                                                   | 36,2%                                                   | 36,2%                                                   | 36,2%                                                   | 36,2%                                                   | 36,2%                                                   | 36,2%                                                   | 36,2%                                                   | 19%                                                     | 19%                                                     | 19%                                                     | 19%                                                     | 19%                                                     | 19%                                                     | 19%                                                     | 19%                                                     | 19%                                                     | 19%                                                     | 19%                                                     | 19%                                                     | 19%                                                     | 19%                                                     | 19%                                                     | 19%                                                     | 19%                                                     | 19%                                                     | 19%                                                     | 19%                                                     | 19%                                                     | 19%                                                     | 19%                                                     | 19%                                                     | 19%                                                     | 19%                                                     | 19%                                                     | 19%                                                     | 19%                                                     | 19%                                                     | 19%                                                     | 19%                                                     | 19%                                                     | 19%                                                     | 19%                                                     | 19%                                                     | 19%                                                     | 19%                                                     | 19%                                                     | 19%                                                     | 19%                                                     | 19%                                                     | 19%                                                     | 19%                                                     | 19%                                                     | 19%                                                     | 19%                                                     | 19%                                                     | 19%                                                     | 19%                                                     | 19%                                                     | 19%                                                     | 19%                                                     | 19%                                                     | 19%                                                     | 19%                                                     | 19%                                                     | 19%                                                     | 19%                                                     | 19%                                                     | 19%                                                     | 19%                                                     | 19%                                                     | 19%                                                     | 19%                                                     | 19%                                                     | 19%                                                     | 19%                                                     | 19%                                                     | 19%                                                     | 19%                                                     | 19%                                                     | 19%                                                     | 19%                                                     | 19%                                                     | 19%                                                     | 19%                                                     | 19%                                                     | 19%                                                     | 19%                                                     | 19%                                                     | 19%                                                     | 19%                                                     | 19%                                                     | 19%                                                     | 19%                                                     | 19%                                                     | 19%                                                     | 19%                                                     | 19%                                                     | 19%                                                     | 16,3%                                                   | 16,3%                                                   | 16,3%                                                   | 16,3%                                                   | 16,3%                                                   | 16,3%                                                   | 16,3%                                                   | 16,3%                                                   | 16,3%                                                   | 16,3%                                                   | 16,3%                                                   | 16,3%                                                   | 16,3%                                                   | 16,3%                                                   | 16,3%                                                   | 16,3%                                                   | 16,3%                                                   | 16,3%                                                   | 16,3%                                                   | 16,3%                                                   | 16,3%                                                   | 16,3%                                                   | 16,3%                                                   | 16,3%                                                   | 16,3%                                                   | 16,3%                                                   | 16,3%                                                   | 16,3%                                                   | 16,3%                                                   | 16,3%                                                   | 16,3%                                                   | 16,3%                                                   | 16,3%                                                   | 16,3%                                                   | 16,3%                                                   | 16,3%                                                   | 16,3%                                                   | 16,3%                                                   | 16,3%                                                   | 16,3%                                                   | 16,3%                                                   | 16,3%                                                   | 16,3%                                                   | 16,3%                                                   | 16,3%                                                   | 16,3%                                                   | 16,3%                                                   | 16,3%                                                   | 16,3%                                                   | 16,3%                                                   | 16,3%                                                   | 16,3%                                                   | 16,3%                                                   | 16,3%                                                   | 16,3%                                                   | 16,3%                                                   | 16,3%                                                   | 16,3%                                                   | 16,3%                                                   | 16,3%                                                   | 16,3%                                                   | 16,3%                                                   | 16,3%                                                   | 16,3%                                                   | 16,3%                                                   | 16,3%                                                   | 16,3%                                                   | 16,3%                                                   | 16,3%                                                   | 16,3%                                                   | 16,3%                                                   | 16,3%                                                   | 16,3%                                                   | 16,3%                                                   | 16,3%                                                   | 16,3%                                                   | 16,3%                                                   | 16,3%                                                   | 16,3%                                                   | 16,3%                                                   | 16,3%                                                   | 16,3%                                                   | 16,3%                                                   | 16,3%                                                   | 16,3%                                                   | 16,3%                                                   | 16,3%                                                   | 16,3%                                                   | 16,3%                                                   | 16,3%                                                   | 16,3%                                                   | 3%                                                      | 3%                                                      | 3%                                                      | 3%                                                      | 3%                                                      | 3%                                                      | 3%                                                      | 3%                                                      | 3%                                                      | 3%                                                      | 3%                                                      | 3%                                                      | 3%                                                      | 3%                                                      | 3%                                                      | 3%                                                      | 3%                                                      | 3%                                                      | 3%                                                      | 3%                                                      | 3%                                                      | 3%                                                      | 3%                                                      | 3%                                                      | 3%                                                      | 3%                                                      | 3%                                                      | 3%                                                      | 3%                                                      | 3%                                                      | 3%                                                      | 3%                                                      | 3%                                                      | 3%                                                      | 3%                                                      | 3%                                                      | 3%                                                      | 3%                                                      | 3%                                                      | 3%                                                      | 3%                                                      | 3%                                                      | 3%                                                      | 3%                                                      | 3%                                                      | 3%                                                      | 3%                                                      | 3%                                                      | 3%                                                      | 3%                                                      | 3%                                                      | 3%                                                      | 3%                                                      | 3%                                                      | 3%                                                      | 3%                                                      | 3%                                                      | 3%                                                      | 3%                                                      | 3%                                                      | 3%                                                      | 3%                                                      | 3%                                                      | 3%                                                      | 3%                                                      | 3%                                                      | 3%                                                      | 3%                                                      | 3%                                                      | 3%                                                      | 3%                                                      | 3%                                                      | 3%                                                      | 3%                                                      | 3%                                                      | 3%                                                      | 3%                                                      | 3%                                                      | 3%                                                      | 3%                                                      | 3%                                                      | 3%                                                      | 3%                                                      | 3%                                                      | 3%                                                      | 3%                                                      | 3%                                                      | 3%                                                      | 3%                                                      | 3%                                                      | 3%                                                      | 0,5%                                                    | 0,5%                                                    | 0,5%                                                    | 0,5%                                                    | 0,5%                                                    | 0,5%                                                    | 0,5%                                                    | 0,5%                                                    | 0,5%                                                    | 0,5%                                                    | 0,5%                                                    | 0,5%                                                    | 0,5%                                                    | 0,5%                                                    | 0,5%                                                    | 0,5%                                                    | 0,5%                                                    | 0,5%                                                    | 0,5%                                                    | 0,5%                                                    | 0,5%                                                    | 0,5%                                                    | 0,5%                                                    | 0,5%                                                    | 0,5%                                                    | 0,5%                                                    | 0,5%                                                    | 0,5%                                                    | 0,5%                                                    | 0,5%                                                    | 0,5%                                                    | 0,5%                                                    | 0,5%                                                    | 0,5%                                                    | 0,5%                                                    | 0,5%                                                    | 0,5%                                                    | 0,5%                                                    | 0,5%                                                    | 0,5%                                                    | 0,5%                                                    | 0,5%                                                    | 0,5%                                                    | 0,5%                                                    | 0,5%                                                    | 0,5%                                                    | 0,5%                                                    | 0,5%                                                    | 0,5%                                                    | 0,5%                                                    | 0,5%                                                    | 0,5%                                                    | 0,5%                                                    | 0,5%                                                    | 0,5%                                                    | 0,5%                                                    | 0,5%                                                    | 0,5%                                                    | 0,5%                                                    | 0,5%                                                    | 0,5%                                                    | 0,5%                                                    | 0,5%                                                    | 0,5%                                                    | 0,5%                                                    | 0,5%                                                    | 0,5%                                                    | 0,5%                                                    | 0,5%                                                    | 0,5%                                                    | 0,5%                                                    | 0,5%                                                    | 0,5%                                                    | 0,5%                                                    | 0,5%                                                    | 0,5%                                                    | 0,5%                                                    | 0,5%                                                    | 0,5%                                                    | 0,5%                                                    | 0,5%                                                    | 0,5%                                                    | 0,5%                                                    | 0,5%                                                    | 0,5%                                                    | 0,5%                                                    | 0,5%                                                    | 0,5%                                                    | 0,5%                                                    | 0,5%                                                    | 0,5%                                                    | 0,2%                                                    | 0,2%                                                    | 0,2%                                                    | 0,2%                                                    | 0,2%                                                    | 0,2%                                                    | 0,2%                                                    | 0,2%                                                    | 0,2%                                                    | 0,2%                                                    | 0,2%                                                    | 0,2%                                                    | 0,2%                                                    | 0,2%                                                    | 0,2%                                                    | 0,2%                                                    | 0,2%                                                    | 0,2%                                                    | 0,2%                                                    | 0,2%                                                    | 0,2%                                                    | 0,2%                                                    | 0,2%                                                    | 0,2%                                                    | 0,2%                                                    | 0,2%                                                    | 0,2%                                                    | 0,2%                                                    | 0,2%                                                    | 0,2%                                                    | 0,2%                                                    | 0,2%                                                    | 0,2%                                                    | 0,2%                                                    | 0,2%                                                    | 0,2%                                                    | 0,2%                                                    | 0,2%                                                    | 0,2%                                                    | 0,2%                                                    | 0,2%                                                    | 0,2%                                                    | 0,2%                                                    | 0,2%                                                    | 0,2%                                                    | 0,2%                                                    | 0,2%                                                    | 0,2%                                                    | 0,2%                                                    | 0,2%                                                    | 0,2%                                                    | 0,2%                                                    | 0,2%                                                    | 0,2%                                                    | 0,2%                                                    | 0,2%                                                    | 0,2%                                                    | 0,2%                                                    | 0,2%                                                    | 0,2%                                                    | 0,2%                                                    | 0,2%                                                    | 0,2%                                                    | 0,2%                                                    | 0,2%                                                    | 0,2%                                                    | 0,2%                                                    | 0,2%                                                    | 0,2%                                                    | 0,2%                                                    | 0,2%                                                    | 0,2%                                                    | 0,2%                                                    | 0,2%                                                    | 0,2%                                                    | 0,2%                                                    | 0,2%                                                    | 0,2%                                                    | 0,2%                                                    | 0,2%                                                    | 0,2%                                                    | 0,2%                                                    | 0,2%                                                    | 0,2%                                                    | 0,2%                                                    | 0,2%                                                    | 0,2%                                                    | 0,2%                                                    | 0,2%                                                    | 0,2%                                                    | 0,2%                                                    | 11%                                                     | 13,8%                                                   | 17,2%                                                   | ±3%                                                     |
| Exatus RN-08181/2024           | 12-13/Ago/2024           | 800         | 36,88%                                                  | 36,88%                                                  | 36,88%                                                  | 36,88%                                                  | 36,88%                                                  | 36,88%                                                  | 36,88%                                                  | 36,88%                                                  | 36,88%                                                  | 36,88%                                                  | 36,88%                                                  | 36,88%                                                  | 36,88%                                                  | 36,88%                                                  | 36,88%                                                  | 36,88%                                                  | 36,88%                                                  | 36,88%                                                  | 36,88%                                                  | 36,88%                                                  | 36,88%                                                  | 36,88%                                                  | 36,88%                                                  | 36,88%                                                  | 36,88%                                                  | 36,88%                                                  | 36,88%                                                  | 36,88%                                                  | 36,88%                                                  | 36,88%                                                  | 36,88%                                                  | 36,88%                                                  | 36,88%                                                  | 36,88%                                                  | 36,88%                                                  | 36,88%                                                  | 36,88%                                                  | 36,88%                                                  | 36,88%                                                  | 36,88%                                                  | 36,88%                                                  | 36,88%                                                  | 36,88%                                                  | 36,88%                                                  | 36,88%                                                  | 36,88%                                                  | 36,88%                                                  | 36,88%                                                  | 36,88%                                                  | 36,88%                                                  | 36,88%                                                  | 36,88%                                                  | 36,88%                                                  | 36,88%                                                  | 36,88%                                                  | 36,88%                                                  | 36,88%                                                  | 36,88%                                                  | 36,88%                                                  | 36,88%                                                  | 36,88%                                                  | 36,88%                                                  | 36,88%                                                  | 36,88%                                                  | 36,88%                                                  | 36,88%                                                  | 36,88%                                                  | 36,88%                                                  | 36,88%                                                  | 36,88%                                                  | 36,88%                                                  | 36,88%                                                  | 36,88%                                                  | 36,88%                                                  | 36,88%                                                  | 36,88%                                                  | 36,88%                                                  | 36,88%                                                  | 36,88%                                                  | 36,88%                                                  | 36,88%                                                  | 36,88%                                                  | 36,88%                                                  | 36,88%                                                  | 36,88%                                                  | 36,88%                                                  | 36,88%                                                  | 36,88%                                                  | 36,88%                                                  | 36,88%                                                  | 36,88%                                                  | 21,13%                                                  | 21,13%                                                  | 21,13%                                                  | 21,13%                                                  | 21,13%                                                  | 21,13%                                                  | 21,13%                                                  | 21,13%                                                  | 21,13%                                                  | 21,13%                                                  | 21,13%                                                  | 21,13%                                                  | 21,13%                                                  | 21,13%                                                  | 21,13%                                                  | 21,13%                                                  | 21,13%                                                  | 21,13%                                                  | 21,13%                                                  | 21,13%                                                  | 21,13%                                                  | 21,13%                                                  | 21,13%                                                  | 21,13%                                                  | 21,13%                                                  | 21,13%                                                  | 21,13%                                                  | 21,13%                                                  | 21,13%                                                  | 21,13%                                                  | 21,13%                                                  | 21,13%                                                  | 21,13%                                                  | 21,13%                                                  | 21,13%                                                  | 21,13%                                                  | 21,13%                                                  | 21,13%                                                  | 21,13%                                                  | 21,13%                                                  | 21,13%                                                  | 21,13%                                                  | 21,13%                                                  | 21,13%                                                  | 21,13%                                                  | 21,13%                                                  | 21,13%                                                  | 21,13%                                                  | 21,13%                                                  | 21,13%                                                  | 21,13%                                                  | 21,13%                                                  | 21,13%                                                  | 21,13%                                                  | 21,13%                                                  | 21,13%                                                  | 21,13%                                                  | 21,13%                                                  | 21,13%                                                  | 21,13%                                                  | 21,13%                                                  | 21,13%                                                  | 21,13%                                                  | 21,13%                                                  | 21,13%                                                  | 21,13%                                                  | 21,13%                                                  | 21,13%                                                  | 21,13%                                                  | 21,13%                                                  | 21,13%                                                  | 21,13%                                                  | 21,13%                                                  | 21,13%                                                  | 21,13%                                                  | 21,13%                                                  | 21,13%                                                  | 21,13%                                                  | 21,13%                                                  | 21,13%                                                  | 21,13%                                                  | 21,13%                                                  | 21,13%                                                  | 21,13%                                                  | 21,13%                                                  | 21,13%                                                  | 21,13%                                                  | 21,13%                                                  | 21,13%                                                  | 21,13%                                                  | 21,13%                                                  | 14,75%                                                  | 14,75%                                                  | 14,75%                                                  | 14,75%                                                  | 14,75%                                                  | 14,75%                                                  | 14,75%                                                  | 14,75%                                                  | 14,75%                                                  | 14,75%                                                  | 14,75%                                                  | 14,75%                                                  | 14,75%                                                  | 14,75%                                                  | 14,75%                                                  | 14,75%                                                  | 14,75%                                                  | 14,75%                                                  | 14,75%                                                  | 14,75%                                                  | 14,75%                                                  | 14,75%                                                  | 14,75%                                                  | 14,75%                                                  | 14,75%                                                  | 14,75%                                                  | 14,75%                                                  | 14,75%                                                  | 14,75%                                                  | 14,75%                                                  | 14,75%                                                  | 14,75%                                                  | 14,75%                                                  | 14,75%                                                  | 14,75%                                                  | 14,75%                                                  | 14,75%                                                  | 14,75%                                                  | 14,75%                                                  | 14,75%                                                  | 14,75%                                                  | 14,75%                                                  | 14,75%                                                  | 14,75%                                                  | 14,75%                                                  | 14,75%                                                  | 14,75%                                                  | 14,75%                                                  | 14,75%                                                  | 14,75%                                                  | 14,75%                                                  | 14,75%                                                  | 14,75%                                                  | 14,75%                                                  | 14,75%                                                  | 14,75%                                                  | 14,75%                                                  | 14,75%                                                  | 14,75%                                                  | 14,75%                                                  | 14,75%                                                  | 14,75%                                                  | 14,75%                                                  | 14,75%                                                  | 14,75%                                                  | 14,75%                                                  | 14,75%                                                  | 14,75%                                                  | 14,75%                                                  | 14,75%                                                  | 14,75%                                                  | 14,75%                                                  | 14,75%                                                  | 14,75%                                                  | 14,75%                                                  | 14,75%                                                  | 14,75%                                                  | 14,75%                                                  | 14,75%                                                  | 14,75%                                                  | 14,75%                                                  | 14,75%                                                  | 14,75%                                                  | 14,75%                                                  | 14,75%                                                  | 14,75%                                                  | 14,75%                                                  | 14,75%                                                  | 14,75%                                                  | 14,75%                                                  | 14,75%                                                  | 3,63%                                                   | 3,63%                                                   | 3,63%                                                   | 3,63%                                                   | 3,63%                                                   | 3,63%                                                   | 3,63%                                                   | 3,63%                                                   | 3,63%                                                   | 3,63%                                                   | 3,63%                                                   | 3,63%                                                   | 3,63%                                                   | 3,63%                                                   | 3,63%                                                   | 3,63%                                                   | 3,63%                                                   | 3,63%                                                   | 3,63%                                                   | 3,63%                                                   | 3,63%                                                   | 3,63%                                                   | 3,63%                                                   | 3,63%                                                   | 3,63%                                                   | 3,63%                                                   | 3,63%                                                   | 3,63%                                                   | 3,63%                                                   | 3,63%                                                   | 3,63%                                                   | 3,63%                                                   | 3,63%                                                   | 3,63%                                                   | 3,63%                                                   | 3,63%                                                   | 3,63%                                                   | 3,63%                                                   | 3,63%                                                   | 3,63%                                                   | 3,63%                                                   | 3,63%                                                   | 3,63%                                                   | 3,63%                                                   | 3,63%                                                   | 3,63%                                                   | 3,63%                                                   | 3,63%                                                   | 3,63%                                                   | 3,63%                                                   | 3,63%                                                   | 3,63%                                                   | 3,63%                                                   | 3,63%                                                   | 3,63%                                                   | 3,63%                                                   | 3,63%                                                   | 3,63%                                                   | 3,63%                                                   | 3,63%                                                   | 3,63%                                                   | 3,63%                                                   | 3,63%                                                   | 3,63%                                                   | 3,63%                                                   | 3,63%                                                   | 3,63%                                                   | 3,63%                                                   | 3,63%                                                   | 3,63%                                                   | 3,63%                                                   | 3,63%                                                   | 3,63%                                                   | 3,63%                                                   | 3,63%                                                   | 3,63%                                                   | 3,63%                                                   | 3,63%                                                   | 3,63%                                                   | 3,63%                                                   | 3,63%                                                   | 3,63%                                                   | 3,63%                                                   | 3,63%                                                   | 3,63%                                                   | 3,63%                                                   | 3,63%                                                   | 3,63%                                                   | 3,63%                                                   | 3,63%                                                   | 3,63%                                                   | 0,5%                                                    | 0,5%                                                    | 0,5%                                                    | 0,5%                                                    | 0,5%                                                    | 0,5%                                                    | 0,5%                                                    | 0,5%                                                    | 0,5%                                                    | 0,5%                                                    | 0,5%                                                    | 0,5%                                                    | 0,5%                                                    | 0,5%                                                    | 0,5%                                                    | 0,5%                                                    | 0,5%                                                    | 0,5%                                                    | 0,5%                                                    | 0,5%                                                    | 0,5%                                                    | 0,5%                                                    | 0,5%                                                    | 0,5%                                                    | 0,5%                                                    | 0,5%                                                    | 0,5%                                                    | 0,5%                                                    | 0,5%                                                    | 0,5%                                                    | 0,5%                                                    | 0,5%                                                    | 0,5%                                                    | 0,5%                                                    | 0,5%                                                    | 0,5%                                                    | 0,5%                                                    | 0,5%                                                    | 0,5%                                                    | 0,5%                                                    | 0,5%                                                    | 0,5%                                                    | 0,5%                                                    | 0,5%                                                    | 0,5%                                                    | 0,5%                                                    | 0,5%                                                    | 0,5%                                                    | 0,5%                                                    | 0,5%                                                    | 0,5%                                                    | 0,5%                                                    | 0,5%                                                    | 0,5%                                                    | 0,5%                                                    | 0,5%                                                    | 0,5%                                                    | 0,5%                                                    | 0,5%                                                    | 0,5%                                                    | 0,5%                                                    | 0,5%                                                    | 0,5%                                                    | 0,5%                                                    | 0,5%                                                    | 0,5%                                                    | 0,5%                                                    | 0,5%                                                    | 0,5%                                                    | 0,5%                                                    | 0,5%                                                    | 0,5%                                                    | 0,5%                                                    | 0,5%                                                    | 0,5%                                                    | 0,5%                                                    | 0,5%                                                    | 0,5%                                                    | 0,5%                                                    | 0,5%                                                    | 0,5%                                                    | 0,5%                                                    | 0,5%                                                    | 0,5%                                                    | 0,5%                                                    | 0,5%                                                    | 0,5%                                                    | 0,5%                                                    | 0,5%                                                    | 0,5%                                                    | 0,5%                                                    | 0,13%                                                   | 0,13%                                                   | 0,13%                                                   | 0,13%                                                   | 0,13%                                                   | 0,13%                                                   | 0,13%                                                   | 0,13%                                                   | 0,13%                                                   | 0,13%                                                   | 0,13%                                                   | 0,13%                                                   | 0,13%                                                   | 0,13%                                                   | 0,13%                                                   | 0,13%                                                   | 0,13%                                                   | 0,13%                                                   | 0,13%                                                   | 0,13%                                                   | 0,13%                                                   | 0,13%                                                   | 0,13%                                                   | 0,13%                                                   | 0,13%                                                   | 0,13%                                                   | 0,13%                                                   | 0,13%                                                   | 0,13%                                                   | 0,13%                                                   | 0,13%                                                   | 0,13%                                                   | 0,13%                                                   | 0,13%                                                   | 0,13%                                                   | 0,13%                                                   | 0,13%                                                   | 0,13%                                                   | 0,13%                                                   | 0,13%                                                   | 0,13%                                                   | 0,13%                                                   | 0,13%                                                   | 0,13%                                                   | 0,13%                                                   | 0,13%                                                   | 0,13%                                                   | 0,13%                                                   | 0,13%                                                   | 0,13%                                                   | 0,13%                                                   | 0,13%                                                   | 0,13%                                                   | 0,13%                                                   | 0,13%                                                   | 0,13%                                                   | 0,13%                                                   | 0,13%                                                   | 0,13%                                                   | 0,13%                                                   | 0,13%                                                   | 0,13%                                                   | 0,13%                                                   | 0,13%                                                   | 0,13%                                                   | 0,13%                                                   | 0,13%                                                   | 0,13%                                                   | 0,13%                                                   | 0,13%                                                   | 0,13%                                                   | 0,13%                                                   | 0,13%                                                   | 0,13%                                                   | 0,13%                                                   | 0,13%                                                   | 0,13%                                                   | 0,13%                                                   | 0,13%                                                   | 0,13%                                                   | 0,13%                                                   | 0,13%                                                   | 0,13%                                                   | 0,13%                                                   | 0,13%                                                   | 0,13%                                                   | 0,13%                                                   | 0,13%                                                   | 0,13%                                                   | 0,13%                                                   | 0,13%                                                   | 13,13%                                                  | 9,88%                                                   | 15,75%                                                  | ±3,43%                                                  |
| 5/Ago/2024                     | 5/Ago/2024               | 5/Ago/2024  | Último dia para realização de convenções partidárias.   | Último dia para realização de convenções partidárias.   | Último dia para realização de convenções partidárias.   | Último dia para realização de convenções partidárias.   | Último dia para realização de convenções partidárias.   | Último dia para realização de convenções partidárias.   | Último dia para realização de convenções partidárias.   | Último dia para realização de convenções partidárias.   | Último dia para realização de convenções partidárias.   | Último dia para realização de convenções partidárias.   | Último dia para realização de convenções partidárias.   | Último dia para realização de convenções partidárias.   | Último dia para realização de convenções partidárias.   | Último dia para realização de convenções partidárias.   | Último dia para realização de convenções partidárias.   | Último dia para realização de convenções partidárias.   | Último dia para realização de convenções partidárias.   | Último dia para realização de convenções partidárias.   | Último dia para realização de convenções partidárias.   | Último dia para realização de convenções partidárias.   | Último dia para realização de convenções partidárias.   | Último dia para realização de convenções partidárias.   | Último dia para realização de convenções partidárias.   | Último dia para realização de convenções partidárias.   | Último dia para realização de convenções partidárias.   | Último dia para realização de convenções partidárias.   | Último dia para realização de convenções partidárias.   | Último dia para realização de convenções partidárias.   | Último dia para realização de convenções partidárias.   | Último dia para realização de convenções partidárias.   | Último dia para realização de convenções partidárias.   | Último dia para realização de convenções partidárias.   | Último dia para realização de convenções partidárias.   | Último dia para realização de convenções partidárias.   | Último dia para realização de convenções partidárias.   | Último dia para realização de convenções partidárias.   | Último dia para realização de convenções partidárias.   | Último dia para realização de convenções partidárias.   | Último dia para realização de convenções partidárias.   | Último dia para realização de convenções partidárias.   | Último dia para realização de convenções partidárias.   | Último dia para realização de convenções partidárias.   | Último dia para realização de convenções partidárias.   | Último dia para realização de convenções partidárias.   | Último dia para realização de convenções partidárias.   | Último dia para realização de convenções partidárias.   | Último dia para realização de convenções partidárias.   | Último dia para realização de convenções partidárias.   | Último dia para realização de convenções partidárias.   | Último dia para realização de convenções partidárias.   | Último dia para realização de convenções partidárias.   | Último dia para realização de convenções partidárias.   | Último dia para realização de convenções partidárias.   | Último dia para realização de convenções partidárias.   | Último dia para realização de convenções partidárias.   | Último dia para realização de convenções partidárias.   | Último dia para realização de convenções partidárias.   | Último dia para realização de convenções partidárias.   | Último dia para realização de convenções partidárias.   | Último dia para realização de convenções partidárias.   | Último dia para realização de convenções partidárias.   | Último dia para realização de convenções partidárias.   | Último dia para realização de convenções partidárias.   | Último dia para realização de convenções partidárias.   | Último dia para realização de convenções partidárias.   | Último dia para realização de convenções partidárias.   | Último dia para realização de convenções partidárias.   | Último dia para realização de convenções partidárias.   | Último dia para realização de convenções partidárias.   | Último dia para realização de convenções partidárias.   | Último dia para realização de convenções partidárias.   | Último dia para realização de convenções partidárias.   | Último dia para realização de convenções partidárias.   | Último dia para realização de convenções partidárias.   | Último dia para realização de convenções partidárias.   | Último dia para realização de convenções partidárias.   | Último dia para realização de convenções partidárias.   | Último dia para realização de convenções partidárias.   | Último dia para realização de convenções partidárias.   | Último dia para realização de convenções partidárias.   | Último dia para realização de convenções partidárias.   | Último dia para realização de convenções partidárias.   | Último dia para realização de convenções partidárias.   | Último dia para realização de convenções partidárias.   | Último dia para realização de convenções partidárias.   | Último dia para realização de convenções partidárias.   | Último dia para realização de convenções partidárias.   | Último dia para realização de convenções partidárias.   | Último dia para realização de convenções partidárias.   | Último dia para realização de convenções partidárias.   | Último dia para realização de convenções partidárias.   | Último dia para realização de convenções partidárias.   | Último dia para realização de convenções partidárias.   | Último dia para realização de convenções partidárias.   | Último dia para realização de convenções partidárias.   | Último dia para realização de convenções partidárias.   | Último dia para realização de convenções partidárias.   | Último dia para realização de convenções partidárias.   | Último dia para realização de convenções partidárias.   | Último dia para realização de convenções partidárias.   | Último dia para realização de convenções partidárias.   | Último dia para realização de convenções partidárias.   | Último dia para realização de convenções partidárias.   | Último dia para realização de convenções partidárias.   | Último dia para realização de convenções partidárias.   | Último dia para realização de convenções partidárias.   | Último dia para realização de convenções partidárias.   | Último dia para realização de convenções partidárias.   | Último dia para realização de convenções partidárias.   | Último dia para realização de convenções partidárias.   | Último dia para realização de convenções partidárias.   | Último dia para realização de convenções partidárias.   | Último dia para realização de convenções partidárias.   | Último dia para realização de convenções partidárias.   | Último dia para realização de convenções partidárias.   | Último dia para realização de convenções partidárias.   | Último dia para realização de convenções partidárias.   | Último dia para realização de convenções partidárias.   | Último dia para realização de convenções partidárias.   | Último dia para realização de convenções partidárias.   | Último dia para realização de convenções partidárias.   | Último dia para realização de convenções partidárias.   | Último dia para realização de convenções partidárias.   | Último dia para realização de convenções partidárias.   | Último dia para realização de convenções partidárias.   | Último dia para realização de convenções partidárias.   | Último dia para realização de convenções partidárias.   | Último dia para realização de convenções partidárias.   | Último dia para realização de convenções partidárias.   | Último dia para realização de convenções partidárias.   | Último dia para realização de convenções partidárias.   | Último dia para realização de convenções partidárias.   | Último dia para realização de convenções partidárias.   | Último dia para realização de convenções partidárias.   | Último dia para realização de convenções partidárias.   | Último dia para realização de convenções partidárias.   | Último dia para realização de convenções partidárias.   | Último dia para realização de convenções partidárias.   | Último dia para realização de convenções partidárias.   | Último dia para realização de convenções partidárias.   | Último dia para realização de convenções partidárias.   | Último dia para realização de convenções partidárias.   | Último dia para realização de convenções partidárias.   | Último dia para realização de convenções partidárias.   | Último dia para realização de convenções partidárias.   | Último dia para realização de convenções partidárias.   | Último dia para realização de convenções partidárias.   | Último dia para realização de convenções partidárias.   | Último dia para realização de convenções partidárias.   | Último dia para realização de convenções partidárias.   | Último dia para realização de convenções partidárias.   | Último dia para realização de convenções partidárias.   | Último dia para realização de convenções partidárias.   | Último dia para realização de convenções partidárias.   | Último dia para realização de convenções partidárias.   | Último dia para realização de convenções partidárias.   | Último dia para realização de convenções partidárias.   | Último dia para realização de convenções partidárias.   | Último dia para realização de convenções partidárias.   | Último dia para realização de convenções partidárias.   | Último dia para realização de convenções partidárias.   | Último dia para realização de convenções partidárias.   | Último dia para realização de convenções partidárias.   | Último dia para realização de convenções partidárias.   | Último dia para realização de convenções partidárias.   | Último dia para realização de convenções partidárias.   | Último dia para realização de convenções partidárias.   | Último dia para realização de convenções partidárias.   | Último dia para realização de convenções partidárias.   | Último dia para realização de convenções partidárias.   | Último dia para realização de convenções partidárias.   | Último dia para realização de convenções partidárias.   | Último dia para realização de convenções partidárias.   | Último dia para realização de convenções partidárias.   | Último dia para realização de convenções partidárias.   | Último dia para realização de convenções partidárias.   | Último dia para realização de convenções partidárias.   | Último dia para realização de convenções partidárias.   | Último dia para realização de convenções partidárias.   | Último dia para realização de convenções partidárias.   | Último dia para realização de convenções partidárias.   | Último dia para realização de convenções partidárias.   | Último dia para realização de convenções partidárias.   | Último dia para realização de convenções partidárias.   | Último dia para realização de convenções partidárias.   | Último dia para realização de convenções partidárias.   | Último dia para realização de convenções partidárias.   | Último dia para realização de convenções partidárias.   | Último dia para realização de convenções partidárias.   | Último dia para realização de convenções partidárias.   | Último dia para realização de convenções partidárias.   | Último dia para realização de convenções partidárias.   | Último dia para realização de convenções partidárias.   | Último dia para realização de convenções partidárias.   | Último dia para realização de convenções partidárias.   | Último dia para realização de convenções partidárias.   | Último dia para realização de convenções partidárias.   | Último dia para realização de convenções partidárias.   | Último dia para realização de convenções partidárias.   | Último dia para realização de convenções partidárias.   | Último dia para realização de convenções partidárias.   | Último dia para realização de convenções partidárias.   | Último dia para realização de convenções partidárias.   | Último dia para realização de convenções partidárias.   | Último dia para realização de convenções partidárias.   | Último dia para realização de convenções partidárias.   | Último dia para realização de convenções partidárias.   | Último dia para realização de convenções partidárias.   | Último dia para realização de convenções partidárias.   | Último dia para realização de convenções partidárias.   | Último dia para realização de convenções partidárias.   | Último dia para realização de convenções partidárias.   | Último dia para realização de convenções partidárias.   | Último dia para realização de convenções partidárias.   | Último dia para realização de convenções partidárias.   | Último dia para realização de convenções partidárias.   | Último dia para realização de convenções partidárias.   | Último dia para realização de convenções partidárias.   | Último dia para realização de convenções partidárias.   | Último dia para realização de convenções partidárias.   | Último dia para realização de convenções partidárias.   | Último dia para realização de convenções partidárias.   | Último dia para realização de convenções partidárias.   | Último dia para realização de convenções partidárias.   | Último dia para realização de convenções partidárias.   | Último dia para realização de convenções partidárias.   | Último dia para realização de convenções partidárias.   | Último dia para realização de convenções partidárias.   | Último dia para realização de convenções partidárias.   | Último dia para realização de convenções partidárias.   | Último dia para realização de convenções partidárias.   | Último dia para realização de convenções partidárias.   | Último dia para realização de convenções partidárias.   | Último dia para realização de convenções partidárias.   | Último dia para realização de convenções partidárias.   | Último dia para realização de convenções partidárias.   | Último dia para realização de convenções partidárias.   | Último dia para realização de convenções partidárias.   | Último dia para realização de convenções partidárias.   | Último dia para realização de convenções partidárias.   | Último dia para realização de convenções partidárias.   | Último dia para realização de convenções partidárias.   | Último dia para realização de convenções partidárias.   | Último dia para realização de convenções partidárias.   | Último dia para realização de convenções partidárias.   | Último dia para realização de convenções partidárias.   | Último dia para realização de convenções partidárias.   | Último dia para realização de convenções partidárias.   | Último dia para realização de convenções partidárias.   | Último dia para realização de convenções partidárias.   | Último dia para realização de convenções partidárias.   | Último dia para realização de convenções partidárias.   | Último dia para realização de convenções partidárias.   | Último dia para realização de convenções partidárias.   | Último dia para realização de convenções partidárias.   | Último dia para realização de convenções partidárias.   | Último dia para realização de convenções partidárias.   | Último dia para realização de convenções partidárias.   | Último dia para realização de convenções partidárias.   | Último dia para realização de convenções partidárias.   | Último dia para realização de convenções partidárias.   | Último dia para realização de convenções partidárias.   | Último dia para realização de convenções partidárias.   | Último dia para realização de convenções partidárias.   | Último dia para realização de convenções partidárias.   | Último dia para realização de convenções partidárias.   | Último dia para realização de convenções partidárias.   | Último dia para realização de convenções partidárias.   | Último dia para realização de convenções partidárias.   | Último dia para realização de convenções partidárias.   | Último dia para realização de convenções partidárias.   | Último dia para realização de convenções partidárias.   | Último dia para realização de convenções partidárias.   | Último dia para realização de convenções partidárias.   | Último dia para realização de convenções partidárias.   | Último dia para realização de convenções partidárias.   | Último dia para realização de convenções partidárias.   | Último dia para realização de convenções partidárias.   | Último dia para realização de convenções partidárias.   | Último dia para realização de convenções partidárias.   | Último dia para realização de convenções partidárias.   | Último dia para realização de convenções partidárias.   | Último dia para realização de convenções partidárias.   | Último dia para realização de convenções partidárias.   | Último dia para realização de convenções partidárias.   | Último dia para realização de convenções partidárias.   | Último dia para realização de convenções partidárias.   | Último dia para realização de convenções partidárias.   | Último dia para realização de convenções partidárias.   | Último dia para realização de convenções partidárias.   | Último dia para realização de convenções partidárias.   | Último dia para realização de convenções partidárias.   | Último dia para realização de convenções partidárias.   | Último dia para realização de convenções partidárias.   | Último dia para realização de convenções partidárias.   | Último dia para realização de convenções partidárias.   | Último dia para realização de convenções partidárias.   | Último dia para realização de convenções partidárias.   | Último dia para realização de convenções partidárias.   | Último dia para realização de convenções partidárias.   | Último dia para realização de convenções partidárias.   | Último dia para realização de convenções partidárias.   | Último dia para realização de convenções partidárias.   | Último dia para realização de convenções partidárias.   | Último dia para realização de convenções partidárias.   | Último dia para realização de convenções partidárias.   | Último dia para realização de convenções partidárias.   | Último dia para realização de convenções partidárias.   | Último dia para realização de convenções partidárias.   | Último dia para realização de convenções partidárias.   | Último dia para realização de convenções partidárias.   | Último dia para realização de convenções partidárias.   | Último dia para realização de convenções partidárias.   | Último dia para realização de convenções partidárias.   | Último dia para realização de convenções partidárias.   | Último dia para realização de convenções partidárias.   | Último dia para realização de convenções partidárias.   | Último dia para realização de convenções partidárias.   | Último dia para realização de convenções partidárias.   | Último dia para realização de convenções partidárias.   | Último dia para realização de convenções partidárias.   | Último dia para realização de convenções partidárias.   | Último dia para realização de convenções partidárias.   | Último dia para realização de convenções partidárias.   | Último dia para realização de convenções partidárias.   | Último dia para realização de convenções partidárias.   | Último dia para realização de convenções partidárias.   | Último dia para realização de convenções partidárias.   | Último dia para realização de convenções partidárias.   | Último dia para realização de convenções partidárias.   | Último dia para realização de convenções partidárias.   | Último dia para realização de convenções partidárias.   | Último dia para realização de convenções partidárias.   | Último dia para realização de convenções partidárias.   | Último dia para realização de convenções partidárias.   | Último dia para realização de convenções partidárias.   | Último dia para realização de convenções partidárias.   | Último dia para realização de convenções partidárias.   | Último dia para realização de convenções partidárias.   | Último dia para realização de convenções partidárias.   | Último dia para realização de convenções partidárias.   | Último dia para realização de convenções partidárias.   | Último dia para realização de convenções partidárias.   | Último dia para realização de convenções partidárias.   | Último dia para realização de convenções partidárias.   | Último dia para realização de convenções partidárias.   | Último dia para realização de convenções partidárias.   | Último dia para realização de convenções partidárias.   | Último dia para realização de convenções partidárias.   | Último dia para realização de convenções partidárias.   | Último dia para realização de convenções partidárias.   | Último dia para realização de convenções partidárias.   | Último dia para realização de convenções partidárias.   | Último dia para realização de convenções partidárias.   | Último dia para realização de convenções partidárias.   | Último dia para realização de convenções partidárias.   | Último dia para realização de convenções partidárias.   | Último dia para realização de convenções partidárias.   | Último dia para realização de convenções partidárias.   | Último dia para realização de convenções partidárias.   | Último dia para realização de convenções partidárias.   | Último dia para realização de convenções partidárias.   | Último dia para realização de convenções partidárias.   | Último dia para realização de convenções partidárias.   | Último dia para realização de convenções partidárias.   | Último dia para realização de convenções partidárias.   | Último dia para realização de convenções partidárias.   | Último dia para realização de convenções partidárias.   | Último dia para realização de convenções partidárias.   | Último dia para realização de convenções partidárias.   | Último dia para realização de convenções partidárias.   | Último dia para realização de convenções partidárias.   | Último dia para realização de convenções partidárias.   | Último dia para realização de convenções partidárias.   | Último dia para realização de convenções partidárias.   | Último dia para realização de convenções partidárias.   | Último dia para realização de convenções partidárias.   | Último dia para realização de convenções partidárias.   | Último dia para realização de convenções partidárias.   | Último dia para realização de convenções partidárias.   | Último dia para realização de convenções partidárias.   | Último dia para realização de convenções partidárias.   | Último dia para realização de convenções partidárias.   | Último dia para realização de convenções partidárias.   | Último dia para realização de convenções partidárias.   | Último dia para realização de convenções partidárias.   | Último dia para realização de convenções partidárias.   | Último dia para realização de convenções partidárias.   | Último dia para realização de convenções partidárias.   | Último dia para realização de convenções partidárias.   | Último dia para realização de convenções partidárias.   | Último dia para realização de convenções partidárias.   | Último dia para realização de convenções partidárias.   | Último dia para realização de convenções partidárias.   | Último dia para realização de convenções partidárias.   | Último dia para realização de convenções partidárias.   | Último dia para realização de convenções partidárias.   | Último dia para realização de convenções partidárias.   | Último dia para realização de convenções partidárias.   | Último dia para realização de convenções partidárias.   | Último dia para realização de convenções partidárias.   | Último dia para realização de convenções partidárias.   | Último dia para realização de convenções partidárias.   | Último dia para realização de convenções partidárias.   | Último dia para realização de convenções partidárias.   | Último dia para realização de convenções partidárias.   | Último dia para realização de convenções partidárias.   | Último dia para realização de convenções partidárias.   | Último dia para realização de convenções partidárias.   | Último dia para realização de convenções partidárias.   | Último dia para realização de convenções partidárias.   | Último dia para realização de convenções partidárias.   | Último dia para realização de convenções partidárias.   | Último dia para realização de convenções partidárias.   | Último dia para realização de convenções partidárias.   | Último dia para realização de convenções partidárias.   | Último dia para realização de convenções partidárias.   | Último dia para realização de convenções partidárias.   | Último dia para realização de convenções partidárias.   | Último dia para realização de convenções partidárias.   | Último dia para realização de convenções partidárias.   | Último dia para realização de convenções partidárias.   | Último dia para realização de convenções partidárias.   | Último dia para realização de convenções partidárias.   | Último dia para realização de convenções partidárias.   | Último dia para realização de convenções partidárias.   | Último dia para realização de convenções partidárias.   | Último dia para realização de convenções partidárias.   | Último dia para realização de convenções partidárias.   | Último dia para realização de convenções partidárias.   | Último dia para realização de convenções partidárias.   | Último dia para realização de convenções partidárias.   | Último dia para realização de convenções partidárias.   | Último dia para realização de convenções partidárias.   | Último dia para realização de convenções partidárias.   | Último dia para realização de convenções partidárias.   | Último dia para realização de convenções partidárias.   | Último dia para realização de convenções partidárias.   | Último dia para realização de convenções partidárias.   | Último dia para realização de convenções partidárias.   | Último dia para realização de convenções partidárias.   | Último dia para realização de convenções partidárias.   | Último dia para realização de convenções partidárias.   | Último dia para realização de convenções partidárias.   | Último dia para realização de convenções partidárias.   | Último dia para realização de convenções partidárias.   | Último dia para realização de convenções partidárias.   | Último dia para realização de convenções partidárias.   | Último dia para realização de convenções partidárias.   | Último dia para realização de convenções partidárias.   | Último dia para realização de convenções partidárias.   | Último dia para realização de convenções partidárias.   | Último dia para realização de convenções partidárias.   | Último dia para realização de convenções partidárias.   | Último dia para realização de convenções partidárias.   | Último dia para realização de convenções partidárias.   | Último dia para realização de convenções partidárias.   | Último dia para realização de convenções partidárias.   | Último dia para realização de convenções partidárias.   | Último dia para realização de convenções partidárias.   | Último dia para realização de convenções partidárias.   | Último dia para realização de convenções partidárias.   | Último dia para realização de convenções partidárias.   | Último dia para realização de convenções partidárias.   | Último dia para realização de convenções partidárias.   | Último dia para realização de convenções partidárias.   | Último dia para realização de convenções partidárias.   | Último dia para realização de convenções partidárias.   | Último dia para realização de convenções partidárias.   | Último dia para realização de convenções partidárias.   | Último dia para realização de convenções partidárias.   | Último dia para realização de convenções partidárias.   | Último dia para realização de convenções partidárias.   | Último dia para realização de convenções partidárias.   | Último dia para realização de convenções partidárias.   | Último dia para realização de convenções partidárias.   | Último dia para realização de convenções partidárias.   | Último dia para realização de convenções partidárias.   | Último dia para realização de convenções partidárias.   | Último dia para realização de convenções partidárias.   | Último dia para realização de convenções partidárias.   | Último dia para realização de convenções partidárias.   | Último dia para realização de convenções partidárias.   | Último dia para realização de convenções partidárias.   | Último dia para realização de convenções partidárias.   | Último dia para realização de convenções partidárias.   | Último dia para realização de convenções partidárias.   | Último dia para realização de convenções partidárias.   | Último dia para realização de convenções partidárias.   | Último dia para realização de convenções partidárias.   | Último dia para realização de convenções partidárias.   | Último dia para realização de convenções partidárias.   | Último dia para realização de convenções partidárias.   | Último dia para realização de convenções partidárias.   | Último dia para realização de convenções partidárias.   | Último dia para realização de convenções partidárias.   | Último dia para realização de convenções partidárias.   | Último dia para realização de convenções partidárias.   | Último dia para realização de convenções partidárias.   | Último dia para realização de convenções partidárias.   | Último dia para realização de convenções partidárias.   | Último dia para realização de convenções partidárias.   | Último dia para realização de convenções partidárias.   | Último dia para realização de convenções partidárias.   | Último dia para realização de convenções partidárias.   | Último dia para realização de convenções partidárias.   | Último dia para realização de convenções partidárias.   | Último dia para realização de convenções partidárias.   | Último dia para realização de convenções partidárias.   | Último dia para realização de convenções partidárias.   | Último dia para realização de convenções partidárias.   | Último dia para realização de convenções partidárias.   | Último dia para realização de convenções partidárias.   | Último dia para realização de convenções partidárias.   | Último dia para realização de convenções partidárias.   | Último dia para realização de convenções partidárias.   | Último dia para realização de convenções partidárias.   | Último dia para realização de convenções partidárias.   | Último dia para realização de convenções partidárias.   | Último dia para realização de convenções partidárias.   | Último dia para realização de convenções partidárias.   | Último dia para realização de convenções partidárias.   | Último dia para realização de convenções partidárias.   | Último dia para realização de convenções partidárias.   | Último dia para realização de convenções partidárias.   | Último dia para realização de convenções partidárias.   | Último dia para realização de convenções partidárias.   | Último dia para realização de convenções partidárias.   | Último dia para realização de convenções partidárias.   | Último dia para realização de convenções partidárias.   | Último dia para realização de convenções partidárias.   | Último dia para realização de convenções partidárias.   | Último dia para realização de convenções partidárias.   | Último dia para realização de convenções partidárias.   | Último dia para realização de convenções partidárias.   | Último dia para realização de convenções partidárias.   | Último dia para realização de convenções partidárias.   | Último dia para realização de convenções partidárias.   | Último dia para realização de convenções partidárias.   | Último dia para realização de convenções partidárias.   | Último dia para realização de convenções partidárias.   | Último dia para realização de convenções partidárias.   | Último dia para realização de convenções partidárias.   | Último dia para realização de convenções partidárias.   | Último dia para realização de convenções partidárias.   | Último dia para realização de convenções partidárias.   | Último dia para realização de convenções partidárias.   | Último dia para realização de convenções partidárias.   | Último dia para realização de convenções partidárias.   | Último dia para realização de convenções partidárias.   |
| Fonte Registro no TSE          | Data(s) conduzida(s)     | Amostragem  | Alves PSD                                               | Alves PSD                                               | Alves PSD                                               | Alves PSD                                               | Alves PSD                                               | Alves PSD                                               | Alves PSD                                               | Alves PSD                                               | Alves PSD                                               | Alves PSD                                               | Alves PSD                                               | Alves PSD                                               | Alves PSD                                               | Alves PSD                                               | Alves PSD                                               | Alves PSD                                               | Alves PSD                                               | Alves PSD                                               | Alves PSD                                               | Alves PSD                                               | Alves PSD                                               | Alves PSD                                               | Alves PSD                                               | Alves PSD                                               | Alves PSD                                               | Alves PSD                                               | Alves PSD                                               | Alves PSD                                               | Alves PSD                                               | Alves PSD                                               | Alves PSD                                               | Alves PSD                                               | Alves PSD                                               | Alves PSD                                               | Alves PSD                                               | Alves PSD                                               | Alves PSD                                               | Alves PSD                                               | Alves PSD                                               | Alves PSD                                               | Alves PSD                                               | Alves PSD                                               | Alves PSD                                               | Alves PSD                                               | Alves PSD                                               | Alves PSD                                               | Alves PSD                                               | Alves PSD                                               | Alves PSD                                               | Alves PSD                                               | Alves PSD                                               | Alves PSD                                               | Alves PSD                                               | Alves PSD                                               | Alves PSD                                               | Alves PSD                                               | Alves PSD                                               | Alves PSD                                               | Alves PSD                                               | Alves PSD                                               | Alves PSD                                               | Alves PSD                                               | Alves PSD                                               | Alves PSD                                               | Alves PSD                                               | Alves PSD                                               | Alves PSD                                               | Alves PSD                                               | Alves PSD                                               | Alves PSD                                               | Alves PSD                                               | Alves PSD                                               | Alves PSD                                               | Alves PSD                                               | Alves PSD                                               | Alves PSD                                               | Alves PSD                                               | Alves PSD                                               | Freire UNIÃO                                            | Freire UNIÃO                                            | Freire UNIÃO                                            | Freire UNIÃO                                            | Freire UNIÃO                                            | Freire UNIÃO                                            | Freire UNIÃO                                            | Freire UNIÃO                                            | Freire UNIÃO                                            | Freire UNIÃO                                            | Freire UNIÃO                                            | Freire UNIÃO                                            | Freire UNIÃO                                            | Freire UNIÃO                                            | Freire UNIÃO                                            | Freire UNIÃO                                            | Freire UNIÃO                                            | Freire UNIÃO                                            | Freire UNIÃO                                            | Freire UNIÃO                                            | Freire UNIÃO                                            | Freire UNIÃO                                            | Freire UNIÃO                                            | Freire UNIÃO                                            | Freire UNIÃO                                            | Freire UNIÃO                                            | Freire UNIÃO                                            | Freire UNIÃO                                            | Freire UNIÃO                                            | Freire UNIÃO                                            | Freire UNIÃO                                            | Freire UNIÃO                                            | Freire UNIÃO                                            | Freire UNIÃO                                            | Freire UNIÃO                                            | Freire UNIÃO                                            | Freire UNIÃO                                            | Freire UNIÃO                                            | Freire UNIÃO                                            | Freire UNIÃO                                            | Freire UNIÃO                                            | Freire UNIÃO                                            | Freire UNIÃO                                            | Freire UNIÃO                                            | Freire UNIÃO                                            | Freire UNIÃO                                            | Freire UNIÃO                                            | Freire UNIÃO                                            | Freire UNIÃO                                            | Freire UNIÃO                                            | Freire UNIÃO                                            | Freire UNIÃO                                            | Freire UNIÃO                                            | Freire UNIÃO                                            | Freire UNIÃO                                            | Freire UNIÃO                                            | Freire UNIÃO                                            | Freire UNIÃO                                            | Freire UNIÃO                                            | Freire UNIÃO                                            | Freire UNIÃO                                            | Freire UNIÃO                                            | Freire UNIÃO                                            | Freire UNIÃO                                            | Freire UNIÃO                                            | Freire UNIÃO                                            | Freire UNIÃO                                            | Freire UNIÃO                                            | Freire UNIÃO                                            | Freire UNIÃO                                            | Freire UNIÃO                                            | Freire UNIÃO                                            | Freire UNIÃO                                            | Freire UNIÃO                                            | Freire UNIÃO                                            | Freire UNIÃO                                            | Freire UNIÃO                                            | Freire UNIÃO                                            | Bonavides PT                                            | Bonavides PT                                            | Bonavides PT                                            | Bonavides PT                                            | Bonavides PT                                            | Bonavides PT                                            | Bonavides PT                                            | Bonavides PT                                            | Bonavides PT                                            | Bonavides PT                                            | Bonavides PT                                            | Bonavides PT                                            | Bonavides PT                                            | Bonavides PT                                            | Bonavides PT                                            | Bonavides PT                                            | Bonavides PT                                            | Bonavides PT                                            | Bonavides PT                                            | Bonavides PT                                            | Bonavides PT                                            | Bonavides PT                                            | Bonavides PT                                            | Bonavides PT                                            | Bonavides PT                                            | Bonavides PT                                            | Bonavides PT                                            | Bonavides PT                                            | Bonavides PT                                            | Bonavides PT                                            | Bonavides PT                                            | Bonavides PT                                            | Bonavides PT                                            | Bonavides PT                                            | Bonavides PT                                            | Bonavides PT                                            | Bonavides PT                                            | Bonavides PT                                            | Bonavides PT                                            | Bonavides PT                                            | Bonavides PT                                            | Bonavides PT                                            | Bonavides PT                                            | Bonavides PT                                            | Bonavides PT                                            | Bonavides PT                                            | Bonavides PT                                            | Bonavides PT                                            | Bonavides PT                                            | Bonavides PT                                            | Bonavides PT                                            | Bonavides PT                                            | Bonavides PT                                            | Bonavides PT                                            | Bonavides PT                                            | Bonavides PT                                            | Bonavides PT                                            | Bonavides PT                                            | Bonavides PT                                            | Bonavides PT                                            | Bonavides PT                                            | Bonavides PT                                            | Bonavides PT                                            | Bonavides PT                                            | Bonavides PT                                            | Bonavides PT                                            | Bonavides PT                                            | Bonavides PT                                            | Bonavides PT                                            | Bonavides PT                                            | Bonavides PT                                            | Bonavides PT                                            | Bonavides PT                                            | Bonavides PT                                            | Bonavides PT                                            | Bonavides PT                                            | Bonavides PT                                            | Bonavides PT                                            | Motta Avante                                            | Motta Avante                                            | Motta Avante                                            | Motta Avante                                            | Motta Avante                                            | Motta Avante                                            | Motta Avante                                            | Motta Avante                                            | Motta Avante                                            | Motta Avante                                            | Motta Avante                                            | Motta Avante                                            | Motta Avante                                            | Motta Avante                                            | Motta Avante                                            | Motta Avante                                            | Motta Avante                                            | Motta Avante                                            | Motta Avante                                            | Motta Avante                                            | Motta Avante                                            | Motta Avante                                            | Motta Avante                                            | Motta Avante                                            | Motta Avante                                            | Motta Avante                                            | Motta Avante                                            | Motta Avante                                            | Motta Avante                                            | Motta Avante                                            | Motta Avante                                            | Motta Avante                                            | Motta Avante                                            | Motta Avante                                            | Motta Avante                                            | Motta Avante                                            | Motta Avante                                            | Motta Avante                                            | Motta Avante                                            | Motta Avante                                            | Motta Avante                                            | Motta Avante                                            | Motta Avante                                            | Motta Avante                                            | Motta Avante                                            | Motta Avante                                            | Motta Avante                                            | Motta Avante                                            | Motta Avante                                            | Motta Avante                                            | Motta Avante                                            | Motta Avante                                            | Motta Avante                                            | Motta Avante                                            | Motta Avante                                            | Motta Avante                                            | Motta Avante                                            | Motta Avante                                            | Motta Avante                                            | Motta Avante                                            | Motta Avante                                            | Motta Avante                                            | Motta Avante                                            | Motta Avante                                            | Motta Avante                                            | Motta Avante                                            | Motta Avante                                            | Motta Avante                                            | Motta Avante                                            | Motta Avante                                            | Motta Avante                                            | Motta Avante                                            | Motta Avante                                            | Motta Avante                                            | Motta Avante                                            | Motta Avante                                            | Motta Avante                                            | Motta Avante                                            | Barbosa PSOL                                            | Barbosa PSOL                                            | Barbosa PSOL                                            | Barbosa PSOL                                            | Barbosa PSOL                                            | Barbosa PSOL                                            | Barbosa PSOL                                            | Barbosa PSOL                                            | Barbosa PSOL                                            | Barbosa PSOL                                            | Barbosa PSOL                                            | Barbosa PSOL                                            | Barbosa PSOL                                            | Barbosa PSOL                                            | Barbosa PSOL                                            | Barbosa PSOL                                            | Barbosa PSOL                                            | Barbosa PSOL                                            | Barbosa PSOL                                            | Barbosa PSOL                                            | Barbosa PSOL                                            | Barbosa PSOL                                            | Barbosa PSOL                                            | Barbosa PSOL                                            | Barbosa PSOL                                            | Barbosa PSOL                                            | Barbosa PSOL                                            | Barbosa PSOL                                            | Barbosa PSOL                                            | Barbosa PSOL                                            | Barbosa PSOL                                            | Barbosa PSOL                                            | Barbosa PSOL                                            | Barbosa PSOL                                            | Barbosa PSOL                                            | Barbosa PSOL                                            | Barbosa PSOL                                            | Barbosa PSOL                                            | Barbosa PSOL                                            | Barbosa PSOL                                            | Barbosa PSOL                                            | Barbosa PSOL                                            | Barbosa PSOL                                            | Barbosa PSOL                                            | Barbosa PSOL                                            | Barbosa PSOL                                            | Barbosa PSOL                                            | Barbosa PSOL                                            | Barbosa PSOL                                            | Barbosa PSOL                                            | Barbosa PSOL                                            | Barbosa PSOL                                            | Barbosa PSOL                                            | Barbosa PSOL                                            | Barbosa PSOL                                            | Barbosa PSOL                                            | Barbosa PSOL                                            | Barbosa PSOL                                            | Barbosa PSOL                                            | Barbosa PSOL                                            | Barbosa PSOL                                            | Barbosa PSOL                                            | Barbosa PSOL                                            | Barbosa PSOL                                            | Barbosa PSOL                                            | Barbosa PSOL                                            | Barbosa PSOL                                            | Barbosa PSOL                                            | Barbosa PSOL                                            | Barbosa PSOL                                            | Barbosa PSOL                                            | Barbosa PSOL                                            | Barbosa PSOL                                            | Barbosa PSOL                                            | Barbosa PSOL                                            | Barbosa PSOL                                            | Barbosa PSOL                                            | Barbosa PSOL                                            | Poeta PSTU                                              | Poeta PSTU                                              | Poeta PSTU                                              | Poeta PSTU                                              | Poeta PSTU                                              | Poeta PSTU                                              | Poeta PSTU                                              | Poeta PSTU                                              | Poeta PSTU                                              | Poeta PSTU                                              | Poeta PSTU                                              | Poeta PSTU                                              | Poeta PSTU                                              | Poeta PSTU                                              | Poeta PSTU                                              | Poeta PSTU                                              | Poeta PSTU                                              | Poeta PSTU                                              | Poeta PSTU                                              | Poeta PSTU                                              | Poeta PSTU                                              | Poeta PSTU                                              | Poeta PSTU                                              | Poeta PSTU                                              | Poeta PSTU                                              | Poeta PSTU                                              | Poeta PSTU                                              | Poeta PSTU                                              | Poeta PSTU                                              | Poeta PSTU                                              | Poeta PSTU                                              | Poeta PSTU                                              | Poeta PSTU                                              | Poeta PSTU                                              | Poeta PSTU                                              | Poeta PSTU                                              | Poeta PSTU                                              | Poeta PSTU                                              | Poeta PSTU                                              | Poeta PSTU                                              | Poeta PSTU                                              | Poeta PSTU                                              | Poeta PSTU                                              | Poeta PSTU                                              | Poeta PSTU                                              | Poeta PSTU                                              | Poeta PSTU                                              | Poeta PSTU                                              | Poeta PSTU                                              | Poeta PSTU                                              | Poeta PSTU                                              | Poeta PSTU                                              | Poeta PSTU                                              | Poeta PSTU                                              | Poeta PSTU                                              | Poeta PSTU                                              | Poeta PSTU                                              | Poeta PSTU                                              | Poeta PSTU                                              | Poeta PSTU                                              | Poeta PSTU                                              | Poeta PSTU                                              | Poeta PSTU                                              | Poeta PSTU                                              | Poeta PSTU                                              | Poeta PSTU                                              | Poeta PSTU                                              | Poeta PSTU                                              | Poeta PSTU                                              | Poeta PSTU                                              | Poeta PSTU                                              | Poeta PSTU                                              | Poeta PSTU                                              | Poeta PSTU                                              | Poeta PSTU                                              | Poeta PSTU                                              | Poeta PSTU                                              | Poeta PSTU                                              | Heró PRTB                                               | Heró PRTB                                               | Heró PRTB                                               | Heró PRTB                                               | Heró PRTB                                               | Heró PRTB                                               | Heró PRTB                                               | Heró PRTB                                               | Heró PRTB                                               | Heró PRTB                                               | Heró PRTB                                               | Heró PRTB                                               | Heró PRTB                                               | Heró PRTB                                               | Heró PRTB                                               | Heró PRTB                                               | Heró PRTB                                               | Heró PRTB                                               | Heró PRTB                                               | Heró PRTB                                               | Heró PRTB                                               | Heró PRTB                                               | Heró PRTB                                               | Heró PRTB                                               | Heró PRTB                                               | Heró PRTB                                               | Heró PRTB                                               | Heró PRTB                                               | Heró PRTB                                               | Heró PRTB                                               | Heró PRTB                                               | Heró PRTB                                               | Heró PRTB                                               | Heró PRTB                                               | Heró PRTB                                               | Heró PRTB                                               | Heró PRTB                                               | Heró PRTB                                               | Heró PRTB                                               | Heró PRTB                                               | Heró PRTB                                               | Heró PRTB                                               | Heró PRTB                                               | Heró PRTB                                               | Heró PRTB                                               | Heró PRTB                                               | Heró PRTB                                               | Heró PRTB                                               | Heró PRTB                                               | Heró PRTB                                               | Heró PRTB                                               | Heró PRTB                                               | Heró PRTB                                               | Heró PRTB                                               | Heró PRTB                                               | Heró PRTB                                               | Heró PRTB                                               | Heró PRTB                                               | Heró PRTB                                               | Heró PRTB                                               | Heró PRTB                                               | Heró PRTB                                               | Heró PRTB                                               | Heró PRTB                                               | Heró PRTB                                               | Heró PRTB                                               | Heró PRTB                                               | Heró PRTB                                               | Heró PRTB                                               | Heró PRTB                                               | Heró PRTB                                               | Heró PRTB                                               | Heró PRTB                                               | Heró PRTB                                               | Heró PRTB                                               | Heró PRTB                                               | Heró PRTB                                               | Heró PRTB                                               | Brancos / Nulos                                         | Indecisos                                               | Vantagem                                                | Margem de erro                                          |
| Fonte Registro no TSE          | Data(s) conduzida(s)     | Amostragem  |                                                         |                                                         |                                                         |                                                         |                                                         |                                                         |                                                         |                                                         |                                                         |                                                         |                                                         |                                                         |                                                         |                                                         |                                                         |                                                         |                                                         |                                                         |                                                         |                                                         |                                                         |                                                         |                                                         |                                                         |                                                         |                                                         |                                                         |                                                         |                                                         |                                                         |                                                         |                                                         |                                                         |                                                         |                                                         |                                                         |                                                         |                                                         |                                                         |                                                         |                                                         |                                                         |                                                         |                                                         |                                                         |                                                         |                                                         |                                                         |                                                         |                                                         |                                                         |                                                         |                                                         |                                                         |                                                         |                                                         |                                                         |                                                         |                                                         |                                                         |                                                         |                                                         |                                                         |                                                         |                                                         |                                                         |                                                         |                                                         |                                                         |                                                         |                                                         |                                                         |                                                         |                                                         |                                                         |                                                         |                                                         |                                                         |                                                         |                                                         |                                                         |                                                         |                                                         |                                                         |                                                         |                                                         |                                                         |                                                         |                                                         |                                                         |                                                         |                                                         |                                                         |                                                         |                                                         |                                                         |                                                         |                                                         |                                                         |                                                         |                                                         |                                                         |                                                         |                                                         |                                                         |                                                         |                                                         |                                                         |                                                         |                                                         |                                                         |                                                         |                                                         |                                                         |                                                         |                                                         |                                                         |                                                         |                                                         |                                                         |                                                         |                                                         |                                                         |                                                         |                                                         |                                                         |                                                         |                                                         |                                                         |                                                         |                                                         |                                                         |                                                         |                                                         |                                                         |                                                         |                                                         |                                                         |                                                         |                                                         |                                                         |                                                         |                                                         |                                                         |                                                         |                                                         |                                                         |                                                         |                                                         |                                                         |                                                         |                                                         |                                                         |                                                         |                                                         |                                                         |                                                         |                                                         |                                                         |                                                         |                                                         |                                                         |                                                         |                                                         |                                                         |                                                         |                                                         |                                                         |                                                         |                                                         |                                                         |                                                         |                                                         |                                                         |                                                         |                                                         |                                                         |                                                         |                                                         |                                                         |                                                         |                                                         |                                                         |                                                         |                                                         |                                                         |                                                         |                                                         |                                                         |                                                         |                                                         |                                                         |                                                         |                                                         |                                                         |                                                         |                                                         |                                                         |                                                         |                                                         |                                                         |                                                         |                                                         |                                                         |                                                         |                                                         |                                                         |                                                         |                                                         |                                                         |                                                         |                                                         |                                                         |                                                         |                                                         |                                                         |                                                         |                                                         |                                                         |                                                         |                                                         |                                                         |                                                         |                                                         |                                                         |                                                         |                                                         |                                                         |                                                         |                                                         |                                                         |                                                         |                                                         |                                                         |                                                         |                                                         |                                                         |                                                         |                                                         |                                                         |                                                         |                                                         |                                                         |                                                         |                                                         |                                                         |                                                         |                                                         |                                                         |                                                         |                                                         |                                                         |                                                         |                                                         |                                                         |                                                         |                                                         |                                                         |                                                         |                                                         |                                                         |                                                         |                                                         |                                                         |                                                         |                                                         |                                                         |                                                         |                                                         |                                                         |                                                         |                                                         |                                                         |                                                         |                                                         |                                                         |                                                         |                                                         |                                                         |                                                         |                                                         |                                                         |                                                         |                                                         |                                                         |                                                         |                                                         |                                                         |                                                         |                                                         |                                                         |                                                         |                                                         |                                                         |                                                         |                                                         |                                                         |                                                         |                                                         |                                                         |                                                         |                                                         |                                                         |                                                         |                                                         |                                                         |                                                         |                                                         |                                                         |                                                         |                                                         |                                                         |                                                         |                                                         |                                                         |                                                         |                                                         |                                                         |                                                         |                                                         |                                                         |                                                         |                                                         |                                                         |                                                         |                                                         |                                                         |                                                         |                                                         |                                                         |                                                         |                                                         |                                                         |                                                         |                                                         |                                                         |                                                         |                                                         |                                                         |                                                         |                                                         |                                                         |                                                         |                                                         |                                                         |                                                         |                                                         |                                                         |                                                         |                                                         |                                                         |                                                         |                                                         |                                                         |                                                         |                                                         |                                                         |                                                         |                                                         |                                                         |                                                         |                                                         |                                                         |                                                         |                                                         |                                                         |                                                         |                                                         |                                                         |                                                         |                                                         |                                                         |                                                         |                                                         |                                                         |                                                         |                                                         |                                                         |                                                         |                                                         |                                                         |                                                         |                                                         |                                                         |                                                         |                                                         |                                                         |                                                         |                                                         |                                                         |                                                         |                                                         |                                                         |                                                         |                                                         |                                                         |                                                         |                                                         |                                                         |                                                         |                                                         |                                                         |                                                         |                                                         |                                                         |                                                         |                                                         |                                                         |                                                         |                                                         |                                                         |                                                         |                                                         |                                                         |                                                         |                                                         |                                                         |                                                         |                                                         |                                                         |                                                         |                                                         |                                                         |                                                         |                                                         |                                                         |                                                         |                                                         |                                                         |                                                         |                                                         |                                                         |                                                         |                                                         |                                                         |                                                         |                                                         |                                                         |                                                         |                                                         |                                                         |                                                         |                                                         |                                                         |                                                         |                                                         |                                                         |                                                         |                                                         |                                                         |                                                         |                                                         |                                                         |                                                         |                                                         |                                                         |                                                         |                                                         |                                                         |                                                         |                                                         |                                                         |                                                         |                                                         |                                                         |                                                         |                                                         |                                                         |                                                         |                                                         |                                                         |                                                         |                                                         |                                                         |                                                         |                                                         |                                                         |                                                         |                                                         |                                                         |                                                         |                                                         |                                                         |                                                         |                                                         |                                                         |                                                         |                                                         |                                                         |                                                         |                                                         |                                                         |                                                         |                                                         |                                                         |                                                         |                                                         |                                                         |                                                         |                                                         |                                                         |                                                         |                                                         |                                                         |                                                         |                                                         |                                                         |                                                         |                                                         |                                                         |                                                         |                                                         |                                                         |                                                         |                                                         |                                                         |                                                         |                                                         |                                                         |                                                         |                                                         |                                                         |                                                         |                                                         |                                                         |                                                         |                                                         |                                                         |                                                         |                                                         |                                                         |                                                         |                                                         |                                                         |                                                         |                                                         |                                                         |                                                         |                                                         |                                                         |                                                         |                                                         |                                                         |                                                         |                                                         |                                                         | Brancos / Nulos                                         | Indecisos                                               | Vantagem                                                | Margem de erro                                          |
| 100% Cidades RN-08054/2024     | 1/Ago/2024               | 600         | 37,1%                                                   | 37,1%                                                   | 37,1%                                                   | 37,1%                                                   | 37,1%                                                   | 37,1%                                                   | 37,1%                                                   | 37,1%                                                   | 37,1%                                                   | 37,1%                                                   | 37,1%                                                   | 37,1%                                                   | 37,1%                                                   | 37,1%                                                   | 37,1%                                                   | 37,1%                                                   | 37,1%                                                   | 37,1%                                                   | 37,1%                                                   | 37,1%                                                   | 37,1%                                                   | 37,1%                                                   | 37,1%                                                   | 37,1%                                                   | 37,1%                                                   | 37,1%                                                   | 37,1%                                                   | 37,1%                                                   | 37,1%                                                   | 37,1%                                                   | 37,1%                                                   | 37,1%                                                   | 37,1%                                                   | 37,1%                                                   | 37,1%                                                   | 37,1%                                                   | 37,1%                                                   | 37,1%                                                   | 37,1%                                                   | 37,1%                                                   | 37,1%                                                   | 37,1%                                                   | 37,1%                                                   | 37,1%                                                   | 37,1%                                                   | 37,1%                                                   | 37,1%                                                   | 37,1%                                                   | 37,1%                                                   | 37,1%                                                   | 37,1%                                                   | 37,1%                                                   | 37,1%                                                   | 37,1%                                                   | 37,1%                                                   | 37,1%                                                   | 37,1%                                                   | 37,1%                                                   | 37,1%                                                   | 37,1%                                                   | 37,1%                                                   | 37,1%                                                   | 37,1%                                                   | 37,1%                                                   | 37,1%                                                   | 37,1%                                                   | 37,1%                                                   | 37,1%                                                   | 37,1%                                                   | 37,1%                                                   | 37,1%                                                   | 37,1%                                                   | 37,1%                                                   | 37,1%                                                   | 37,1%                                                   | 37,1%                                                   | 37,1%                                                   | 37,1%                                                   | 21,7%                                                   | 21,7%                                                   | 21,7%                                                   | 21,7%                                                   | 21,7%                                                   | 21,7%                                                   | 21,7%                                                   | 21,7%                                                   | 21,7%                                                   | 21,7%                                                   | 21,7%                                                   | 21,7%                                                   | 21,7%                                                   | 21,7%                                                   | 21,7%                                                   | 21,7%                                                   | 21,7%                                                   | 21,7%                                                   | 21,7%                                                   | 21,7%                                                   | 21,7%                                                   | 21,7%                                                   | 21,7%                                                   | 21,7%                                                   | 21,7%                                                   | 21,7%                                                   | 21,7%                                                   | 21,7%                                                   | 21,7%                                                   | 21,7%                                                   | 21,7%                                                   | 21,7%                                                   | 21,7%                                                   | 21,7%                                                   | 21,7%                                                   | 21,7%                                                   | 21,7%                                                   | 21,7%                                                   | 21,7%                                                   | 21,7%                                                   | 21,7%                                                   | 21,7%                                                   | 21,7%                                                   | 21,7%                                                   | 21,7%                                                   | 21,7%                                                   | 21,7%                                                   | 21,7%                                                   | 21,7%                                                   | 21,7%                                                   | 21,7%                                                   | 21,7%                                                   | 21,7%                                                   | 21,7%                                                   | 21,7%                                                   | 21,7%                                                   | 21,7%                                                   | 21,7%                                                   | 21,7%                                                   | 21,7%                                                   | 21,7%                                                   | 21,7%                                                   | 21,7%                                                   | 21,7%                                                   | 21,7%                                                   | 21,7%                                                   | 21,7%                                                   | 21,7%                                                   | 21,7%                                                   | 21,7%                                                   | 21,7%                                                   | 21,7%                                                   | 21,7%                                                   | 21,7%                                                   | 21,7%                                                   | 21,7%                                                   | 21,7%                                                   | 21,7%                                                   | 15,8%                                                   | 15,8%                                                   | 15,8%                                                   | 15,8%                                                   | 15,8%                                                   | 15,8%                                                   | 15,8%                                                   | 15,8%                                                   | 15,8%                                                   | 15,8%                                                   | 15,8%                                                   | 15,8%                                                   | 15,8%                                                   | 15,8%                                                   | 15,8%                                                   | 15,8%                                                   | 15,8%                                                   | 15,8%                                                   | 15,8%                                                   | 15,8%                                                   | 15,8%                                                   | 15,8%                                                   | 15,8%                                                   | 15,8%                                                   | 15,8%                                                   | 15,8%                                                   | 15,8%                                                   | 15,8%                                                   | 15,8%                                                   | 15,8%                                                   | 15,8%                                                   | 15,8%                                                   | 15,8%                                                   | 15,8%                                                   | 15,8%                                                   | 15,8%                                                   | 15,8%                                                   | 15,8%                                                   | 15,8%                                                   | 15,8%                                                   | 15,8%                                                   | 15,8%                                                   | 15,8%                                                   | 15,8%                                                   | 15,8%                                                   | 15,8%                                                   | 15,8%                                                   | 15,8%                                                   | 15,8%                                                   | 15,8%                                                   | 15,8%                                                   | 15,8%                                                   | 15,8%                                                   | 15,8%                                                   | 15,8%                                                   | 15,8%                                                   | 15,8%                                                   | 15,8%                                                   | 15,8%                                                   | 15,8%                                                   | 15,8%                                                   | 15,8%                                                   | 15,8%                                                   | 15,8%                                                   | 15,8%                                                   | 15,8%                                                   | 15,8%                                                   | 15,8%                                                   | 15,8%                                                   | 15,8%                                                   | 15,8%                                                   | 15,8%                                                   | 15,8%                                                   | 15,8%                                                   | 15,8%                                                   | 15,8%                                                   | 15,8%                                                   | 15,8%                                                   | 5,4%                                                    | 5,4%                                                    | 5,4%                                                    | 5,4%                                                    | 5,4%                                                    | 5,4%                                                    | 5,4%                                                    | 5,4%                                                    | 5,4%                                                    | 5,4%                                                    | 5,4%                                                    | 5,4%                                                    | 5,4%                                                    | 5,4%                                                    | 5,4%                                                    | 5,4%                                                    | 5,4%                                                    | 5,4%                                                    | 5,4%                                                    | 5,4%                                                    | 5,4%                                                    | 5,4%                                                    | 5,4%                                                    | 5,4%                                                    | 5,4%                                                    | 5,4%                                                    | 5,4%                                                    | 5,4%                                                    | 5,4%                                                    | 5,4%                                                    | 5,4%                                                    | 5,4%                                                    | 5,4%                                                    | 5,4%                                                    | 5,4%                                                    | 5,4%                                                    | 5,4%                                                    | 5,4%                                                    | 5,4%                                                    | 5,4%                                                    | 5,4%                                                    | 5,4%                                                    | 5,4%                                                    | 5,4%                                                    | 5,4%                                                    | 5,4%                                                    | 5,4%                                                    | 5,4%                                                    | 5,4%                                                    | 5,4%                                                    | 5,4%                                                    | 5,4%                                                    | 5,4%                                                    | 5,4%                                                    | 5,4%                                                    | 5,4%                                                    | 5,4%                                                    | 5,4%                                                    | 5,4%                                                    | 5,4%                                                    | 5,4%                                                    | 5,4%                                                    | 5,4%                                                    | 5,4%                                                    | 5,4%                                                    | 5,4%                                                    | 5,4%                                                    | 5,4%                                                    | 5,4%                                                    | 5,4%                                                    | 5,4%                                                    | 5,4%                                                    | 5,4%                                                    | 5,4%                                                    | 5,4%                                                    | 5,4%                                                    | 5,4%                                                    | 5,4%                                                    | 1,3%                                                    | 1,3%                                                    | 1,3%                                                    | 1,3%                                                    | 1,3%                                                    | 1,3%                                                    | 1,3%                                                    | 1,3%                                                    | 1,3%                                                    | 1,3%                                                    | 1,3%                                                    | 1,3%                                                    | 1,3%                                                    | 1,3%                                                    | 1,3%                                                    | 1,3%                                                    | 1,3%                                                    | 1,3%                                                    | 1,3%                                                    | 1,3%                                                    | 1,3%                                                    | 1,3%                                                    | 1,3%                                                    | 1,3%                                                    | 1,3%                                                    | 1,3%                                                    | 1,3%                                                    | 1,3%                                                    | 1,3%                                                    | 1,3%                                                    | 1,3%                                                    | 1,3%                                                    | 1,3%                                                    | 1,3%                                                    | 1,3%                                                    | 1,3%                                                    | 1,3%                                                    | 1,3%                                                    | 1,3%                                                    | 1,3%                                                    | 1,3%                                                    | 1,3%                                                    | 1,3%                                                    | 1,3%                                                    | 1,3%                                                    | 1,3%                                                    | 1,3%                                                    | 1,3%                                                    | 1,3%                                                    | 1,3%                                                    | 1,3%                                                    | 1,3%                                                    | 1,3%                                                    | 1,3%                                                    | 1,3%                                                    | 1,3%                                                    | 1,3%                                                    | 1,3%                                                    | 1,3%                                                    | 1,3%                                                    | 1,3%                                                    | 1,3%                                                    | 1,3%                                                    | 1,3%                                                    | 1,3%                                                    | 1,3%                                                    | 1,3%                                                    | 1,3%                                                    | 1,3%                                                    | 1,3%                                                    | 1,3%                                                    | 1,3%                                                    | 1,3%                                                    | 1,3%                                                    | 1,3%                                                    | 1,3%                                                    | 1,3%                                                    | 1,3%                                                    | 0,2%                                                    | 0,2%                                                    | 0,2%                                                    | 0,2%                                                    | 0,2%                                                    | 0,2%                                                    | 0,2%                                                    | 0,2%                                                    | 0,2%                                                    | 0,2%                                                    | 0,2%                                                    | 0,2%                                                    | 0,2%                                                    | 0,2%                                                    | 0,2%                                                    | 0,2%                                                    | 0,2%                                                    | 0,2%                                                    | 0,2%                                                    | 0,2%                                                    | 0,2%                                                    | 0,2%                                                    | 0,2%                                                    | 0,2%                                                    | 0,2%                                                    | 0,2%                                                    | 0,2%                                                    | 0,2%                                                    | 0,2%                                                    | 0,2%                                                    | 0,2%                                                    | 0,2%                                                    | 0,2%                                                    | 0,2%                                                    | 0,2%                                                    | 0,2%                                                    | 0,2%                                                    | 0,2%                                                    | 0,2%                                                    | 0,2%                                                    | 0,2%                                                    | 0,2%                                                    | 0,2%                                                    | 0,2%                                                    | 0,2%                                                    | 0,2%                                                    | 0,2%                                                    | 0,2%                                                    | 0,2%                                                    | 0,2%                                                    | 0,2%                                                    | 0,2%                                                    | 0,2%                                                    | 0,2%                                                    | 0,2%                                                    | 0,2%                                                    | 0,2%                                                    | 0,2%                                                    | 0,2%                                                    | 0,2%                                                    | 0,2%                                                    | 0,2%                                                    | 0,2%                                                    | 0,2%                                                    | 0,2%                                                    | 0,2%                                                    | 0,2%                                                    | 0,2%                                                    | 0,2%                                                    | 0,2%                                                    | 0,2%                                                    | 0,2%                                                    | 0,2%                                                    | 0,2%                                                    | 0,2%                                                    | 0,2%                                                    | 0,2%                                                    | 0,2%                                                    | -                                                       | -                                                       | -                                                       | -                                                       | -                                                       | -                                                       | -                                                       | -                                                       | -                                                       | -                                                       | -                                                       | -                                                       | -                                                       | -                                                       | -                                                       | -                                                       | -                                                       | -                                                       | -                                                       | -                                                       | -                                                       | -                                                       | -                                                       | -                                                       | -                                                       | -                                                       | -                                                       | -                                                       | -                                                       | -                                                       | -                                                       | -                                                       | -                                                       | -                                                       | -                                                       | -                                                       | -                                                       | -                                                       | -                                                       | -                                                       | -                                                       | -                                                       | -                                                       | -                                                       | -                                                       | -                                                       | -                                                       | -                                                       | -                                                       | -                                                       | -                                                       | -                                                       | -                                                       | -                                                       | -                                                       | -                                                       | -                                                       | -                                                       | -                                                       | -                                                       | -                                                       | -                                                       | -                                                       | -                                                       | -                                                       | -                                                       | -                                                       | -                                                       | -                                                       | -                                                       | -                                                       | -                                                       | -                                                       | -                                                       | -                                                       | -                                                       | -                                                       | -                                                       | 10,8%                                                   | 7,8%                                                    | 15,4%                                                   | ±4%                                                     |
| 100% Cidades RN-08054/2024     | 1/Ago/2024               | 600         | 34,6%                                                   | 34,6%                                                   | 34,6%                                                   | 34,6%                                                   | 34,6%                                                   | 34,6%                                                   | 34,6%                                                   | 34,6%                                                   | 34,6%                                                   | 34,6%                                                   | 34,6%                                                   | 34,6%                                                   | 34,6%                                                   | 34,6%                                                   | 34,6%                                                   | 34,6%                                                   | 34,6%                                                   | 34,6%                                                   | 34,6%                                                   | 34,6%                                                   | 34,6%                                                   | 34,6%                                                   | 34,6%                                                   | 34,6%                                                   | 34,6%                                                   | 34,6%                                                   | 34,6%                                                   | 34,6%                                                   | 34,6%                                                   | 34,6%                                                   | 34,6%                                                   | 34,6%                                                   | 34,6%                                                   | 34,6%                                                   | 34,6%                                                   | 34,6%                                                   | 34,6%                                                   | 34,6%                                                   | 34,6%                                                   | 34,6%                                                   | 34,6%                                                   | 34,6%                                                   | 34,6%                                                   | 34,6%                                                   | 34,6%                                                   | 34,6%                                                   | 34,6%                                                   | 34,6%                                                   | 34,6%                                                   | 34,6%                                                   | 34,6%                                                   | 34,6%                                                   | 34,6%                                                   | 34,6%                                                   | 34,6%                                                   | 34,6%                                                   | 34,6%                                                   | 34,6%                                                   | 34,6%                                                   | 34,6%                                                   | 34,6%                                                   | 34,6%                                                   | 34,6%                                                   | 34,6%                                                   | 34,6%                                                   | 34,6%                                                   | 34,6%                                                   | 34,6%                                                   | 34,6%                                                   | 34,6%                                                   | 34,6%                                                   | 34,6%                                                   | 34,6%                                                   | 34,6%                                                   | 34,6%                                                   | 34,6%                                                   | 34,6%                                                   | 34,6%                                                   | 23,9%                                                   | 23,9%                                                   | 23,9%                                                   | 23,9%                                                   | 23,9%                                                   | 23,9%                                                   | 23,9%                                                   | 23,9%                                                   | 23,9%                                                   | 23,9%                                                   | 23,9%                                                   | 23,9%                                                   | 23,9%                                                   | 23,9%                                                   | 23,9%                                                   | 23,9%                                                   | 23,9%                                                   | 23,9%                                                   | 23,9%                                                   | 23,9%                                                   | 23,9%                                                   | 23,9%                                                   | 23,9%                                                   | 23,9%                                                   | 23,9%                                                   | 23,9%                                                   | 23,9%                                                   | 23,9%                                                   | 23,9%                                                   | 23,9%                                                   | 23,9%                                                   | 23,9%                                                   | 23,9%                                                   | 23,9%                                                   | 23,9%                                                   | 23,9%                                                   | 23,9%                                                   | 23,9%                                                   | 23,9%                                                   | 23,9%                                                   | 23,9%                                                   | 23,9%                                                   | 23,9%                                                   | 23,9%                                                   | 23,9%                                                   | 23,9%                                                   | 23,9%                                                   | 23,9%                                                   | 23,9%                                                   | 23,9%                                                   | 23,9%                                                   | 23,9%                                                   | 23,9%                                                   | 23,9%                                                   | 23,9%                                                   | 23,9%                                                   | 23,9%                                                   | 23,9%                                                   | 23,9%                                                   | 23,9%                                                   | 23,9%                                                   | 23,9%                                                   | 23,9%                                                   | 23,9%                                                   | 23,9%                                                   | 23,9%                                                   | 23,9%                                                   | 23,9%                                                   | 23,9%                                                   | 23,9%                                                   | 23,9%                                                   | 23,9%                                                   | 23,9%                                                   | 23,9%                                                   | 23,9%                                                   | 23,9%                                                   | 23,9%                                                   | 23,9%                                                   | 16%                                                     | 16%                                                     | 16%                                                     | 16%                                                     | 16%                                                     | 16%                                                     | 16%                                                     | 16%                                                     | 16%                                                     | 16%                                                     | 16%                                                     | 16%                                                     | 16%                                                     | 16%                                                     | 16%                                                     | 16%                                                     | 16%                                                     | 16%                                                     | 16%                                                     | 16%                                                     | 16%                                                     | 16%                                                     | 16%                                                     | 16%                                                     | 16%                                                     | 16%                                                     | 16%                                                     | 16%                                                     | 16%                                                     | 16%                                                     | 16%                                                     | 16%                                                     | 16%                                                     | 16%                                                     | 16%                                                     | 16%                                                     | 16%                                                     | 16%                                                     | 16%                                                     | 16%                                                     | 16%                                                     | 16%                                                     | 16%                                                     | 16%                                                     | 16%                                                     | 16%                                                     | 16%                                                     | 16%                                                     | 16%                                                     | 16%                                                     | 16%                                                     | 16%                                                     | 16%                                                     | 16%                                                     | 16%                                                     | 16%                                                     | 16%                                                     | 16%                                                     | 16%                                                     | 16%                                                     | 16%                                                     | 16%                                                     | 16%                                                     | 16%                                                     | 16%                                                     | 16%                                                     | 16%                                                     | 16%                                                     | 16%                                                     | 16%                                                     | 16%                                                     | 16%                                                     | 16%                                                     | 16%                                                     | 16%                                                     | 16%                                                     | 16%                                                     | 16%                                                     | 7,7%                                                    | 7,7%                                                    | 7,7%                                                    | 7,7%                                                    | 7,7%                                                    | 7,7%                                                    | 7,7%                                                    | 7,7%                                                    | 7,7%                                                    | 7,7%                                                    | 7,7%                                                    | 7,7%                                                    | 7,7%                                                    | 7,7%                                                    | 7,7%                                                    | 7,7%                                                    | 7,7%                                                    | 7,7%                                                    | 7,7%                                                    | 7,7%                                                    | 7,7%                                                    | 7,7%                                                    | 7,7%                                                    | 7,7%                                                    | 7,7%                                                    | 7,7%                                                    | 7,7%                                                    | 7,7%                                                    | 7,7%                                                    | 7,7%                                                    | 7,7%                                                    | 7,7%                                                    | 7,7%                                                    | 7,7%                                                    | 7,7%                                                    | 7,7%                                                    | 7,7%                                                    | 7,7%                                                    | 7,7%                                                    | 7,7%                                                    | 7,7%                                                    | 7,7%                                                    | 7,7%                                                    | 7,7%                                                    | 7,7%                                                    | 7,7%                                                    | 7,7%                                                    | 7,7%                                                    | 7,7%                                                    | 7,7%                                                    | 7,7%                                                    | 7,7%                                                    | 7,7%                                                    | 7,7%                                                    | 7,7%                                                    | 7,7%                                                    | 7,7%                                                    | 7,7%                                                    | 7,7%                                                    | 7,7%                                                    | 7,7%                                                    | 7,7%                                                    | 7,7%                                                    | 7,7%                                                    | 7,7%                                                    | 7,7%                                                    | 7,7%                                                    | 7,7%                                                    | 7,7%                                                    | 7,7%                                                    | 7,7%                                                    | 7,7%                                                    | 7,7%                                                    | 7,7%                                                    | 7,7%                                                    | 7,7%                                                    | 7,7%                                                    | 7,7%                                                    | -                                                       | -                                                       | -                                                       | -                                                       | -                                                       | -                                                       | -                                                       | -                                                       | -                                                       | -                                                       | -                                                       | -                                                       | -                                                       | -                                                       | -                                                       | -                                                       | -                                                       | -                                                       | -                                                       | -                                                       | -                                                       | -                                                       | -                                                       | -                                                       | -                                                       | -                                                       | -                                                       | -                                                       | -                                                       | -                                                       | -                                                       | -                                                       | -                                                       | -                                                       | -                                                       | -                                                       | -                                                       | -                                                       | -                                                       | -                                                       | -                                                       | -                                                       | -                                                       | -                                                       | -                                                       | -                                                       | -                                                       | -                                                       | -                                                       | -                                                       | -                                                       | -                                                       | -                                                       | -                                                       | -                                                       | -                                                       | -                                                       | -                                                       | -                                                       | -                                                       | -                                                       | -                                                       | -                                                       | -                                                       | -                                                       | -                                                       | -                                                       | -                                                       | -                                                       | -                                                       | -                                                       | -                                                       | -                                                       | -                                                       | -                                                       | -                                                       | -                                                       | -                                                       | 0,3%                                                    | 0,3%                                                    | 0,3%                                                    | 0,3%                                                    | 0,3%                                                    | 0,3%                                                    | 0,3%                                                    | 0,3%                                                    | 0,3%                                                    | 0,3%                                                    | 0,3%                                                    | 0,3%                                                    | 0,3%                                                    | 0,3%                                                    | 0,3%                                                    | 0,3%                                                    | 0,3%                                                    | 0,3%                                                    | 0,3%                                                    | 0,3%                                                    | 0,3%                                                    | 0,3%                                                    | 0,3%                                                    | 0,3%                                                    | 0,3%                                                    | 0,3%                                                    | 0,3%                                                    | 0,3%                                                    | 0,3%                                                    | 0,3%                                                    | 0,3%                                                    | 0,3%                                                    | 0,3%                                                    | 0,3%                                                    | 0,3%                                                    | 0,3%                                                    | 0,3%                                                    | 0,3%                                                    | 0,3%                                                    | 0,3%                                                    | 0,3%                                                    | 0,3%                                                    | 0,3%                                                    | 0,3%                                                    | 0,3%                                                    | 0,3%                                                    | 0,3%                                                    | 0,3%                                                    | 0,3%                                                    | 0,3%                                                    | 0,3%                                                    | 0,3%                                                    | 0,3%                                                    | 0,3%                                                    | 0,3%                                                    | 0,3%                                                    | 0,3%                                                    | 0,3%                                                    | 0,3%                                                    | 0,3%                                                    | 0,3%                                                    | 0,3%                                                    | 0,3%                                                    | 0,3%                                                    | 0,3%                                                    | 0,3%                                                    | 0,3%                                                    | 0,3%                                                    | 0,3%                                                    | 0,3%                                                    | 0,3%                                                    | 0,3%                                                    | 0,3%                                                    | 0,3%                                                    | 0,3%                                                    | 0,3%                                                    | 0,3%                                                    | 0,3%                                                    | -                                                       | -                                                       | -                                                       | -                                                       | -                                                       | -                                                       | -                                                       | -                                                       | -                                                       | -                                                       | -                                                       | -                                                       | -                                                       | -                                                       | -                                                       | -                                                       | -                                                       | -                                                       | -                                                       | -                                                       | -                                                       | -                                                       | -                                                       | -                                                       | -                                                       | -                                                       | -                                                       | -                                                       | -                                                       | -                                                       | -                                                       | -                                                       | -                                                       | -                                                       | -                                                       | -                                                       | -                                                       | -                                                       | -                                                       | -                                                       | -                                                       | -                                                       | -                                                       | -                                                       | -                                                       | -                                                       | -                                                       | -                                                       | -                                                       | -                                                       | -                                                       | -                                                       | -                                                       | -                                                       | -                                                       | -                                                       | -                                                       | -                                                       | -                                                       | -                                                       | -                                                       | -                                                       | -                                                       | -                                                       | -                                                       | -                                                       | -                                                       | -                                                       | -                                                       | -                                                       | -                                                       | -                                                       | -                                                       | -                                                       | -                                                       | -                                                       | -                                                       | -                                                       | 9,7%                                                    | 7,8%                                                    | 10,7%                                                   | ±4%                                                     |
| Agora Sei RN-03388/2024        | 20-22/Jul/2024           | 800         | 41,1%                                                   | 41,1%                                                   | 41,1%                                                   | 41,1%                                                   | 41,1%                                                   | 41,1%                                                   | 41,1%                                                   | 41,1%                                                   | 41,1%                                                   | 41,1%                                                   | 41,1%                                                   | 41,1%                                                   | 41,1%                                                   | 41,1%                                                   | 41,1%                                                   | 41,1%                                                   | 41,1%                                                   | 41,1%                                                   | 41,1%                                                   | 41,1%                                                   | 41,1%                                                   | 41,1%                                                   | 41,1%                                                   | 41,1%                                                   | 41,1%                                                   | 41,1%                                                   | 41,1%                                                   | 41,1%                                                   | 41,1%                                                   | 41,1%                                                   | 41,1%                                                   | 41,1%                                                   | 41,1%                                                   | 41,1%                                                   | 41,1%                                                   | 41,1%                                                   | 41,1%                                                   | 41,1%                                                   | 41,1%                                                   | 41,1%                                                   | 41,1%                                                   | 41,1%                                                   | 41,1%                                                   | 41,1%                                                   | 41,1%                                                   | 41,1%                                                   | 41,1%                                                   | 41,1%                                                   | 41,1%                                                   | 41,1%                                                   | 41,1%                                                   | 41,1%                                                   | 41,1%                                                   | 41,1%                                                   | 41,1%                                                   | 41,1%                                                   | 41,1%                                                   | 41,1%                                                   | 41,1%                                                   | 41,1%                                                   | 41,1%                                                   | 41,1%                                                   | 41,1%                                                   | 41,1%                                                   | 41,1%                                                   | 41,1%                                                   | 41,1%                                                   | 41,1%                                                   | 41,1%                                                   | 41,1%                                                   | 41,1%                                                   | 41,1%                                                   | 41,1%                                                   | 41,1%                                                   | 41,1%                                                   | 41,1%                                                   | 41,1%                                                   | 41,1%                                                   | 14,8%                                                   | 14,8%                                                   | 14,8%                                                   | 14,8%                                                   | 14,8%                                                   | 14,8%                                                   | 14,8%                                                   | 14,8%                                                   | 14,8%                                                   | 14,8%                                                   | 14,8%                                                   | 14,8%                                                   | 14,8%                                                   | 14,8%                                                   | 14,8%                                                   | 14,8%                                                   | 14,8%                                                   | 14,8%                                                   | 14,8%                                                   | 14,8%                                                   | 14,8%                                                   | 14,8%                                                   | 14,8%                                                   | 14,8%                                                   | 14,8%                                                   | 14,8%                                                   | 14,8%                                                   | 14,8%                                                   | 14,8%                                                   | 14,8%                                                   | 14,8%                                                   | 14,8%                                                   | 14,8%                                                   | 14,8%                                                   | 14,8%                                                   | 14,8%                                                   | 14,8%                                                   | 14,8%                                                   | 14,8%                                                   | 14,8%                                                   | 14,8%                                                   | 14,8%                                                   | 14,8%                                                   | 14,8%                                                   | 14,8%                                                   | 14,8%                                                   | 14,8%                                                   | 14,8%                                                   | 14,8%                                                   | 14,8%                                                   | 14,8%                                                   | 14,8%                                                   | 14,8%                                                   | 14,8%                                                   | 14,8%                                                   | 14,8%                                                   | 14,8%                                                   | 14,8%                                                   | 14,8%                                                   | 14,8%                                                   | 14,8%                                                   | 14,8%                                                   | 14,8%                                                   | 14,8%                                                   | 14,8%                                                   | 14,8%                                                   | 14,8%                                                   | 14,8%                                                   | 14,8%                                                   | 14,8%                                                   | 14,8%                                                   | 14,8%                                                   | 14,8%                                                   | 14,8%                                                   | 14,8%                                                   | 14,8%                                                   | 14,8%                                                   | 14,8%                                                   | 14,4%                                                   | 14,4%                                                   | 14,4%                                                   | 14,4%                                                   | 14,4%                                                   | 14,4%                                                   | 14,4%                                                   | 14,4%                                                   | 14,4%                                                   | 14,4%                                                   | 14,4%                                                   | 14,4%                                                   | 14,4%                                                   | 14,4%                                                   | 14,4%                                                   | 14,4%                                                   | 14,4%                                                   | 14,4%                                                   | 14,4%                                                   | 14,4%                                                   | 14,4%                                                   | 14,4%                                                   | 14,4%                                                   | 14,4%                                                   | 14,4%                                                   | 14,4%                                                   | 14,4%                                                   | 14,4%                                                   | 14,4%                                                   | 14,4%                                                   | 14,4%                                                   | 14,4%                                                   | 14,4%                                                   | 14,4%                                                   | 14,4%                                                   | 14,4%                                                   | 14,4%                                                   | 14,4%                                                   | 14,4%                                                   | 14,4%                                                   | 14,4%                                                   | 14,4%                                                   | 14,4%                                                   | 14,4%                                                   | 14,4%                                                   | 14,4%                                                   | 14,4%                                                   | 14,4%                                                   | 14,4%                                                   | 14,4%                                                   | 14,4%                                                   | 14,4%                                                   | 14,4%                                                   | 14,4%                                                   | 14,4%                                                   | 14,4%                                                   | 14,4%                                                   | 14,4%                                                   | 14,4%                                                   | 14,4%                                                   | 14,4%                                                   | 14,4%                                                   | 14,4%                                                   | 14,4%                                                   | 14,4%                                                   | 14,4%                                                   | 14,4%                                                   | 14,4%                                                   | 14,4%                                                   | 14,4%                                                   | 14,4%                                                   | 14,4%                                                   | 14,4%                                                   | 14,4%                                                   | 14,4%                                                   | 14,4%                                                   | 14,4%                                                   | 14,4%                                                   | 4,4%                                                    | 4,4%                                                    | 4,4%                                                    | 4,4%                                                    | 4,4%                                                    | 4,4%                                                    | 4,4%                                                    | 4,4%                                                    | 4,4%                                                    | 4,4%                                                    | 4,4%                                                    | 4,4%                                                    | 4,4%                                                    | 4,4%                                                    | 4,4%                                                    | 4,4%                                                    | 4,4%                                                    | 4,4%                                                    | 4,4%                                                    | 4,4%                                                    | 4,4%                                                    | 4,4%                                                    | 4,4%                                                    | 4,4%                                                    | 4,4%                                                    | 4,4%                                                    | 4,4%                                                    | 4,4%                                                    | 4,4%                                                    | 4,4%                                                    | 4,4%                                                    | 4,4%                                                    | 4,4%                                                    | 4,4%                                                    | 4,4%                                                    | 4,4%                                                    | 4,4%                                                    | 4,4%                                                    | 4,4%                                                    | 4,4%                                                    | 4,4%                                                    | 4,4%                                                    | 4,4%                                                    | 4,4%                                                    | 4,4%                                                    | 4,4%                                                    | 4,4%                                                    | 4,4%                                                    | 4,4%                                                    | 4,4%                                                    | 4,4%                                                    | 4,4%                                                    | 4,4%                                                    | 4,4%                                                    | 4,4%                                                    | 4,4%                                                    | 4,4%                                                    | 4,4%                                                    | 4,4%                                                    | 4,4%                                                    | 4,4%                                                    | 4,4%                                                    | 4,4%                                                    | 4,4%                                                    | 4,4%                                                    | 4,4%                                                    | 4,4%                                                    | 4,4%                                                    | 4,4%                                                    | 4,4%                                                    | 4,4%                                                    | 4,4%                                                    | 4,4%                                                    | 4,4%                                                    | 4,4%                                                    | 4,4%                                                    | 4,4%                                                    | 4,4%                                                    | 1,3%                                                    | 1,3%                                                    | 1,3%                                                    | 1,3%                                                    | 1,3%                                                    | 1,3%                                                    | 1,3%                                                    | 1,3%                                                    | 1,3%                                                    | 1,3%                                                    | 1,3%                                                    | 1,3%                                                    | 1,3%                                                    | 1,3%                                                    | 1,3%                                                    | 1,3%                                                    | 1,3%                                                    | 1,3%                                                    | 1,3%                                                    | 1,3%                                                    | 1,3%                                                    | 1,3%                                                    | 1,3%                                                    | 1,3%                                                    | 1,3%                                                    | 1,3%                                                    | 1,3%                                                    | 1,3%                                                    | 1,3%                                                    | 1,3%                                                    | 1,3%                                                    | 1,3%                                                    | 1,3%                                                    | 1,3%                                                    | 1,3%                                                    | 1,3%                                                    | 1,3%                                                    | 1,3%                                                    | 1,3%                                                    | 1,3%                                                    | 1,3%                                                    | 1,3%                                                    | 1,3%                                                    | 1,3%                                                    | 1,3%                                                    | 1,3%                                                    | 1,3%                                                    | 1,3%                                                    | 1,3%                                                    | 1,3%                                                    | 1,3%                                                    | 1,3%                                                    | 1,3%                                                    | 1,3%                                                    | 1,3%                                                    | 1,3%                                                    | 1,3%                                                    | 1,3%                                                    | 1,3%                                                    | 1,3%                                                    | 1,3%                                                    | 1,3%                                                    | 1,3%                                                    | 1,3%                                                    | 1,3%                                                    | 1,3%                                                    | 1,3%                                                    | 1,3%                                                    | 1,3%                                                    | 1,3%                                                    | 1,3%                                                    | 1,3%                                                    | 1,3%                                                    | 1,3%                                                    | 1,3%                                                    | 1,3%                                                    | 1,3%                                                    | 1,3%                                                    | 0,3%                                                    | 0,3%                                                    | 0,3%                                                    | 0,3%                                                    | 0,3%                                                    | 0,3%                                                    | 0,3%                                                    | 0,3%                                                    | 0,3%                                                    | 0,3%                                                    | 0,3%                                                    | 0,3%                                                    | 0,3%                                                    | 0,3%                                                    | 0,3%                                                    | 0,3%                                                    | 0,3%                                                    | 0,3%                                                    | 0,3%                                                    | 0,3%                                                    | 0,3%                                                    | 0,3%                                                    | 0,3%                                                    | 0,3%                                                    | 0,3%                                                    | 0,3%                                                    | 0,3%                                                    | 0,3%                                                    | 0,3%                                                    | 0,3%                                                    | 0,3%                                                    | 0,3%                                                    | 0,3%                                                    | 0,3%                                                    | 0,3%                                                    | 0,3%                                                    | 0,3%                                                    | 0,3%                                                    | 0,3%                                                    | 0,3%                                                    | 0,3%                                                    | 0,3%                                                    | 0,3%                                                    | 0,3%                                                    | 0,3%                                                    | 0,3%                                                    | 0,3%                                                    | 0,3%                                                    | 0,3%                                                    | 0,3%                                                    | 0,3%                                                    | 0,3%                                                    | 0,3%                                                    | 0,3%                                                    | 0,3%                                                    | 0,3%                                                    | 0,3%                                                    | 0,3%                                                    | 0,3%                                                    | 0,3%                                                    | 0,3%                                                    | 0,3%                                                    | 0,3%                                                    | 0,3%                                                    | 0,3%                                                    | 0,3%                                                    | 0,3%                                                    | 0,3%                                                    | 0,3%                                                    | 0,3%                                                    | 0,3%                                                    | 0,3%                                                    | 0,3%                                                    | 0,3%                                                    | 0,3%                                                    | 0,3%                                                    | 0,3%                                                    | 0,3%                                                    | 0,4%                                                    | 0,4%                                                    | 0,4%                                                    | 0,4%                                                    | 0,4%                                                    | 0,4%                                                    | 0,4%                                                    | 0,4%                                                    | 0,4%                                                    | 0,4%                                                    | 0,4%                                                    | 0,4%                                                    | 0,4%                                                    | 0,4%                                                    | 0,4%                                                    | 0,4%                                                    | 0,4%                                                    | 0,4%                                                    | 0,4%                                                    | 0,4%                                                    | 0,4%                                                    | 0,4%                                                    | 0,4%                                                    | 0,4%                                                    | 0,4%                                                    | 0,4%                                                    | 0,4%                                                    | 0,4%                                                    | 0,4%                                                    | 0,4%                                                    | 0,4%                                                    | 0,4%                                                    | 0,4%                                                    | 0,4%                                                    | 0,4%                                                    | 0,4%                                                    | 0,4%                                                    | 0,4%                                                    | 0,4%                                                    | 0,4%                                                    | 0,4%                                                    | 0,4%                                                    | 0,4%                                                    | 0,4%                                                    | 0,4%                                                    | 0,4%                                                    | 0,4%                                                    | 0,4%                                                    | 0,4%                                                    | 0,4%                                                    | 0,4%                                                    | 0,4%                                                    | 0,4%                                                    | 0,4%                                                    | 0,4%                                                    | 0,4%                                                    | 0,4%                                                    | 0,4%                                                    | 0,4%                                                    | 0,4%                                                    | 0,4%                                                    | 0,4%                                                    | 0,4%                                                    | 0,4%                                                    | 0,4%                                                    | 0,4%                                                    | 0,4%                                                    | 0,4%                                                    | 0,4%                                                    | 0,4%                                                    | 0,4%                                                    | 0,4%                                                    | 0,4%                                                    | 0,4%                                                    | 0,4%                                                    | 0,4%                                                    | 0,4%                                                    | 0,4%                                                    | 9,8%                                                    | 13,5%                                                   | 26,3%                                                   | ±3,4%                                                   |
| Exatus RN-07834/2024           | 12-13/Jul/2024           | 800         | 36,13%                                                  | 36,13%                                                  | 36,13%                                                  | 36,13%                                                  | 36,13%                                                  | 36,13%                                                  | 36,13%                                                  | 36,13%                                                  | 36,13%                                                  | 36,13%                                                  | 36,13%                                                  | 36,13%                                                  | 36,13%                                                  | 36,13%                                                  | 36,13%                                                  | 36,13%                                                  | 36,13%                                                  | 36,13%                                                  | 36,13%                                                  | 36,13%                                                  | 36,13%                                                  | 36,13%                                                  | 36,13%                                                  | 36,13%                                                  | 36,13%                                                  | 36,13%                                                  | 36,13%                                                  | 36,13%                                                  | 36,13%                                                  | 36,13%                                                  | 36,13%                                                  | 36,13%                                                  | 36,13%                                                  | 36,13%                                                  | 36,13%                                                  | 36,13%                                                  | 36,13%                                                  | 36,13%                                                  | 36,13%                                                  | 36,13%                                                  | 36,13%                                                  | 36,13%                                                  | 36,13%                                                  | 36,13%                                                  | 36,13%                                                  | 36,13%                                                  | 36,13%                                                  | 36,13%                                                  | 36,13%                                                  | 36,13%                                                  | 36,13%                                                  | 36,13%                                                  | 36,13%                                                  | 36,13%                                                  | 36,13%                                                  | 36,13%                                                  | 36,13%                                                  | 36,13%                                                  | 36,13%                                                  | 36,13%                                                  | 36,13%                                                  | 36,13%                                                  | 36,13%                                                  | 36,13%                                                  | 36,13%                                                  | 36,13%                                                  | 36,13%                                                  | 36,13%                                                  | 36,13%                                                  | 36,13%                                                  | 36,13%                                                  | 36,13%                                                  | 36,13%                                                  | 36,13%                                                  | 36,13%                                                  | 36,13%                                                  | 36,13%                                                  | 36,13%                                                  | 19%                                                     | 19%                                                     | 19%                                                     | 19%                                                     | 19%                                                     | 19%                                                     | 19%                                                     | 19%                                                     | 19%                                                     | 19%                                                     | 19%                                                     | 19%                                                     | 19%                                                     | 19%                                                     | 19%                                                     | 19%                                                     | 19%                                                     | 19%                                                     | 19%                                                     | 19%                                                     | 19%                                                     | 19%                                                     | 19%                                                     | 19%                                                     | 19%                                                     | 19%                                                     | 19%                                                     | 19%                                                     | 19%                                                     | 19%                                                     | 19%                                                     | 19%                                                     | 19%                                                     | 19%                                                     | 19%                                                     | 19%                                                     | 19%                                                     | 19%                                                     | 19%                                                     | 19%                                                     | 19%                                                     | 19%                                                     | 19%                                                     | 19%                                                     | 19%                                                     | 19%                                                     | 19%                                                     | 19%                                                     | 19%                                                     | 19%                                                     | 19%                                                     | 19%                                                     | 19%                                                     | 19%                                                     | 19%                                                     | 19%                                                     | 19%                                                     | 19%                                                     | 19%                                                     | 19%                                                     | 19%                                                     | 19%                                                     | 19%                                                     | 19%                                                     | 19%                                                     | 19%                                                     | 19%                                                     | 19%                                                     | 19%                                                     | 19%                                                     | 19%                                                     | 19%                                                     | 19%                                                     | 19%                                                     | 19%                                                     | 19%                                                     | 19%                                                     | 19%                                                     | 12,38%                                                  | 12,38%                                                  | 12,38%                                                  | 12,38%                                                  | 12,38%                                                  | 12,38%                                                  | 12,38%                                                  | 12,38%                                                  | 12,38%                                                  | 12,38%                                                  | 12,38%                                                  | 12,38%                                                  | 12,38%                                                  | 12,38%                                                  | 12,38%                                                  | 12,38%                                                  | 12,38%                                                  | 12,38%                                                  | 12,38%                                                  | 12,38%                                                  | 12,38%                                                  | 12,38%                                                  | 12,38%                                                  | 12,38%                                                  | 12,38%                                                  | 12,38%                                                  | 12,38%                                                  | 12,38%                                                  | 12,38%                                                  | 12,38%                                                  | 12,38%                                                  | 12,38%                                                  | 12,38%                                                  | 12,38%                                                  | 12,38%                                                  | 12,38%                                                  | 12,38%                                                  | 12,38%                                                  | 12,38%                                                  | 12,38%                                                  | 12,38%                                                  | 12,38%                                                  | 12,38%                                                  | 12,38%                                                  | 12,38%                                                  | 12,38%                                                  | 12,38%                                                  | 12,38%                                                  | 12,38%                                                  | 12,38%                                                  | 12,38%                                                  | 12,38%                                                  | 12,38%                                                  | 12,38%                                                  | 12,38%                                                  | 12,38%                                                  | 12,38%                                                  | 12,38%                                                  | 12,38%                                                  | 12,38%                                                  | 12,38%                                                  | 12,38%                                                  | 12,38%                                                  | 12,38%                                                  | 12,38%                                                  | 12,38%                                                  | 12,38%                                                  | 12,38%                                                  | 12,38%                                                  | 12,38%                                                  | 12,38%                                                  | 12,38%                                                  | 12,38%                                                  | 12,38%                                                  | 12,38%                                                  | 12,38%                                                  | 12,38%                                                  | 12,38%                                                  | 5,13%                                                   | 5,13%                                                   | 5,13%                                                   | 5,13%                                                   | 5,13%                                                   | 5,13%                                                   | 5,13%                                                   | 5,13%                                                   | 5,13%                                                   | 5,13%                                                   | 5,13%                                                   | 5,13%                                                   | 5,13%                                                   | 5,13%                                                   | 5,13%                                                   | 5,13%                                                   | 5,13%                                                   | 5,13%                                                   | 5,13%                                                   | 5,13%                                                   | 5,13%                                                   | 5,13%                                                   | 5,13%                                                   | 5,13%                                                   | 5,13%                                                   | 5,13%                                                   | 5,13%                                                   | 5,13%                                                   | 5,13%                                                   | 5,13%                                                   | 5,13%                                                   | 5,13%                                                   | 5,13%                                                   | 5,13%                                                   | 5,13%                                                   | 5,13%                                                   | 5,13%                                                   | 5,13%                                                   | 5,13%                                                   | 5,13%                                                   | 5,13%                                                   | 5,13%                                                   | 5,13%                                                   | 5,13%                                                   | 5,13%                                                   | 5,13%                                                   | 5,13%                                                   | 5,13%                                                   | 5,13%                                                   | 5,13%                                                   | 5,13%                                                   | 5,13%                                                   | 5,13%                                                   | 5,13%                                                   | 5,13%                                                   | 5,13%                                                   | 5,13%                                                   | 5,13%                                                   | 5,13%                                                   | 5,13%                                                   | 5,13%                                                   | 5,13%                                                   | 5,13%                                                   | 5,13%                                                   | 5,13%                                                   | 5,13%                                                   | 5,13%                                                   | 5,13%                                                   | 5,13%                                                   | 5,13%                                                   | 5,13%                                                   | 5,13%                                                   | 5,13%                                                   | 5,13%                                                   | 5,13%                                                   | 5,13%                                                   | 5,13%                                                   | 5,13%                                                   | -                                                       | -                                                       | -                                                       | -                                                       | -                                                       | -                                                       | -                                                       | -                                                       | -                                                       | -                                                       | -                                                       | -                                                       | -                                                       | -                                                       | -                                                       | -                                                       | -                                                       | -                                                       | -                                                       | -                                                       | -                                                       | -                                                       | -                                                       | -                                                       | -                                                       | -                                                       | -                                                       | -                                                       | -                                                       | -                                                       | -                                                       | -                                                       | -                                                       | -                                                       | -                                                       | -                                                       | -                                                       | -                                                       | -                                                       | -                                                       | -                                                       | -                                                       | -                                                       | -                                                       | -                                                       | -                                                       | -                                                       | -                                                       | -                                                       | -                                                       | -                                                       | -                                                       | -                                                       | -                                                       | -                                                       | -                                                       | -                                                       | -                                                       | -                                                       | -                                                       | -                                                       | -                                                       | -                                                       | -                                                       | -                                                       | -                                                       | -                                                       | -                                                       | -                                                       | -                                                       | -                                                       | -                                                       | -                                                       | -                                                       | -                                                       | -                                                       | -                                                       | -                                                       | -                                                       | -                                                       | -                                                       | -                                                       | -                                                       | -                                                       | -                                                       | -                                                       | -                                                       | -                                                       | -                                                       | -                                                       | -                                                       | -                                                       | -                                                       | -                                                       | -                                                       | -                                                       | -                                                       | -                                                       | -                                                       | -                                                       | -                                                       | -                                                       | -                                                       | -                                                       | -                                                       | -                                                       | -                                                       | -                                                       | -                                                       | -                                                       | -                                                       | -                                                       | -                                                       | -                                                       | -                                                       | -                                                       | -                                                       | -                                                       | -                                                       | -                                                       | -                                                       | -                                                       | -                                                       | -                                                       | -                                                       | -                                                       | -                                                       | -                                                       | -                                                       | -                                                       | -                                                       | -                                                       | -                                                       | -                                                       | -                                                       | -                                                       | -                                                       | -                                                       | -                                                       | -                                                       | -                                                       | -                                                       | -                                                       | -                                                       | -                                                       | -                                                       | -                                                       | -                                                       | -                                                       | -                                                       | -                                                       | -                                                       | -                                                       | -                                                       | -                                                       | -                                                       | -                                                       | -                                                       | -                                                       | -                                                       | -                                                       | -                                                       | -                                                       | -                                                       | -                                                       | -                                                       | -                                                       | -                                                       | -                                                       | -                                                       | -                                                       | -                                                       | -                                                       | -                                                       | -                                                       | -                                                       | -                                                       | -                                                       | -                                                       | -                                                       | -                                                       | -                                                       | -                                                       | -                                                       | -                                                       | -                                                       | -                                                       | -                                                       | -                                                       | -                                                       | -                                                       | -                                                       | -                                                       | -                                                       | -                                                       | -                                                       | -                                                       | -                                                       | -                                                       | -                                                       | -                                                       | -                                                       | -                                                       | -                                                       | -                                                       | -                                                       | -                                                       | -                                                       | -                                                       | -                                                       | -                                                       | -                                                       | -                                                       | -                                                       | -                                                       | -                                                       | -                                                       | -                                                       | -                                                       | -                                                       | -                                                       | -                                                       | -                                                       | -                                                       | -                                                       | -                                                       | -                                                       | -                                                       | -                                                       | -                                                       | -                                                       | -                                                       | -                                                       | -                                                       | Não consta                                              | Não consta                                              | 17,13%                                                  | ±3,46%                                                  |
| Instituto Seta RN-04797/2024   | 11-13/Jul/2024           | 1.800       | 35,6%                                                   | 35,6%                                                   | 35,6%                                                   | 35,6%                                                   | 35,6%                                                   | 35,6%                                                   | 35,6%                                                   | 35,6%                                                   | 35,6%                                                   | 35,6%                                                   | 35,6%                                                   | 35,6%                                                   | 35,6%                                                   | 35,6%                                                   | 35,6%                                                   | 35,6%                                                   | 35,6%                                                   | 35,6%                                                   | 35,6%                                                   | 35,6%                                                   | 35,6%                                                   | 35,6%                                                   | 35,6%                                                   | 35,6%                                                   | 35,6%                                                   | 35,6%                                                   | 35,6%                                                   | 35,6%                                                   | 35,6%                                                   | 35,6%                                                   | 35,6%                                                   | 35,6%                                                   | 35,6%                                                   | 35,6%                                                   | 35,6%                                                   | 35,6%                                                   | 35,6%                                                   | 35,6%                                                   | 35,6%                                                   | 35,6%                                                   | 35,6%                                                   | 35,6%                                                   | 35,6%                                                   | 35,6%                                                   | 35,6%                                                   | 35,6%                                                   | 35,6%                                                   | 35,6%                                                   | 35,6%                                                   | 35,6%                                                   | 35,6%                                                   | 35,6%                                                   | 35,6%                                                   | 35,6%                                                   | 35,6%                                                   | 35,6%                                                   | 35,6%                                                   | 35,6%                                                   | 35,6%                                                   | 35,6%                                                   | 35,6%                                                   | 35,6%                                                   | 35,6%                                                   | 35,6%                                                   | 35,6%                                                   | 35,6%                                                   | 35,6%                                                   | 35,6%                                                   | 35,6%                                                   | 35,6%                                                   | 35,6%                                                   | 35,6%                                                   | 35,6%                                                   | 35,6%                                                   | 35,6%                                                   | 35,6%                                                   | 35,6%                                                   | 35,6%                                                   | 20%                                                     | 20%                                                     | 20%                                                     | 20%                                                     | 20%                                                     | 20%                                                     | 20%                                                     | 20%                                                     | 20%                                                     | 20%                                                     | 20%                                                     | 20%                                                     | 20%                                                     | 20%                                                     | 20%                                                     | 20%                                                     | 20%                                                     | 20%                                                     | 20%                                                     | 20%                                                     | 20%                                                     | 20%                                                     | 20%                                                     | 20%                                                     | 20%                                                     | 20%                                                     | 20%                                                     | 20%                                                     | 20%                                                     | 20%                                                     | 20%                                                     | 20%                                                     | 20%                                                     | 20%                                                     | 20%                                                     | 20%                                                     | 20%                                                     | 20%                                                     | 20%                                                     | 20%                                                     | 20%                                                     | 20%                                                     | 20%                                                     | 20%                                                     | 20%                                                     | 20%                                                     | 20%                                                     | 20%                                                     | 20%                                                     | 20%                                                     | 20%                                                     | 20%                                                     | 20%                                                     | 20%                                                     | 20%                                                     | 20%                                                     | 20%                                                     | 20%                                                     | 20%                                                     | 20%                                                     | 20%                                                     | 20%                                                     | 20%                                                     | 20%                                                     | 20%                                                     | 20%                                                     | 20%                                                     | 20%                                                     | 20%                                                     | 20%                                                     | 20%                                                     | 20%                                                     | 20%                                                     | 20%                                                     | 20%                                                     | 20%                                                     | 20%                                                     | 20%                                                     | 15,3%                                                   | 15,3%                                                   | 15,3%                                                   | 15,3%                                                   | 15,3%                                                   | 15,3%                                                   | 15,3%                                                   | 15,3%                                                   | 15,3%                                                   | 15,3%                                                   | 15,3%                                                   | 15,3%                                                   | 15,3%                                                   | 15,3%                                                   | 15,3%                                                   | 15,3%                                                   | 15,3%                                                   | 15,3%                                                   | 15,3%                                                   | 15,3%                                                   | 15,3%                                                   | 15,3%                                                   | 15,3%                                                   | 15,3%                                                   | 15,3%                                                   | 15,3%                                                   | 15,3%                                                   | 15,3%                                                   | 15,3%                                                   | 15,3%                                                   | 15,3%                                                   | 15,3%                                                   | 15,3%                                                   | 15,3%                                                   | 15,3%                                                   | 15,3%                                                   | 15,3%                                                   | 15,3%                                                   | 15,3%                                                   | 15,3%                                                   | 15,3%                                                   | 15,3%                                                   | 15,3%                                                   | 15,3%                                                   | 15,3%                                                   | 15,3%                                                   | 15,3%                                                   | 15,3%                                                   | 15,3%                                                   | 15,3%                                                   | 15,3%                                                   | 15,3%                                                   | 15,3%                                                   | 15,3%                                                   | 15,3%                                                   | 15,3%                                                   | 15,3%                                                   | 15,3%                                                   | 15,3%                                                   | 15,3%                                                   | 15,3%                                                   | 15,3%                                                   | 15,3%                                                   | 15,3%                                                   | 15,3%                                                   | 15,3%                                                   | 15,3%                                                   | 15,3%                                                   | 15,3%                                                   | 15,3%                                                   | 15,3%                                                   | 15,3%                                                   | 15,3%                                                   | 15,3%                                                   | 15,3%                                                   | 15,3%                                                   | 15,3%                                                   | 15,3%                                                   | 1,8%                                                    | 1,8%                                                    | 1,8%                                                    | 1,8%                                                    | 1,8%                                                    | 1,8%                                                    | 1,8%                                                    | 1,8%                                                    | 1,8%                                                    | 1,8%                                                    | 1,8%                                                    | 1,8%                                                    | 1,8%                                                    | 1,8%                                                    | 1,8%                                                    | 1,8%                                                    | 1,8%                                                    | 1,8%                                                    | 1,8%                                                    | 1,8%                                                    | 1,8%                                                    | 1,8%                                                    | 1,8%                                                    | 1,8%                                                    | 1,8%                                                    | 1,8%                                                    | 1,8%                                                    | 1,8%                                                    | 1,8%                                                    | 1,8%                                                    | 1,8%                                                    | 1,8%                                                    | 1,8%                                                    | 1,8%                                                    | 1,8%                                                    | 1,8%                                                    | 1,8%                                                    | 1,8%                                                    | 1,8%                                                    | 1,8%                                                    | 1,8%                                                    | 1,8%                                                    | 1,8%                                                    | 1,8%                                                    | 1,8%                                                    | 1,8%                                                    | 1,8%                                                    | 1,8%                                                    | 1,8%                                                    | 1,8%                                                    | 1,8%                                                    | 1,8%                                                    | 1,8%                                                    | 1,8%                                                    | 1,8%                                                    | 1,8%                                                    | 1,8%                                                    | 1,8%                                                    | 1,8%                                                    | 1,8%                                                    | 1,8%                                                    | 1,8%                                                    | 1,8%                                                    | 1,8%                                                    | 1,8%                                                    | 1,8%                                                    | 1,8%                                                    | 1,8%                                                    | 1,8%                                                    | 1,8%                                                    | 1,8%                                                    | 1,8%                                                    | 1,8%                                                    | 1,8%                                                    | 1,8%                                                    | 1,8%                                                    | 1,8%                                                    | 1,8%                                                    | 1,2%                                                    | 1,2%                                                    | 1,2%                                                    | 1,2%                                                    | 1,2%                                                    | 1,2%                                                    | 1,2%                                                    | 1,2%                                                    | 1,2%                                                    | 1,2%                                                    | 1,2%                                                    | 1,2%                                                    | 1,2%                                                    | 1,2%                                                    | 1,2%                                                    | 1,2%                                                    | 1,2%                                                    | 1,2%                                                    | 1,2%                                                    | 1,2%                                                    | 1,2%                                                    | 1,2%                                                    | 1,2%                                                    | 1,2%                                                    | 1,2%                                                    | 1,2%                                                    | 1,2%                                                    | 1,2%                                                    | 1,2%                                                    | 1,2%                                                    | 1,2%                                                    | 1,2%                                                    | 1,2%                                                    | 1,2%                                                    | 1,2%                                                    | 1,2%                                                    | 1,2%                                                    | 1,2%                                                    | 1,2%                                                    | 1,2%                                                    | 1,2%                                                    | 1,2%                                                    | 1,2%                                                    | 1,2%                                                    | 1,2%                                                    | 1,2%                                                    | 1,2%                                                    | 1,2%                                                    | 1,2%                                                    | 1,2%                                                    | 1,2%                                                    | 1,2%                                                    | 1,2%                                                    | 1,2%                                                    | 1,2%                                                    | 1,2%                                                    | 1,2%                                                    | 1,2%                                                    | 1,2%                                                    | 1,2%                                                    | 1,2%                                                    | 1,2%                                                    | 1,2%                                                    | 1,2%                                                    | 1,2%                                                    | 1,2%                                                    | 1,2%                                                    | 1,2%                                                    | 1,2%                                                    | 1,2%                                                    | 1,2%                                                    | 1,2%                                                    | 1,2%                                                    | 1,2%                                                    | 1,2%                                                    | 1,2%                                                    | 1,2%                                                    | 1,2%                                                    | 1,1%                                                    | 1,1%                                                    | 1,1%                                                    | 1,1%                                                    | 1,1%                                                    | 1,1%                                                    | 1,1%                                                    | 1,1%                                                    | 1,1%                                                    | 1,1%                                                    | 1,1%                                                    | 1,1%                                                    | 1,1%                                                    | 1,1%                                                    | 1,1%                                                    | 1,1%                                                    | 1,1%                                                    | 1,1%                                                    | 1,1%                                                    | 1,1%                                                    | 1,1%                                                    | 1,1%                                                    | 1,1%                                                    | 1,1%                                                    | 1,1%                                                    | 1,1%                                                    | 1,1%                                                    | 1,1%                                                    | 1,1%                                                    | 1,1%                                                    | 1,1%                                                    | 1,1%                                                    | 1,1%                                                    | 1,1%                                                    | 1,1%                                                    | 1,1%                                                    | 1,1%                                                    | 1,1%                                                    | 1,1%                                                    | 1,1%                                                    | 1,1%                                                    | 1,1%                                                    | 1,1%                                                    | 1,1%                                                    | 1,1%                                                    | 1,1%                                                    | 1,1%                                                    | 1,1%                                                    | 1,1%                                                    | 1,1%                                                    | 1,1%                                                    | 1,1%                                                    | 1,1%                                                    | 1,1%                                                    | 1,1%                                                    | 1,1%                                                    | 1,1%                                                    | 1,1%                                                    | 1,1%                                                    | 1,1%                                                    | 1,1%                                                    | 1,1%                                                    | 1,1%                                                    | 1,1%                                                    | 1,1%                                                    | 1,1%                                                    | 1,1%                                                    | 1,1%                                                    | 1,1%                                                    | 1,1%                                                    | 1,1%                                                    | 1,1%                                                    | 1,1%                                                    | 1,1%                                                    | 1,1%                                                    | 1,1%                                                    | 1,1%                                                    | 1,1%                                                    | 0,2%                                                    | 0,2%                                                    | 0,2%                                                    | 0,2%                                                    | 0,2%                                                    | 0,2%                                                    | 0,2%                                                    | 0,2%                                                    | 0,2%                                                    | 0,2%                                                    | 0,2%                                                    | 0,2%                                                    | 0,2%                                                    | 0,2%                                                    | 0,2%                                                    | 0,2%                                                    | 0,2%                                                    | 0,2%                                                    | 0,2%                                                    | 0,2%                                                    | 0,2%                                                    | 0,2%                                                    | 0,2%                                                    | 0,2%                                                    | 0,2%                                                    | 0,2%                                                    | 0,2%                                                    | 0,2%                                                    | 0,2%                                                    | 0,2%                                                    | 0,2%                                                    | 0,2%                                                    | 0,2%                                                    | 0,2%                                                    | 0,2%                                                    | 0,2%                                                    | 0,2%                                                    | 0,2%                                                    | 0,2%                                                    | 0,2%                                                    | 0,2%                                                    | 0,2%                                                    | 0,2%                                                    | 0,2%                                                    | 0,2%                                                    | 0,2%                                                    | 0,2%                                                    | 0,2%                                                    | 0,2%                                                    | 0,2%                                                    | 0,2%                                                    | 0,2%                                                    | 0,2%                                                    | 0,2%                                                    | 0,2%                                                    | 0,2%                                                    | 0,2%                                                    | 0,2%                                                    | 0,2%                                                    | 0,2%                                                    | 0,2%                                                    | 0,2%                                                    | 0,2%                                                    | 0,2%                                                    | 0,2%                                                    | 0,2%                                                    | 0,2%                                                    | 0,2%                                                    | 0,2%                                                    | 0,2%                                                    | 0,2%                                                    | 0,2%                                                    | 0,2%                                                    | 0,2%                                                    | 0,2%                                                    | 0,2%                                                    | 0,2%                                                    | 0,2%                                                    | 16,2%                                                   | 8,7%                                                    | 15,6%                                                   | ±2,4%                                                   |
| Marca Pesquisas RN-07322/2024  | 28/Jun/2024 a 4/Jul/2024 | 785         | 38,41%                                                  | 38,41%                                                  | 38,41%                                                  | 38,41%                                                  | 38,41%                                                  | 38,41%                                                  | 38,41%                                                  | 38,41%                                                  | 38,41%                                                  | 38,41%                                                  | 38,41%                                                  | 38,41%                                                  | 38,41%                                                  | 38,41%                                                  | 38,41%                                                  | 38,41%                                                  | 38,41%                                                  | 38,41%                                                  | 38,41%                                                  | 38,41%                                                  | 38,41%                                                  | 38,41%                                                  | 38,41%                                                  | 38,41%                                                  | 38,41%                                                  | 38,41%                                                  | 38,41%                                                  | 38,41%                                                  | 38,41%                                                  | 38,41%                                                  | 38,41%                                                  | 38,41%                                                  | 38,41%                                                  | 38,41%                                                  | 38,41%                                                  | 38,41%                                                  | 38,41%                                                  | 38,41%                                                  | 38,41%                                                  | 38,41%                                                  | 38,41%                                                  | 38,41%                                                  | 38,41%                                                  | 38,41%                                                  | 38,41%                                                  | 38,41%                                                  | 38,41%                                                  | 38,41%                                                  | 38,41%                                                  | 38,41%                                                  | 38,41%                                                  | 38,41%                                                  | 38,41%                                                  | 38,41%                                                  | 38,41%                                                  | 38,41%                                                  | 38,41%                                                  | 38,41%                                                  | 38,41%                                                  | 38,41%                                                  | 38,41%                                                  | 38,41%                                                  | 38,41%                                                  | 38,41%                                                  | 38,41%                                                  | 38,41%                                                  | 38,41%                                                  | 38,41%                                                  | 38,41%                                                  | 38,41%                                                  | 38,41%                                                  | 38,41%                                                  | 38,41%                                                  | 38,41%                                                  | 38,41%                                                  | 38,41%                                                  | 38,41%                                                  | 38,41%                                                  | 14,88%                                                  | 14,88%                                                  | 14,88%                                                  | 14,88%                                                  | 14,88%                                                  | 14,88%                                                  | 14,88%                                                  | 14,88%                                                  | 14,88%                                                  | 14,88%                                                  | 14,88%                                                  | 14,88%                                                  | 14,88%                                                  | 14,88%                                                  | 14,88%                                                  | 14,88%                                                  | 14,88%                                                  | 14,88%                                                  | 14,88%                                                  | 14,88%                                                  | 14,88%                                                  | 14,88%                                                  | 14,88%                                                  | 14,88%                                                  | 14,88%                                                  | 14,88%                                                  | 14,88%                                                  | 14,88%                                                  | 14,88%                                                  | 14,88%                                                  | 14,88%                                                  | 14,88%                                                  | 14,88%                                                  | 14,88%                                                  | 14,88%                                                  | 14,88%                                                  | 14,88%                                                  | 14,88%                                                  | 14,88%                                                  | 14,88%                                                  | 14,88%                                                  | 14,88%                                                  | 14,88%                                                  | 14,88%                                                  | 14,88%                                                  | 14,88%                                                  | 14,88%                                                  | 14,88%                                                  | 14,88%                                                  | 14,88%                                                  | 14,88%                                                  | 14,88%                                                  | 14,88%                                                  | 14,88%                                                  | 14,88%                                                  | 14,88%                                                  | 14,88%                                                  | 14,88%                                                  | 14,88%                                                  | 14,88%                                                  | 14,88%                                                  | 14,88%                                                  | 14,88%                                                  | 14,88%                                                  | 14,88%                                                  | 14,88%                                                  | 14,88%                                                  | 14,88%                                                  | 14,88%                                                  | 14,88%                                                  | 14,88%                                                  | 14,88%                                                  | 14,88%                                                  | 14,88%                                                  | 14,88%                                                  | 14,88%                                                  | 14,88%                                                  | 14,88%                                                  | 13,66%                                                  | 13,66%                                                  | 13,66%                                                  | 13,66%                                                  | 13,66%                                                  | 13,66%                                                  | 13,66%                                                  | 13,66%                                                  | 13,66%                                                  | 13,66%                                                  | 13,66%                                                  | 13,66%                                                  | 13,66%                                                  | 13,66%                                                  | 13,66%                                                  | 13,66%                                                  | 13,66%                                                  | 13,66%                                                  | 13,66%                                                  | 13,66%                                                  | 13,66%                                                  | 13,66%                                                  | 13,66%                                                  | 13,66%                                                  | 13,66%                                                  | 13,66%                                                  | 13,66%                                                  | 13,66%                                                  | 13,66%                                                  | 13,66%                                                  | 13,66%                                                  | 13,66%                                                  | 13,66%                                                  | 13,66%                                                  | 13,66%                                                  | 13,66%                                                  | 13,66%                                                  | 13,66%                                                  | 13,66%                                                  | 13,66%                                                  | 13,66%                                                  | 13,66%                                                  | 13,66%                                                  | 13,66%                                                  | 13,66%                                                  | 13,66%                                                  | 13,66%                                                  | 13,66%                                                  | 13,66%                                                  | 13,66%                                                  | 13,66%                                                  | 13,66%                                                  | 13,66%                                                  | 13,66%                                                  | 13,66%                                                  | 13,66%                                                  | 13,66%                                                  | 13,66%                                                  | 13,66%                                                  | 13,66%                                                  | 13,66%                                                  | 13,66%                                                  | 13,66%                                                  | 13,66%                                                  | 13,66%                                                  | 13,66%                                                  | 13,66%                                                  | 13,66%                                                  | 13,66%                                                  | 13,66%                                                  | 13,66%                                                  | 13,66%                                                  | 13,66%                                                  | 13,66%                                                  | 13,66%                                                  | 13,66%                                                  | 13,66%                                                  | 13,66%                                                  | 6,10%                                                   | 6,10%                                                   | 6,10%                                                   | 6,10%                                                   | 6,10%                                                   | 6,10%                                                   | 6,10%                                                   | 6,10%                                                   | 6,10%                                                   | 6,10%                                                   | 6,10%                                                   | 6,10%                                                   | 6,10%                                                   | 6,10%                                                   | 6,10%                                                   | 6,10%                                                   | 6,10%                                                   | 6,10%                                                   | 6,10%                                                   | 6,10%                                                   | 6,10%                                                   | 6,10%                                                   | 6,10%                                                   | 6,10%                                                   | 6,10%                                                   | 6,10%                                                   | 6,10%                                                   | 6,10%                                                   | 6,10%                                                   | 6,10%                                                   | 6,10%                                                   | 6,10%                                                   | 6,10%                                                   | 6,10%                                                   | 6,10%                                                   | 6,10%                                                   | 6,10%                                                   | 6,10%                                                   | 6,10%                                                   | 6,10%                                                   | 6,10%                                                   | 6,10%                                                   | 6,10%                                                   | 6,10%                                                   | 6,10%                                                   | 6,10%                                                   | 6,10%                                                   | 6,10%                                                   | 6,10%                                                   | 6,10%                                                   | 6,10%                                                   | 6,10%                                                   | 6,10%                                                   | 6,10%                                                   | 6,10%                                                   | 6,10%                                                   | 6,10%                                                   | 6,10%                                                   | 6,10%                                                   | 6,10%                                                   | 6,10%                                                   | 6,10%                                                   | 6,10%                                                   | 6,10%                                                   | 6,10%                                                   | 6,10%                                                   | 6,10%                                                   | 6,10%                                                   | 6,10%                                                   | 6,10%                                                   | 6,10%                                                   | 6,10%                                                   | 6,10%                                                   | 6,10%                                                   | 6,10%                                                   | 6,10%                                                   | 6,10%                                                   | 6,10%                                                   | -                                                       | -                                                       | -                                                       | -                                                       | -                                                       | -                                                       | -                                                       | -                                                       | -                                                       | -                                                       | -                                                       | -                                                       | -                                                       | -                                                       | -                                                       | -                                                       | -                                                       | -                                                       | -                                                       | -                                                       | -                                                       | -                                                       | -                                                       | -                                                       | -                                                       | -                                                       | -                                                       | -                                                       | -                                                       | -                                                       | -                                                       | -                                                       | -                                                       | -                                                       | -                                                       | -                                                       | -                                                       | -                                                       | -                                                       | -                                                       | -                                                       | -                                                       | -                                                       | -                                                       | -                                                       | -                                                       | -                                                       | -                                                       | -                                                       | -                                                       | -                                                       | -                                                       | -                                                       | -                                                       | -                                                       | -                                                       | -                                                       | -                                                       | -                                                       | -                                                       | -                                                       | -                                                       | -                                                       | -                                                       | -                                                       | -                                                       | -                                                       | -                                                       | -                                                       | -                                                       | -                                                       | -                                                       | -                                                       | -                                                       | -                                                       | -                                                       | -                                                       | -                                                       | -                                                       | -                                                       | -                                                       | -                                                       | -                                                       | -                                                       | -                                                       | -                                                       | -                                                       | -                                                       | -                                                       | -                                                       | -                                                       | -                                                       | -                                                       | -                                                       | -                                                       | -                                                       | -                                                       | -                                                       | -                                                       | -                                                       | -                                                       | -                                                       | -                                                       | -                                                       | -                                                       | -                                                       | -                                                       | -                                                       | -                                                       | -                                                       | -                                                       | -                                                       | -                                                       | -                                                       | -                                                       | -                                                       | -                                                       | -                                                       | -                                                       | -                                                       | -                                                       | -                                                       | -                                                       | -                                                       | -                                                       | -                                                       | -                                                       | -                                                       | -                                                       | -                                                       | -                                                       | -                                                       | -                                                       | -                                                       | -                                                       | -                                                       | -                                                       | -                                                       | -                                                       | -                                                       | -                                                       | -                                                       | -                                                       | -                                                       | -                                                       | -                                                       | -                                                       | -                                                       | -                                                       | -                                                       | -                                                       | -                                                       | -                                                       | -                                                       | -                                                       | -                                                       | -                                                       | -                                                       | -                                                       | -                                                       | -                                                       | -                                                       | -                                                       | -                                                       | -                                                       | -                                                       | -                                                       | -                                                       | -                                                       | -                                                       | -                                                       | -                                                       | -                                                       | -                                                       | -                                                       | -                                                       | -                                                       | -                                                       | -                                                       | -                                                       | -                                                       | -                                                       | -                                                       | -                                                       | -                                                       | -                                                       | -                                                       | -                                                       | -                                                       | -                                                       | -                                                       | -                                                       | -                                                       | -                                                       | -                                                       | -                                                       | -                                                       | -                                                       | -                                                       | -                                                       | -                                                       | -                                                       | -                                                       | -                                                       | -                                                       | -                                                       | -                                                       | -                                                       | -                                                       | -                                                       | -                                                       | -                                                       | -                                                       | -                                                       | -                                                       | -                                                       | -                                                       | -                                                       | -                                                       | -                                                       | -                                                       | -                                                       | -                                                       | -                                                       | -                                                       | -                                                       | -                                                       | -                                                       | -                                                       | -                                                       | -                                                       | -                                                       | -                                                       | -                                                       | 12,93%                                                  | 14,02%                                                  | 23,53%                                                  | ±3,5%                                                   |
| Agora Sei RN-06252/2024        | 25-27/Mai/2024           | 800         | 43,9%                                                   | 43,9%                                                   | 43,9%                                                   | 43,9%                                                   | 43,9%                                                   | 43,9%                                                   | 43,9%                                                   | 43,9%                                                   | 43,9%                                                   | 43,9%                                                   | 43,9%                                                   | 43,9%                                                   | 43,9%                                                   | 43,9%                                                   | 43,9%                                                   | 43,9%                                                   | 43,9%                                                   | 43,9%                                                   | 43,9%                                                   | 43,9%                                                   | 43,9%                                                   | 43,9%                                                   | 43,9%                                                   | 43,9%                                                   | 43,9%                                                   | 43,9%                                                   | 43,9%                                                   | 43,9%                                                   | 43,9%                                                   | 43,9%                                                   | 43,9%                                                   | 43,9%                                                   | 43,9%                                                   | 43,9%                                                   | 43,9%                                                   | 43,9%                                                   | 43,9%                                                   | 43,9%                                                   | 43,9%                                                   | 43,9%                                                   | 43,9%                                                   | 43,9%                                                   | 43,9%                                                   | 43,9%                                                   | 43,9%                                                   | 43,9%                                                   | 43,9%                                                   | 43,9%                                                   | 43,9%                                                   | 43,9%                                                   | 43,9%                                                   | 43,9%                                                   | 43,9%                                                   | 43,9%                                                   | 43,9%                                                   | 43,9%                                                   | 43,9%                                                   | 43,9%                                                   | 43,9%                                                   | 43,9%                                                   | 43,9%                                                   | 43,9%                                                   | 43,9%                                                   | 43,9%                                                   | 43,9%                                                   | 43,9%                                                   | 43,9%                                                   | 43,9%                                                   | 43,9%                                                   | 43,9%                                                   | 43,9%                                                   | 43,9%                                                   | 43,9%                                                   | 43,9%                                                   | 43,9%                                                   | 43,9%                                                   | 43,9%                                                   | 43,9%                                                   | 12,4%                                                   | 12,4%                                                   | 12,4%                                                   | 12,4%                                                   | 12,4%                                                   | 12,4%                                                   | 12,4%                                                   | 12,4%                                                   | 12,4%                                                   | 12,4%                                                   | 12,4%                                                   | 12,4%                                                   | 12,4%                                                   | 12,4%                                                   | 12,4%                                                   | 12,4%                                                   | 12,4%                                                   | 12,4%                                                   | 12,4%                                                   | 12,4%                                                   | 12,4%                                                   | 12,4%                                                   | 12,4%                                                   | 12,4%                                                   | 12,4%                                                   | 12,4%                                                   | 12,4%                                                   | 12,4%                                                   | 12,4%                                                   | 12,4%                                                   | 12,4%                                                   | 12,4%                                                   | 12,4%                                                   | 12,4%                                                   | 12,4%                                                   | 12,4%                                                   | 12,4%                                                   | 12,4%                                                   | 12,4%                                                   | 12,4%                                                   | 12,4%                                                   | 12,4%                                                   | 12,4%                                                   | 12,4%                                                   | 12,4%                                                   | 12,4%                                                   | 12,4%                                                   | 12,4%                                                   | 12,4%                                                   | 12,4%                                                   | 12,4%                                                   | 12,4%                                                   | 12,4%                                                   | 12,4%                                                   | 12,4%                                                   | 12,4%                                                   | 12,4%                                                   | 12,4%                                                   | 12,4%                                                   | 12,4%                                                   | 12,4%                                                   | 12,4%                                                   | 12,4%                                                   | 12,4%                                                   | 12,4%                                                   | 12,4%                                                   | 12,4%                                                   | 12,4%                                                   | 12,4%                                                   | 12,4%                                                   | 12,4%                                                   | 12,4%                                                   | 12,4%                                                   | 12,4%                                                   | 12,4%                                                   | 12,4%                                                   | 12,4%                                                   | 12,4%                                                   | 12,3%                                                   | 12,3%                                                   | 12,3%                                                   | 12,3%                                                   | 12,3%                                                   | 12,3%                                                   | 12,3%                                                   | 12,3%                                                   | 12,3%                                                   | 12,3%                                                   | 12,3%                                                   | 12,3%                                                   | 12,3%                                                   | 12,3%                                                   | 12,3%                                                   | 12,3%                                                   | 12,3%                                                   | 12,3%                                                   | 12,3%                                                   | 12,3%                                                   | 12,3%                                                   | 12,3%                                                   | 12,3%                                                   | 12,3%                                                   | 12,3%                                                   | 12,3%                                                   | 12,3%                                                   | 12,3%                                                   | 12,3%                                                   | 12,3%                                                   | 12,3%                                                   | 12,3%                                                   | 12,3%                                                   | 12,3%                                                   | 12,3%                                                   | 12,3%                                                   | 12,3%                                                   | 12,3%                                                   | 12,3%                                                   | 12,3%                                                   | 12,3%                                                   | 12,3%                                                   | 12,3%                                                   | 12,3%                                                   | 12,3%                                                   | 12,3%                                                   | 12,3%                                                   | 12,3%                                                   | 12,3%                                                   | 12,3%                                                   | 12,3%                                                   | 12,3%                                                   | 12,3%                                                   | 12,3%                                                   | 12,3%                                                   | 12,3%                                                   | 12,3%                                                   | 12,3%                                                   | 12,3%                                                   | 12,3%                                                   | 12,3%                                                   | 12,3%                                                   | 12,3%                                                   | 12,3%                                                   | 12,3%                                                   | 12,3%                                                   | 12,3%                                                   | 12,3%                                                   | 12,3%                                                   | 12,3%                                                   | 12,3%                                                   | 12,3%                                                   | 12,3%                                                   | 12,3%                                                   | 12,3%                                                   | 12,3%                                                   | 12,3%                                                   | 12,3%                                                   | 4,8%                                                    | 4,8%                                                    | 4,8%                                                    | 4,8%                                                    | 4,8%                                                    | 4,8%                                                    | 4,8%                                                    | 4,8%                                                    | 4,8%                                                    | 4,8%                                                    | 4,8%                                                    | 4,8%                                                    | 4,8%                                                    | 4,8%                                                    | 4,8%                                                    | 4,8%                                                    | 4,8%                                                    | 4,8%                                                    | 4,8%                                                    | 4,8%                                                    | 4,8%                                                    | 4,8%                                                    | 4,8%                                                    | 4,8%                                                    | 4,8%                                                    | 4,8%                                                    | 4,8%                                                    | 4,8%                                                    | 4,8%                                                    | 4,8%                                                    | 4,8%                                                    | 4,8%                                                    | 4,8%                                                    | 4,8%                                                    | 4,8%                                                    | 4,8%                                                    | 4,8%                                                    | 4,8%                                                    | 4,8%                                                    | 4,8%                                                    | 4,8%                                                    | 4,8%                                                    | 4,8%                                                    | 4,8%                                                    | 4,8%                                                    | 4,8%                                                    | 4,8%                                                    | 4,8%                                                    | 4,8%                                                    | 4,8%                                                    | 4,8%                                                    | 4,8%                                                    | 4,8%                                                    | 4,8%                                                    | 4,8%                                                    | 4,8%                                                    | 4,8%                                                    | 4,8%                                                    | 4,8%                                                    | 4,8%                                                    | 4,8%                                                    | 4,8%                                                    | 4,8%                                                    | 4,8%                                                    | 4,8%                                                    | 4,8%                                                    | 4,8%                                                    | 4,8%                                                    | 4,8%                                                    | 4,8%                                                    | 4,8%                                                    | 4,8%                                                    | 4,8%                                                    | 4,8%                                                    | 4,8%                                                    | 4,8%                                                    | 4,8%                                                    | 4,8%                                                    | -                                                       | -                                                       | -                                                       | -                                                       | -                                                       | -                                                       | -                                                       | -                                                       | -                                                       | -                                                       | -                                                       | -                                                       | -                                                       | -                                                       | -                                                       | -                                                       | -                                                       | -                                                       | -                                                       | -                                                       | -                                                       | -                                                       | -                                                       | -                                                       | -                                                       | -                                                       | -                                                       | -                                                       | -                                                       | -                                                       | -                                                       | -                                                       | -                                                       | -                                                       | -                                                       | -                                                       | -                                                       | -                                                       | -                                                       | -                                                       | -                                                       | -                                                       | -                                                       | -                                                       | -                                                       | -                                                       | -                                                       | -                                                       | -                                                       | -                                                       | -                                                       | -                                                       | -                                                       | -                                                       | -                                                       | -                                                       | -                                                       | -                                                       | -                                                       | -                                                       | -                                                       | -                                                       | -                                                       | -                                                       | -                                                       | -                                                       | -                                                       | -                                                       | -                                                       | -                                                       | -                                                       | -                                                       | -                                                       | -                                                       | -                                                       | -                                                       | -                                                       | -                                                       | -                                                       | -                                                       | -                                                       | -                                                       | -                                                       | -                                                       | -                                                       | -                                                       | -                                                       | -                                                       | -                                                       | -                                                       | -                                                       | -                                                       | -                                                       | -                                                       | -                                                       | -                                                       | -                                                       | -                                                       | -                                                       | -                                                       | -                                                       | -                                                       | -                                                       | -                                                       | -                                                       | -                                                       | -                                                       | -                                                       | -                                                       | -                                                       | -                                                       | -                                                       | -                                                       | -                                                       | -                                                       | -                                                       | -                                                       | -                                                       | -                                                       | -                                                       | -                                                       | -                                                       | -                                                       | -                                                       | -                                                       | -                                                       | -                                                       | -                                                       | -                                                       | -                                                       | -                                                       | -                                                       | -                                                       | -                                                       | -                                                       | -                                                       | -                                                       | -                                                       | -                                                       | -                                                       | -                                                       | -                                                       | -                                                       | -                                                       | -                                                       | -                                                       | -                                                       | -                                                       | -                                                       | -                                                       | -                                                       | -                                                       | -                                                       | -                                                       | -                                                       | -                                                       | -                                                       | -                                                       | -                                                       | -                                                       | -                                                       | -                                                       | -                                                       | -                                                       | -                                                       | -                                                       | -                                                       | -                                                       | -                                                       | -                                                       | -                                                       | -                                                       | -                                                       | -                                                       | -                                                       | -                                                       | -                                                       | -                                                       | -                                                       | -                                                       | -                                                       | -                                                       | -                                                       | -                                                       | -                                                       | -                                                       | -                                                       | -                                                       | -                                                       | -                                                       | -                                                       | -                                                       | -                                                       | -                                                       | -                                                       | -                                                       | -                                                       | -                                                       | -                                                       | -                                                       | -                                                       | -                                                       | -                                                       | -                                                       | -                                                       | -                                                       | -                                                       | -                                                       | -                                                       | -                                                       | -                                                       | -                                                       | -                                                       | -                                                       | -                                                       | -                                                       | -                                                       | -                                                       | -                                                       | -                                                       | -                                                       | -                                                       | -                                                       | -                                                       | -                                                       | -                                                       | -                                                       | -                                                       | -                                                       | -                                                       | -                                                       | -                                                       | -                                                       | -                                                       | 17,9%                                                   | 8,7%                                                    | 31,5%                                                   | ±3,4%                                                   |
| 22/Mai/2024                    | 22/Mai/2024              | 22/Mai/2024 | PSTU anuncia Nando Poeta como pré-candidato.            | PSTU anuncia Nando Poeta como pré-candidato.            | PSTU anuncia Nando Poeta como pré-candidato.            | PSTU anuncia Nando Poeta como pré-candidato.            | PSTU anuncia Nando Poeta como pré-candidato.            | PSTU anuncia Nando Poeta como pré-candidato.            | PSTU anuncia Nando Poeta como pré-candidato.            | PSTU anuncia Nando Poeta como pré-candidato.            | PSTU anuncia Nando Poeta como pré-candidato.            | PSTU anuncia Nando Poeta como pré-candidato.            | PSTU anuncia Nando Poeta como pré-candidato.            | PSTU anuncia Nando Poeta como pré-candidato.            | PSTU anuncia Nando Poeta como pré-candidato.            | PSTU anuncia Nando Poeta como pré-candidato.            | PSTU anuncia Nando Poeta como pré-candidato.            | PSTU anuncia Nando Poeta como pré-candidato.            | PSTU anuncia Nando Poeta como pré-candidato.            | PSTU anuncia Nando Poeta como pré-candidato.            | PSTU anuncia Nando Poeta como pré-candidato.            | PSTU anuncia Nando Poeta como pré-candidato.            | PSTU anuncia Nando Poeta como pré-candidato.            | PSTU anuncia Nando Poeta como pré-candidato.            | PSTU anuncia Nando Poeta como pré-candidato.            | PSTU anuncia Nando Poeta como pré-candidato.            | PSTU anuncia Nando Poeta como pré-candidato.            | PSTU anuncia Nando Poeta como pré-candidato.            | PSTU anuncia Nando Poeta como pré-candidato.            | PSTU anuncia Nando Poeta como pré-candidato.            | PSTU anuncia Nando Poeta como pré-candidato.            | PSTU anuncia Nando Poeta como pré-candidato.            | PSTU anuncia Nando Poeta como pré-candidato.            | PSTU anuncia Nando Poeta como pré-candidato.            | PSTU anuncia Nando Poeta como pré-candidato.            | PSTU anuncia Nando Poeta como pré-candidato.            | PSTU anuncia Nando Poeta como pré-candidato.            | PSTU anuncia Nando Poeta como pré-candidato.            | PSTU anuncia Nando Poeta como pré-candidato.            | PSTU anuncia Nando Poeta como pré-candidato.            | PSTU anuncia Nando Poeta como pré-candidato.            | PSTU anuncia Nando Poeta como pré-candidato.            | PSTU anuncia Nando Poeta como pré-candidato.            | PSTU anuncia Nando Poeta como pré-candidato.            | PSTU anuncia Nando Poeta como pré-candidato.            | PSTU anuncia Nando Poeta como pré-candidato.            | PSTU anuncia Nando Poeta como pré-candidato.            | PSTU anuncia Nando Poeta como pré-candidato.            | PSTU anuncia Nando Poeta como pré-candidato.            | PSTU anuncia Nando Poeta como pré-candidato.            | PSTU anuncia Nando Poeta como pré-candidato.            | PSTU anuncia Nando Poeta como pré-candidato.            | PSTU anuncia Nando Poeta como pré-candidato.            | PSTU anuncia Nando Poeta como pré-candidato.            | PSTU anuncia Nando Poeta como pré-candidato.            | PSTU anuncia Nando Poeta como pré-candidato.            | PSTU anuncia Nando Poeta como pré-candidato.            | PSTU anuncia Nando Poeta como pré-candidato.            | PSTU anuncia Nando Poeta como pré-candidato.            | PSTU anuncia Nando Poeta como pré-candidato.            | PSTU anuncia Nando Poeta como pré-candidato.            | PSTU anuncia Nando Poeta como pré-candidato.            | PSTU anuncia Nando Poeta como pré-candidato.            | PSTU anuncia Nando Poeta como pré-candidato.            | PSTU anuncia Nando Poeta como pré-candidato.            | PSTU anuncia Nando Poeta como pré-candidato.            | PSTU anuncia Nando Poeta como pré-candidato.            | PSTU anuncia Nando Poeta como pré-candidato.            | PSTU anuncia Nando Poeta como pré-candidato.            | PSTU anuncia Nando Poeta como pré-candidato.            | PSTU anuncia Nando Poeta como pré-candidato.            | PSTU anuncia Nando Poeta como pré-candidato.            | PSTU anuncia Nando Poeta como pré-candidato.            | PSTU anuncia Nando Poeta como pré-candidato.            | PSTU anuncia Nando Poeta como pré-candidato.            | PSTU anuncia Nando Poeta como pré-candidato.            | PSTU anuncia Nando Poeta como pré-candidato.            | PSTU anuncia Nando Poeta como pré-candidato.            | PSTU anuncia Nando Poeta como pré-candidato.            | PSTU anuncia Nando Poeta como pré-candidato.            | PSTU anuncia Nando Poeta como pré-candidato.            | PSTU anuncia Nando Poeta como pré-candidato.            | PSTU anuncia Nando Poeta como pré-candidato.            | PSTU anuncia Nando Poeta como pré-candidato.            | PSTU anuncia Nando Poeta como pré-candidato.            | PSTU anuncia Nando Poeta como pré-candidato.            | PSTU anuncia Nando Poeta como pré-candidato.            | PSTU anuncia Nando Poeta como pré-candidato.            | PSTU anuncia Nando Poeta como pré-candidato.            | PSTU anuncia Nando Poeta como pré-candidato.            | PSTU anuncia Nando Poeta como pré-candidato.            | PSTU anuncia Nando Poeta como pré-candidato.            | PSTU anuncia Nando Poeta como pré-candidato.            | PSTU anuncia Nando Poeta como pré-candidato.            | PSTU anuncia Nando Poeta como pré-candidato.            | PSTU anuncia Nando Poeta como pré-candidato.            | PSTU anuncia Nando Poeta como pré-candidato.            | PSTU anuncia Nando Poeta como pré-candidato.            | PSTU anuncia Nando Poeta como pré-candidato.            | PSTU anuncia Nando Poeta como pré-candidato.            | PSTU anuncia Nando Poeta como pré-candidato.            | PSTU anuncia Nando Poeta como pré-candidato.            | PSTU anuncia Nando Poeta como pré-candidato.            | PSTU anuncia Nando Poeta como pré-candidato.            | PSTU anuncia Nando Poeta como pré-candidato.            | PSTU anuncia Nando Poeta como pré-candidato.            | PSTU anuncia Nando Poeta como pré-candidato.            | PSTU anuncia Nando Poeta como pré-candidato.            | PSTU anuncia Nando Poeta como pré-candidato.            | PSTU anuncia Nando Poeta como pré-candidato.            | PSTU anuncia Nando Poeta como pré-candidato.            | PSTU anuncia Nando Poeta como pré-candidato.            | PSTU anuncia Nando Poeta como pré-candidato.            | PSTU anuncia Nando Poeta como pré-candidato.            | PSTU anuncia Nando Poeta como pré-candidato.            | PSTU anuncia Nando Poeta como pré-candidato.            | PSTU anuncia Nando Poeta como pré-candidato.            | PSTU anuncia Nando Poeta como pré-candidato.            | PSTU anuncia Nando Poeta como pré-candidato.            | PSTU anuncia Nando Poeta como pré-candidato.            | PSTU anuncia Nando Poeta como pré-candidato.            | PSTU anuncia Nando Poeta como pré-candidato.            | PSTU anuncia Nando Poeta como pré-candidato.            | PSTU anuncia Nando Poeta como pré-candidato.            | PSTU anuncia Nando Poeta como pré-candidato.            | PSTU anuncia Nando Poeta como pré-candidato.            | PSTU anuncia Nando Poeta como pré-candidato.            | PSTU anuncia Nando Poeta como pré-candidato.            | PSTU anuncia Nando Poeta como pré-candidato.            | PSTU anuncia Nando Poeta como pré-candidato.            | PSTU anuncia Nando Poeta como pré-candidato.            | PSTU anuncia Nando Poeta como pré-candidato.            | PSTU anuncia Nando Poeta como pré-candidato.            | PSTU anuncia Nando Poeta como pré-candidato.            | PSTU anuncia Nando Poeta como pré-candidato.            | PSTU anuncia Nando Poeta como pré-candidato.            | PSTU anuncia Nando Poeta como pré-candidato.            | PSTU anuncia Nando Poeta como pré-candidato.            | PSTU anuncia Nando Poeta como pré-candidato.            | PSTU anuncia Nando Poeta como pré-candidato.            | PSTU anuncia Nando Poeta como pré-candidato.            | PSTU anuncia Nando Poeta como pré-candidato.            | PSTU anuncia Nando Poeta como pré-candidato.            | PSTU anuncia Nando Poeta como pré-candidato.            | PSTU anuncia Nando Poeta como pré-candidato.            | PSTU anuncia Nando Poeta como pré-candidato.            | PSTU anuncia Nando Poeta como pré-candidato.            | PSTU anuncia Nando Poeta como pré-candidato.            | PSTU anuncia Nando Poeta como pré-candidato.            | PSTU anuncia Nando Poeta como pré-candidato.            | PSTU anuncia Nando Poeta como pré-candidato.            | PSTU anuncia Nando Poeta como pré-candidato.            | PSTU anuncia Nando Poeta como pré-candidato.            | PSTU anuncia Nando Poeta como pré-candidato.            | PSTU anuncia Nando Poeta como pré-candidato.            | PSTU anuncia Nando Poeta como pré-candidato.            | PSTU anuncia Nando Poeta como pré-candidato.            | PSTU anuncia Nando Poeta como pré-candidato.            | PSTU anuncia Nando Poeta como pré-candidato.            | PSTU anuncia Nando Poeta como pré-candidato.            | PSTU anuncia Nando Poeta como pré-candidato.            | PSTU anuncia Nando Poeta como pré-candidato.            | PSTU anuncia Nando Poeta como pré-candidato.            | PSTU anuncia Nando Poeta como pré-candidato.            | PSTU anuncia Nando Poeta como pré-candidato.            | PSTU anuncia Nando Poeta como pré-candidato.            | PSTU anuncia Nando Poeta como pré-candidato.            | PSTU anuncia Nando Poeta como pré-candidato.            | PSTU anuncia Nando Poeta como pré-candidato.            | PSTU anuncia Nando Poeta como pré-candidato.            | PSTU anuncia Nando Poeta como pré-candidato.            | PSTU anuncia Nando Poeta como pré-candidato.            | PSTU anuncia Nando Poeta como pré-candidato.            | PSTU anuncia Nando Poeta como pré-candidato.            | PSTU anuncia Nando Poeta como pré-candidato.            | PSTU anuncia Nando Poeta como pré-candidato.            | PSTU anuncia Nando Poeta como pré-candidato.            | PSTU anuncia Nando Poeta como pré-candidato.            | PSTU anuncia Nando Poeta como pré-candidato.            | PSTU anuncia Nando Poeta como pré-candidato.            | PSTU anuncia Nando Poeta como pré-candidato.            | PSTU anuncia Nando Poeta como pré-candidato.            | PSTU anuncia Nando Poeta como pré-candidato.            | PSTU anuncia Nando Poeta como pré-candidato.            | PSTU anuncia Nando Poeta como pré-candidato.            | PSTU anuncia Nando Poeta como pré-candidato.            | PSTU anuncia Nando Poeta como pré-candidato.            | PSTU anuncia Nando Poeta como pré-candidato.            | PSTU anuncia Nando Poeta como pré-candidato.            | PSTU anuncia Nando Poeta como pré-candidato.            | PSTU anuncia Nando Poeta como pré-candidato.            | PSTU anuncia Nando Poeta como pré-candidato.            | PSTU anuncia Nando Poeta como pré-candidato.            | PSTU anuncia Nando Poeta como pré-candidato.            | PSTU anuncia Nando Poeta como pré-candidato.            | PSTU anuncia Nando Poeta como pré-candidato.            | PSTU anuncia Nando Poeta como pré-candidato.            | PSTU anuncia Nando Poeta como pré-candidato.            | PSTU anuncia Nando Poeta como pré-candidato.            | PSTU anuncia Nando Poeta como pré-candidato.            | PSTU anuncia Nando Poeta como pré-candidato.            | PSTU anuncia Nando Poeta como pré-candidato.            | PSTU anuncia Nando Poeta como pré-candidato.            | PSTU anuncia Nando Poeta como pré-candidato.            | PSTU anuncia Nando Poeta como pré-candidato.            | PSTU anuncia Nando Poeta como pré-candidato.            | PSTU anuncia Nando Poeta como pré-candidato.            | PSTU anuncia Nando Poeta como pré-candidato.            | PSTU anuncia Nando Poeta como pré-candidato.            | PSTU anuncia Nando Poeta como pré-candidato.            | PSTU anuncia Nando Poeta como pré-candidato.            | PSTU anuncia Nando Poeta como pré-candidato.            | PSTU anuncia Nando Poeta como pré-candidato.            | PSTU anuncia Nando Poeta como pré-candidato.            | PSTU anuncia Nando Poeta como pré-candidato.            | PSTU anuncia Nando Poeta como pré-candidato.            | PSTU anuncia Nando Poeta como pré-candidato.            | PSTU anuncia Nando Poeta como pré-candidato.            | PSTU anuncia Nando Poeta como pré-candidato.            | PSTU anuncia Nando Poeta como pré-candidato.            | PSTU anuncia Nando Poeta como pré-candidato.            | PSTU anuncia Nando Poeta como pré-candidato.            | PSTU anuncia Nando Poeta como pré-candidato.            | PSTU anuncia Nando Poeta como pré-candidato.            | PSTU anuncia Nando Poeta como pré-candidato.            | PSTU anuncia Nando Poeta como pré-candidato.            | PSTU anuncia Nando Poeta como pré-candidato.            | PSTU anuncia Nando Poeta como pré-candidato.            | PSTU anuncia Nando Poeta como pré-candidato.            | PSTU anuncia Nando Poeta como pré-candidato.            | PSTU anuncia Nando Poeta como pré-candidato.            | PSTU anuncia Nando Poeta como pré-candidato.            | PSTU anuncia Nando Poeta como pré-candidato.            | PSTU anuncia Nando Poeta como pré-candidato.            | PSTU anuncia Nando Poeta como pré-candidato.            | PSTU anuncia Nando Poeta como pré-candidato.            | PSTU anuncia Nando Poeta como pré-candidato.            | PSTU anuncia Nando Poeta como pré-candidato.            | PSTU anuncia Nando Poeta como pré-candidato.            | PSTU anuncia Nando Poeta como pré-candidato.            | PSTU anuncia Nando Poeta como pré-candidato.            | PSTU anuncia Nando Poeta como pré-candidato.            | PSTU anuncia Nando Poeta como pré-candidato.            | PSTU anuncia Nando Poeta como pré-candidato.            | PSTU anuncia Nando Poeta como pré-candidato.            | PSTU anuncia Nando Poeta como pré-candidato.            | PSTU anuncia Nando Poeta como pré-candidato.            | PSTU anuncia Nando Poeta como pré-candidato.            | PSTU anuncia Nando Poeta como pré-candidato.            | PSTU anuncia Nando Poeta como pré-candidato.            | PSTU anuncia Nando Poeta como pré-candidato.            | PSTU anuncia Nando Poeta como pré-candidato.            | PSTU anuncia Nando Poeta como pré-candidato.            | PSTU anuncia Nando Poeta como pré-candidato.            | PSTU anuncia Nando Poeta como pré-candidato.            | PSTU anuncia Nando Poeta como pré-candidato.            | PSTU anuncia Nando Poeta como pré-candidato.            | PSTU anuncia Nando Poeta como pré-candidato.            | PSTU anuncia Nando Poeta como pré-candidato.            | PSTU anuncia Nando Poeta como pré-candidato.            | PSTU anuncia Nando Poeta como pré-candidato.            | PSTU anuncia Nando Poeta como pré-candidato.            | PSTU anuncia Nando Poeta como pré-candidato.            | PSTU anuncia Nando Poeta como pré-candidato.            | PSTU anuncia Nando Poeta como pré-candidato.            | PSTU anuncia Nando Poeta como pré-candidato.            | PSTU anuncia Nando Poeta como pré-candidato.            | PSTU anuncia Nando Poeta como pré-candidato.            | PSTU anuncia Nando Poeta como pré-candidato.            | PSTU anuncia Nando Poeta como pré-candidato.            | PSTU anuncia Nando Poeta como pré-candidato.            | PSTU anuncia Nando Poeta como pré-candidato.            | PSTU anuncia Nando Poeta como pré-candidato.            | PSTU anuncia Nando Poeta como pré-candidato.            | PSTU anuncia Nando Poeta como pré-candidato.            | PSTU anuncia Nando Poeta como pré-candidato.            | PSTU anuncia Nando Poeta como pré-candidato.            | PSTU anuncia Nando Poeta como pré-candidato.            | PSTU anuncia Nando Poeta como pré-candidato.            | PSTU anuncia Nando Poeta como pré-candidato.            | PSTU anuncia Nando Poeta como pré-candidato.            | PSTU anuncia Nando Poeta como pré-candidato.            | PSTU anuncia Nando Poeta como pré-candidato.            | PSTU anuncia Nando Poeta como pré-candidato.            | PSTU anuncia Nando Poeta como pré-candidato.            | PSTU anuncia Nando Poeta como pré-candidato.            | PSTU anuncia Nando Poeta como pré-candidato.            | PSTU anuncia Nando Poeta como pré-candidato.            | PSTU anuncia Nando Poeta como pré-candidato.            | PSTU anuncia Nando Poeta como pré-candidato.            | PSTU anuncia Nando Poeta como pré-candidato.            | PSTU anuncia Nando Poeta como pré-candidato.            | PSTU anuncia Nando Poeta como pré-candidato.            | PSTU anuncia Nando Poeta como pré-candidato.            | PSTU anuncia Nando Poeta como pré-candidato.            | PSTU anuncia Nando Poeta como pré-candidato.            | PSTU anuncia Nando Poeta como pré-candidato.            | PSTU anuncia Nando Poeta como pré-candidato.            | PSTU anuncia Nando Poeta como pré-candidato.            | PSTU anuncia Nando Poeta como pré-candidato.            | PSTU anuncia Nando Poeta como pré-candidato.            | PSTU anuncia Nando Poeta como pré-candidato.            | PSTU anuncia Nando Poeta como pré-candidato.            | PSTU anuncia Nando Poeta como pré-candidato.            | PSTU anuncia Nando Poeta como pré-candidato.            | PSTU anuncia Nando Poeta como pré-candidato.            | PSTU anuncia Nando Poeta como pré-candidato.            | PSTU anuncia Nando Poeta como pré-candidato.            | PSTU anuncia Nando Poeta como pré-candidato.            | PSTU anuncia Nando Poeta como pré-candidato.            | PSTU anuncia Nando Poeta como pré-candidato.            | PSTU anuncia Nando Poeta como pré-candidato.            | PSTU anuncia Nando Poeta como pré-candidato.            | PSTU anuncia Nando Poeta como pré-candidato.            | PSTU anuncia Nando Poeta como pré-candidato.            | PSTU anuncia Nando Poeta como pré-candidato.            | PSTU anuncia Nando Poeta como pré-candidato.            | PSTU anuncia Nando Poeta como pré-candidato.            | PSTU anuncia Nando Poeta como pré-candidato.            | PSTU anuncia Nando Poeta como pré-candidato.            | PSTU anuncia Nando Poeta como pré-candidato.            | PSTU anuncia Nando Poeta como pré-candidato.            | PSTU anuncia Nando Poeta como pré-candidato.            | PSTU anuncia Nando Poeta como pré-candidato.            | PSTU anuncia Nando Poeta como pré-candidato.            | PSTU anuncia Nando Poeta como pré-candidato.            | PSTU anuncia Nando Poeta como pré-candidato.            | PSTU anuncia Nando Poeta como pré-candidato.            | PSTU anuncia Nando Poeta como pré-candidato.            | PSTU anuncia Nando Poeta como pré-candidato.            | PSTU anuncia Nando Poeta como pré-candidato.            | PSTU anuncia Nando Poeta como pré-candidato.            | PSTU anuncia Nando Poeta como pré-candidato.            | PSTU anuncia Nando Poeta como pré-candidato.            | PSTU anuncia Nando Poeta como pré-candidato.            | PSTU anuncia Nando Poeta como pré-candidato.            | PSTU anuncia Nando Poeta como pré-candidato.            | PSTU anuncia Nando Poeta como pré-candidato.            | PSTU anuncia Nando Poeta como pré-candidato.            | PSTU anuncia Nando Poeta como pré-candidato.            | PSTU anuncia Nando Poeta como pré-candidato.            | PSTU anuncia Nando Poeta como pré-candidato.            | PSTU anuncia Nando Poeta como pré-candidato.            | PSTU anuncia Nando Poeta como pré-candidato.            | PSTU anuncia Nando Poeta como pré-candidato.            | PSTU anuncia Nando Poeta como pré-candidato.            | PSTU anuncia Nando Poeta como pré-candidato.            | PSTU anuncia Nando Poeta como pré-candidato.            | PSTU anuncia Nando Poeta como pré-candidato.            | PSTU anuncia Nando Poeta como pré-candidato.            | PSTU anuncia Nando Poeta como pré-candidato.            | PSTU anuncia Nando Poeta como pré-candidato.            | PSTU anuncia Nando Poeta como pré-candidato.            | PSTU anuncia Nando Poeta como pré-candidato.            | PSTU anuncia Nando Poeta como pré-candidato.            | PSTU anuncia Nando Poeta como pré-candidato.            | PSTU anuncia Nando Poeta como pré-candidato.            | PSTU anuncia Nando Poeta como pré-candidato.            | PSTU anuncia Nando Poeta como pré-candidato.            | PSTU anuncia Nando Poeta como pré-candidato.            | PSTU anuncia Nando Poeta como pré-candidato.            | PSTU anuncia Nando Poeta como pré-candidato.            | PSTU anuncia Nando Poeta como pré-candidato.            | PSTU anuncia Nando Poeta como pré-candidato.            | PSTU anuncia Nando Poeta como pré-candidato.            | PSTU anuncia Nando Poeta como pré-candidato.            | PSTU anuncia Nando Poeta como pré-candidato.            | PSTU anuncia Nando Poeta como pré-candidato.            | PSTU anuncia Nando Poeta como pré-candidato.            | PSTU anuncia Nando Poeta como pré-candidato.            | PSTU anuncia Nando Poeta como pré-candidato.            | PSTU anuncia Nando Poeta como pré-candidato.            | PSTU anuncia Nando Poeta como pré-candidato.            | PSTU anuncia Nando Poeta como pré-candidato.            | PSTU anuncia Nando Poeta como pré-candidato.            | PSTU anuncia Nando Poeta como pré-candidato.            | PSTU anuncia Nando Poeta como pré-candidato.            | PSTU anuncia Nando Poeta como pré-candidato.            | PSTU anuncia Nando Poeta como pré-candidato.            | PSTU anuncia Nando Poeta como pré-candidato.            | PSTU anuncia Nando Poeta como pré-candidato.            | PSTU anuncia Nando Poeta como pré-candidato.            | PSTU anuncia Nando Poeta como pré-candidato.            | PSTU anuncia Nando Poeta como pré-candidato.            | PSTU anuncia Nando Poeta como pré-candidato.            | PSTU anuncia Nando Poeta como pré-candidato.            | PSTU anuncia Nando Poeta como pré-candidato.            | PSTU anuncia Nando Poeta como pré-candidato.            | PSTU anuncia Nando Poeta como pré-candidato.            | PSTU anuncia Nando Poeta como pré-candidato.            | PSTU anuncia Nando Poeta como pré-candidato.            | PSTU anuncia Nando Poeta como pré-candidato.            | PSTU anuncia Nando Poeta como pré-candidato.            | PSTU anuncia Nando Poeta como pré-candidato.            | PSTU anuncia Nando Poeta como pré-candidato.            | PSTU anuncia Nando Poeta como pré-candidato.            | PSTU anuncia Nando Poeta como pré-candidato.            | PSTU anuncia Nando Poeta como pré-candidato.            | PSTU anuncia Nando Poeta como pré-candidato.            | PSTU anuncia Nando Poeta como pré-candidato.            | PSTU anuncia Nando Poeta como pré-candidato.            | PSTU anuncia Nando Poeta como pré-candidato.            | PSTU anuncia Nando Poeta como pré-candidato.            | PSTU anuncia Nando Poeta como pré-candidato.            | PSTU anuncia Nando Poeta como pré-candidato.            | PSTU anuncia Nando Poeta como pré-candidato.            | PSTU anuncia Nando Poeta como pré-candidato.            | PSTU anuncia Nando Poeta como pré-candidato.            | PSTU anuncia Nando Poeta como pré-candidato.            | PSTU anuncia Nando Poeta como pré-candidato.            | PSTU anuncia Nando Poeta como pré-candidato.            | PSTU anuncia Nando Poeta como pré-candidato.            | PSTU anuncia Nando Poeta como pré-candidato.            | PSTU anuncia Nando Poeta como pré-candidato.            | PSTU anuncia Nando Poeta como pré-candidato.            | PSTU anuncia Nando Poeta como pré-candidato.            | PSTU anuncia Nando Poeta como pré-candidato.            | PSTU anuncia Nando Poeta como pré-candidato.            | PSTU anuncia Nando Poeta como pré-candidato.            | PSTU anuncia Nando Poeta como pré-candidato.            | PSTU anuncia Nando Poeta como pré-candidato.            | PSTU anuncia Nando Poeta como pré-candidato.            | PSTU anuncia Nando Poeta como pré-candidato.            | PSTU anuncia Nando Poeta como pré-candidato.            | PSTU anuncia Nando Poeta como pré-candidato.            | PSTU anuncia Nando Poeta como pré-candidato.            | PSTU anuncia Nando Poeta como pré-candidato.            | PSTU anuncia Nando Poeta como pré-candidato.            | PSTU anuncia Nando Poeta como pré-candidato.            | PSTU anuncia Nando Poeta como pré-candidato.            | PSTU anuncia Nando Poeta como pré-candidato.            | PSTU anuncia Nando Poeta como pré-candidato.            | PSTU anuncia Nando Poeta como pré-candidato.            | PSTU anuncia Nando Poeta como pré-candidato.            | PSTU anuncia Nando Poeta como pré-candidato.            | PSTU anuncia Nando Poeta como pré-candidato.            | PSTU anuncia Nando Poeta como pré-candidato.            | PSTU anuncia Nando Poeta como pré-candidato.            | PSTU anuncia Nando Poeta como pré-candidato.            | PSTU anuncia Nando Poeta como pré-candidato.            | PSTU anuncia Nando Poeta como pré-candidato.            | PSTU anuncia Nando Poeta como pré-candidato.            | PSTU anuncia Nando Poeta como pré-candidato.            | PSTU anuncia Nando Poeta como pré-candidato.            | PSTU anuncia Nando Poeta como pré-candidato.            | PSTU anuncia Nando Poeta como pré-candidato.            | PSTU anuncia Nando Poeta como pré-candidato.            | PSTU anuncia Nando Poeta como pré-candidato.            | PSTU anuncia Nando Poeta como pré-candidato.            | PSTU anuncia Nando Poeta como pré-candidato.            | PSTU anuncia Nando Poeta como pré-candidato.            | PSTU anuncia Nando Poeta como pré-candidato.            | PSTU anuncia Nando Poeta como pré-candidato.            | PSTU anuncia Nando Poeta como pré-candidato.            | PSTU anuncia Nando Poeta como pré-candidato.            | PSTU anuncia Nando Poeta como pré-candidato.            | PSTU anuncia Nando Poeta como pré-candidato.            | PSTU anuncia Nando Poeta como pré-candidato.            | PSTU anuncia Nando Poeta como pré-candidato.            | PSTU anuncia Nando Poeta como pré-candidato.            | PSTU anuncia Nando Poeta como pré-candidato.            | PSTU anuncia Nando Poeta como pré-candidato.            | PSTU anuncia Nando Poeta como pré-candidato.            | PSTU anuncia Nando Poeta como pré-candidato.            | PSTU anuncia Nando Poeta como pré-candidato.            | PSTU anuncia Nando Poeta como pré-candidato.            | PSTU anuncia Nando Poeta como pré-candidato.            | PSTU anuncia Nando Poeta como pré-candidato.            | PSTU anuncia Nando Poeta como pré-candidato.            | PSTU anuncia Nando Poeta como pré-candidato.            | PSTU anuncia Nando Poeta como pré-candidato.            | PSTU anuncia Nando Poeta como pré-candidato.            | PSTU anuncia Nando Poeta como pré-candidato.            | PSTU anuncia Nando Poeta como pré-candidato.            | PSTU anuncia Nando Poeta como pré-candidato.            | PSTU anuncia Nando Poeta como pré-candidato.            | PSTU anuncia Nando Poeta como pré-candidato.            | PSTU anuncia Nando Poeta como pré-candidato.            | PSTU anuncia Nando Poeta como pré-candidato.            | PSTU anuncia Nando Poeta como pré-candidato.            | PSTU anuncia Nando Poeta como pré-candidato.            | PSTU anuncia Nando Poeta como pré-candidato.            | PSTU anuncia Nando Poeta como pré-candidato.            | PSTU anuncia Nando Poeta como pré-candidato.            | PSTU anuncia Nando Poeta como pré-candidato.            | PSTU anuncia Nando Poeta como pré-candidato.            | PSTU anuncia Nando Poeta como pré-candidato.            | PSTU anuncia Nando Poeta como pré-candidato.            | PSTU anuncia Nando Poeta como pré-candidato.            | PSTU anuncia Nando Poeta como pré-candidato.            | PSTU anuncia Nando Poeta como pré-candidato.            | PSTU anuncia Nando Poeta como pré-candidato.            | PSTU anuncia Nando Poeta como pré-candidato.            | PSTU anuncia Nando Poeta como pré-candidato.            | PSTU anuncia Nando Poeta como pré-candidato.            | PSTU anuncia Nando Poeta como pré-candidato.            | PSTU anuncia Nando Poeta como pré-candidato.            | PSTU anuncia Nando Poeta como pré-candidato.            | PSTU anuncia Nando Poeta como pré-candidato.            | PSTU anuncia Nando Poeta como pré-candidato.            | PSTU anuncia Nando Poeta como pré-candidato.            | PSTU anuncia Nando Poeta como pré-candidato.            | PSTU anuncia Nando Poeta como pré-candidato.            | PSTU anuncia Nando Poeta como pré-candidato.            | PSTU anuncia Nando Poeta como pré-candidato.            | PSTU anuncia Nando Poeta como pré-candidato.            | PSTU anuncia Nando Poeta como pré-candidato.            | PSTU anuncia Nando Poeta como pré-candidato.            | PSTU anuncia Nando Poeta como pré-candidato.            | PSTU anuncia Nando Poeta como pré-candidato.            | PSTU anuncia Nando Poeta como pré-candidato.            | PSTU anuncia Nando Poeta como pré-candidato.            | PSTU anuncia Nando Poeta como pré-candidato.            | PSTU anuncia Nando Poeta como pré-candidato.            | PSTU anuncia Nando Poeta como pré-candidato.            | PSTU anuncia Nando Poeta como pré-candidato.            | PSTU anuncia Nando Poeta como pré-candidato.            | PSTU anuncia Nando Poeta como pré-candidato.            | PSTU anuncia Nando Poeta como pré-candidato.            | PSTU anuncia Nando Poeta como pré-candidato.            | PSTU anuncia Nando Poeta como pré-candidato.            | PSTU anuncia Nando Poeta como pré-candidato.            | PSTU anuncia Nando Poeta como pré-candidato.            | PSTU anuncia Nando Poeta como pré-candidato.            | PSTU anuncia Nando Poeta como pré-candidato.            | PSTU anuncia Nando Poeta como pré-candidato.            | PSTU anuncia Nando Poeta como pré-candidato.            | PSTU anuncia Nando Poeta como pré-candidato.            | PSTU anuncia Nando Poeta como pré-candidato.            | PSTU anuncia Nando Poeta como pré-candidato.            | PSTU anuncia Nando Poeta como pré-candidato.            | PSTU anuncia Nando Poeta como pré-candidato.            | PSTU anuncia Nando Poeta como pré-candidato.            | PSTU anuncia Nando Poeta como pré-candidato.            | PSTU anuncia Nando Poeta como pré-candidato.            | PSTU anuncia Nando Poeta como pré-candidato.            | PSTU anuncia Nando Poeta como pré-candidato.            | PSTU anuncia Nando Poeta como pré-candidato.            | PSTU anuncia Nando Poeta como pré-candidato.            | PSTU anuncia Nando Poeta como pré-candidato.            | PSTU anuncia Nando Poeta como pré-candidato.            | PSTU anuncia Nando Poeta como pré-candidato.            | PSTU anuncia Nando Poeta como pré-candidato.            | PSTU anuncia Nando Poeta como pré-candidato.            | PSTU anuncia Nando Poeta como pré-candidato.            | PSTU anuncia Nando Poeta como pré-candidato.            | PSTU anuncia Nando Poeta como pré-candidato.            | PSTU anuncia Nando Poeta como pré-candidato.            | PSTU anuncia Nando Poeta como pré-candidato.            | PSTU anuncia Nando Poeta como pré-candidato.            | PSTU anuncia Nando Poeta como pré-candidato.            | PSTU anuncia Nando Poeta como pré-candidato.            |
| 2/Mai/2024                     | 2/Mai/2024               | 2/Mai/2024  | Joanna Guerra é anunciada como vice de Paulinho Freire. | Joanna Guerra é anunciada como vice de Paulinho Freire. | Joanna Guerra é anunciada como vice de Paulinho Freire. | Joanna Guerra é anunciada como vice de Paulinho Freire. | Joanna Guerra é anunciada como vice de Paulinho Freire. | Joanna Guerra é anunciada como vice de Paulinho Freire. | Joanna Guerra é anunciada como vice de Paulinho Freire. | Joanna Guerra é anunciada como vice de Paulinho Freire. | Joanna Guerra é anunciada como vice de Paulinho Freire. | Joanna Guerra é anunciada como vice de Paulinho Freire. | Joanna Guerra é anunciada como vice de Paulinho Freire. | Joanna Guerra é anunciada como vice de Paulinho Freire. | Joanna Guerra é anunciada como vice de Paulinho Freire. | Joanna Guerra é anunciada como vice de Paulinho Freire. | Joanna Guerra é anunciada como vice de Paulinho Freire. | Joanna Guerra é anunciada como vice de Paulinho Freire. | Joanna Guerra é anunciada como vice de Paulinho Freire. | Joanna Guerra é anunciada como vice de Paulinho Freire. | Joanna Guerra é anunciada como vice de Paulinho Freire. | Joanna Guerra é anunciada como vice de Paulinho Freire. | Joanna Guerra é anunciada como vice de Paulinho Freire. | Joanna Guerra é anunciada como vice de Paulinho Freire. | Joanna Guerra é anunciada como vice de Paulinho Freire. | Joanna Guerra é anunciada como vice de Paulinho Freire. | Joanna Guerra é anunciada como vice de Paulinho Freire. | Joanna Guerra é anunciada como vice de Paulinho Freire. | Joanna Guerra é anunciada como vice de Paulinho Freire. | Joanna Guerra é anunciada como vice de Paulinho Freire. | Joanna Guerra é anunciada como vice de Paulinho Freire. | Joanna Guerra é anunciada como vice de Paulinho Freire. | Joanna Guerra é anunciada como vice de Paulinho Freire. | Joanna Guerra é anunciada como vice de Paulinho Freire. | Joanna Guerra é anunciada como vice de Paulinho Freire. | Joanna Guerra é anunciada como vice de Paulinho Freire. | Joanna Guerra é anunciada como vice de Paulinho Freire. | Joanna Guerra é anunciada como vice de Paulinho Freire. | Joanna Guerra é anunciada como vice de Paulinho Freire. | Joanna Guerra é anunciada como vice de Paulinho Freire. | Joanna Guerra é anunciada como vice de Paulinho Freire. | Joanna Guerra é anunciada como vice de Paulinho Freire. | Joanna Guerra é anunciada como vice de Paulinho Freire. | Joanna Guerra é anunciada como vice de Paulinho Freire. | Joanna Guerra é anunciada como vice de Paulinho Freire. | Joanna Guerra é anunciada como vice de Paulinho Freire. | Joanna Guerra é anunciada como vice de Paulinho Freire. | Joanna Guerra é anunciada como vice de Paulinho Freire. | Joanna Guerra é anunciada como vice de Paulinho Freire. | Joanna Guerra é anunciada como vice de Paulinho Freire. | Joanna Guerra é anunciada como vice de Paulinho Freire. | Joanna Guerra é anunciada como vice de Paulinho Freire. | Joanna Guerra é anunciada como vice de Paulinho Freire. | Joanna Guerra é anunciada como vice de Paulinho Freire. | Joanna Guerra é anunciada como vice de Paulinho Freire. | Joanna Guerra é anunciada como vice de Paulinho Freire. | Joanna Guerra é anunciada como vice de Paulinho Freire. | Joanna Guerra é anunciada como vice de Paulinho Freire. | Joanna Guerra é anunciada como vice de Paulinho Freire. | Joanna Guerra é anunciada como vice de Paulinho Freire. | Joanna Guerra é anunciada como vice de Paulinho Freire. | Joanna Guerra é anunciada como vice de Paulinho Freire. | Joanna Guerra é anunciada como vice de Paulinho Freire. | Joanna Guerra é anunciada como vice de Paulinho Freire. | Joanna Guerra é anunciada como vice de Paulinho Freire. | Joanna Guerra é anunciada como vice de Paulinho Freire. | Joanna Guerra é anunciada como vice de Paulinho Freire. | Joanna Guerra é anunciada como vice de Paulinho Freire. | Joanna Guerra é anunciada como vice de Paulinho Freire. | Joanna Guerra é anunciada como vice de Paulinho Freire. | Joanna Guerra é anunciada como vice de Paulinho Freire. | Joanna Guerra é anunciada como vice de Paulinho Freire. | Joanna Guerra é anunciada como vice de Paulinho Freire. | Joanna Guerra é anunciada como vice de Paulinho Freire. | Joanna Guerra é anunciada como vice de Paulinho Freire. | Joanna Guerra é anunciada como vice de Paulinho Freire. | Joanna Guerra é anunciada como vice de Paulinho Freire. | Joanna Guerra é anunciada como vice de Paulinho Freire. | Joanna Guerra é anunciada como vice de Paulinho Freire. | Joanna Guerra é anunciada como vice de Paulinho Freire. | Joanna Guerra é anunciada como vice de Paulinho Freire. | Joanna Guerra é anunciada como vice de Paulinho Freire. | Joanna Guerra é anunciada como vice de Paulinho Freire. | Joanna Guerra é anunciada como vice de Paulinho Freire. | Joanna Guerra é anunciada como vice de Paulinho Freire. | Joanna Guerra é anunciada como vice de Paulinho Freire. | Joanna Guerra é anunciada como vice de Paulinho Freire. | Joanna Guerra é anunciada como vice de Paulinho Freire. | Joanna Guerra é anunciada como vice de Paulinho Freire. | Joanna Guerra é anunciada como vice de Paulinho Freire. | Joanna Guerra é anunciada como vice de Paulinho Freire. | Joanna Guerra é anunciada como vice de Paulinho Freire. | Joanna Guerra é anunciada como vice de Paulinho Freire. | Joanna Guerra é anunciada como vice de Paulinho Freire. | Joanna Guerra é anunciada como vice de Paulinho Freire. | Joanna Guerra é anunciada como vice de Paulinho Freire. | Joanna Guerra é anunciada como vice de Paulinho Freire. | Joanna Guerra é anunciada como vice de Paulinho Freire. | Joanna Guerra é anunciada como vice de Paulinho Freire. | Joanna Guerra é anunciada como vice de Paulinho Freire. | Joanna Guerra é anunciada como vice de Paulinho Freire. | Joanna Guerra é anunciada como vice de Paulinho Freire. | Joanna Guerra é anunciada como vice de Paulinho Freire. | Joanna Guerra é anunciada como vice de Paulinho Freire. | Joanna Guerra é anunciada como vice de Paulinho Freire. | Joanna Guerra é anunciada como vice de Paulinho Freire. | Joanna Guerra é anunciada como vice de Paulinho Freire. | Joanna Guerra é anunciada como vice de Paulinho Freire. | Joanna Guerra é anunciada como vice de Paulinho Freire. | Joanna Guerra é anunciada como vice de Paulinho Freire. | Joanna Guerra é anunciada como vice de Paulinho Freire. | Joanna Guerra é anunciada como vice de Paulinho Freire. | Joanna Guerra é anunciada como vice de Paulinho Freire. | Joanna Guerra é anunciada como vice de Paulinho Freire. | Joanna Guerra é anunciada como vice de Paulinho Freire. | Joanna Guerra é anunciada como vice de Paulinho Freire. | Joanna Guerra é anunciada como vice de Paulinho Freire. | Joanna Guerra é anunciada como vice de Paulinho Freire. | Joanna Guerra é anunciada como vice de Paulinho Freire. | Joanna Guerra é anunciada como vice de Paulinho Freire. | Joanna Guerra é anunciada como vice de Paulinho Freire. | Joanna Guerra é anunciada como vice de Paulinho Freire. | Joanna Guerra é anunciada como vice de Paulinho Freire. | Joanna Guerra é anunciada como vice de Paulinho Freire. | Joanna Guerra é anunciada como vice de Paulinho Freire. | Joanna Guerra é anunciada como vice de Paulinho Freire. | Joanna Guerra é anunciada como vice de Paulinho Freire. | Joanna Guerra é anunciada como vice de Paulinho Freire. | Joanna Guerra é anunciada como vice de Paulinho Freire. | Joanna Guerra é anunciada como vice de Paulinho Freire. | Joanna Guerra é anunciada como vice de Paulinho Freire. | Joanna Guerra é anunciada como vice de Paulinho Freire. | Joanna Guerra é anunciada como vice de Paulinho Freire. | Joanna Guerra é anunciada como vice de Paulinho Freire. | Joanna Guerra é anunciada como vice de Paulinho Freire. | Joanna Guerra é anunciada como vice de Paulinho Freire. | Joanna Guerra é anunciada como vice de Paulinho Freire. | Joanna Guerra é anunciada como vice de Paulinho Freire. | Joanna Guerra é anunciada como vice de Paulinho Freire. | Joanna Guerra é anunciada como vice de Paulinho Freire. | Joanna Guerra é anunciada como vice de Paulinho Freire. | Joanna Guerra é anunciada como vice de Paulinho Freire. | Joanna Guerra é anunciada como vice de Paulinho Freire. | Joanna Guerra é anunciada como vice de Paulinho Freire. | Joanna Guerra é anunciada como vice de Paulinho Freire. | Joanna Guerra é anunciada como vice de Paulinho Freire. | Joanna Guerra é anunciada como vice de Paulinho Freire. | Joanna Guerra é anunciada como vice de Paulinho Freire. | Joanna Guerra é anunciada como vice de Paulinho Freire. | Joanna Guerra é anunciada como vice de Paulinho Freire. | Joanna Guerra é anunciada como vice de Paulinho Freire. | Joanna Guerra é anunciada como vice de Paulinho Freire. | Joanna Guerra é anunciada como vice de Paulinho Freire. | Joanna Guerra é anunciada como vice de Paulinho Freire. | Joanna Guerra é anunciada como vice de Paulinho Freire. | Joanna Guerra é anunciada como vice de Paulinho Freire. | Joanna Guerra é anunciada como vice de Paulinho Freire. | Joanna Guerra é anunciada como vice de Paulinho Freire. | Joanna Guerra é anunciada como vice de Paulinho Freire. | Joanna Guerra é anunciada como vice de Paulinho Freire. | Joanna Guerra é anunciada como vice de Paulinho Freire. | Joanna Guerra é anunciada como vice de Paulinho Freire. | Joanna Guerra é anunciada como vice de Paulinho Freire. | Joanna Guerra é anunciada como vice de Paulinho Freire. | Joanna Guerra é anunciada como vice de Paulinho Freire. | Joanna Guerra é anunciada como vice de Paulinho Freire. | Joanna Guerra é anunciada como vice de Paulinho Freire. | Joanna Guerra é anunciada como vice de Paulinho Freire. | Joanna Guerra é anunciada como vice de Paulinho Freire. | Joanna Guerra é anunciada como vice de Paulinho Freire. | Joanna Guerra é anunciada como vice de Paulinho Freire. | Joanna Guerra é anunciada como vice de Paulinho Freire. | Joanna Guerra é anunciada como vice de Paulinho Freire. | Joanna Guerra é anunciada como vice de Paulinho Freire. | Joanna Guerra é anunciada como vice de Paulinho Freire. | Joanna Guerra é anunciada como vice de Paulinho Freire. | Joanna Guerra é anunciada como vice de Paulinho Freire. | Joanna Guerra é anunciada como vice de Paulinho Freire. | Joanna Guerra é anunciada como vice de Paulinho Freire. | Joanna Guerra é anunciada como vice de Paulinho Freire. | Joanna Guerra é anunciada como vice de Paulinho Freire. | Joanna Guerra é anunciada como vice de Paulinho Freire. | Joanna Guerra é anunciada como vice de Paulinho Freire. | Joanna Guerra é anunciada como vice de Paulinho Freire. | Joanna Guerra é anunciada como vice de Paulinho Freire. | Joanna Guerra é anunciada como vice de Paulinho Freire. | Joanna Guerra é anunciada como vice de Paulinho Freire. | Joanna Guerra é anunciada como vice de Paulinho Freire. | Joanna Guerra é anunciada como vice de Paulinho Freire. | Joanna Guerra é anunciada como vice de Paulinho Freire. | Joanna Guerra é anunciada como vice de Paulinho Freire. | Joanna Guerra é anunciada como vice de Paulinho Freire. | Joanna Guerra é anunciada como vice de Paulinho Freire. | Joanna Guerra é anunciada como vice de Paulinho Freire. | Joanna Guerra é anunciada como vice de Paulinho Freire. | Joanna Guerra é anunciada como vice de Paulinho Freire. | Joanna Guerra é anunciada como vice de Paulinho Freire. | Joanna Guerra é anunciada como vice de Paulinho Freire. | Joanna Guerra é anunciada como vice de Paulinho Freire. | Joanna Guerra é anunciada como vice de Paulinho Freire. | Joanna Guerra é anunciada como vice de Paulinho Freire. | Joanna Guerra é anunciada como vice de Paulinho Freire. | Joanna Guerra é anunciada como vice de Paulinho Freire. | Joanna Guerra é anunciada como vice de Paulinho Freire. | Joanna Guerra é anunciada como vice de Paulinho Freire. | Joanna Guerra é anunciada como vice de Paulinho Freire. | Joanna Guerra é anunciada como vice de Paulinho Freire. | Joanna Guerra é anunciada como vice de Paulinho Freire. | Joanna Guerra é anunciada como vice de Paulinho Freire. | Joanna Guerra é anunciada como vice de Paulinho Freire. | Joanna Guerra é anunciada como vice de Paulinho Freire. | Joanna Guerra é anunciada como vice de Paulinho Freire. | Joanna Guerra é anunciada como vice de Paulinho Freire. | Joanna Guerra é anunciada como vice de Paulinho Freire. | Joanna Guerra é anunciada como vice de Paulinho Freire. | Joanna Guerra é anunciada como vice de Paulinho Freire. | Joanna Guerra é anunciada como vice de Paulinho Freire. | Joanna Guerra é anunciada como vice de Paulinho Freire. | Joanna Guerra é anunciada como vice de Paulinho Freire. | Joanna Guerra é anunciada como vice de Paulinho Freire. | Joanna Guerra é anunciada como vice de Paulinho Freire. | Joanna Guerra é anunciada como vice de Paulinho Freire. | Joanna Guerra é anunciada como vice de Paulinho Freire. | Joanna Guerra é anunciada como vice de Paulinho Freire. | Joanna Guerra é anunciada como vice de Paulinho Freire. | Joanna Guerra é anunciada como vice de Paulinho Freire. | Joanna Guerra é anunciada como vice de Paulinho Freire. | Joanna Guerra é anunciada como vice de Paulinho Freire. | Joanna Guerra é anunciada como vice de Paulinho Freire. | Joanna Guerra é anunciada como vice de Paulinho Freire. | Joanna Guerra é anunciada como vice de Paulinho Freire. | Joanna Guerra é anunciada como vice de Paulinho Freire. | Joanna Guerra é anunciada como vice de Paulinho Freire. | Joanna Guerra é anunciada como vice de Paulinho Freire. | Joanna Guerra é anunciada como vice de Paulinho Freire. | Joanna Guerra é anunciada como vice de Paulinho Freire. | Joanna Guerra é anunciada como vice de Paulinho Freire. | Joanna Guerra é anunciada como vice de Paulinho Freire. | Joanna Guerra é anunciada como vice de Paulinho Freire. | Joanna Guerra é anunciada como vice de Paulinho Freire. | Joanna Guerra é anunciada como vice de Paulinho Freire. | Joanna Guerra é anunciada como vice de Paulinho Freire. | Joanna Guerra é anunciada como vice de Paulinho Freire. | Joanna Guerra é anunciada como vice de Paulinho Freire. | Joanna Guerra é anunciada como vice de Paulinho Freire. | Joanna Guerra é anunciada como vice de Paulinho Freire. | Joanna Guerra é anunciada como vice de Paulinho Freire. | Joanna Guerra é anunciada como vice de Paulinho Freire. | Joanna Guerra é anunciada como vice de Paulinho Freire. | Joanna Guerra é anunciada como vice de Paulinho Freire. | Joanna Guerra é anunciada como vice de Paulinho Freire. | Joanna Guerra é anunciada como vice de Paulinho Freire. | Joanna Guerra é anunciada como vice de Paulinho Freire. | Joanna Guerra é anunciada como vice de Paulinho Freire. | Joanna Guerra é anunciada como vice de Paulinho Freire. | Joanna Guerra é anunciada como vice de Paulinho Freire. | Joanna Guerra é anunciada como vice de Paulinho Freire. | Joanna Guerra é anunciada como vice de Paulinho Freire. | Joanna Guerra é anunciada como vice de Paulinho Freire. | Joanna Guerra é anunciada como vice de Paulinho Freire. | Joanna Guerra é anunciada como vice de Paulinho Freire. | Joanna Guerra é anunciada como vice de Paulinho Freire. | Joanna Guerra é anunciada como vice de Paulinho Freire. | Joanna Guerra é anunciada como vice de Paulinho Freire. | Joanna Guerra é anunciada como vice de Paulinho Freire. | Joanna Guerra é anunciada como vice de Paulinho Freire. | Joanna Guerra é anunciada como vice de Paulinho Freire. | Joanna Guerra é anunciada como vice de Paulinho Freire. | Joanna Guerra é anunciada como vice de Paulinho Freire. | Joanna Guerra é anunciada como vice de Paulinho Freire. | Joanna Guerra é anunciada como vice de Paulinho Freire. | Joanna Guerra é anunciada como vice de Paulinho Freire. | Joanna Guerra é anunciada como vice de Paulinho Freire. | Joanna Guerra é anunciada como vice de Paulinho Freire. | Joanna Guerra é anunciada como vice de Paulinho Freire. | Joanna Guerra é anunciada como vice de Paulinho Freire. | Joanna Guerra é anunciada como vice de Paulinho Freire. | Joanna Guerra é anunciada como vice de Paulinho Freire. | Joanna Guerra é anunciada como vice de Paulinho Freire. | Joanna Guerra é anunciada como vice de Paulinho Freire. | Joanna Guerra é anunciada como vice de Paulinho Freire. | Joanna Guerra é anunciada como vice de Paulinho Freire. | Joanna Guerra é anunciada como vice de Paulinho Freire. | Joanna Guerra é anunciada como vice de Paulinho Freire. | Joanna Guerra é anunciada como vice de Paulinho Freire. | Joanna Guerra é anunciada como vice de Paulinho Freire. | Joanna Guerra é anunciada como vice de Paulinho Freire. | Joanna Guerra é anunciada como vice de Paulinho Freire. | Joanna Guerra é anunciada como vice de Paulinho Freire. | Joanna Guerra é anunciada como vice de Paulinho Freire. | Joanna Guerra é anunciada como vice de Paulinho Freire. | Joanna Guerra é anunciada como vice de Paulinho Freire. | Joanna Guerra é anunciada como vice de Paulinho Freire. | Joanna Guerra é anunciada como vice de Paulinho Freire. | Joanna Guerra é anunciada como vice de Paulinho Freire. | Joanna Guerra é anunciada como vice de Paulinho Freire. | Joanna Guerra é anunciada como vice de Paulinho Freire. | Joanna Guerra é anunciada como vice de Paulinho Freire. | Joanna Guerra é anunciada como vice de Paulinho Freire. | Joanna Guerra é anunciada como vice de Paulinho Freire. | Joanna Guerra é anunciada como vice de Paulinho Freire. | Joanna Guerra é anunciada como vice de Paulinho Freire. | Joanna Guerra é anunciada como vice de Paulinho Freire. | Joanna Guerra é anunciada como vice de Paulinho Freire. | Joanna Guerra é anunciada como vice de Paulinho Freire. | Joanna Guerra é anunciada como vice de Paulinho Freire. | Joanna Guerra é anunciada como vice de Paulinho Freire. | Joanna Guerra é anunciada como vice de Paulinho Freire. | Joanna Guerra é anunciada como vice de Paulinho Freire. | Joanna Guerra é anunciada como vice de Paulinho Freire. | Joanna Guerra é anunciada como vice de Paulinho Freire. | Joanna Guerra é anunciada como vice de Paulinho Freire. | Joanna Guerra é anunciada como vice de Paulinho Freire. | Joanna Guerra é anunciada como vice de Paulinho Freire. | Joanna Guerra é anunciada como vice de Paulinho Freire. | Joanna Guerra é anunciada como vice de Paulinho Freire. | Joanna Guerra é anunciada como vice de Paulinho Freire. | Joanna Guerra é anunciada como vice de Paulinho Freire. | Joanna Guerra é anunciada como vice de Paulinho Freire. | Joanna Guerra é anunciada como vice de Paulinho Freire. | Joanna Guerra é anunciada como vice de Paulinho Freire. | Joanna Guerra é anunciada como vice de Paulinho Freire. | Joanna Guerra é anunciada como vice de Paulinho Freire. | Joanna Guerra é anunciada como vice de Paulinho Freire. | Joanna Guerra é anunciada como vice de Paulinho Freire. | Joanna Guerra é anunciada como vice de Paulinho Freire. | Joanna Guerra é anunciada como vice de Paulinho Freire. | Joanna Guerra é anunciada como vice de Paulinho Freire. | Joanna Guerra é anunciada como vice de Paulinho Freire. | Joanna Guerra é anunciada como vice de Paulinho Freire. | Joanna Guerra é anunciada como vice de Paulinho Freire. | Joanna Guerra é anunciada como vice de Paulinho Freire. | Joanna Guerra é anunciada como vice de Paulinho Freire. | Joanna Guerra é anunciada como vice de Paulinho Freire. | Joanna Guerra é anunciada como vice de Paulinho Freire. | Joanna Guerra é anunciada como vice de Paulinho Freire. | Joanna Guerra é anunciada como vice de Paulinho Freire. | Joanna Guerra é anunciada como vice de Paulinho Freire. | Joanna Guerra é anunciada como vice de Paulinho Freire. | Joanna Guerra é anunciada como vice de Paulinho Freire. | Joanna Guerra é anunciada como vice de Paulinho Freire. | Joanna Guerra é anunciada como vice de Paulinho Freire. | Joanna Guerra é anunciada como vice de Paulinho Freire. | Joanna Guerra é anunciada como vice de Paulinho Freire. | Joanna Guerra é anunciada como vice de Paulinho Freire. | Joanna Guerra é anunciada como vice de Paulinho Freire. | Joanna Guerra é anunciada como vice de Paulinho Freire. | Joanna Guerra é anunciada como vice de Paulinho Freire. | Joanna Guerra é anunciada como vice de Paulinho Freire. | Joanna Guerra é anunciada como vice de Paulinho Freire. | Joanna Guerra é anunciada como vice de Paulinho Freire. | Joanna Guerra é anunciada como vice de Paulinho Freire. | Joanna Guerra é anunciada como vice de Paulinho Freire. | Joanna Guerra é anunciada como vice de Paulinho Freire. | Joanna Guerra é anunciada como vice de Paulinho Freire. | Joanna Guerra é anunciada como vice de Paulinho Freire. | Joanna Guerra é anunciada como vice de Paulinho Freire. | Joanna Guerra é anunciada como vice de Paulinho Freire. | Joanna Guerra é anunciada como vice de Paulinho Freire. | Joanna Guerra é anunciada como vice de Paulinho Freire. | Joanna Guerra é anunciada como vice de Paulinho Freire. | Joanna Guerra é anunciada como vice de Paulinho Freire. | Joanna Guerra é anunciada como vice de Paulinho Freire. | Joanna Guerra é anunciada como vice de Paulinho Freire. | Joanna Guerra é anunciada como vice de Paulinho Freire. | Joanna Guerra é anunciada como vice de Paulinho Freire. | Joanna Guerra é anunciada como vice de Paulinho Freire. | Joanna Guerra é anunciada como vice de Paulinho Freire. | Joanna Guerra é anunciada como vice de Paulinho Freire. | Joanna Guerra é anunciada como vice de Paulinho Freire. | Joanna Guerra é anunciada como vice de Paulinho Freire. | Joanna Guerra é anunciada como vice de Paulinho Freire. | Joanna Guerra é anunciada como vice de Paulinho Freire. | Joanna Guerra é anunciada como vice de Paulinho Freire. | Joanna Guerra é anunciada como vice de Paulinho Freire. | Joanna Guerra é anunciada como vice de Paulinho Freire. | Joanna Guerra é anunciada como vice de Paulinho Freire. | Joanna Guerra é anunciada como vice de Paulinho Freire. | Joanna Guerra é anunciada como vice de Paulinho Freire. | Joanna Guerra é anunciada como vice de Paulinho Freire. | Joanna Guerra é anunciada como vice de Paulinho Freire. | Joanna Guerra é anunciada como vice de Paulinho Freire. | Joanna Guerra é anunciada como vice de Paulinho Freire. | Joanna Guerra é anunciada como vice de Paulinho Freire. | Joanna Guerra é anunciada como vice de Paulinho Freire. | Joanna Guerra é anunciada como vice de Paulinho Freire. | Joanna Guerra é anunciada como vice de Paulinho Freire. | Joanna Guerra é anunciada como vice de Paulinho Freire. | Joanna Guerra é anunciada como vice de Paulinho Freire. | Joanna Guerra é anunciada como vice de Paulinho Freire. | Joanna Guerra é anunciada como vice de Paulinho Freire. | Joanna Guerra é anunciada como vice de Paulinho Freire. | Joanna Guerra é anunciada como vice de Paulinho Freire. | Joanna Guerra é anunciada como vice de Paulinho Freire. | Joanna Guerra é anunciada como vice de Paulinho Freire. | Joanna Guerra é anunciada como vice de Paulinho Freire. | Joanna Guerra é anunciada como vice de Paulinho Freire. | Joanna Guerra é anunciada como vice de Paulinho Freire. | Joanna Guerra é anunciada como vice de Paulinho Freire. | Joanna Guerra é anunciada como vice de Paulinho Freire. | Joanna Guerra é anunciada como vice de Paulinho Freire. | Joanna Guerra é anunciada como vice de Paulinho Freire. | Joanna Guerra é anunciada como vice de Paulinho Freire. | Joanna Guerra é anunciada como vice de Paulinho Freire. | Joanna Guerra é anunciada como vice de Paulinho Freire. | Joanna Guerra é anunciada como vice de Paulinho Freire. | Joanna Guerra é anunciada como vice de Paulinho Freire. | Joanna Guerra é anunciada como vice de Paulinho Freire. | Joanna Guerra é anunciada como vice de Paulinho Freire. | Joanna Guerra é anunciada como vice de Paulinho Freire. | Joanna Guerra é anunciada como vice de Paulinho Freire. | Joanna Guerra é anunciada como vice de Paulinho Freire. | Joanna Guerra é anunciada como vice de Paulinho Freire. | Joanna Guerra é anunciada como vice de Paulinho Freire. | Joanna Guerra é anunciada como vice de Paulinho Freire. | Joanna Guerra é anunciada como vice de Paulinho Freire. | Joanna Guerra é anunciada como vice de Paulinho Freire. | Joanna Guerra é anunciada como vice de Paulinho Freire. | Joanna Guerra é anunciada como vice de Paulinho Freire. | Joanna Guerra é anunciada como vice de Paulinho Freire. | Joanna Guerra é anunciada como vice de Paulinho Freire. | Joanna Guerra é anunciada como vice de Paulinho Freire. | Joanna Guerra é anunciada como vice de Paulinho Freire. | Joanna Guerra é anunciada como vice de Paulinho Freire. | Joanna Guerra é anunciada como vice de Paulinho Freire. | Joanna Guerra é anunciada como vice de Paulinho Freire. | Joanna Guerra é anunciada como vice de Paulinho Freire. | Joanna Guerra é anunciada como vice de Paulinho Freire. | Joanna Guerra é anunciada como vice de Paulinho Freire. | Joanna Guerra é anunciada como vice de Paulinho Freire. | Joanna Guerra é anunciada como vice de Paulinho Freire. | Joanna Guerra é anunciada como vice de Paulinho Freire. | Joanna Guerra é anunciada como vice de Paulinho Freire. | Joanna Guerra é anunciada como vice de Paulinho Freire. | Joanna Guerra é anunciada como vice de Paulinho Freire. | Joanna Guerra é anunciada como vice de Paulinho Freire. | Joanna Guerra é anunciada como vice de Paulinho Freire. | Joanna Guerra é anunciada como vice de Paulinho Freire. | Joanna Guerra é anunciada como vice de Paulinho Freire. | Joanna Guerra é anunciada como vice de Paulinho Freire. | Joanna Guerra é anunciada como vice de Paulinho Freire. | Joanna Guerra é anunciada como vice de Paulinho Freire. | Joanna Guerra é anunciada como vice de Paulinho Freire. | Joanna Guerra é anunciada como vice de Paulinho Freire. | Joanna Guerra é anunciada como vice de Paulinho Freire. | Joanna Guerra é anunciada como vice de Paulinho Freire. | Joanna Guerra é anunciada como vice de Paulinho Freire. | Joanna Guerra é anunciada como vice de Paulinho Freire. | Joanna Guerra é anunciada como vice de Paulinho Freire. | Joanna Guerra é anunciada como vice de Paulinho Freire. | Joanna Guerra é anunciada como vice de Paulinho Freire. | Joanna Guerra é anunciada como vice de Paulinho Freire. | Joanna Guerra é anunciada como vice de Paulinho Freire. | Joanna Guerra é anunciada como vice de Paulinho Freire. | Joanna Guerra é anunciada como vice de Paulinho Freire. | Joanna Guerra é anunciada como vice de Paulinho Freire. | Joanna Guerra é anunciada como vice de Paulinho Freire. | Joanna Guerra é anunciada como vice de Paulinho Freire. | Joanna Guerra é anunciada como vice de Paulinho Freire. | Joanna Guerra é anunciada como vice de Paulinho Freire. | Joanna Guerra é anunciada como vice de Paulinho Freire. | Joanna Guerra é anunciada como vice de Paulinho Freire. | Joanna Guerra é anunciada como vice de Paulinho Freire. | Joanna Guerra é anunciada como vice de Paulinho Freire. | Joanna Guerra é anunciada como vice de Paulinho Freire. | Joanna Guerra é anunciada como vice de Paulinho Freire. | Joanna Guerra é anunciada como vice de Paulinho Freire. | Joanna Guerra é anunciada como vice de Paulinho Freire. | Joanna Guerra é anunciada como vice de Paulinho Freire. | Joanna Guerra é anunciada como vice de Paulinho Freire. | Joanna Guerra é anunciada como vice de Paulinho Freire. | Joanna Guerra é anunciada como vice de Paulinho Freire. | Joanna Guerra é anunciada como vice de Paulinho Freire. | Joanna Guerra é anunciada como vice de Paulinho Freire. | Joanna Guerra é anunciada como vice de Paulinho Freire. | Joanna Guerra é anunciada como vice de Paulinho Freire. | Joanna Guerra é anunciada como vice de Paulinho Freire. | Joanna Guerra é anunciada como vice de Paulinho Freire. | Joanna Guerra é anunciada como vice de Paulinho Freire. | Joanna Guerra é anunciada como vice de Paulinho Freire. | Joanna Guerra é anunciada como vice de Paulinho Freire. | Joanna Guerra é anunciada como vice de Paulinho Freire. | Joanna Guerra é anunciada como vice de Paulinho Freire. | Joanna Guerra é anunciada como vice de Paulinho Freire. | Joanna Guerra é anunciada como vice de Paulinho Freire. | Joanna Guerra é anunciada como vice de Paulinho Freire. | Joanna Guerra é anunciada como vice de Paulinho Freire. | Joanna Guerra é anunciada como vice de Paulinho Freire. | Joanna Guerra é anunciada como vice de Paulinho Freire. | Joanna Guerra é anunciada como vice de Paulinho Freire. | Joanna Guerra é anunciada como vice de Paulinho Freire. | Joanna Guerra é anunciada como vice de Paulinho Freire. | Joanna Guerra é anunciada como vice de Paulinho Freire. | Joanna Guerra é anunciada como vice de Paulinho Freire. | Joanna Guerra é anunciada como vice de Paulinho Freire. | Joanna Guerra é anunciada como vice de Paulinho Freire. | Joanna Guerra é anunciada como vice de Paulinho Freire. | Joanna Guerra é anunciada como vice de Paulinho Freire. | Joanna Guerra é anunciada como vice de Paulinho Freire. | Joanna Guerra é anunciada como vice de Paulinho Freire. | Joanna Guerra é anunciada como vice de Paulinho Freire. | Joanna Guerra é anunciada como vice de Paulinho Freire. | Joanna Guerra é anunciada como vice de Paulinho Freire. | Joanna Guerra é anunciada como vice de Paulinho Freire. | Joanna Guerra é anunciada como vice de Paulinho Freire. | Joanna Guerra é anunciada como vice de Paulinho Freire. | Joanna Guerra é anunciada como vice de Paulinho Freire. | Joanna Guerra é anunciada como vice de Paulinho Freire. | Joanna Guerra é anunciada como vice de Paulinho Freire. | Joanna Guerra é anunciada como vice de Paulinho Freire. | Joanna Guerra é anunciada como vice de Paulinho Freire. | Joanna Guerra é anunciada como vice de Paulinho Freire. | Joanna Guerra é anunciada como vice de Paulinho Freire. | Joanna Guerra é anunciada como vice de Paulinho Freire. | Joanna Guerra é anunciada como vice de Paulinho Freire. | Joanna Guerra é anunciada como vice de Paulinho Freire. | Joanna Guerra é anunciada como vice de Paulinho Freire. | Joanna Guerra é anunciada como vice de Paulinho Freire. | Joanna Guerra é anunciada como vice de Paulinho Freire. | Joanna Guerra é anunciada como vice de Paulinho Freire. | Joanna Guerra é anunciada como vice de Paulinho Freire. | Joanna Guerra é anunciada como vice de Paulinho Freire. | Joanna Guerra é anunciada como vice de Paulinho Freire. | Joanna Guerra é anunciada como vice de Paulinho Freire. | Joanna Guerra é anunciada como vice de Paulinho Freire. | Joanna Guerra é anunciada como vice de Paulinho Freire. | Joanna Guerra é anunciada como vice de Paulinho Freire. | Joanna Guerra é anunciada como vice de Paulinho Freire. | Joanna Guerra é anunciada como vice de Paulinho Freire. | Joanna Guerra é anunciada como vice de Paulinho Freire. | Joanna Guerra é anunciada como vice de Paulinho Freire. | Joanna Guerra é anunciada como vice de Paulinho Freire. | Joanna Guerra é anunciada como vice de Paulinho Freire. | Joanna Guerra é anunciada como vice de Paulinho Freire. | Joanna Guerra é anunciada como vice de Paulinho Freire. | Joanna Guerra é anunciada como vice de Paulinho Freire. | Joanna Guerra é anunciada como vice de Paulinho Freire. | Joanna Guerra é anunciada como vice de Paulinho Freire. | Joanna Guerra é anunciada como vice de Paulinho Freire. | Joanna Guerra é anunciada como vice de Paulinho Freire. | Joanna Guerra é anunciada como vice de Paulinho Freire. | Joanna Guerra é anunciada como vice de Paulinho Freire. | Joanna Guerra é anunciada como vice de Paulinho Freire. | Joanna Guerra é anunciada como vice de Paulinho Freire. | Joanna Guerra é anunciada como vice de Paulinho Freire. | Joanna Guerra é anunciada como vice de Paulinho Freire. | Joanna Guerra é anunciada como vice de Paulinho Freire. | Joanna Guerra é anunciada como vice de Paulinho Freire. | Joanna Guerra é anunciada como vice de Paulinho Freire. | Joanna Guerra é anunciada como vice de Paulinho Freire. | Joanna Guerra é anunciada como vice de Paulinho Freire. | Joanna Guerra é anunciada como vice de Paulinho Freire. |
| Fonte Registro no TSE          | Data(s) conduzida(s)     | Amostragem  | Alves PSD                                               | Alves PSD                                               | Alves PSD                                               | Alves PSD                                               | Alves PSD                                               | Alves PSD                                               | Alves PSD                                               | Alves PSD                                               | Alves PSD                                               | Alves PSD                                               | Alves PSD                                               | Alves PSD                                               | Alves PSD                                               | Alves PSD                                               | Alves PSD                                               | Alves PSD                                               | Alves PSD                                               | Alves PSD                                               | Alves PSD                                               | Alves PSD                                               | Alves PSD                                               | Alves PSD                                               | Alves PSD                                               | Alves PSD                                               | Alves PSD                                               | Alves PSD                                               | Alves PSD                                               | Alves PSD                                               | Alves PSD                                               | Alves PSD                                               | Alves PSD                                               | Alves PSD                                               | Alves PSD                                               | Alves PSD                                               | Alves PSD                                               | Alves PSD                                               | Alves PSD                                               | Alves PSD                                               | Alves PSD                                               | Alves PSD                                               | Alves PSD                                               | Alves PSD                                               | Alves PSD                                               | Alves PSD                                               | Alves PSD                                               | Alves PSD                                               | Alves PSD                                               | Alves PSD                                               | Alves PSD                                               | Alves PSD                                               | Alves PSD                                               | Alves PSD                                               | Alves PSD                                               | Alves PSD                                               | Alves PSD                                               | Alves PSD                                               | Alves PSD                                               | Alves PSD                                               | Alves PSD                                               | Alves PSD                                               | Alves PSD                                               | Alves PSD                                               | Alves PSD                                               | Alves PSD                                               | Alves PSD                                               | Alves PSD                                               | Alves PSD                                               | Alves PSD                                               | Alves PSD                                               | Alves PSD                                               | Alves PSD                                               | Alves PSD                                               | Alves PSD                                               | Alves PSD                                               | Alves PSD                                               | Alves PSD                                               | Alves PSD                                               | Alves PSD                                               | Alves PSD                                               | Alves PSD                                               | Alves PSD                                               | Alves PSD                                               | Alves PSD                                               | Alves PSD                                               | Alves PSD                                               | Alves PSD                                               | Alves PSD                                               | Alves PSD                                               | Alves PSD                                               | Alves PSD                                               | Alves PSD                                               | Bonavides PT                                            | Bonavides PT                                            | Bonavides PT                                            | Bonavides PT                                            | Bonavides PT                                            | Bonavides PT                                            | Bonavides PT                                            | Bonavides PT                                            | Bonavides PT                                            | Bonavides PT                                            | Bonavides PT                                            | Bonavides PT                                            | Bonavides PT                                            | Bonavides PT                                            | Bonavides PT                                            | Bonavides PT                                            | Bonavides PT                                            | Bonavides PT                                            | Bonavides PT                                            | Bonavides PT                                            | Bonavides PT                                            | Bonavides PT                                            | Bonavides PT                                            | Bonavides PT                                            | Bonavides PT                                            | Bonavides PT                                            | Bonavides PT                                            | Bonavides PT                                            | Bonavides PT                                            | Bonavides PT                                            | Bonavides PT                                            | Bonavides PT                                            | Bonavides PT                                            | Bonavides PT                                            | Bonavides PT                                            | Bonavides PT                                            | Bonavides PT                                            | Bonavides PT                                            | Bonavides PT                                            | Bonavides PT                                            | Bonavides PT                                            | Bonavides PT                                            | Bonavides PT                                            | Bonavides PT                                            | Bonavides PT                                            | Bonavides PT                                            | Bonavides PT                                            | Bonavides PT                                            | Bonavides PT                                            | Bonavides PT                                            | Bonavides PT                                            | Bonavides PT                                            | Bonavides PT                                            | Bonavides PT                                            | Bonavides PT                                            | Bonavides PT                                            | Bonavides PT                                            | Bonavides PT                                            | Bonavides PT                                            | Bonavides PT                                            | Bonavides PT                                            | Bonavides PT                                            | Bonavides PT                                            | Bonavides PT                                            | Bonavides PT                                            | Bonavides PT                                            | Bonavides PT                                            | Bonavides PT                                            | Bonavides PT                                            | Bonavides PT                                            | Bonavides PT                                            | Bonavides PT                                            | Bonavides PT                                            | Bonavides PT                                            | Bonavides PT                                            | Bonavides PT                                            | Bonavides PT                                            | Bonavides PT                                            | Bonavides PT                                            | Bonavides PT                                            | Bonavides PT                                            | Bonavides PT                                            | Bonavides PT                                            | Bonavides PT                                            | Bonavides PT                                            | Bonavides PT                                            | Bonavides PT                                            | Bonavides PT                                            | Bonavides PT                                            | Bonavides PT                                            | Bonavides PT                                            | Freire UNIÃO                                            | Freire UNIÃO                                            | Freire UNIÃO                                            | Freire UNIÃO                                            | Freire UNIÃO                                            | Freire UNIÃO                                            | Freire UNIÃO                                            | Freire UNIÃO                                            | Freire UNIÃO                                            | Freire UNIÃO                                            | Freire UNIÃO                                            | Freire UNIÃO                                            | Freire UNIÃO                                            | Freire UNIÃO                                            | Freire UNIÃO                                            | Freire UNIÃO                                            | Freire UNIÃO                                            | Freire UNIÃO                                            | Freire UNIÃO                                            | Freire UNIÃO                                            | Freire UNIÃO                                            | Freire UNIÃO                                            | Freire UNIÃO                                            | Freire UNIÃO                                            | Freire UNIÃO                                            | Freire UNIÃO                                            | Freire UNIÃO                                            | Freire UNIÃO                                            | Freire UNIÃO                                            | Freire UNIÃO                                            | Freire UNIÃO                                            | Freire UNIÃO                                            | Freire UNIÃO                                            | Freire UNIÃO                                            | Freire UNIÃO                                            | Freire UNIÃO                                            | Freire UNIÃO                                            | Freire UNIÃO                                            | Freire UNIÃO                                            | Freire UNIÃO                                            | Freire UNIÃO                                            | Freire UNIÃO                                            | Freire UNIÃO                                            | Freire UNIÃO                                            | Freire UNIÃO                                            | Freire UNIÃO                                            | Freire UNIÃO                                            | Freire UNIÃO                                            | Freire UNIÃO                                            | Freire UNIÃO                                            | Freire UNIÃO                                            | Freire UNIÃO                                            | Freire UNIÃO                                            | Freire UNIÃO                                            | Freire UNIÃO                                            | Freire UNIÃO                                            | Freire UNIÃO                                            | Freire UNIÃO                                            | Freire UNIÃO                                            | Freire UNIÃO                                            | Freire UNIÃO                                            | Freire UNIÃO                                            | Freire UNIÃO                                            | Freire UNIÃO                                            | Freire UNIÃO                                            | Freire UNIÃO                                            | Freire UNIÃO                                            | Freire UNIÃO                                            | Freire UNIÃO                                            | Freire UNIÃO                                            | Freire UNIÃO                                            | Freire UNIÃO                                            | Freire UNIÃO                                            | Freire UNIÃO                                            | Freire UNIÃO                                            | Freire UNIÃO                                            | Freire UNIÃO                                            | Freire UNIÃO                                            | Freire UNIÃO                                            | Freire UNIÃO                                            | Freire UNIÃO                                            | Freire UNIÃO                                            | Freire UNIÃO                                            | Freire UNIÃO                                            | Freire UNIÃO                                            | Freire UNIÃO                                            | Freire UNIÃO                                            | Freire UNIÃO                                            | Freire UNIÃO                                            | Freire UNIÃO                                            | Freire UNIÃO                                            | Motta Avante                                            | Motta Avante                                            | Motta Avante                                            | Motta Avante                                            | Motta Avante                                            | Motta Avante                                            | Motta Avante                                            | Motta Avante                                            | Motta Avante                                            | Motta Avante                                            | Motta Avante                                            | Motta Avante                                            | Motta Avante                                            | Motta Avante                                            | Motta Avante                                            | Motta Avante                                            | Motta Avante                                            | Motta Avante                                            | Motta Avante                                            | Motta Avante                                            | Motta Avante                                            | Motta Avante                                            | Motta Avante                                            | Motta Avante                                            | Motta Avante                                            | Motta Avante                                            | Motta Avante                                            | Motta Avante                                            | Motta Avante                                            | Motta Avante                                            | Motta Avante                                            | Motta Avante                                            | Motta Avante                                            | Motta Avante                                            | Motta Avante                                            | Motta Avante                                            | Motta Avante                                            | Motta Avante                                            | Motta Avante                                            | Motta Avante                                            | Motta Avante                                            | Motta Avante                                            | Motta Avante                                            | Motta Avante                                            | Motta Avante                                            | Motta Avante                                            | Motta Avante                                            | Motta Avante                                            | Motta Avante                                            | Motta Avante                                            | Motta Avante                                            | Motta Avante                                            | Motta Avante                                            | Motta Avante                                            | Motta Avante                                            | Motta Avante                                            | Motta Avante                                            | Motta Avante                                            | Motta Avante                                            | Motta Avante                                            | Motta Avante                                            | Motta Avante                                            | Motta Avante                                            | Motta Avante                                            | Motta Avante                                            | Motta Avante                                            | Motta Avante                                            | Motta Avante                                            | Motta Avante                                            | Motta Avante                                            | Motta Avante                                            | Motta Avante                                            | Motta Avante                                            | Motta Avante                                            | Motta Avante                                            | Motta Avante                                            | Motta Avante                                            | Motta Avante                                            | Motta Avante                                            | Motta Avante                                            | Motta Avante                                            | Motta Avante                                            | Motta Avante                                            | Motta Avante                                            | Motta Avante                                            | Motta Avante                                            | Motta Avante                                            | Motta Avante                                            | Motta Avante                                            | Motta Avante                                            | Motta Avante                                            | Guerra Republicanos                                     | Guerra Republicanos                                     | Guerra Republicanos                                     | Guerra Republicanos                                     | Guerra Republicanos                                     | Guerra Republicanos                                     | Guerra Republicanos                                     | Guerra Republicanos                                     | Guerra Republicanos                                     | Guerra Republicanos                                     | Guerra Republicanos                                     | Guerra Republicanos                                     | Guerra Republicanos                                     | Guerra Republicanos                                     | Guerra Republicanos                                     | Guerra Republicanos                                     | Guerra Republicanos                                     | Guerra Republicanos                                     | Guerra Republicanos                                     | Guerra Republicanos                                     | Guerra Republicanos                                     | Guerra Republicanos                                     | Guerra Republicanos                                     | Guerra Republicanos                                     | Guerra Republicanos                                     | Guerra Republicanos                                     | Guerra Republicanos                                     | Guerra Republicanos                                     | Guerra Republicanos                                     | Guerra Republicanos                                     | Guerra Republicanos                                     | Guerra Republicanos                                     | Guerra Republicanos                                     | Guerra Republicanos                                     | Guerra Republicanos                                     | Guerra Republicanos                                     | Guerra Republicanos                                     | Guerra Republicanos                                     | Guerra Republicanos                                     | Guerra Republicanos                                     | Guerra Republicanos                                     | Guerra Republicanos                                     | Guerra Republicanos                                     | Guerra Republicanos                                     | Guerra Republicanos                                     | Guerra Republicanos                                     | Guerra Republicanos                                     | Guerra Republicanos                                     | Guerra Republicanos                                     | Guerra Republicanos                                     | Guerra Republicanos                                     | Guerra Republicanos                                     | Guerra Republicanos                                     | Guerra Republicanos                                     | Guerra Republicanos                                     | Guerra Republicanos                                     | Guerra Republicanos                                     | Guerra Republicanos                                     | Guerra Republicanos                                     | Guerra Republicanos                                     | Guerra Republicanos                                     | Guerra Republicanos                                     | Guerra Republicanos                                     | Guerra Republicanos                                     | Guerra Republicanos                                     | Guerra Republicanos                                     | Guerra Republicanos                                     | Guerra Republicanos                                     | Guerra Republicanos                                     | Guerra Republicanos                                     | Guerra Republicanos                                     | Guerra Republicanos                                     | Guerra Republicanos                                     | Guerra Republicanos                                     | Guerra Republicanos                                     | Guerra Republicanos                                     | Guerra Republicanos                                     | Guerra Republicanos                                     | Guerra Republicanos                                     | Guerra Republicanos                                     | Guerra Republicanos                                     | Guerra Republicanos                                     | Guerra Republicanos                                     | Guerra Republicanos                                     | Guerra Republicanos                                     | Guerra Republicanos                                     | Guerra Republicanos                                     | Guerra Republicanos                                     | Guerra Republicanos                                     | Guerra Republicanos                                     | Guerra Republicanos                                     | Outros                                                  | Outros                                                  | Outros                                                  | Outros                                                  | Outros                                                  | Outros                                                  | Outros                                                  | Outros                                                  | Outros                                                  | Outros                                                  | Outros                                                  | Outros                                                  | Outros                                                  | Outros                                                  | Outros                                                  | Outros                                                  | Outros                                                  | Outros                                                  | Outros                                                  | Outros                                                  | Outros                                                  | Outros                                                  | Outros                                                  | Outros                                                  | Outros                                                  | Outros                                                  | Outros                                                  | Outros                                                  | Outros                                                  | Outros                                                  | Outros                                                  | Outros                                                  | Outros                                                  | Outros                                                  | Outros                                                  | Outros                                                  | Outros                                                  | Outros                                                  | Outros                                                  | Outros                                                  | Outros                                                  | Outros                                                  | Outros                                                  | Outros                                                  | Outros                                                  | Outros                                                  | Outros                                                  | Outros                                                  | Outros                                                  | Outros                                                  | Outros                                                  | Outros                                                  | Outros                                                  | Outros                                                  | Outros                                                  | Outros                                                  | Outros                                                  | Outros                                                  | Outros                                                  | Outros                                                  | Outros                                                  | Outros                                                  | Outros                                                  | Outros                                                  | Outros                                                  | Outros                                                  | Outros                                                  | Outros                                                  | Outros                                                  | Outros                                                  | Outros                                                  | Outros                                                  | Outros                                                  | Outros                                                  | Outros                                                  | Outros                                                  | Outros                                                  | Outros                                                  | Outros                                                  | Outros                                                  | Outros                                                  | Outros                                                  | Outros                                                  | Outros                                                  | Outros                                                  | Outros                                                  | Outros                                                  | Outros                                                  | Outros                                                  | Outros                                                  | Outros                                                  | Brancos / Nulos                                         | Indecisos                                               | Vantagem                                                | Margem de erro                                          |
| Fonte Registro no TSE          | Data(s) conduzida(s)     | Amostragem  |                                                         |                                                         |                                                         |                                                         |                                                         |                                                         |                                                         |                                                         |                                                         |                                                         |                                                         |                                                         |                                                         |                                                         |                                                         |                                                         |                                                         |                                                         |                                                         |                                                         |                                                         |                                                         |                                                         |                                                         |                                                         |                                                         |                                                         |                                                         |                                                         |                                                         |                                                         |                                                         |                                                         |                                                         |                                                         |                                                         |                                                         |                                                         |                                                         |                                                         |                                                         |                                                         |                                                         |                                                         |                                                         |                                                         |                                                         |                                                         |                                                         |                                                         |                                                         |                                                         |                                                         |                                                         |                                                         |                                                         |                                                         |                                                         |                                                         |                                                         |                                                         |                                                         |                                                         |                                                         |                                                         |                                                         |                                                         |                                                         |                                                         |                                                         |                                                         |                                                         |                                                         |                                                         |                                                         |                                                         |                                                         |                                                         |                                                         |                                                         |                                                         |                                                         |                                                         |                                                         |                                                         |                                                         |                                                         |                                                         |                                                         |                                                         |                                                         |                                                         |                                                         |                                                         |                                                         |                                                         |                                                         |                                                         |                                                         |                                                         |                                                         |                                                         |                                                         |                                                         |                                                         |                                                         |                                                         |                                                         |                                                         |                                                         |                                                         |                                                         |                                                         |                                                         |                                                         |                                                         |                                                         |                                                         |                                                         |                                                         |                                                         |                                                         |                                                         |                                                         |                                                         |                                                         |                                                         |                                                         |                                                         |                                                         |                                                         |                                                         |                                                         |                                                         |                                                         |                                                         |                                                         |                                                         |                                                         |                                                         |                                                         |                                                         |                                                         |                                                         |                                                         |                                                         |                                                         |                                                         |                                                         |                                                         |                                                         |                                                         |                                                         |                                                         |                                                         |                                                         |                                                         |                                                         |                                                         |                                                         |                                                         |                                                         |                                                         |                                                         |                                                         |                                                         |                                                         |                                                         |                                                         |                                                         |                                                         |                                                         |                                                         |                                                         |                                                         |                                                         |                                                         |                                                         |                                                         |                                                         |                                                         |                                                         |                                                         |                                                         |                                                         |                                                         |                                                         |                                                         |                                                         |                                                         |                                                         |                                                         |                                                         |                                                         |                                                         |                                                         |                                                         |                                                         |                                                         |                                                         |                                                         |                                                         |                                                         |                                                         |                                                         |                                                         |                                                         |                                                         |                                                         |                                                         |                                                         |                                                         |                                                         |                                                         |                                                         |                                                         |                                                         |                                                         |                                                         |                                                         |                                                         |                                                         |                                                         |                                                         |                                                         |                                                         |                                                         |                                                         |                                                         |                                                         |                                                         |                                                         |                                                         |                                                         |                                                         |                                                         |                                                         |                                                         |                                                         |                                                         |                                                         |                                                         |                                                         |                                                         |                                                         |                                                         |                                                         |                                                         |                                                         |                                                         |                                                         |                                                         |                                                         |                                                         |                                                         |                                                         |                                                         |                                                         |                                                         |                                                         |                                                         |                                                         |                                                         |                                                         |                                                         |                                                         |                                                         |                                                         |                                                         |                                                         |                                                         |                                                         |                                                         |                                                         |                                                         |                                                         |                                                         |                                                         |                                                         |                                                         |                                                         |                                                         |                                                         |                                                         |                                                         |                                                         |                                                         |                                                         |                                                         |                                                         |                                                         |                                                         |                                                         |                                                         |                                                         |                                                         |                                                         |                                                         |                                                         |                                                         |                                                         |                                                         |                                                         |                                                         |                                                         |                                                         |                                                         |                                                         |                                                         |                                                         |                                                         |                                                         |                                                         |                                                         |                                                         |                                                         |                                                         |                                                         |                                                         |                                                         |                                                         |                                                         |                                                         |                                                         |                                                         |                                                         |                                                         |                                                         |                                                         |                                                         |                                                         |                                                         |                                                         |                                                         |                                                         |                                                         |                                                         |                                                         |                                                         |                                                         |                                                         |                                                         |                                                         |                                                         |                                                         |                                                         |                                                         |                                                         |                                                         |                                                         |                                                         |                                                         |                                                         |                                                         |                                                         |                                                         |                                                         |                                                         |                                                         |                                                         |                                                         |                                                         |                                                         |                                                         |                                                         |                                                         |                                                         |                                                         |                                                         |                                                         |                                                         |                                                         |                                                         |                                                         |                                                         |                                                         |                                                         |                                                         |                                                         |                                                         |                                                         |                                                         |                                                         |                                                         |                                                         |                                                         |                                                         |                                                         |                                                         |                                                         |                                                         |                                                         |                                                         |                                                         |                                                         |                                                         |                                                         |                                                         |                                                         |                                                         |                                                         |                                                         |                                                         |                                                         |                                                         |                                                         |                                                         |                                                         |                                                         |                                                         |                                                         |                                                         |                                                         |                                                         |                                                         |                                                         |                                                         |                                                         |                                                         |                                                         |                                                         |                                                         |                                                         |                                                         |                                                         |                                                         |                                                         |                                                         |                                                         |                                                         |                                                         |                                                         |                                                         |                                                         |                                                         |                                                         |                                                         |                                                         |                                                         |                                                         |                                                         |                                                         |                                                         |                                                         |                                                         |                                                         |                                                         |                                                         |                                                         |                                                         |                                                         |                                                         |                                                         |                                                         |                                                         | Outros                                                  | Outros                                                  | Outros                                                  | Outros                                                  | Outros                                                  | Outros                                                  | Outros                                                  | Outros                                                  | Outros                                                  | Outros                                                  | Outros                                                  | Outros                                                  | Outros                                                  | Outros                                                  | Outros                                                  | Outros                                                  | Outros                                                  | Outros                                                  | Outros                                                  | Outros                                                  | Outros                                                  | Outros                                                  | Outros                                                  | Outros                                                  | Outros                                                  | Outros                                                  | Outros                                                  | Outros                                                  | Outros                                                  | Outros                                                  | Outros                                                  | Outros                                                  | Outros                                                  | Outros                                                  | Outros                                                  | Outros                                                  | Outros                                                  | Outros                                                  | Outros                                                  | Outros                                                  | Outros                                                  | Outros                                                  | Outros                                                  | Outros                                                  | Outros                                                  | Outros                                                  | Outros                                                  | Outros                                                  | Outros                                                  | Outros                                                  | Outros                                                  | Outros                                                  | Outros                                                  | Outros                                                  | Outros                                                  | Outros                                                  | Outros                                                  | Outros                                                  | Outros                                                  | Outros                                                  | Outros                                                  | Outros                                                  | Outros                                                  | Outros                                                  | Outros                                                  | Outros                                                  | Outros                                                  | Outros                                                  | Outros                                                  | Outros                                                  | Outros                                                  | Outros                                                  | Outros                                                  | Outros                                                  | Outros                                                  | Outros                                                  | Outros                                                  | Outros                                                  | Outros                                                  | Outros                                                  | Outros                                                  | Outros                                                  | Outros                                                  | Outros                                                  | Outros                                                  | Outros                                                  | Outros                                                  | Outros                                                  | Outros                                                  | Outros                                                  | Outros                                                  | Brancos / Nulos                                         | Indecisos                                               | Vantagem                                                | Margem de erro                                          |
| Instituto Seta RN-01739/2024   | 3-4/Abr/2024             | 800         | 36,1%                                                   | 36,1%                                                   | 36,1%                                                   | 36,1%                                                   | 36,1%                                                   | 36,1%                                                   | 36,1%                                                   | 36,1%                                                   | 36,1%                                                   | 36,1%                                                   | 36,1%                                                   | 36,1%                                                   | 36,1%                                                   | 36,1%                                                   | 36,1%                                                   | 36,1%                                                   | 36,1%                                                   | 36,1%                                                   | 36,1%                                                   | 36,1%                                                   | 36,1%                                                   | 36,1%                                                   | 36,1%                                                   | 36,1%                                                   | 36,1%                                                   | 36,1%                                                   | 36,1%                                                   | 36,1%                                                   | 36,1%                                                   | 36,1%                                                   | 36,1%                                                   | 36,1%                                                   | 36,1%                                                   | 36,1%                                                   | 36,1%                                                   | 36,1%                                                   | 36,1%                                                   | 36,1%                                                   | 36,1%                                                   | 36,1%                                                   | 36,1%                                                   | 36,1%                                                   | 36,1%                                                   | 36,1%                                                   | 36,1%                                                   | 36,1%                                                   | 36,1%                                                   | 36,1%                                                   | 36,1%                                                   | 36,1%                                                   | 36,1%                                                   | 36,1%                                                   | 36,1%                                                   | 36,1%                                                   | 36,1%                                                   | 36,1%                                                   | 36,1%                                                   | 36,1%                                                   | 36,1%                                                   | 36,1%                                                   | 36,1%                                                   | 36,1%                                                   | 36,1%                                                   | 36,1%                                                   | 36,1%                                                   | 36,1%                                                   | 36,1%                                                   | 36,1%                                                   | 36,1%                                                   | 36,1%                                                   | 36,1%                                                   | 36,1%                                                   | 36,1%                                                   | 36,1%                                                   | 36,1%                                                   | 36,1%                                                   | 36,1%                                                   | 36,1%                                                   | 36,1%                                                   | 36,1%                                                   | 36,1%                                                   | 36,1%                                                   | 36,1%                                                   | 36,1%                                                   | 36,1%                                                   | 36,1%                                                   | 36,1%                                                   | 36,1%                                                   | 36,1%                                                   | 36,1%                                                   | 36,1%                                                   | 13,6%                                                   | 13,6%                                                   | 13,6%                                                   | 13,6%                                                   | 13,6%                                                   | 13,6%                                                   | 13,6%                                                   | 13,6%                                                   | 13,6%                                                   | 13,6%                                                   | 13,6%                                                   | 13,6%                                                   | 13,6%                                                   | 13,6%                                                   | 13,6%                                                   | 13,6%                                                   | 13,6%                                                   | 13,6%                                                   | 13,6%                                                   | 13,6%                                                   | 13,6%                                                   | 13,6%                                                   | 13,6%                                                   | 13,6%                                                   | 13,6%                                                   | 13,6%                                                   | 13,6%                                                   | 13,6%                                                   | 13,6%                                                   | 13,6%                                                   | 13,6%                                                   | 13,6%                                                   | 13,6%                                                   | 13,6%                                                   | 13,6%                                                   | 13,6%                                                   | 13,6%                                                   | 13,6%                                                   | 13,6%                                                   | 13,6%                                                   | 13,6%                                                   | 13,6%                                                   | 13,6%                                                   | 13,6%                                                   | 13,6%                                                   | 13,6%                                                   | 13,6%                                                   | 13,6%                                                   | 13,6%                                                   | 13,6%                                                   | 13,6%                                                   | 13,6%                                                   | 13,6%                                                   | 13,6%                                                   | 13,6%                                                   | 13,6%                                                   | 13,6%                                                   | 13,6%                                                   | 13,6%                                                   | 13,6%                                                   | 13,6%                                                   | 13,6%                                                   | 13,6%                                                   | 13,6%                                                   | 13,6%                                                   | 13,6%                                                   | 13,6%                                                   | 13,6%                                                   | 13,6%                                                   | 13,6%                                                   | 13,6%                                                   | 13,6%                                                   | 13,6%                                                   | 13,6%                                                   | 13,6%                                                   | 13,6%                                                   | 13,6%                                                   | 13,6%                                                   | 13,6%                                                   | 13,6%                                                   | 13,6%                                                   | 13,6%                                                   | 13,6%                                                   | 13,6%                                                   | 13,6%                                                   | 13,6%                                                   | 13,6%                                                   | 13,6%                                                   | 13,6%                                                   | 13,6%                                                   | 13,6%                                                   | 13,8%                                                   | 13,8%                                                   | 13,8%                                                   | 13,8%                                                   | 13,8%                                                   | 13,8%                                                   | 13,8%                                                   | 13,8%                                                   | 13,8%                                                   | 13,8%                                                   | 13,8%                                                   | 13,8%                                                   | 13,8%                                                   | 13,8%                                                   | 13,8%                                                   | 13,8%                                                   | 13,8%                                                   | 13,8%                                                   | 13,8%                                                   | 13,8%                                                   | 13,8%                                                   | 13,8%                                                   | 13,8%                                                   | 13,8%                                                   | 13,8%                                                   | 13,8%                                                   | 13,8%                                                   | 13,8%                                                   | 13,8%                                                   | 13,8%                                                   | 13,8%                                                   | 13,8%                                                   | 13,8%                                                   | 13,8%                                                   | 13,8%                                                   | 13,8%                                                   | 13,8%                                                   | 13,8%                                                   | 13,8%                                                   | 13,8%                                                   | 13,8%                                                   | 13,8%                                                   | 13,8%                                                   | 13,8%                                                   | 13,8%                                                   | 13,8%                                                   | 13,8%                                                   | 13,8%                                                   | 13,8%                                                   | 13,8%                                                   | 13,8%                                                   | 13,8%                                                   | 13,8%                                                   | 13,8%                                                   | 13,8%                                                   | 13,8%                                                   | 13,8%                                                   | 13,8%                                                   | 13,8%                                                   | 13,8%                                                   | 13,8%                                                   | 13,8%                                                   | 13,8%                                                   | 13,8%                                                   | 13,8%                                                   | 13,8%                                                   | 13,8%                                                   | 13,8%                                                   | 13,8%                                                   | 13,8%                                                   | 13,8%                                                   | 13,8%                                                   | 13,8%                                                   | 13,8%                                                   | 13,8%                                                   | 13,8%                                                   | 13,8%                                                   | 13,8%                                                   | 13,8%                                                   | 13,8%                                                   | 13,8%                                                   | 13,8%                                                   | 13,8%                                                   | 13,8%                                                   | 13,8%                                                   | 13,8%                                                   | 13,8%                                                   | 13,8%                                                   | 13,8%                                                   | 13,8%                                                   | 13,8%                                                   | 4,6%                                                    | 4,6%                                                    | 4,6%                                                    | 4,6%                                                    | 4,6%                                                    | 4,6%                                                    | 4,6%                                                    | 4,6%                                                    | 4,6%                                                    | 4,6%                                                    | 4,6%                                                    | 4,6%                                                    | 4,6%                                                    | 4,6%                                                    | 4,6%                                                    | 4,6%                                                    | 4,6%                                                    | 4,6%                                                    | 4,6%                                                    | 4,6%                                                    | 4,6%                                                    | 4,6%                                                    | 4,6%                                                    | 4,6%                                                    | 4,6%                                                    | 4,6%                                                    | 4,6%                                                    | 4,6%                                                    | 4,6%                                                    | 4,6%                                                    | 4,6%                                                    | 4,6%                                                    | 4,6%                                                    | 4,6%                                                    | 4,6%                                                    | 4,6%                                                    | 4,6%                                                    | 4,6%                                                    | 4,6%                                                    | 4,6%                                                    | 4,6%                                                    | 4,6%                                                    | 4,6%                                                    | 4,6%                                                    | 4,6%                                                    | 4,6%                                                    | 4,6%                                                    | 4,6%                                                    | 4,6%                                                    | 4,6%                                                    | 4,6%                                                    | 4,6%                                                    | 4,6%                                                    | 4,6%                                                    | 4,6%                                                    | 4,6%                                                    | 4,6%                                                    | 4,6%                                                    | 4,6%                                                    | 4,6%                                                    | 4,6%                                                    | 4,6%                                                    | 4,6%                                                    | 4,6%                                                    | 4,6%                                                    | 4,6%                                                    | 4,6%                                                    | 4,6%                                                    | 4,6%                                                    | 4,6%                                                    | 4,6%                                                    | 4,6%                                                    | 4,6%                                                    | 4,6%                                                    | 4,6%                                                    | 4,6%                                                    | 4,6%                                                    | 4,6%                                                    | 4,6%                                                    | 4,6%                                                    | 4,6%                                                    | 4,6%                                                    | 4,6%                                                    | 4,6%                                                    | 4,6%                                                    | 4,6%                                                    | 4,6%                                                    | 4,6%                                                    | 4,6%                                                    | 4,6%                                                    | 4,6%                                                    | 0,9%                                                    | 0,9%                                                    | 0,9%                                                    | 0,9%                                                    | 0,9%                                                    | 0,9%                                                    | 0,9%                                                    | 0,9%                                                    | 0,9%                                                    | 0,9%                                                    | 0,9%                                                    | 0,9%                                                    | 0,9%                                                    | 0,9%                                                    | 0,9%                                                    | 0,9%                                                    | 0,9%                                                    | 0,9%                                                    | 0,9%                                                    | 0,9%                                                    | 0,9%                                                    | 0,9%                                                    | 0,9%                                                    | 0,9%                                                    | 0,9%                                                    | 0,9%                                                    | 0,9%                                                    | 0,9%                                                    | 0,9%                                                    | 0,9%                                                    | 0,9%                                                    | 0,9%                                                    | 0,9%                                                    | 0,9%                                                    | 0,9%                                                    | 0,9%                                                    | 0,9%                                                    | 0,9%                                                    | 0,9%                                                    | 0,9%                                                    | 0,9%                                                    | 0,9%                                                    | 0,9%                                                    | 0,9%                                                    | 0,9%                                                    | 0,9%                                                    | 0,9%                                                    | 0,9%                                                    | 0,9%                                                    | 0,9%                                                    | 0,9%                                                    | 0,9%                                                    | 0,9%                                                    | 0,9%                                                    | 0,9%                                                    | 0,9%                                                    | 0,9%                                                    | 0,9%                                                    | 0,9%                                                    | 0,9%                                                    | 0,9%                                                    | 0,9%                                                    | 0,9%                                                    | 0,9%                                                    | 0,9%                                                    | 0,9%                                                    | 0,9%                                                    | 0,9%                                                    | 0,9%                                                    | 0,9%                                                    | 0,9%                                                    | 0,9%                                                    | 0,9%                                                    | 0,9%                                                    | 0,9%                                                    | 0,9%                                                    | 0,9%                                                    | 0,9%                                                    | 0,9%                                                    | 0,9%                                                    | 0,9%                                                    | 0,9%                                                    | 0,9%                                                    | 0,9%                                                    | 0,9%                                                    | 0,9%                                                    | 0,9%                                                    | 0,9%                                                    | 0,9%                                                    | 0,9%                                                    | 0,9%                                                    | -                                                       | -                                                       | -                                                       | -                                                       | -                                                       | -                                                       | -                                                       | -                                                       | -                                                       | -                                                       | -                                                       | -                                                       | -                                                       | -                                                       | -                                                       | -                                                       | -                                                       | -                                                       | -                                                       | -                                                       | -                                                       | -                                                       | -                                                       | -                                                       | -                                                       | -                                                       | -                                                       | -                                                       | -                                                       | -                                                       | -                                                       | -                                                       | -                                                       | -                                                       | -                                                       | -                                                       | -                                                       | -                                                       | -                                                       | -                                                       | -                                                       | -                                                       | -                                                       | -                                                       | -                                                       | -                                                       | -                                                       | -                                                       | -                                                       | -                                                       | -                                                       | -                                                       | -                                                       | -                                                       | -                                                       | -                                                       | -                                                       | -                                                       | -                                                       | -                                                       | -                                                       | -                                                       | -                                                       | -                                                       | -                                                       | -                                                       | -                                                       | -                                                       | -                                                       | -                                                       | -                                                       | -                                                       | -                                                       | -                                                       | -                                                       | -                                                       | -                                                       | -                                                       | -                                                       | -                                                       | -                                                       | -                                                       | -                                                       | -                                                       | -                                                       | -                                                       | -                                                       | -                                                       | -                                                       | -                                                       | -                                                       | 28,1%                                                   | 2,9%                                                    | 22,5%                                                   | ±3,5%                                                   |
| Instituto Seta RN-01739/2024   | 3-4/Abr/2024             | 800         | 38,3%                                                   | 38,3%                                                   | 38,3%                                                   | 38,3%                                                   | 38,3%                                                   | 38,3%                                                   | 38,3%                                                   | 38,3%                                                   | 38,3%                                                   | 38,3%                                                   | 38,3%                                                   | 38,3%                                                   | 38,3%                                                   | 38,3%                                                   | 38,3%                                                   | 38,3%                                                   | 38,3%                                                   | 38,3%                                                   | 38,3%                                                   | 38,3%                                                   | 38,3%                                                   | 38,3%                                                   | 38,3%                                                   | 38,3%                                                   | 38,3%                                                   | 38,3%                                                   | 38,3%                                                   | 38,3%                                                   | 38,3%                                                   | 38,3%                                                   | 38,3%                                                   | 38,3%                                                   | 38,3%                                                   | 38,3%                                                   | 38,3%                                                   | 38,3%                                                   | 38,3%                                                   | 38,3%                                                   | 38,3%                                                   | 38,3%                                                   | 38,3%                                                   | 38,3%                                                   | 38,3%                                                   | 38,3%                                                   | 38,3%                                                   | 38,3%                                                   | 38,3%                                                   | 38,3%                                                   | 38,3%                                                   | 38,3%                                                   | 38,3%                                                   | 38,3%                                                   | 38,3%                                                   | 38,3%                                                   | 38,3%                                                   | 38,3%                                                   | 38,3%                                                   | 38,3%                                                   | 38,3%                                                   | 38,3%                                                   | 38,3%                                                   | 38,3%                                                   | 38,3%                                                   | 38,3%                                                   | 38,3%                                                   | 38,3%                                                   | 38,3%                                                   | 38,3%                                                   | 38,3%                                                   | 38,3%                                                   | 38,3%                                                   | 38,3%                                                   | 38,3%                                                   | 38,3%                                                   | 38,3%                                                   | 38,3%                                                   | 38,3%                                                   | 38,3%                                                   | 38,3%                                                   | 38,3%                                                   | 38,3%                                                   | 38,3%                                                   | 38,3%                                                   | 38,3%                                                   | 38,3%                                                   | 38,3%                                                   | 38,3%                                                   | 38,3%                                                   | 38,3%                                                   | 38,3%                                                   | 38,3%                                                   | 16,8%                                                   | 16,8%                                                   | 16,8%                                                   | 16,8%                                                   | 16,8%                                                   | 16,8%                                                   | 16,8%                                                   | 16,8%                                                   | 16,8%                                                   | 16,8%                                                   | 16,8%                                                   | 16,8%                                                   | 16,8%                                                   | 16,8%                                                   | 16,8%                                                   | 16,8%                                                   | 16,8%                                                   | 16,8%                                                   | 16,8%                                                   | 16,8%                                                   | 16,8%                                                   | 16,8%                                                   | 16,8%                                                   | 16,8%                                                   | 16,8%                                                   | 16,8%                                                   | 16,8%                                                   | 16,8%                                                   | 16,8%                                                   | 16,8%                                                   | 16,8%                                                   | 16,8%                                                   | 16,8%                                                   | 16,8%                                                   | 16,8%                                                   | 16,8%                                                   | 16,8%                                                   | 16,8%                                                   | 16,8%                                                   | 16,8%                                                   | 16,8%                                                   | 16,8%                                                   | 16,8%                                                   | 16,8%                                                   | 16,8%                                                   | 16,8%                                                   | 16,8%                                                   | 16,8%                                                   | 16,8%                                                   | 16,8%                                                   | 16,8%                                                   | 16,8%                                                   | 16,8%                                                   | 16,8%                                                   | 16,8%                                                   | 16,8%                                                   | 16,8%                                                   | 16,8%                                                   | 16,8%                                                   | 16,8%                                                   | 16,8%                                                   | 16,8%                                                   | 16,8%                                                   | 16,8%                                                   | 16,8%                                                   | 16,8%                                                   | 16,8%                                                   | 16,8%                                                   | 16,8%                                                   | 16,8%                                                   | 16,8%                                                   | 16,8%                                                   | 16,8%                                                   | 16,8%                                                   | 16,8%                                                   | 16,8%                                                   | 16,8%                                                   | 16,8%                                                   | 16,8%                                                   | 16,8%                                                   | 16,8%                                                   | 16,8%                                                   | 16,8%                                                   | 16,8%                                                   | 16,8%                                                   | 16,8%                                                   | 16,8%                                                   | 16,8%                                                   | 16,8%                                                   | 16,8%                                                   | 16,8%                                                   | 14,4%                                                   | 14,4%                                                   | 14,4%                                                   | 14,4%                                                   | 14,4%                                                   | 14,4%                                                   | 14,4%                                                   | 14,4%                                                   | 14,4%                                                   | 14,4%                                                   | 14,4%                                                   | 14,4%                                                   | 14,4%                                                   | 14,4%                                                   | 14,4%                                                   | 14,4%                                                   | 14,4%                                                   | 14,4%                                                   | 14,4%                                                   | 14,4%                                                   | 14,4%                                                   | 14,4%                                                   | 14,4%                                                   | 14,4%                                                   | 14,4%                                                   | 14,4%                                                   | 14,4%                                                   | 14,4%                                                   | 14,4%                                                   | 14,4%                                                   | 14,4%                                                   | 14,4%                                                   | 14,4%                                                   | 14,4%                                                   | 14,4%                                                   | 14,4%                                                   | 14,4%                                                   | 14,4%                                                   | 14,4%                                                   | 14,4%                                                   | 14,4%                                                   | 14,4%                                                   | 14,4%                                                   | 14,4%                                                   | 14,4%                                                   | 14,4%                                                   | 14,4%                                                   | 14,4%                                                   | 14,4%                                                   | 14,4%                                                   | 14,4%                                                   | 14,4%                                                   | 14,4%                                                   | 14,4%                                                   | 14,4%                                                   | 14,4%                                                   | 14,4%                                                   | 14,4%                                                   | 14,4%                                                   | 14,4%                                                   | 14,4%                                                   | 14,4%                                                   | 14,4%                                                   | 14,4%                                                   | 14,4%                                                   | 14,4%                                                   | 14,4%                                                   | 14,4%                                                   | 14,4%                                                   | 14,4%                                                   | 14,4%                                                   | 14,4%                                                   | 14,4%                                                   | 14,4%                                                   | 14,4%                                                   | 14,4%                                                   | 14,4%                                                   | 14,4%                                                   | 14,4%                                                   | 14,4%                                                   | 14,4%                                                   | 14,4%                                                   | 14,4%                                                   | 14,4%                                                   | 14,4%                                                   | 14,4%                                                   | 14,4%                                                   | 14,4%                                                   | 14,4%                                                   | 14,4%                                                   | 14,4%                                                   | -                                                       | -                                                       | -                                                       | -                                                       | -                                                       | -                                                       | -                                                       | -                                                       | -                                                       | -                                                       | -                                                       | -                                                       | -                                                       | -                                                       | -                                                       | -                                                       | -                                                       | -                                                       | -                                                       | -                                                       | -                                                       | -                                                       | -                                                       | -                                                       | -                                                       | -                                                       | -                                                       | -                                                       | -                                                       | -                                                       | -                                                       | -                                                       | -                                                       | -                                                       | -                                                       | -                                                       | -                                                       | -                                                       | -                                                       | -                                                       | -                                                       | -                                                       | -                                                       | -                                                       | -                                                       | -                                                       | -                                                       | -                                                       | -                                                       | -                                                       | -                                                       | -                                                       | -                                                       | -                                                       | -                                                       | -                                                       | -                                                       | -                                                       | -                                                       | -                                                       | -                                                       | -                                                       | -                                                       | -                                                       | -                                                       | -                                                       | -                                                       | -                                                       | -                                                       | -                                                       | -                                                       | -                                                       | -                                                       | -                                                       | -                                                       | -                                                       | -                                                       | -                                                       | -                                                       | -                                                       | -                                                       | -                                                       | -                                                       | -                                                       | -                                                       | -                                                       | -                                                       | -                                                       | -                                                       | -                                                       | -                                                       | -                                                       | -                                                       | -                                                       | -                                                       | -                                                       | -                                                       | -                                                       | -                                                       | -                                                       | -                                                       | -                                                       | -                                                       | -                                                       | -                                                       | -                                                       | -                                                       | -                                                       | -                                                       | -                                                       | -                                                       | -                                                       | -                                                       | -                                                       | -                                                       | -                                                       | -                                                       | -                                                       | -                                                       | -                                                       | -                                                       | -                                                       | -                                                       | -                                                       | -                                                       | -                                                       | -                                                       | -                                                       | -                                                       | -                                                       | -                                                       | -                                                       | -                                                       | -                                                       | -                                                       | -                                                       | -                                                       | -                                                       | -                                                       | -                                                       | -                                                       | -                                                       | -                                                       | -                                                       | -                                                       | -                                                       | -                                                       | -                                                       | -                                                       | -                                                       | -                                                       | -                                                       | -                                                       | -                                                       | -                                                       | -                                                       | -                                                       | -                                                       | -                                                       | -                                                       | -                                                       | -                                                       | -                                                       | -                                                       | -                                                       | -                                                       | -                                                       | -                                                       | -                                                       | -                                                       | -                                                       | -                                                       | -                                                       | -                                                       | -                                                       | -                                                       | -                                                       | -                                                       | -                                                       | -                                                       | -                                                       | -                                                       | -                                                       | -                                                       | -                                                       | -                                                       | -                                                       | -                                                       | -                                                       | -                                                       | -                                                       | -                                                       | -                                                       | -                                                       | -                                                       | -                                                       | -                                                       | -                                                       | -                                                       | -                                                       | -                                                       | -                                                       | -                                                       | -                                                       | -                                                       | -                                                       | -                                                       | -                                                       | -                                                       | -                                                       | -                                                       | -                                                       | -                                                       | -                                                       | -                                                       | -                                                       | -                                                       | -                                                       | -                                                       | -                                                       | -                                                       | -                                                       | -                                                       | -                                                       | -                                                       | -                                                       | -                                                       | -                                                       | -                                                       | -                                                       | -                                                       | -                                                       | -                                                       | -                                                       | -                                                       | -                                                       | -                                                       | -                                                       | -                                                       | -                                                       | -                                                       | -                                                       | -                                                       | -                                                       | -                                                       | -                                                       | -                                                       | -                                                       | -                                                       | -                                                       | -                                                       | -                                                       | -                                                       | -                                                       | -                                                       | -                                                       | -                                                       | -                                                       | -                                                       | -                                                       | -                                                       | -                                                       | -                                                       | -                                                       | -                                                       | -                                                       | -                                                       | -                                                       | -                                                       | -                                                       | -                                                       | -                                                       | -                                                       | 25,8%                                                   | 4,9%                                                    | 21,5%                                                   | ±3,5%                                                   |
| DataVero RN-01037/2024         | 23-24/Mar/2024           | 1.000       | 41,55%                                                  | 41,55%                                                  | 41,55%                                                  | 41,55%                                                  | 41,55%                                                  | 41,55%                                                  | 41,55%                                                  | 41,55%                                                  | 41,55%                                                  | 41,55%                                                  | 41,55%                                                  | 41,55%                                                  | 41,55%                                                  | 41,55%                                                  | 41,55%                                                  | 41,55%                                                  | 41,55%                                                  | 41,55%                                                  | 41,55%                                                  | 41,55%                                                  | 41,55%                                                  | 41,55%                                                  | 41,55%                                                  | 41,55%                                                  | 41,55%                                                  | 41,55%                                                  | 41,55%                                                  | 41,55%                                                  | 41,55%                                                  | 41,55%                                                  | 41,55%                                                  | 41,55%                                                  | 41,55%                                                  | 41,55%                                                  | 41,55%                                                  | 41,55%                                                  | 41,55%                                                  | 41,55%                                                  | 41,55%                                                  | 41,55%                                                  | 41,55%                                                  | 41,55%                                                  | 41,55%                                                  | 41,55%                                                  | 41,55%                                                  | 41,55%                                                  | 41,55%                                                  | 41,55%                                                  | 41,55%                                                  | 41,55%                                                  | 41,55%                                                  | 41,55%                                                  | 41,55%                                                  | 41,55%                                                  | 41,55%                                                  | 41,55%                                                  | 41,55%                                                  | 41,55%                                                  | 41,55%                                                  | 41,55%                                                  | 41,55%                                                  | 41,55%                                                  | 41,55%                                                  | 41,55%                                                  | 41,55%                                                  | 41,55%                                                  | 41,55%                                                  | 41,55%                                                  | 41,55%                                                  | 41,55%                                                  | 41,55%                                                  | 41,55%                                                  | 41,55%                                                  | 41,55%                                                  | 41,55%                                                  | 41,55%                                                  | 41,55%                                                  | 41,55%                                                  | 41,55%                                                  | 41,55%                                                  | 41,55%                                                  | 41,55%                                                  | 41,55%                                                  | 41,55%                                                  | 41,55%                                                  | 41,55%                                                  | 41,55%                                                  | 41,55%                                                  | 41,55%                                                  | 41,55%                                                  | 41,55%                                                  | 11,33%                                                  | 11,33%                                                  | 11,33%                                                  | 11,33%                                                  | 11,33%                                                  | 11,33%                                                  | 11,33%                                                  | 11,33%                                                  | 11,33%                                                  | 11,33%                                                  | 11,33%                                                  | 11,33%                                                  | 11,33%                                                  | 11,33%                                                  | 11,33%                                                  | 11,33%                                                  | 11,33%                                                  | 11,33%                                                  | 11,33%                                                  | 11,33%                                                  | 11,33%                                                  | 11,33%                                                  | 11,33%                                                  | 11,33%                                                  | 11,33%                                                  | 11,33%                                                  | 11,33%                                                  | 11,33%                                                  | 11,33%                                                  | 11,33%                                                  | 11,33%                                                  | 11,33%                                                  | 11,33%                                                  | 11,33%                                                  | 11,33%                                                  | 11,33%                                                  | 11,33%                                                  | 11,33%                                                  | 11,33%                                                  | 11,33%                                                  | 11,33%                                                  | 11,33%                                                  | 11,33%                                                  | 11,33%                                                  | 11,33%                                                  | 11,33%                                                  | 11,33%                                                  | 11,33%                                                  | 11,33%                                                  | 11,33%                                                  | 11,33%                                                  | 11,33%                                                  | 11,33%                                                  | 11,33%                                                  | 11,33%                                                  | 11,33%                                                  | 11,33%                                                  | 11,33%                                                  | 11,33%                                                  | 11,33%                                                  | 11,33%                                                  | 11,33%                                                  | 11,33%                                                  | 11,33%                                                  | 11,33%                                                  | 11,33%                                                  | 11,33%                                                  | 11,33%                                                  | 11,33%                                                  | 11,33%                                                  | 11,33%                                                  | 11,33%                                                  | 11,33%                                                  | 11,33%                                                  | 11,33%                                                  | 11,33%                                                  | 11,33%                                                  | 11,33%                                                  | 11,33%                                                  | 11,33%                                                  | 11,33%                                                  | 11,33%                                                  | 11,33%                                                  | 11,33%                                                  | 11,33%                                                  | 11,33%                                                  | 11,33%                                                  | 11,33%                                                  | 11,33%                                                  | 11,33%                                                  | 11,33%                                                  | 10,74%                                                  | 10,74%                                                  | 10,74%                                                  | 10,74%                                                  | 10,74%                                                  | 10,74%                                                  | 10,74%                                                  | 10,74%                                                  | 10,74%                                                  | 10,74%                                                  | 10,74%                                                  | 10,74%                                                  | 10,74%                                                  | 10,74%                                                  | 10,74%                                                  | 10,74%                                                  | 10,74%                                                  | 10,74%                                                  | 10,74%                                                  | 10,74%                                                  | 10,74%                                                  | 10,74%                                                  | 10,74%                                                  | 10,74%                                                  | 10,74%                                                  | 10,74%                                                  | 10,74%                                                  | 10,74%                                                  | 10,74%                                                  | 10,74%                                                  | 10,74%                                                  | 10,74%                                                  | 10,74%                                                  | 10,74%                                                  | 10,74%                                                  | 10,74%                                                  | 10,74%                                                  | 10,74%                                                  | 10,74%                                                  | 10,74%                                                  | 10,74%                                                  | 10,74%                                                  | 10,74%                                                  | 10,74%                                                  | 10,74%                                                  | 10,74%                                                  | 10,74%                                                  | 10,74%                                                  | 10,74%                                                  | 10,74%                                                  | 10,74%                                                  | 10,74%                                                  | 10,74%                                                  | 10,74%                                                  | 10,74%                                                  | 10,74%                                                  | 10,74%                                                  | 10,74%                                                  | 10,74%                                                  | 10,74%                                                  | 10,74%                                                  | 10,74%                                                  | 10,74%                                                  | 10,74%                                                  | 10,74%                                                  | 10,74%                                                  | 10,74%                                                  | 10,74%                                                  | 10,74%                                                  | 10,74%                                                  | 10,74%                                                  | 10,74%                                                  | 10,74%                                                  | 10,74%                                                  | 10,74%                                                  | 10,74%                                                  | 10,74%                                                  | 10,74%                                                  | 10,74%                                                  | 10,74%                                                  | 10,74%                                                  | 10,74%                                                  | 10,74%                                                  | 10,74%                                                  | 10,74%                                                  | 10,74%                                                  | 10,74%                                                  | 10,74%                                                  | 10,74%                                                  | 10,74%                                                  | 10,74%                                                  | 5,27%                                                   | 5,27%                                                   | 5,27%                                                   | 5,27%                                                   | 5,27%                                                   | 5,27%                                                   | 5,27%                                                   | 5,27%                                                   | 5,27%                                                   | 5,27%                                                   | 5,27%                                                   | 5,27%                                                   | 5,27%                                                   | 5,27%                                                   | 5,27%                                                   | 5,27%                                                   | 5,27%                                                   | 5,27%                                                   | 5,27%                                                   | 5,27%                                                   | 5,27%                                                   | 5,27%                                                   | 5,27%                                                   | 5,27%                                                   | 5,27%                                                   | 5,27%                                                   | 5,27%                                                   | 5,27%                                                   | 5,27%                                                   | 5,27%                                                   | 5,27%                                                   | 5,27%                                                   | 5,27%                                                   | 5,27%                                                   | 5,27%                                                   | 5,27%                                                   | 5,27%                                                   | 5,27%                                                   | 5,27%                                                   | 5,27%                                                   | 5,27%                                                   | 5,27%                                                   | 5,27%                                                   | 5,27%                                                   | 5,27%                                                   | 5,27%                                                   | 5,27%                                                   | 5,27%                                                   | 5,27%                                                   | 5,27%                                                   | 5,27%                                                   | 5,27%                                                   | 5,27%                                                   | 5,27%                                                   | 5,27%                                                   | 5,27%                                                   | 5,27%                                                   | 5,27%                                                   | 5,27%                                                   | 5,27%                                                   | 5,27%                                                   | 5,27%                                                   | 5,27%                                                   | 5,27%                                                   | 5,27%                                                   | 5,27%                                                   | 5,27%                                                   | 5,27%                                                   | 5,27%                                                   | 5,27%                                                   | 5,27%                                                   | 5,27%                                                   | 5,27%                                                   | 5,27%                                                   | 5,27%                                                   | 5,27%                                                   | 5,27%                                                   | 5,27%                                                   | 5,27%                                                   | 5,27%                                                   | 5,27%                                                   | 5,27%                                                   | 5,27%                                                   | 5,27%                                                   | 5,27%                                                   | 5,27%                                                   | 5,27%                                                   | 5,27%                                                   | 5,27%                                                   | 5,27%                                                   | 5,27%                                                   | -                                                       | -                                                       | -                                                       | -                                                       | -                                                       | -                                                       | -                                                       | -                                                       | -                                                       | -                                                       | -                                                       | -                                                       | -                                                       | -                                                       | -                                                       | -                                                       | -                                                       | -                                                       | -                                                       | -                                                       | -                                                       | -                                                       | -                                                       | -                                                       | -                                                       | -                                                       | -                                                       | -                                                       | -                                                       | -                                                       | -                                                       | -                                                       | -                                                       | -                                                       | -                                                       | -                                                       | -                                                       | -                                                       | -                                                       | -                                                       | -                                                       | -                                                       | -                                                       | -                                                       | -                                                       | -                                                       | -                                                       | -                                                       | -                                                       | -                                                       | -                                                       | -                                                       | -                                                       | -                                                       | -                                                       | -                                                       | -                                                       | -                                                       | -                                                       | -                                                       | -                                                       | -                                                       | -                                                       | -                                                       | -                                                       | -                                                       | -                                                       | -                                                       | -                                                       | -                                                       | -                                                       | -                                                       | -                                                       | -                                                       | -                                                       | -                                                       | -                                                       | -                                                       | -                                                       | -                                                       | -                                                       | -                                                       | -                                                       | -                                                       | -                                                       | -                                                       | -                                                       | -                                                       | -                                                       | -                                                       | -                                                       | -                                                       | -                                                       | -                                                       | -                                                       | -                                                       | -                                                       | -                                                       | -                                                       | -                                                       | -                                                       | -                                                       | -                                                       | -                                                       | -                                                       | -                                                       | -                                                       | -                                                       | -                                                       | -                                                       | -                                                       | -                                                       | -                                                       | -                                                       | -                                                       | -                                                       | -                                                       | -                                                       | -                                                       | -                                                       | -                                                       | -                                                       | -                                                       | -                                                       | -                                                       | -                                                       | -                                                       | -                                                       | -                                                       | -                                                       | -                                                       | -                                                       | -                                                       | -                                                       | -                                                       | -                                                       | -                                                       | -                                                       | -                                                       | -                                                       | -                                                       | -                                                       | -                                                       | -                                                       | -                                                       | -                                                       | -                                                       | -                                                       | -                                                       | -                                                       | -                                                       | -                                                       | -                                                       | -                                                       | -                                                       | -                                                       | -                                                       | -                                                       | -                                                       | -                                                       | -                                                       | -                                                       | -                                                       | -                                                       | -                                                       | -                                                       | -                                                       | -                                                       | -                                                       | -                                                       | -                                                       | -                                                       | -                                                       | -                                                       | -                                                       | -                                                       | -                                                       | -                                                       | -                                                       | -                                                       | -                                                       | -                                                       | 26,44%                                                  | 4,67%                                                   | 30,22%                                                  | ±3%                                                     |
| Instituto TS2 RN-03271/2024    | 23-23/Mar/2024           | 1.065       | 41,1%                                                   | 41,1%                                                   | 41,1%                                                   | 41,1%                                                   | 41,1%                                                   | 41,1%                                                   | 41,1%                                                   | 41,1%                                                   | 41,1%                                                   | 41,1%                                                   | 41,1%                                                   | 41,1%                                                   | 41,1%                                                   | 41,1%                                                   | 41,1%                                                   | 41,1%                                                   | 41,1%                                                   | 41,1%                                                   | 41,1%                                                   | 41,1%                                                   | 41,1%                                                   | 41,1%                                                   | 41,1%                                                   | 41,1%                                                   | 41,1%                                                   | 41,1%                                                   | 41,1%                                                   | 41,1%                                                   | 41,1%                                                   | 41,1%                                                   | 41,1%                                                   | 41,1%                                                   | 41,1%                                                   | 41,1%                                                   | 41,1%                                                   | 41,1%                                                   | 41,1%                                                   | 41,1%                                                   | 41,1%                                                   | 41,1%                                                   | 41,1%                                                   | 41,1%                                                   | 41,1%                                                   | 41,1%                                                   | 41,1%                                                   | 41,1%                                                   | 41,1%                                                   | 41,1%                                                   | 41,1%                                                   | 41,1%                                                   | 41,1%                                                   | 41,1%                                                   | 41,1%                                                   | 41,1%                                                   | 41,1%                                                   | 41,1%                                                   | 41,1%                                                   | 41,1%                                                   | 41,1%                                                   | 41,1%                                                   | 41,1%                                                   | 41,1%                                                   | 41,1%                                                   | 41,1%                                                   | 41,1%                                                   | 41,1%                                                   | 41,1%                                                   | 41,1%                                                   | 41,1%                                                   | 41,1%                                                   | 41,1%                                                   | 41,1%                                                   | 41,1%                                                   | 41,1%                                                   | 41,1%                                                   | 41,1%                                                   | 41,1%                                                   | 41,1%                                                   | 41,1%                                                   | 41,1%                                                   | 41,1%                                                   | 41,1%                                                   | 41,1%                                                   | 41,1%                                                   | 41,1%                                                   | 41,1%                                                   | 41,1%                                                   | 41,1%                                                   | 41,1%                                                   | 41,1%                                                   | 41,1%                                                   | 13,6%                                                   | 13,6%                                                   | 13,6%                                                   | 13,6%                                                   | 13,6%                                                   | 13,6%                                                   | 13,6%                                                   | 13,6%                                                   | 13,6%                                                   | 13,6%                                                   | 13,6%                                                   | 13,6%                                                   | 13,6%                                                   | 13,6%                                                   | 13,6%                                                   | 13,6%                                                   | 13,6%                                                   | 13,6%                                                   | 13,6%                                                   | 13,6%                                                   | 13,6%                                                   | 13,6%                                                   | 13,6%                                                   | 13,6%                                                   | 13,6%                                                   | 13,6%                                                   | 13,6%                                                   | 13,6%                                                   | 13,6%                                                   | 13,6%                                                   | 13,6%                                                   | 13,6%                                                   | 13,6%                                                   | 13,6%                                                   | 13,6%                                                   | 13,6%                                                   | 13,6%                                                   | 13,6%                                                   | 13,6%                                                   | 13,6%                                                   | 13,6%                                                   | 13,6%                                                   | 13,6%                                                   | 13,6%                                                   | 13,6%                                                   | 13,6%                                                   | 13,6%                                                   | 13,6%                                                   | 13,6%                                                   | 13,6%                                                   | 13,6%                                                   | 13,6%                                                   | 13,6%                                                   | 13,6%                                                   | 13,6%                                                   | 13,6%                                                   | 13,6%                                                   | 13,6%                                                   | 13,6%                                                   | 13,6%                                                   | 13,6%                                                   | 13,6%                                                   | 13,6%                                                   | 13,6%                                                   | 13,6%                                                   | 13,6%                                                   | 13,6%                                                   | 13,6%                                                   | 13,6%                                                   | 13,6%                                                   | 13,6%                                                   | 13,6%                                                   | 13,6%                                                   | 13,6%                                                   | 13,6%                                                   | 13,6%                                                   | 13,6%                                                   | 13,6%                                                   | 13,6%                                                   | 13,6%                                                   | 13,6%                                                   | 13,6%                                                   | 13,6%                                                   | 13,6%                                                   | 13,6%                                                   | 13,6%                                                   | 13,6%                                                   | 13,6%                                                   | 13,6%                                                   | 13,6%                                                   | 13,6%                                                   | 5,4%                                                    | 5,4%                                                    | 5,4%                                                    | 5,4%                                                    | 5,4%                                                    | 5,4%                                                    | 5,4%                                                    | 5,4%                                                    | 5,4%                                                    | 5,4%                                                    | 5,4%                                                    | 5,4%                                                    | 5,4%                                                    | 5,4%                                                    | 5,4%                                                    | 5,4%                                                    | 5,4%                                                    | 5,4%                                                    | 5,4%                                                    | 5,4%                                                    | 5,4%                                                    | 5,4%                                                    | 5,4%                                                    | 5,4%                                                    | 5,4%                                                    | 5,4%                                                    | 5,4%                                                    | 5,4%                                                    | 5,4%                                                    | 5,4%                                                    | 5,4%                                                    | 5,4%                                                    | 5,4%                                                    | 5,4%                                                    | 5,4%                                                    | 5,4%                                                    | 5,4%                                                    | 5,4%                                                    | 5,4%                                                    | 5,4%                                                    | 5,4%                                                    | 5,4%                                                    | 5,4%                                                    | 5,4%                                                    | 5,4%                                                    | 5,4%                                                    | 5,4%                                                    | 5,4%                                                    | 5,4%                                                    | 5,4%                                                    | 5,4%                                                    | 5,4%                                                    | 5,4%                                                    | 5,4%                                                    | 5,4%                                                    | 5,4%                                                    | 5,4%                                                    | 5,4%                                                    | 5,4%                                                    | 5,4%                                                    | 5,4%                                                    | 5,4%                                                    | 5,4%                                                    | 5,4%                                                    | 5,4%                                                    | 5,4%                                                    | 5,4%                                                    | 5,4%                                                    | 5,4%                                                    | 5,4%                                                    | 5,4%                                                    | 5,4%                                                    | 5,4%                                                    | 5,4%                                                    | 5,4%                                                    | 5,4%                                                    | 5,4%                                                    | 5,4%                                                    | 5,4%                                                    | 5,4%                                                    | 5,4%                                                    | 5,4%                                                    | 5,4%                                                    | 5,4%                                                    | 5,4%                                                    | 5,4%                                                    | 5,4%                                                    | 5,4%                                                    | 5,4%                                                    | 5,4%                                                    | 5,4%                                                    | 5,5%                                                    | 5,5%                                                    | 5,5%                                                    | 5,5%                                                    | 5,5%                                                    | 5,5%                                                    | 5,5%                                                    | 5,5%                                                    | 5,5%                                                    | 5,5%                                                    | 5,5%                                                    | 5,5%                                                    | 5,5%                                                    | 5,5%                                                    | 5,5%                                                    | 5,5%                                                    | 5,5%                                                    | 5,5%                                                    | 5,5%                                                    | 5,5%                                                    | 5,5%                                                    | 5,5%                                                    | 5,5%                                                    | 5,5%                                                    | 5,5%                                                    | 5,5%                                                    | 5,5%                                                    | 5,5%                                                    | 5,5%                                                    | 5,5%                                                    | 5,5%                                                    | 5,5%                                                    | 5,5%                                                    | 5,5%                                                    | 5,5%                                                    | 5,5%                                                    | 5,5%                                                    | 5,5%                                                    | 5,5%                                                    | 5,5%                                                    | 5,5%                                                    | 5,5%                                                    | 5,5%                                                    | 5,5%                                                    | 5,5%                                                    | 5,5%                                                    | 5,5%                                                    | 5,5%                                                    | 5,5%                                                    | 5,5%                                                    | 5,5%                                                    | 5,5%                                                    | 5,5%                                                    | 5,5%                                                    | 5,5%                                                    | 5,5%                                                    | 5,5%                                                    | 5,5%                                                    | 5,5%                                                    | 5,5%                                                    | 5,5%                                                    | 5,5%                                                    | 5,5%                                                    | 5,5%                                                    | 5,5%                                                    | 5,5%                                                    | 5,5%                                                    | 5,5%                                                    | 5,5%                                                    | 5,5%                                                    | 5,5%                                                    | 5,5%                                                    | 5,5%                                                    | 5,5%                                                    | 5,5%                                                    | 5,5%                                                    | 5,5%                                                    | 5,5%                                                    | 5,5%                                                    | 5,5%                                                    | 5,5%                                                    | 5,5%                                                    | 5,5%                                                    | 5,5%                                                    | 5,5%                                                    | 5,5%                                                    | 5,5%                                                    | 5,5%                                                    | 5,5%                                                    | 5,5%                                                    | 5,5%                                                    | 6,1%                                                    | 6,1%                                                    | 6,1%                                                    | 6,1%                                                    | 6,1%                                                    | 6,1%                                                    | 6,1%                                                    | 6,1%                                                    | 6,1%                                                    | 6,1%                                                    | 6,1%                                                    | 6,1%                                                    | 6,1%                                                    | 6,1%                                                    | 6,1%                                                    | 6,1%                                                    | 6,1%                                                    | 6,1%                                                    | 6,1%                                                    | 6,1%                                                    | 6,1%                                                    | 6,1%                                                    | 6,1%                                                    | 6,1%                                                    | 6,1%                                                    | 6,1%                                                    | 6,1%                                                    | 6,1%                                                    | 6,1%                                                    | 6,1%                                                    | 6,1%                                                    | 6,1%                                                    | 6,1%                                                    | 6,1%                                                    | 6,1%                                                    | 6,1%                                                    | 6,1%                                                    | 6,1%                                                    | 6,1%                                                    | 6,1%                                                    | 6,1%                                                    | 6,1%                                                    | 6,1%                                                    | 6,1%                                                    | 6,1%                                                    | 6,1%                                                    | 6,1%                                                    | 6,1%                                                    | 6,1%                                                    | 6,1%                                                    | 6,1%                                                    | 6,1%                                                    | 6,1%                                                    | 6,1%                                                    | 6,1%                                                    | 6,1%                                                    | 6,1%                                                    | 6,1%                                                    | 6,1%                                                    | 6,1%                                                    | 6,1%                                                    | 6,1%                                                    | 6,1%                                                    | 6,1%                                                    | 6,1%                                                    | 6,1%                                                    | 6,1%                                                    | 6,1%                                                    | 6,1%                                                    | 6,1%                                                    | 6,1%                                                    | 6,1%                                                    | 6,1%                                                    | 6,1%                                                    | 6,1%                                                    | 6,1%                                                    | 6,1%                                                    | 6,1%                                                    | 6,1%                                                    | 6,1%                                                    | 6,1%                                                    | 6,1%                                                    | 6,1%                                                    | 6,1%                                                    | 6,1%                                                    | 6,1%                                                    | 6,1%                                                    | 6,1%                                                    | 6,1%                                                    | 6,1%                                                    | 6,1%                                                    | -                                                       | -                                                       | -                                                       | -                                                       | -                                                       | -                                                       | -                                                       | -                                                       | -                                                       | -                                                       | -                                                       | -                                                       | -                                                       | -                                                       | -                                                       | -                                                       | -                                                       | -                                                       | -                                                       | -                                                       | -                                                       | -                                                       | -                                                       | -                                                       | -                                                       | -                                                       | -                                                       | -                                                       | -                                                       | -                                                       | -                                                       | -                                                       | -                                                       | -                                                       | -                                                       | -                                                       | -                                                       | -                                                       | -                                                       | -                                                       | -                                                       | -                                                       | -                                                       | -                                                       | -                                                       | -                                                       | -                                                       | -                                                       | -                                                       | -                                                       | -                                                       | -                                                       | -                                                       | -                                                       | -                                                       | -                                                       | -                                                       | -                                                       | -                                                       | -                                                       | -                                                       | -                                                       | -                                                       | -                                                       | -                                                       | -                                                       | -                                                       | -                                                       | -                                                       | -                                                       | -                                                       | -                                                       | -                                                       | -                                                       | -                                                       | -                                                       | -                                                       | -                                                       | -                                                       | -                                                       | -                                                       | -                                                       | -                                                       | -                                                       | -                                                       | -                                                       | -                                                       | -                                                       | -                                                       | -                                                       | -                                                       | 14%                                                     | 14,2%                                                   | 27,5%                                                   | ±3%                                                     |
| Exatus RN-04623/2024           | 10-12/Mar/2024           | 2.000       | 34,44%                                                  | 34,44%                                                  | 34,44%                                                  | 34,44%                                                  | 34,44%                                                  | 34,44%                                                  | 34,44%                                                  | 34,44%                                                  | 34,44%                                                  | 34,44%                                                  | 34,44%                                                  | 34,44%                                                  | 34,44%                                                  | 34,44%                                                  | 34,44%                                                  | 34,44%                                                  | 34,44%                                                  | 34,44%                                                  | 34,44%                                                  | 34,44%                                                  | 34,44%                                                  | 34,44%                                                  | 34,44%                                                  | 34,44%                                                  | 34,44%                                                  | 34,44%                                                  | 34,44%                                                  | 34,44%                                                  | 34,44%                                                  | 34,44%                                                  | 34,44%                                                  | 34,44%                                                  | 34,44%                                                  | 34,44%                                                  | 34,44%                                                  | 34,44%                                                  | 34,44%                                                  | 34,44%                                                  | 34,44%                                                  | 34,44%                                                  | 34,44%                                                  | 34,44%                                                  | 34,44%                                                  | 34,44%                                                  | 34,44%                                                  | 34,44%                                                  | 34,44%                                                  | 34,44%                                                  | 34,44%                                                  | 34,44%                                                  | 34,44%                                                  | 34,44%                                                  | 34,44%                                                  | 34,44%                                                  | 34,44%                                                  | 34,44%                                                  | 34,44%                                                  | 34,44%                                                  | 34,44%                                                  | 34,44%                                                  | 34,44%                                                  | 34,44%                                                  | 34,44%                                                  | 34,44%                                                  | 34,44%                                                  | 34,44%                                                  | 34,44%                                                  | 34,44%                                                  | 34,44%                                                  | 34,44%                                                  | 34,44%                                                  | 34,44%                                                  | 34,44%                                                  | 34,44%                                                  | 34,44%                                                  | 34,44%                                                  | 34,44%                                                  | 34,44%                                                  | 34,44%                                                  | 34,44%                                                  | 34,44%                                                  | 34,44%                                                  | 34,44%                                                  | 34,44%                                                  | 34,44%                                                  | 34,44%                                                  | 34,44%                                                  | 34,44%                                                  | 34,44%                                                  | 34,44%                                                  | 34,44%                                                  | 14,97%                                                  | 14,97%                                                  | 14,97%                                                  | 14,97%                                                  | 14,97%                                                  | 14,97%                                                  | 14,97%                                                  | 14,97%                                                  | 14,97%                                                  | 14,97%                                                  | 14,97%                                                  | 14,97%                                                  | 14,97%                                                  | 14,97%                                                  | 14,97%                                                  | 14,97%                                                  | 14,97%                                                  | 14,97%                                                  | 14,97%                                                  | 14,97%                                                  | 14,97%                                                  | 14,97%                                                  | 14,97%                                                  | 14,97%                                                  | 14,97%                                                  | 14,97%                                                  | 14,97%                                                  | 14,97%                                                  | 14,97%                                                  | 14,97%                                                  | 14,97%                                                  | 14,97%                                                  | 14,97%                                                  | 14,97%                                                  | 14,97%                                                  | 14,97%                                                  | 14,97%                                                  | 14,97%                                                  | 14,97%                                                  | 14,97%                                                  | 14,97%                                                  | 14,97%                                                  | 14,97%                                                  | 14,97%                                                  | 14,97%                                                  | 14,97%                                                  | 14,97%                                                  | 14,97%                                                  | 14,97%                                                  | 14,97%                                                  | 14,97%                                                  | 14,97%                                                  | 14,97%                                                  | 14,97%                                                  | 14,97%                                                  | 14,97%                                                  | 14,97%                                                  | 14,97%                                                  | 14,97%                                                  | 14,97%                                                  | 14,97%                                                  | 14,97%                                                  | 14,97%                                                  | 14,97%                                                  | 14,97%                                                  | 14,97%                                                  | 14,97%                                                  | 14,97%                                                  | 14,97%                                                  | 14,97%                                                  | 14,97%                                                  | 14,97%                                                  | 14,97%                                                  | 14,97%                                                  | 14,97%                                                  | 14,97%                                                  | 14,97%                                                  | 14,97%                                                  | 14,97%                                                  | 14,97%                                                  | 14,97%                                                  | 14,97%                                                  | 14,97%                                                  | 14,97%                                                  | 14,97%                                                  | 14,97%                                                  | 14,97%                                                  | 14,97%                                                  | 14,97%                                                  | 14,97%                                                  | 14,97%                                                  | 10,7%                                                   | 10,7%                                                   | 10,7%                                                   | 10,7%                                                   | 10,7%                                                   | 10,7%                                                   | 10,7%                                                   | 10,7%                                                   | 10,7%                                                   | 10,7%                                                   | 10,7%                                                   | 10,7%                                                   | 10,7%                                                   | 10,7%                                                   | 10,7%                                                   | 10,7%                                                   | 10,7%                                                   | 10,7%                                                   | 10,7%                                                   | 10,7%                                                   | 10,7%                                                   | 10,7%                                                   | 10,7%                                                   | 10,7%                                                   | 10,7%                                                   | 10,7%                                                   | 10,7%                                                   | 10,7%                                                   | 10,7%                                                   | 10,7%                                                   | 10,7%                                                   | 10,7%                                                   | 10,7%                                                   | 10,7%                                                   | 10,7%                                                   | 10,7%                                                   | 10,7%                                                   | 10,7%                                                   | 10,7%                                                   | 10,7%                                                   | 10,7%                                                   | 10,7%                                                   | 10,7%                                                   | 10,7%                                                   | 10,7%                                                   | 10,7%                                                   | 10,7%                                                   | 10,7%                                                   | 10,7%                                                   | 10,7%                                                   | 10,7%                                                   | 10,7%                                                   | 10,7%                                                   | 10,7%                                                   | 10,7%                                                   | 10,7%                                                   | 10,7%                                                   | 10,7%                                                   | 10,7%                                                   | 10,7%                                                   | 10,7%                                                   | 10,7%                                                   | 10,7%                                                   | 10,7%                                                   | 10,7%                                                   | 10,7%                                                   | 10,7%                                                   | 10,7%                                                   | 10,7%                                                   | 10,7%                                                   | 10,7%                                                   | 10,7%                                                   | 10,7%                                                   | 10,7%                                                   | 10,7%                                                   | 10,7%                                                   | 10,7%                                                   | 10,7%                                                   | 10,7%                                                   | 10,7%                                                   | 10,7%                                                   | 10,7%                                                   | 10,7%                                                   | 10,7%                                                   | 10,7%                                                   | 10,7%                                                   | 10,7%                                                   | 10,7%                                                   | 10,7%                                                   | 10,7%                                                   | 10,7%                                                   | 10,6%                                                   | 10,6%                                                   | 10,6%                                                   | 10,6%                                                   | 10,6%                                                   | 10,6%                                                   | 10,6%                                                   | 10,6%                                                   | 10,6%                                                   | 10,6%                                                   | 10,6%                                                   | 10,6%                                                   | 10,6%                                                   | 10,6%                                                   | 10,6%                                                   | 10,6%                                                   | 10,6%                                                   | 10,6%                                                   | 10,6%                                                   | 10,6%                                                   | 10,6%                                                   | 10,6%                                                   | 10,6%                                                   | 10,6%                                                   | 10,6%                                                   | 10,6%                                                   | 10,6%                                                   | 10,6%                                                   | 10,6%                                                   | 10,6%                                                   | 10,6%                                                   | 10,6%                                                   | 10,6%                                                   | 10,6%                                                   | 10,6%                                                   | 10,6%                                                   | 10,6%                                                   | 10,6%                                                   | 10,6%                                                   | 10,6%                                                   | 10,6%                                                   | 10,6%                                                   | 10,6%                                                   | 10,6%                                                   | 10,6%                                                   | 10,6%                                                   | 10,6%                                                   | 10,6%                                                   | 10,6%                                                   | 10,6%                                                   | 10,6%                                                   | 10,6%                                                   | 10,6%                                                   | 10,6%                                                   | 10,6%                                                   | 10,6%                                                   | 10,6%                                                   | 10,6%                                                   | 10,6%                                                   | 10,6%                                                   | 10,6%                                                   | 10,6%                                                   | 10,6%                                                   | 10,6%                                                   | 10,6%                                                   | 10,6%                                                   | 10,6%                                                   | 10,6%                                                   | 10,6%                                                   | 10,6%                                                   | 10,6%                                                   | 10,6%                                                   | 10,6%                                                   | 10,6%                                                   | 10,6%                                                   | 10,6%                                                   | 10,6%                                                   | 10,6%                                                   | 10,6%                                                   | 10,6%                                                   | 10,6%                                                   | 10,6%                                                   | 10,6%                                                   | 10,6%                                                   | 10,6%                                                   | 10,6%                                                   | 10,6%                                                   | 10,6%                                                   | 10,6%                                                   | 10,6%                                                   | 10,6%                                                   | 2,58%                                                   | 2,58%                                                   | 2,58%                                                   | 2,58%                                                   | 2,58%                                                   | 2,58%                                                   | 2,58%                                                   | 2,58%                                                   | 2,58%                                                   | 2,58%                                                   | 2,58%                                                   | 2,58%                                                   | 2,58%                                                   | 2,58%                                                   | 2,58%                                                   | 2,58%                                                   | 2,58%                                                   | 2,58%                                                   | 2,58%                                                   | 2,58%                                                   | 2,58%                                                   | 2,58%                                                   | 2,58%                                                   | 2,58%                                                   | 2,58%                                                   | 2,58%                                                   | 2,58%                                                   | 2,58%                                                   | 2,58%                                                   | 2,58%                                                   | 2,58%                                                   | 2,58%                                                   | 2,58%                                                   | 2,58%                                                   | 2,58%                                                   | 2,58%                                                   | 2,58%                                                   | 2,58%                                                   | 2,58%                                                   | 2,58%                                                   | 2,58%                                                   | 2,58%                                                   | 2,58%                                                   | 2,58%                                                   | 2,58%                                                   | 2,58%                                                   | 2,58%                                                   | 2,58%                                                   | 2,58%                                                   | 2,58%                                                   | 2,58%                                                   | 2,58%                                                   | 2,58%                                                   | 2,58%                                                   | 2,58%                                                   | 2,58%                                                   | 2,58%                                                   | 2,58%                                                   | 2,58%                                                   | 2,58%                                                   | 2,58%                                                   | 2,58%                                                   | 2,58%                                                   | 2,58%                                                   | 2,58%                                                   | 2,58%                                                   | 2,58%                                                   | 2,58%                                                   | 2,58%                                                   | 2,58%                                                   | 2,58%                                                   | 2,58%                                                   | 2,58%                                                   | 2,58%                                                   | 2,58%                                                   | 2,58%                                                   | 2,58%                                                   | 2,58%                                                   | 2,58%                                                   | 2,58%                                                   | 2,58%                                                   | 2,58%                                                   | 2,58%                                                   | 2,58%                                                   | 2,58%                                                   | 2,58%                                                   | 2,58%                                                   | 2,58%                                                   | 2,58%                                                   | 2,58%                                                   | 2,58%                                                   | -                                                       | -                                                       | -                                                       | -                                                       | -                                                       | -                                                       | -                                                       | -                                                       | -                                                       | -                                                       | -                                                       | -                                                       | -                                                       | -                                                       | -                                                       | -                                                       | -                                                       | -                                                       | -                                                       | -                                                       | -                                                       | -                                                       | -                                                       | -                                                       | -                                                       | -                                                       | -                                                       | -                                                       | -                                                       | -                                                       | -                                                       | -                                                       | -                                                       | -                                                       | -                                                       | -                                                       | -                                                       | -                                                       | -                                                       | -                                                       | -                                                       | -                                                       | -                                                       | -                                                       | -                                                       | -                                                       | -                                                       | -                                                       | -                                                       | -                                                       | -                                                       | -                                                       | -                                                       | -                                                       | -                                                       | -                                                       | -                                                       | -                                                       | -                                                       | -                                                       | -                                                       | -                                                       | -                                                       | -                                                       | -                                                       | -                                                       | -                                                       | -                                                       | -                                                       | -                                                       | -                                                       | -                                                       | -                                                       | -                                                       | -                                                       | -                                                       | -                                                       | -                                                       | -                                                       | -                                                       | -                                                       | -                                                       | -                                                       | -                                                       | -                                                       | -                                                       | -                                                       | -                                                       | -                                                       | -                                                       | -                                                       | 16,15%                                                  | 11%                                                     | 19,47%                                                  | ±2,19%                                                  |
| Brâmane/BG RN-09709/2024       | 29/Fev/2024 a 1/Mar/2024 | 800         | 39%                                                     | 39%                                                     | 39%                                                     | 39%                                                     | 39%                                                     | 39%                                                     | 39%                                                     | 39%                                                     | 39%                                                     | 39%                                                     | 39%                                                     | 39%                                                     | 39%                                                     | 39%                                                     | 39%                                                     | 39%                                                     | 39%                                                     | 39%                                                     | 39%                                                     | 39%                                                     | 39%                                                     | 39%                                                     | 39%                                                     | 39%                                                     | 39%                                                     | 39%                                                     | 39%                                                     | 39%                                                     | 39%                                                     | 39%                                                     | 39%                                                     | 39%                                                     | 39%                                                     | 39%                                                     | 39%                                                     | 39%                                                     | 39%                                                     | 39%                                                     | 39%                                                     | 39%                                                     | 39%                                                     | 39%                                                     | 39%                                                     | 39%                                                     | 39%                                                     | 39%                                                     | 39%                                                     | 39%                                                     | 39%                                                     | 39%                                                     | 39%                                                     | 39%                                                     | 39%                                                     | 39%                                                     | 39%                                                     | 39%                                                     | 39%                                                     | 39%                                                     | 39%                                                     | 39%                                                     | 39%                                                     | 39%                                                     | 39%                                                     | 39%                                                     | 39%                                                     | 39%                                                     | 39%                                                     | 39%                                                     | 39%                                                     | 39%                                                     | 39%                                                     | 39%                                                     | 39%                                                     | 39%                                                     | 39%                                                     | 39%                                                     | 39%                                                     | 39%                                                     | 39%                                                     | 39%                                                     | 39%                                                     | 39%                                                     | 39%                                                     | 39%                                                     | 39%                                                     | 39%                                                     | 39%                                                     | 39%                                                     | 39%                                                     | 39%                                                     | 39%                                                     | 17,3%                                                   | 17,3%                                                   | 17,3%                                                   | 17,3%                                                   | 17,3%                                                   | 17,3%                                                   | 17,3%                                                   | 17,3%                                                   | 17,3%                                                   | 17,3%                                                   | 17,3%                                                   | 17,3%                                                   | 17,3%                                                   | 17,3%                                                   | 17,3%                                                   | 17,3%                                                   | 17,3%                                                   | 17,3%                                                   | 17,3%                                                   | 17,3%                                                   | 17,3%                                                   | 17,3%                                                   | 17,3%                                                   | 17,3%                                                   | 17,3%                                                   | 17,3%                                                   | 17,3%                                                   | 17,3%                                                   | 17,3%                                                   | 17,3%                                                   | 17,3%                                                   | 17,3%                                                   | 17,3%                                                   | 17,3%                                                   | 17,3%                                                   | 17,3%                                                   | 17,3%                                                   | 17,3%                                                   | 17,3%                                                   | 17,3%                                                   | 17,3%                                                   | 17,3%                                                   | 17,3%                                                   | 17,3%                                                   | 17,3%                                                   | 17,3%                                                   | 17,3%                                                   | 17,3%                                                   | 17,3%                                                   | 17,3%                                                   | 17,3%                                                   | 17,3%                                                   | 17,3%                                                   | 17,3%                                                   | 17,3%                                                   | 17,3%                                                   | 17,3%                                                   | 17,3%                                                   | 17,3%                                                   | 17,3%                                                   | 17,3%                                                   | 17,3%                                                   | 17,3%                                                   | 17,3%                                                   | 17,3%                                                   | 17,3%                                                   | 17,3%                                                   | 17,3%                                                   | 17,3%                                                   | 17,3%                                                   | 17,3%                                                   | 17,3%                                                   | 17,3%                                                   | 17,3%                                                   | 17,3%                                                   | 17,3%                                                   | 17,3%                                                   | 17,3%                                                   | 17,3%                                                   | 17,3%                                                   | 17,3%                                                   | 17,3%                                                   | 17,3%                                                   | 17,3%                                                   | 17,3%                                                   | 17,3%                                                   | 17,3%                                                   | 17,3%                                                   | 17,3%                                                   | 17,3%                                                   | 17,3%                                                   | 17,3%                                                   | 17,3%                                                   | 17,3%                                                   | 17,3%                                                   | 17,3%                                                   | 17,3%                                                   | 17,3%                                                   | 17,3%                                                   | 17,3%                                                   | 17,3%                                                   | 17,3%                                                   | 17,3%                                                   | 17,3%                                                   | 17,3%                                                   | 17,3%                                                   | 17,3%                                                   | 17,3%                                                   | 17,3%                                                   | 17,3%                                                   | 17,3%                                                   | 17,3%                                                   | 17,3%                                                   | 17,3%                                                   | 17,3%                                                   | 17,3%                                                   | 17,3%                                                   | 17,3%                                                   | 17,3%                                                   | 17,3%                                                   | 17,3%                                                   | 17,3%                                                   | 17,3%                                                   | 17,3%                                                   | 17,3%                                                   | 17,3%                                                   | 17,3%                                                   | 17,3%                                                   | 17,3%                                                   | 17,3%                                                   | 17,3%                                                   | 17,3%                                                   | 17,3%                                                   | 17,3%                                                   | 17,3%                                                   | 17,3%                                                   | 17,3%                                                   | 17,3%                                                   | 17,3%                                                   | 17,3%                                                   | 17,3%                                                   | 17,3%                                                   | 17,3%                                                   | 17,3%                                                   | 17,3%                                                   | 17,3%                                                   | 17,3%                                                   | 17,3%                                                   | 17,3%                                                   | 17,3%                                                   | 17,3%                                                   | 17,3%                                                   | 17,3%                                                   | 17,3%                                                   | 17,3%                                                   | 17,3%                                                   | 17,3%                                                   | 17,3%                                                   | 17,3%                                                   | 17,3%                                                   | 17,3%                                                   | 17,3%                                                   | 17,3%                                                   | 17,3%                                                   | 17,3%                                                   | 17,3%                                                   | 17,3%                                                   | 17,3%                                                   | 17,3%                                                   | 17,3%                                                   | 17,3%                                                   | 17,3%                                                   | 17,3%                                                   | 17,3%                                                   | 17,3%                                                   | 17,3%                                                   | 17,3%                                                   | 17,3%                                                   | 17,3%                                                   | 17,3%                                                   | 17,3%                                                   | 17,3%                                                   | -                                                       | -                                                       | -                                                       | -                                                       | -                                                       | -                                                       | -                                                       | -                                                       | -                                                       | -                                                       | -                                                       | -                                                       | -                                                       | -                                                       | -                                                       | -                                                       | -                                                       | -                                                       | -                                                       | -                                                       | -                                                       | -                                                       | -                                                       | -                                                       | -                                                       | -                                                       | -                                                       | -                                                       | -                                                       | -                                                       | -                                                       | -                                                       | -                                                       | -                                                       | -                                                       | -                                                       | -                                                       | -                                                       | -                                                       | -                                                       | -                                                       | -                                                       | -                                                       | -                                                       | -                                                       | -                                                       | -                                                       | -                                                       | -                                                       | -                                                       | -                                                       | -                                                       | -                                                       | -                                                       | -                                                       | -                                                       | -                                                       | -                                                       | -                                                       | -                                                       | -                                                       | -                                                       | -                                                       | -                                                       | -                                                       | -                                                       | -                                                       | -                                                       | -                                                       | -                                                       | -                                                       | -                                                       | -                                                       | -                                                       | -                                                       | -                                                       | -                                                       | -                                                       | -                                                       | -                                                       | -                                                       | -                                                       | -                                                       | -                                                       | -                                                       | -                                                       | -                                                       | -                                                       | -                                                       | -                                                       | -                                                       | -                                                       | -                                                       | -                                                       | -                                                       | -                                                       | -                                                       | -                                                       | -                                                       | -                                                       | -                                                       | -                                                       | -                                                       | -                                                       | -                                                       | -                                                       | -                                                       | -                                                       | -                                                       | -                                                       | -                                                       | -                                                       | -                                                       | -                                                       | -                                                       | -                                                       | -                                                       | -                                                       | -                                                       | -                                                       | -                                                       | -                                                       | -                                                       | -                                                       | -                                                       | -                                                       | -                                                       | -                                                       | -                                                       | -                                                       | -                                                       | -                                                       | -                                                       | -                                                       | -                                                       | -                                                       | -                                                       | -                                                       | -                                                       | -                                                       | -                                                       | -                                                       | -                                                       | -                                                       | -                                                       | -                                                       | -                                                       | -                                                       | -                                                       | -                                                       | -                                                       | -                                                       | -                                                       | -                                                       | -                                                       | -                                                       | -                                                       | -                                                       | -                                                       | -                                                       | -                                                       | -                                                       | -                                                       | -                                                       | -                                                       | -                                                       | -                                                       | -                                                       | -                                                       | -                                                       | -                                                       | -                                                       | -                                                       | -                                                       | -                                                       | -                                                       | -                                                       | -                                                       | -                                                       | -                                                       | -                                                       | -                                                       | -                                                       | -                                                       | -                                                       | -                                                       | -                                                       | -                                                       | -                                                       | -                                                       | -                                                       | -                                                       | -                                                       | -                                                       | -                                                       | -                                                       | -                                                       | -                                                       | -                                                       | -                                                       | -                                                       | -                                                       | -                                                       | -                                                       | -                                                       | -                                                       | -                                                       | -                                                       | -                                                       | -                                                       | -                                                       | -                                                       | -                                                       | -                                                       | -                                                       | -                                                       | -                                                       | -                                                       | -                                                       | -                                                       | -                                                       | -                                                       | -                                                       | -                                                       | -                                                       | -                                                       | -                                                       | -                                                       | -                                                       | -                                                       | -                                                       | -                                                       | -                                                       | -                                                       | -                                                       | -                                                       | -                                                       | -                                                       | -                                                       | -                                                       | -                                                       | -                                                       | -                                                       | -                                                       | -                                                       | -                                                       | -                                                       | -                                                       | -                                                       | -                                                       | -                                                       | -                                                       | -                                                       | -                                                       | -                                                       | -                                                       | -                                                       | -                                                       | -                                                       | -                                                       | -                                                       | -                                                       | -                                                       | -                                                       | -                                                       | -                                                       | -                                                       | -                                                       | -                                                       | -                                                       | -                                                       | -                                                       | -                                                       | 8%                                                      | 18,4%                                                   | 21,7%                                                   | ±3,4%                                                   |
| Agora Sei RN-05053/2024        | 29/Jan/2024 a 1/Fev/2024 | 800         | 38%                                                     | 38%                                                     | 38%                                                     | 38%                                                     | 38%                                                     | 38%                                                     | 38%                                                     | 38%                                                     | 38%                                                     | 38%                                                     | 38%                                                     | 38%                                                     | 38%                                                     | 38%                                                     | 38%                                                     | 38%                                                     | 38%                                                     | 38%                                                     | 38%                                                     | 38%                                                     | 38%                                                     | 38%                                                     | 38%                                                     | 38%                                                     | 38%                                                     | 38%                                                     | 38%                                                     | 38%                                                     | 38%                                                     | 38%                                                     | 38%                                                     | 38%                                                     | 38%                                                     | 38%                                                     | 38%                                                     | 38%                                                     | 38%                                                     | 38%                                                     | 38%                                                     | 38%                                                     | 38%                                                     | 38%                                                     | 38%                                                     | 38%                                                     | 38%                                                     | 38%                                                     | 38%                                                     | 38%                                                     | 38%                                                     | 38%                                                     | 38%                                                     | 38%                                                     | 38%                                                     | 38%                                                     | 38%                                                     | 38%                                                     | 38%                                                     | 38%                                                     | 38%                                                     | 38%                                                     | 38%                                                     | 38%                                                     | 38%                                                     | 38%                                                     | 38%                                                     | 38%                                                     | 38%                                                     | 38%                                                     | 38%                                                     | 38%                                                     | 38%                                                     | 38%                                                     | 38%                                                     | 38%                                                     | 38%                                                     | 38%                                                     | 38%                                                     | 38%                                                     | 38%                                                     | 38%                                                     | 38%                                                     | 38%                                                     | 38%                                                     | 38%                                                     | 38%                                                     | 38%                                                     | 38%                                                     | 38%                                                     | 38%                                                     | 38%                                                     | 38%                                                     | 15,5%                                                   | 15,5%                                                   | 15,5%                                                   | 15,5%                                                   | 15,5%                                                   | 15,5%                                                   | 15,5%                                                   | 15,5%                                                   | 15,5%                                                   | 15,5%                                                   | 15,5%                                                   | 15,5%                                                   | 15,5%                                                   | 15,5%                                                   | 15,5%                                                   | 15,5%                                                   | 15,5%                                                   | 15,5%                                                   | 15,5%                                                   | 15,5%                                                   | 15,5%                                                   | 15,5%                                                   | 15,5%                                                   | 15,5%                                                   | 15,5%                                                   | 15,5%                                                   | 15,5%                                                   | 15,5%                                                   | 15,5%                                                   | 15,5%                                                   | 15,5%                                                   | 15,5%                                                   | 15,5%                                                   | 15,5%                                                   | 15,5%                                                   | 15,5%                                                   | 15,5%                                                   | 15,5%                                                   | 15,5%                                                   | 15,5%                                                   | 15,5%                                                   | 15,5%                                                   | 15,5%                                                   | 15,5%                                                   | 15,5%                                                   | 15,5%                                                   | 15,5%                                                   | 15,5%                                                   | 15,5%                                                   | 15,5%                                                   | 15,5%                                                   | 15,5%                                                   | 15,5%                                                   | 15,5%                                                   | 15,5%                                                   | 15,5%                                                   | 15,5%                                                   | 15,5%                                                   | 15,5%                                                   | 15,5%                                                   | 15,5%                                                   | 15,5%                                                   | 15,5%                                                   | 15,5%                                                   | 15,5%                                                   | 15,5%                                                   | 15,5%                                                   | 15,5%                                                   | 15,5%                                                   | 15,5%                                                   | 15,5%                                                   | 15,5%                                                   | 15,5%                                                   | 15,5%                                                   | 15,5%                                                   | 15,5%                                                   | 15,5%                                                   | 15,5%                                                   | 15,5%                                                   | 15,5%                                                   | 15,5%                                                   | 15,5%                                                   | 15,5%                                                   | 15,5%                                                   | 15,5%                                                   | 15,5%                                                   | 15,5%                                                   | 15,5%                                                   | 15,5%                                                   | 15,5%                                                   | 15,5%                                                   | 9,2%                                                    | 9,2%                                                    | 9,2%                                                    | 9,2%                                                    | 9,2%                                                    | 9,2%                                                    | 9,2%                                                    | 9,2%                                                    | 9,2%                                                    | 9,2%                                                    | 9,2%                                                    | 9,2%                                                    | 9,2%                                                    | 9,2%                                                    | 9,2%                                                    | 9,2%                                                    | 9,2%                                                    | 9,2%                                                    | 9,2%                                                    | 9,2%                                                    | 9,2%                                                    | 9,2%                                                    | 9,2%                                                    | 9,2%                                                    | 9,2%                                                    | 9,2%                                                    | 9,2%                                                    | 9,2%                                                    | 9,2%                                                    | 9,2%                                                    | 9,2%                                                    | 9,2%                                                    | 9,2%                                                    | 9,2%                                                    | 9,2%                                                    | 9,2%                                                    | 9,2%                                                    | 9,2%                                                    | 9,2%                                                    | 9,2%                                                    | 9,2%                                                    | 9,2%                                                    | 9,2%                                                    | 9,2%                                                    | 9,2%                                                    | 9,2%                                                    | 9,2%                                                    | 9,2%                                                    | 9,2%                                                    | 9,2%                                                    | 9,2%                                                    | 9,2%                                                    | 9,2%                                                    | 9,2%                                                    | 9,2%                                                    | 9,2%                                                    | 9,2%                                                    | 9,2%                                                    | 9,2%                                                    | 9,2%                                                    | 9,2%                                                    | 9,2%                                                    | 9,2%                                                    | 9,2%                                                    | 9,2%                                                    | 9,2%                                                    | 9,2%                                                    | 9,2%                                                    | 9,2%                                                    | 9,2%                                                    | 9,2%                                                    | 9,2%                                                    | 9,2%                                                    | 9,2%                                                    | 9,2%                                                    | 9,2%                                                    | 9,2%                                                    | 9,2%                                                    | 9,2%                                                    | 9,2%                                                    | 9,2%                                                    | 9,2%                                                    | 9,2%                                                    | 9,2%                                                    | 9,2%                                                    | 9,2%                                                    | 9,2%                                                    | 9,2%                                                    | 9,2%                                                    | 9,2%                                                    | 9,2%                                                    | 4,1%                                                    | 4,1%                                                    | 4,1%                                                    | 4,1%                                                    | 4,1%                                                    | 4,1%                                                    | 4,1%                                                    | 4,1%                                                    | 4,1%                                                    | 4,1%                                                    | 4,1%                                                    | 4,1%                                                    | 4,1%                                                    | 4,1%                                                    | 4,1%                                                    | 4,1%                                                    | 4,1%                                                    | 4,1%                                                    | 4,1%                                                    | 4,1%                                                    | 4,1%                                                    | 4,1%                                                    | 4,1%                                                    | 4,1%                                                    | 4,1%                                                    | 4,1%                                                    | 4,1%                                                    | 4,1%                                                    | 4,1%                                                    | 4,1%                                                    | 4,1%                                                    | 4,1%                                                    | 4,1%                                                    | 4,1%                                                    | 4,1%                                                    | 4,1%                                                    | 4,1%                                                    | 4,1%                                                    | 4,1%                                                    | 4,1%                                                    | 4,1%                                                    | 4,1%                                                    | 4,1%                                                    | 4,1%                                                    | 4,1%                                                    | 4,1%                                                    | 4,1%                                                    | 4,1%                                                    | 4,1%                                                    | 4,1%                                                    | 4,1%                                                    | 4,1%                                                    | 4,1%                                                    | 4,1%                                                    | 4,1%                                                    | 4,1%                                                    | 4,1%                                                    | 4,1%                                                    | 4,1%                                                    | 4,1%                                                    | 4,1%                                                    | 4,1%                                                    | 4,1%                                                    | 4,1%                                                    | 4,1%                                                    | 4,1%                                                    | 4,1%                                                    | 4,1%                                                    | 4,1%                                                    | 4,1%                                                    | 4,1%                                                    | 4,1%                                                    | 4,1%                                                    | 4,1%                                                    | 4,1%                                                    | 4,1%                                                    | 4,1%                                                    | 4,1%                                                    | 4,1%                                                    | 4,1%                                                    | 4,1%                                                    | 4,1%                                                    | 4,1%                                                    | 4,1%                                                    | 4,1%                                                    | 4,1%                                                    | 4,1%                                                    | 4,1%                                                    | 4,1%                                                    | 4,1%                                                    | 4,1%                                                    | 0,8%                                                    | 0,8%                                                    | 0,8%                                                    | 0,8%                                                    | 0,8%                                                    | 0,8%                                                    | 0,8%                                                    | 0,8%                                                    | 0,8%                                                    | 0,8%                                                    | 0,8%                                                    | 0,8%                                                    | 0,8%                                                    | 0,8%                                                    | 0,8%                                                    | 0,8%                                                    | 0,8%                                                    | 0,8%                                                    | 0,8%                                                    | 0,8%                                                    | 0,8%                                                    | 0,8%                                                    | 0,8%                                                    | 0,8%                                                    | 0,8%                                                    | 0,8%                                                    | 0,8%                                                    | 0,8%                                                    | 0,8%                                                    | 0,8%                                                    | 0,8%                                                    | 0,8%                                                    | 0,8%                                                    | 0,8%                                                    | 0,8%                                                    | 0,8%                                                    | 0,8%                                                    | 0,8%                                                    | 0,8%                                                    | 0,8%                                                    | 0,8%                                                    | 0,8%                                                    | 0,8%                                                    | 0,8%                                                    | 0,8%                                                    | 0,8%                                                    | 0,8%                                                    | 0,8%                                                    | 0,8%                                                    | 0,8%                                                    | 0,8%                                                    | 0,8%                                                    | 0,8%                                                    | 0,8%                                                    | 0,8%                                                    | 0,8%                                                    | 0,8%                                                    | 0,8%                                                    | 0,8%                                                    | 0,8%                                                    | 0,8%                                                    | 0,8%                                                    | 0,8%                                                    | 0,8%                                                    | 0,8%                                                    | 0,8%                                                    | 0,8%                                                    | 0,8%                                                    | 0,8%                                                    | 0,8%                                                    | 0,8%                                                    | 0,8%                                                    | 0,8%                                                    | 0,8%                                                    | 0,8%                                                    | 0,8%                                                    | 0,8%                                                    | 0,8%                                                    | 0,8%                                                    | 0,8%                                                    | 0,8%                                                    | 0,8%                                                    | 0,8%                                                    | 0,8%                                                    | 0,8%                                                    | 0,8%                                                    | 0,8%                                                    | 0,8%                                                    | 0,8%                                                    | 0,8%                                                    | 0,8%                                                    | 5,9%                                                    | 5,9%                                                    | 5,9%                                                    | 5,9%                                                    | 5,9%                                                    | 5,9%                                                    | 5,9%                                                    | 5,9%                                                    | 5,9%                                                    | 5,9%                                                    | 5,9%                                                    | 5,9%                                                    | 5,9%                                                    | 5,9%                                                    | 5,9%                                                    | 5,9%                                                    | 5,9%                                                    | 5,9%                                                    | 5,9%                                                    | 5,9%                                                    | 5,9%                                                    | 5,9%                                                    | 5,9%                                                    | 5,9%                                                    | 5,9%                                                    | 5,9%                                                    | 5,9%                                                    | 5,9%                                                    | 5,9%                                                    | 5,9%                                                    | 5,9%                                                    | 5,9%                                                    | 5,9%                                                    | 5,9%                                                    | 5,9%                                                    | 5,9%                                                    | 5,9%                                                    | 5,9%                                                    | 5,9%                                                    | 5,9%                                                    | 5,9%                                                    | 5,9%                                                    | 5,9%                                                    | 5,9%                                                    | 5,9%                                                    | 5,9%                                                    | 5,9%                                                    | 5,9%                                                    | 5,9%                                                    | 5,9%                                                    | 5,9%                                                    | 5,9%                                                    | 5,9%                                                    | 5,9%                                                    | 5,9%                                                    | 5,9%                                                    | 5,9%                                                    | 5,9%                                                    | 5,9%                                                    | 5,9%                                                    | 5,9%                                                    | 5,9%                                                    | 5,9%                                                    | 5,9%                                                    | 5,9%                                                    | 5,9%                                                    | 5,9%                                                    | 5,9%                                                    | 5,9%                                                    | 5,9%                                                    | 5,9%                                                    | 5,9%                                                    | 5,9%                                                    | 5,9%                                                    | 5,9%                                                    | 5,9%                                                    | 5,9%                                                    | 5,9%                                                    | 5,9%                                                    | 5,9%                                                    | 5,9%                                                    | 5,9%                                                    | 5,9%                                                    | 5,9%                                                    | 5,9%                                                    | 5,9%                                                    | 5,9%                                                    | 5,9%                                                    | 5,9%                                                    | 5,9%                                                    | 5,9%                                                    | 14,2%                                                   | 12,3%                                                   | 22,5%                                                   | ±3,4%                                                   |

### Controvérsias
No dia 18 de setembro de 2024, a coligação Bora Natal entrou com um pedido de tutela antecipada pela impugnação ao registro e divulgação da pesquisa eleitoral sob o nº RN-06327/2024, realizada pelo Ranking Brasil Inteligência e contratada pelo jornal O Potengi.

## Resultados

### Prefeito
Fonte: TSE
| Candidato(a) a prefeito(a) | Candidato(a) a prefeito(a) | Candidato(a) a vice-prefeito(a) | 1º turno 6 de outubro de 2024 | 1º turno 6 de outubro de 2024 | 2º turno 27 de outubro de 2024 | 2º turno 27 de outubro de 2024 |
| Candidato(a) a prefeito(a) | Candidato(a) a prefeito(a) | Candidato(a) a vice-prefeito(a) | Votação                       | Votação                       | Votação                        | Votação                        |
| Candidato(a) a prefeito(a) | Candidato(a) a prefeito(a) | Candidato(a) a vice-prefeito(a) | Total                         | %                             | Total                          | %                              |
| -------------------------- | -------------------------- | ------------------------------- | ----------------------------- | ----------------------------- | ------------------------------ | ------------------------------ |
|                            | Paulinho Freire (UNIÃO)    | Joanna Guerra (Republicanos)    | 171.146                       | 44,08%                        | 222.661                        | 55,34%                         |
|                            | Natália Bonavides (PT)     | Milklei Leite (PV)              | 110.483                       | 28,45%                        | 179.714                        | 44,66%                         |
|                            | Carlos Eduardo Alves (PSD) | Jacó Jacóme (PSD)               | 93.013                        | 23,95%                        | Não participaram               | Não participaram               |
|                            | Rafael Motta (Avante)      | José Abdon (Avante)             | 12.532                        | 3,23%                         | Não participaram               | Não participaram               |
|                            | Nando Poeta (PSTU)         | Tiago Silva (PSTU)              | 651                           | 0,17%                         | Não participaram               | Não participaram               |
|                            | Heró Bezerra (PRTB)        | Antônio Bento (PRTB)            | 461                           | 0,12%                         | Não participaram               | Não participaram               |
| Total de votos válidos     | Total de votos válidos     | Total de votos válidos          | 388.286                       | 100%                          | 402.375                        | 100%                           |
| → Votos válidos            | → Votos válidos            | → Votos válidos                 | 388.286                       | 90,20%                        | 402.375                        | 94,55%                         |
| → Votos brancos            | → Votos brancos            | → Votos brancos                 | 14.705                        | 3,42%                         | 7.106                          | 1,67%                          |
| → Votos nulos              | → Votos nulos              | → Votos nulos                   | 27.462                        | 6,38%                         | 16.084                         | 3,78%                          |
| Total de votos             | Total de votos             | Total de votos                  | 430.453                       | 100%                          | 425.565                        | 100%                           |
| → Total de votos           | → Total de votos           | → Total de votos                | 430.453                       | 74,78%                        | 425.565                        | 73,93%                         |
| → Abstenções               | → Abstenções               | → Abstenções                    | 145.176                       | 25,22%                        | 150.064                        | 26,07%                         |
| Eleitores aptos a votar    | Eleitores aptos a votar    | Eleitores aptos a votar         | 575.629                       | 100%                          | 575.629                        | 100%                           |

### Vereadores
Fontes: TSE e Câmara Municipal de Natal
Nota: O ícone  indica quais foram reeleitos.
|                                                                                           |                                     |                                     |          |
| Partido/Federação                                                                         | Votação                             | Votação                             | Votação  |
| Partido/Federação                                                                         | Total                               | %                                   | Assentos |
| UNIÃO                                                                                     | 68.340                              | 17,21%                              | 6 / 29   |
| Robson Carvalho Camila Araújo Nina Souza Tércio Tinôco Matheus Faustino Tárcio de Eudiane | 9.785 6.563 6.127 5.707 5.195 4.692 | 2,46% 1,65% 1,54% 1,44% 1,31% 1,18% | —        |
| Republicanos                                                                              | 50.556                              | 12,73%                              | 4 / 29   |
| Irapoã Daniel Rendall Léo Souza Kleber Fernandes                                          | 7.760 7.417 5.435 5.334             | 1,95% 1,86% 1,37% 1,34%             | —        |
| PP                                                                                        | 48.329                              | 12,19%                              | 4 / 29   |
| Eriko Jácome Cláudio Custódio Pedro Henrique Daniel Santiago                              | 8.819 3.939 3.728 3.721             | 2,22% 0,99% 0,94%                   | —        |
| Federação Brasil da Esperança (PT/PCdoB/PV)                                               | 47.653                              | 12,00%                              | 4 / 29   |
| Daniel Valença (PT) Brisa (PT) Herberth Sena (PV) Samanda (PT)                            | 8.249 6.877 6.709 5.189             | 2,08% 1,73% 1,69% 1,31%             | —        |
| Federação PSDB Cidadania                                                                  | 28.324                              | 7,13%                               | 2 / 29   |
| Aldo Clemente (PSDB) Hermes Câmara (Cidadania)                                            | 5.113 4.022                         | 1,29% 1,01%                         | —        |
| Solidariedade                                                                             | 25.210                              | 6,34%                               | 2 / 29   |
| Anne Lagartixa Fulvio                                                                     | 3.518 3.086                         | 0,89% 0,78%                         | —        |
| Federação PSOL REDE                                                                       | 24.108                              | 6,07%                               | 2 / 29   |
| Thabatta Pimenta (PSOL) Eribaldo Medeiros (REDE)                                          | 7.085 4.135                         | 1,78% 1,04%                         | —        |
| PL                                                                                        | 22.729                              | 5,72%                               | 2 / 29   |
| Subtenente Eliable Tony Henrique                                                          | 4.224 3.206                         | 1,06% 0,81%                         | —        |
| PODE                                                                                      | 20.522                              | 5,17%                               | 1 / 29   |
| Preto Aquino                                                                              | 4.959                               | 1,25%                               | —        |
| PSD                                                                                       | 19.783                              | 4,98%                               | 1 / 29   |
| Luciano Nascimento                                                                        | 4.214                               | 1,06%                               | —        |
| DC                                                                                        | 15.461                              | 3,89%                               | 1 / 29   |
| João Batista Torres                                                                       | 3.565                               | 0,90%                               | —        |
| MDB                                                                                       | 10.298                              | 2,59%                               | 0 / 29   |
| PDT                                                                                       | 5.917                               | 1,49%                               | 0 / 29   |
| Avante                                                                                    | 5.318                               | 1,34%                               | 0 / 29   |
| PSB                                                                                       | 4.303                               | 1,08%                               | 0 / 29   |
| UP                                                                                        | 555                                 | 0,14%                               | 0 / 29   |
| PSTU                                                                                      | 395                                 | 0,10%                               | 0 / 29   |
| PRTB                                                                                      | 193                                 | 0,05%                               | 0 / 29   |
| Total de votos válidos                                                                    | 397.170                             | 100%                                | —        |
| → Votos válidos                                                                           | 397.170                             | 99,79%                              | —        |
| → Votos anulados                                                                          | 824                                 | 0,21%                               | —        |
| Total de votos a candidatos concorrentes                                                  | 397.994                             | 100%                                | —        |
| → Votos a candidatos concorrentes                                                         | 397.994                             | 92,46%                              | —        |
| → Votos brancos                                                                           | 13.754                              | 3,20%                               | —        |
| → Votos nulos                                                                             | 18.705                              | 4,35%                               | —        |
| Total de votos                                                                            | 430.453                             | 100%                                | —        |
| → Total de votos                                                                          | 430.453                             | 74,78%                              | —        |
| → Abstenções                                                                              | 145.176                             | 25,22%                              | —        |
| Eleitores aptos a votar                                                                   | 575.629                             | 100%                                | —        |